# Bunuri mobile din domeniul documente clasate în patrimoniul cultural național al României aflate în județul Brașov
Acestă listă conține bunurile mobile din domeniul documente clasate în Patrimoniul cultural național al României aflate la momentul clasării în județul Brașov.

## Tezaur
| Foto | Informații generale | Detalii tehnice                                                                          | Descriere | Deținător                         | Legături |
| ---- | --- | ---------------------------------------------------------------------------------------- | --- | --------------------------------- | -------- |
|      | Norme emise de Guberniul Transilvaniei Autor: Guberniul Transilvaniei                                                                | Datare: 1699 Dimensiuni: 31x19,6 cm Material: hârtie                                     | Instrucțiuni ce fixau normele după care să se conducă Comisiile mixte din fiecare confesiune receptă, emisă de Guberniul Transilvaniei în numele Împăratului. Acestea priveau opțiunea populației românești din fiecare district de a se uni cu oricare din cele patru confesiuni recepte, sau să rămână în credința lor părintească. Documentul se referă în cele șase puncte la organizarea stațiilor unde vor fi convocați locuitorii satelor, călugării și preoții români. | Muzeul „Casa Mureșenilor”, Brașov | Cimec    |
|      | Actul de donație al castelului Bran către Regina Maria a României Autor: Hermann Morres                                              | Datare: 1 decembrie 1920 Dimensiuni: L: 42 cm: l: 33 cm Material: hârtie                 | Documentul este prins într-o mapă ale cărei coperți, la exterior, sunt îmbrăcate în piele de căprioară. Pe prima copertă: aplicații din metal (central coroană care surmontează o monogramă încadrată de trei reprezentări florale iar în cele patru colțuri casete din metal incizate cu motive vegetale); coperta II și III din mătase roșie. Documentul propriu-zis are pe prima copertă coroana regală iar pe coperta II stema orașului Brașov. Actul de donație, bilingv, este scris cu caractere gotice. La începutul documentului, într-un medalion este pictat castelul Bran (numele pictorului, Hermann Moress, apare în medalion). Donația este o expresie a venerației sincere pe care brașovenii o purtau Regienei Maria, ”marea regină care usucă lacrămile văduvelor și orfanilor”. Documentul a fost adoptat de Consiliul orășenesc al orașului Brașov, reprezentat de primarul dr. Karl Schnell.                                                                            | Muzeul Național Bran, Brașov      | Cimec    |
|      | Scrisoare adresată de Principesa Ileana a României lui Radu Cuțarida Autor: Principesa Ileana                                        | Datare: 21 aprilie 1930 Dimensiuni: L: 27 cm: l: 21 cm Material: hârtie                  | Principesa Ileana povestește călătoria sa la Locurile Sfinte: Ierusalim, Bethleem. Ea își exprimă starea de tristețe pe care a resimțit-o sărbătorind Paștele printre străini. Starea îi era accentuată și de ruperea logodnei cu Alexandru (Lexel, menționat în scrisoare spre sfârșit) de Hochberg. În ziua în care ar fi trebuit să se oficieze logodna sa, ea se afla la Alexandria. Din tonul scrisorii reiese faptul că adresantul îi era un foarte bun prieten. Scrisoarea este redactată pe hârtie de culoare albastră și conține 6 pagini, pe fiecare filă fiind blazonul Legației regale a României în Egipt. Se păstrează într-un plic antedatat cu sigiliul Principesei Ileana. | Muzeul Național Bran, Brașov      | Cimec    |
|      | Regulament Junii Brașoveni Autor: Barac, Iosif                                                                                       | Datare: 1884 aprilie 01 Dimensiuni: 34/21 cm Material: hârtie                            | Barac Iosif descrie regulamentul organizării și petrecerii Junilor Români din Scheii Brașovului, obicei păstrat, se pare, din 1392. | Muzeul „Casa Mureșenilor”, Brașov | Cimec    |
|      | Societatea Academică Română către Mureșianu Iacob Autor: Academia Română                                                             | Datare: 1877 octombrie 11/23 Dimensiuni: 27/21 cm Material: hârtie                       | Prin adresa nr.55/1877 Societatea Academică Română îi face cunoscut lui Iacob Mureșianu că a fost numit membru de onoare în baza lucrărilor, studiilor și operelor literare și științifice. Prezintă antetul Societății Academice Române. | Muzeul „Casa Mureșenilor”, Brașov | Cimec    |
|      | Programa Gimnaziului din Bistrița Autor: Gimnaziul Bistrița                                                                          | Datare: 1832 Dimensiuni: 21,5/17,5 cm Material: hârtie manuală                           | Documentul cuprinde lista cu elevii gimnaziului catolic din Bistrița precum și programa obiectelor sau materiilor de studiu din anul 1832. Printre elevii clasei a II-a de umanioare este menționat poetul Andrei Mureșanu (Morosan Andreas). A fost tipărită de Emanuel Filtsch în "Tipografia Bistrițeană". | Muzeul „Casa Mureșenilor”, Brașov | Cimec    |
|      | Pop Vasile Ladislau către Mureșianu Iacob Autor: Pop, Vasile Ladislau                                                                | Datare: 1860 august 03 Dimensiuni: 21,4/13 cm Material: hârtie                           | Pop Vasile Ladislau (1819-1875) îi scrie lui Mureșianu Iacob (1812-1887) despre posibilitatea ca în instanțele judecătorești să se folosească și limba română pe lângă cea maghiară și germană. | Muzeul „Casa Mureșenilor”, Brașov | Cimec    |
|      | Pop Vasile Ladislau către Mureșianu Iacob Autor: Pop, Vasile Ladislau                                                                | Datare: 1861 mai 13 Dimensiuni: 21/13 cm Material: hârtie                                | Pop Vasile Ladislau (1819-1875) îi transmite lui Mureșianu Iacob (1812-1887) informații despre alegerea deputaților români în Dieta Transilvaniei; maghiarii sunt nemulțumiți de numărul mare al deputaților români, acuzându-i că ar dori autonomia Transilvaniei. | Muzeul „Casa Mureșenilor”, Brașov | Cimec    |
|      | Pop Vasile Ladislau către Mureșianu Iacob Autor: Pop, Vasile Ladislau                                                                | Datare: 1861 ianuarie 03 Dimensiuni: 21,3/13,2 cm Material: hârtie                       | Pop Vasile Ladislau (1819-1875) îi transmite lui Mureșianu Iacob (1812-1887) informații despre Conferința de la Alba-Iulia, la care vor participa 40 de membri, reprezentându-i pe unguri, secui și sași. Cere să i se trimită un exemplar din "Gazeta Transilvaniei". | Muzeul „Casa Mureșenilor”, Brașov | Cimec    |
|      | Pop Vasile Ladislau către Mureșianu Iacob Autor: Pop, Vasile Ladislau                                                                | Datare: 1861 august 20 Dimensiuni: 29/23 cm Material: hârtie                             | Pop Vasile Ladislau (1819-1875) îl informează pe Mureșianu Iacob (1812-1887) despre numirea lui Nadejdy ca ministru al justiției. Anunță și amânarea deschiderii lucrărilor Dietei Transilvaniei. | Muzeul „Casa Mureșenilor”, Brașov | Cimec    |
|      | Pop Vasile Ladislau către Mureșianu Iacob Autor: Pop, Vasile Ladislau                                                                | Datare: 1862 ianuarie 22 Dimensiuni: 22/14,5 cm Material: hârtie                         | Pop Vasile Ladislau (1819-1875) îi mulțumește lui Mureșianu Iacob (1812-1887) pentru cuvintele frumoase pe care i le-a adresat cu ocazia numirii sale ca viceguvernator al Transilvaniei. Deplânge soarta națiunii române din Transilvania. | Muzeul „Casa Mureșenilor”, Brașov | Cimec    |
|      | Pop Vasile Ladislau către Mureșianu Iacob Autor: Pop, Vasile Ladislau                                                                | Datare: 1863 mai 09 Dimensiuni: 21,5/14,5 cm Material: hârtie                            | Pop Vasile Ladislau (1819-1875) îi prezintă lui Mureșianu Iacob (1812-1887) lista cu candidații la funcția de deputați ai comitatului Dăbâca. | Muzeul „Casa Mureșenilor”, Brașov | Cimec    |
|      | Pop Vasile Ladislau către Mureșianu Iacob Autor: Pop, Vasile Ladislau                                                                | Datare: 1863 mai 09 Dimensiuni: 21/13,8 cm Material: hârtie                              | Pop Vasile Ladislau (1819-1875) îl anunță pe Mureșianu Iacob (1812-1887) de sosirea Rescriptului Imperial prin care se anunță continuarea Dietei Transilvaniei cu data de 1 iulie. Actul este scris în trei limbi: maghiară, germană și română iar sub fiecare coloană sunt semnăturile a trei personalități: Împăratul Franz Josif, Ministrul Nadajdy și consilierul Reichenstein. | Muzeul „Casa Mureșenilor”, Brașov | Cimec    |
|      | Pop Vasile Ladislau către Mureșianu Iacob Autor: Pop, Vasile Ladislau                                                                | Datare: 1860 noiembrie 22 Dimensiuni: 21,5/13,2 cm Material: hârtie                      | Pop Vasile Ladislau (1819-1875) se arată îngrijorat de situația românilor din Transilvania. Este nemulțumit că nu există intelectuali români care să lupte pentru îmbunătățirea situației românilor din Transilvania. | Muzeul „Casa Mureșenilor”, Brașov | Cimec    |
|      | Pop Vasile Ladislau către Mureșianu Iacob Autor: Pop, Vasile Ladislau                                                                | Dimensiuni: 21,5/13 cm Material: hârtie                                                  | Pop Vasile Ladislau (1819-1875) trimite lui Mureșianu Iacob (1812-1887) două acte în cauza moștenirii Lemeny pentru a fi publicate în "Gazetă". | Muzeul „Casa Mureșenilor”, Brașov | Cimec    |
|      | Pop Vasile Ladislau către Mureșianu Iacob Autor: Pop, Vasile Ladislau                                                                | Datare: 1861 decembrie 24 Dimensiuni: 21,6/13,2 cm Material: hârtie                      | Pop Vasile Ladislau (1819-1875) îi scrie lui Mureșianu Iacob (1812-1887) despre situația politică din Transilvania. Transmite un articol pentru "Gazetă". Cere abonamente pe semestrul al II-lea, la "Gazeta Transilvaniei" pentru dl. Iosef Macendorf și dl. Maior. | Muzeul „Casa Mureșenilor”, Brașov | Cimec    |
|      | Pop Vasile Ladislau către Mureșianu Iacob Autor: Pop, Vasile Ladislau                                                                | Datare: 1861 f.d Dimensiuni: 21,5/13,5 cm Material: hârtie                               | Pop Vasile Ladislau (1819-1875) îi povestește lui Mureșianu Iacob despre Marea Adunare Națională de la Blaj, din mai 1848 și mai cu seamă despre opiniile diferite ale participanților în vederea alianței românilor cu maghiarii sau austriecii. Nu este de acord cu niciuna dintre aceste păreri întrucât nu are încredere nici în austrieci dar nici în maghiari. | Muzeul „Casa Mureșenilor”, Brașov | Cimec    |
|      | Pop Vasile Ladislau către Mureșianu Iacob Autor: Pop, Vasile Ladislau                                                                | Dimensiuni: 21,4/14 cm Material: hârtie                                                  | Pop Vasile Ladislau (1819-1875) îi cere lui Mureșianu Iacob (1812-1887) să-i informeze pe cititorii "Gazetei" de numirea lui Bologa în funcția de Consilier de Curte și a lui Măcelariu în funcția de Consilier Gubernial. Anunță apariția "Foii Asociațiunii". Amintește de înmormântarea Mitropolitului Șuluțiu. | Muzeul „Casa Mureșenilor”, Brașov | Cimec    |
|      | Pop Vasile Ladislau către Mureșianu Iacob Autor: Pop, Vasile Ladislau                                                                | Datare: 1870 aprilie 24 Dimensiuni: 20,7/14 cm Material: hârtie                          | Pop Vasile Ladislau (1819-1875) îi mulțumește lui Mureșianu Iacob pentru urările frumoase și sincere adresate cu prilejul Sfintelor Sărbători de Paște. Își exprimă speranța că și națiunea română va lupta pentru eliberarea de sub dominație străină, în cadrul așa numitei "chestiuni orientale". | Muzeul „Casa Mureșenilor”, Brașov | Cimec    |
|      | Pop Vasile Ladislau către Mureșianu Iacob Autor: Pop, Vasile Ladislau                                                                | Datare: 1872 mai 15 Dimensiuni: 23/15 cm Material: hârtie                                | Pop Vasile Ladislau (1819-1875) îi mulțumește lui Mureșianu Iacob (1812-1887) că a scris un articol pentru a-l apăra în foile Gazetei. În calitate de președinte al Asociațiunii Transilvane pentru Literatura Română și Cultura Poporului Român (ASTRA) îi comunică lui Iacob că în ședința Asociației de la Sibiu din 1872 s-a hotărât activitate și prin participarea la alegerile dietale. | Muzeul „Casa Mureșenilor”, Brașov | Cimec    |
|      | Papiu Ilarian Alexandru către Mureșianu Iacob Autor: Papiu-Ilarian, Alexandru                                                        | Datare: 1852 octombrie 02 Dimensiuni: 21,1/13,7 cm Material: hârtie                      | Papiu Ilarian Alexandru (1827-1877) îi prezintă lui Mureșianu Iacob (1812-1887) punctul său de vedere referitor la problema înființării de școli pentru români. Părerea sa este diferită de cea a "Gazetei" și tocmai această neconcordanță constituie subiectul a numeroase articole apărute în acest ziar. | Muzeul „Casa Mureșenilor”, Brașov | Cimec    |
|      | Papiu Ilarian Alexandru către Mureșianu Iacob Autor: Papiu-Ilarian, Alexandru                                                        | Datare: 1852 octombrie 24 Dimensiuni: 20,9/13,6 cm Material: hârtie                      | Papiu Ilarian Alexandru (1827-1877) îl informează pe Mureșianu Iacob (1812-1887) despre activitatea lui H. Desprez, în prezentarea reală a popoarelor din răsăritul Europei. Face o comparație între punctul de vedere al istoricilor vest-europeni și cel al celor din est cu privire la poparele răsăritene. Cere să se publice în "Gazetă" o scrisoare a lui Desprez. Speră că istoria sa va fi publicată și la Brașov, unde, apoi va fi și spre vânzare. Amintește de Bărnuțiu, care a plecat la Universitatea din Pavia. | Muzeul „Casa Mureșenilor”, Brașov | Cimec    |
|      | Papiu Ilarian Alexandru către Mureșianu Iacob Autor: Papiu-Ilarian, Alexandru                                                        | Datare: 1852 decembrie 11 Material: hârtie                                               | Alexandru Papiu Ilarian (1827-1877) îi citează lui Iacob Mureșianu (1812-1887) un fragment din scrisoarea lui Simion Bărnuțiu (1808-1864) în care face referire la necesitatea înființării unei Academii la români cu sprijinul lui Andrei Șaguna și Alexandru Șuluțiu Sterca. Oferă informații despre viața sa ca student la Padova. | Muzeul „Casa Mureșenilor”, Brașov | Cimec    |
|      | Papiu Ilarian Alexandru către Mureșianu Iacob Autor: Papiu-Ilarian, Alexandru                                                        | Datare: 1861 ianuarie 20 Dimensiuni: 20,5/13,2 cm Material: hârtie                       | Alexandru Papiu Ilarian (1827-1877) îl informează pe Iacob Mureșianu (1812-1887) că s-a abonat la "Gazetă" și la "Foaie" atât pentru anul în curs cât și pentru cel trecut. Cere să i se trimită colecția completă din cele două ziare pe anul trecut. Exprimă dorința bănățenilor de a se uni cu Transilvania și nicidecum cu Ungaria. | Muzeul „Casa Mureșenilor”, Brașov | Cimec    |
|      | Nos rector et Antiquissima ac Celeberrima Universitas Vindobonensis Autor: Universitatea din Viena                                   | Datare: 11 decembrie 1872 Dimensiuni: 54,3/45 cm Material: pergament                     | Diploamă vieneză aparținând lui Aurel Mureșianu acordată cu titlul de dr. în drept la Universitatea din Viena. Are timbru fiscal de 14 fl. și ștampila Univeristății cu următorul înscris: C:R.UNIVERS:VIENNA. Diploma este însoțită de sigiliu. | Muzeul „Casa Mureșenilor”, Brașov | Cimec    |
|      | Colecția suplimentului literar al "Gazetei de Transilvania" pe anul 1838 Autor: Barițiu, George; Tipografia lui Johann Gott.         | Datare: 1838 ianuarie 01 Dimensiuni: 23,3 cm x 18,9 cm x 3,9 cm Material: hârtie manuală | Colecția integrală pe anul 1838 cu titlul "Foaie pentru minte, inimă și literatură", cu primul număr din 1 ianuarie 1838 având titlul "Foaie Literară". Publicația a apărut la Brașov, ca supliment literar al Gazetei de Transilvania", prima publicație a românilor din Transilvania, sub conducerea lui George Barițiu și tipărit la Tipografia Johann Gott. | Muzeul „Casa Mureșenilor”, Brașov | Cimec    |
|      | Transcriere din sec. XIX a poeziei "Un răsunet", de Andrei Mureșanu, cunoscută astăzi "Deșteaptă-te române". Autor: Mureșanu, Andrei | Datare: mij. sec. XIX Dimensiuni: 24 cm x 12,8 cm Material: hârtie                       | O filă manuscris cu cerneală neagră, care conține câte o poezie a lui Andrei Mureșanu pe fiecare față. Pe fața manuscrisului este poezia "Un răsunet", care cuprinde doar 6 strofe. Pe verso este transcrisă poezia "Emanciparea Țiganilor" care cuprinde 4 strofe. Poezia "Un răsunet", cunoscută astăzi sub titlul "Deșteaptă-te române", Imnul de Stat al României, a fost scrisă în primăvara anului 1848 și publicată în "Foaie pentru minte, inimă și literatură" în 25 iunie 1848. Poezia a circulat în epocă în formă manuscrisă fiind cântată de elevii lui Andrei Mureșanu de la gimnaziul romano-catolic din Cetatea Brașovului. După aspectul scrisului și al ortografiei documentul poate fi datat la mijlocul sec. al XIX-lea, fiind foarte valoros prin prezența sa în cadrul Arhivei Mureșenilor. În colțul din stânga sus (pe față) se află ștampila dreptunghiulară, albastră, a Muzeului județean Brașov, și inscripția cu cerneală albastră "Arhiva Mureșenilor 11351". | Muzeul „Casa Mureșenilor”, Brașov | Cimec    |
|      | Geflusterte Worte von Carmen Sylva Autor: Carmen Sylva                                                                               | Dimensiuni: 13,2 cm x 10 cm x 1,7 cm Material: hârtie                                    | Volum în proză cu titlul în traducere românească "Vorbe șoptite", semnat de Carmen Sylva (pseudonim literar), Regina României (1843-1916) apărut la Regensburg (f.an), în limba germană. Volumul conține 227 pagini de text și 7 file nenumerotate, cu bibliografie. Exemplarul are semnătura autografă cu cerneală mov, "Elisabeta, 1. Ian.1911". Exemplarul este legat în piele și deține pe coperta-față, stânga-sus imprimată o scenă de gen cu muză. Pe cotor are inscripționat cu litere aurii numele autorului și titlul cărții. Pe cantul de sus fila este aurită. | Muzeul „Casa Mureșenilor”, Brașov | Cimec    |
|      | Certificat de botez al lui Andrei Mureșanu Autor: Biserica greco-catolică din Bistrița                                               | Datare: 1858 iulie 24 Dimensiuni: 33,8 cm x 21 cm Material: hârtie                       | Document original, timbrat cu timbru fiscal de 15 Kr. Emis de Biserica greco-catolică din Bistrița la 24 iulie 1858. | Muzeul „Casa Mureșenilor”, Brașov | Cimec    |

## Fond
| Foto | Informații generale | Detalii tehnice                                                                                         | Descriere | Deținător                         | Legături |
| ---- | --- | --- | --- | --------------------------------- | -------- |
|      | Alexi Artemiu Publiu către Mureșianu Iacob Autor: Artemiu Publiu Alexi                                                            | Datare: 1873 august 02 Dimensiuni: 20,5x13 cm Material: hârtie                                          | Alexi Artemiu Publiu (1847-1896) îi comunică lui Mureșianu Iacob (1812-1887) că îi va trimite raportul comitetului central al societății "România Jună" din Viena, în care este descris pelerinajul studențimii române la Putna. Îl roagă să îl publice în paginile "Gazetei Transilvaniei". Își exprimă dorința de a face o a doua întrunire a societății pe câmpurile Turdei. | Muzeul „Casa Mureșenilor”, Brașov | Cimec    |
|      | Mureșianu Iacob către Societatea Academică Română Autor: Mureșianu Iacob                                                          | Datare: 1877 noiembrie 3/15 Dimensiuni: 21x17 cm Material: hârtie                                       | Mureșianu Iacob (1812-1887) mulțumește Societății Academice Române pentru "neașteptata distingere" care i-a fost acordată, și anume aceea de a fi ales membru de onoare în acest for cultural. | Muzeul „Casa Mureșenilor”, Brașov | Cimec    |
|      | Necrologul Sevastiei Mureșianu Autor: Mureșianu Iacob                                                                             | Datare: 1879 iunie 18/30 Dimensiuni: 23x29 cm Material: hârtie                                          | Mureșianu Iacob (1812-1887) alături de familie anunță moartea soției sale, Sevastia N. Nicolau (1824-1879), membră fondatoare a Reuniunii Femeilor Române din Brașov (prima reuniune a femeilor române din provinciile românești al cărei scop era ajutorarea văduvelor și orfanilor rămași în urma Revoluției de la 1848-1849). | Muzeul „Casa Mureșenilor”, Brașov | Cimec    |
|      | Ministerul de Interne al României către Mureșianu Aurel Autor: Ministerul de Interne                                              | Datare: 1881 Dimensiuni: 12x16 cm Material: hârtie                                                      | Ministerul de Interne al României îl invită pe Mureșianu Aurel (1847-1909) să participe la serbarea dedicată zilei de 10 mai (ziua Regelui), ce va avea loc în St. Mitropolie la orele 11,30. Invitația prezintă pe verso schema locurilor din tribuna oficială. | Muzeul „Casa Mureșenilor”, Brașov | Cimec    |
|      | Hossu-Longin Francisc către Mureșianu Aurel Autor: Francisc Hossu Longin                                                          | Datare: 1887 Dimensiuni: 21,4x21,4 cm Material: hârtie                                                  | Hossu-Longin Francisc (1847-1935) îi transmite redactorului Mureșianu Aurel (1847-1909) felicitări pentru articolele publicate în "Gazeta Transilvaniei". | Muzeul „Casa Mureșenilor”, Brașov | Cimec    |
|      | Invitație nuntă Elena I.B. Popovici și Aurel Mureșianu Autor: Margaret Mill. Ivory Paper. Vienna Manufacture                      | Datare: 1888 octombrie 4/16 Dimensiuni: 17,5x13 cm Material: hârtie filigran                            | Este anunțată celebrarea cununiei religioase a Elenei I.B. Popovici (1862-1924) cu Aurel Mureșianu (1847-1909) în data de 9/21 octombrie 1888 la biserica Sf. Nicolae din Brașov. Suportul este din hârtie filigran cu marca fabricantului: "Margaret Mill. Ivory Paper. Vienna Manufacture". | Muzeul „Casa Mureșenilor”, Brașov | Cimec    |
|      | Necrolog Nicolae Fekete-Negrutiu Autor: Simeon F. Negruțiu                                                                        | Datare: 1890 noiembrie 12 Dimensiuni: 30,5x24 cm Material: hârtie                                       | Simeon F. Negruțiu anunță moartea fiului său, Nicolae Fekete-Negruțiu, preot greco-catolic, redactorul, proprietarul și editorul revistei "Amicul Familiei" (1878-1890), la 11 noiembrie 1890. | Muzeul „Casa Mureșenilor”, Brașov | Cimec    |
|      | Articol în "Gazeta Transilvaniei" semnat de Mureșianu Aurel Autor: Mureșianu Aurel                                                | Datare: 1896 octombrie 22 - noiembrie 03 Dimensiuni: 50x34 cm Material: hârtie                          | Mureșianu Aurel (1847-1909), în calitate de președinte al Clubului electoral român din Comitatul Brașovului și alegător dietal, răspunde comunicatului dat de Comitetul Brașovului prin care se interzice întrunirea alegătorilor români din orașul și comitatul Brașovului, întrunirea hotărâtă pentru ziua de 22 octombrie 1896 la ora 14:00 în Hotelul Central nr.1. | Muzeul „Casa Mureșenilor”, Brașov | Cimec    |
|      | Masa studenților academici "Dr. Aurel Mureșianu" din Cluj Autor: Institutul de Credit și Economii Economul                        | Datare: 1903 Dimensiuni: 25x33 cm Material: hârtie                                                      | Institutul de credit și economii "Economul" din Cluj a publicat regulamentul pentru Masa studenților academici "Dr. Aurel Mureșianu" din Cluj. Sunt enumerate regulile ce trebuie respectate. Una din reguli era să prezinte semestrial, în scris, o conferință poporală din literatura română sau din specialitatea fiecăruia, pe care s-o predea despărțământului Cluj al Astrei. | Muzeul „Casa Mureșenilor”, Brașov | Cimec    |
|      | Guberniul Transilvaniei către Oficiul de Cenzură, filiala Brașov Autor: Guvernul Transilvaniei                                    | Datare: 1862 aprilie Dimensiuni: 38,5x24 cm Material: hârtie                                            | Documentul este o copie legalizată a decretului Guberniului Transilvaniei, numărul 1893 din 8 martie 1838, prin care Majestatea Sa, împăratul Austriei, îi recunoaște tipografului Johann Gott (1810-1888) dreptul de a edita periodicul "Gazeta de Transilvania" și suplimentul cultural "Foaie pentru minte, inimă și literatură" în limba română. Condiția editării este ca un exemplar din fiecare număr să fie trimis Cancelariei Aulice de la Viena. I se cere tipografului sas să se conformeze legilor cenzurii. Document autentificat prin semnătura originală a directorului adjunct al Arhivei Naționale. | Muzeul „Casa Mureșenilor”, Brașov | Cimec    |
|      | Adeverință căsătorie Mureșianu Iacob cu Nicolau Sevastia Autor: Paroh Brașov                                                      | Datare: 1840 Dimensiuni: 37x22,5 cm Material: hârtie manuală                                            | Adeverință eliberată de un paroh greco-catolic al orașului Corona/Brașov în care sunt informații despre vestirile legale ale căsătoriei lui Iacob Mureșianu (1812-1887) cu Sevastia Nicolau (1824-1879), fiica negustorului Dimitrie S. Nicolau. | Muzeul „Casa Mureșenilor”, Brașov | Cimec    |
|      | Contract de învoială Autor: Mureșianu Iacob                                                                                       | Datare: 1847 septembrie 29 Dimensiuni: 36,4x22,3 cm Material: hârtie                                    | Iacob Mureșianu (1812-1887), socrul său, negustorul Dimitrie S. Nicolau, și Constatin D. Nicolau, cumnatul său, îi împrumută lui Beldi Albert de Uzon din Arpătac suma de 7300 fl. monedă convențională. Pentru această sumă primesc garanție moșia din Arpătac (astăzi aparține de județul Covasna). Documentul are sigiliile lui Iacob Mureșianu și Dimitrie S. Nicolau. | Muzeul „Casa Mureșenilor”, Brașov | Cimec    |
|      | Contract de vânzare-cumpărare Autor: Mureșianu Iacob și Sevastia Mureșianu                                                        | Datare: 1849 octombrie 8 Dimensiuni: 37,5x23,2 cm; 20,5x12 cm Material: hârtie                          | Iacob Mureșianu (1812-1887) și soția sa, Sevastia Mureșianu (1824-1879) cumpără cu 9000 fl. casa din Blumăna a Ecaterinei Nicolau, văduva lui Simeon Nicolau, bunica Sevastiei. Contractul de vânzare-cumpărare este semnat în prezența a trei martori. | Muzeul „Casa Mureșenilor”, Brașov | Cimec    |
|      | Abonamentul pentru "Gazeta Transilvaniei" Autor: Gazeta Transilvaniei                                                             | Datare: 1884 Dimensiuni: 21x16,5 cm Material: hârtie                                                    | Administrația "Gazetei Transilvaniei" din Brașov anunță noul preț al abonamentului, începând cu data de 1 ianuarie 1885, precum și condițiile în care se pot încheia noi abonamente. Anunțul este tipărit în Tipografia Alexi Brașov. | Muzeul „Casa Mureșenilor”, Brașov | Cimec    |
|      | George Barițiu către E.I.A. Autor: George Barițiu                                                                                 | Datare: 1871 ianuarie 1/13 Dimensiuni: 32x21,5 cm Material: hârtie                                      | Barițiu George (1812-1893) răspunde unui anume domn E.I.A. din București, care într-o scrisoare din 29 decembrie 1870 îl acuza de un caracter imoral. Oferă mai multe explicații referitoare la acuzația că ar fi deturnat o sumă de bani din fondul Sâncăianu sau fondul Gazetei (Transilvaniei). Articolul a apărut în publicația ASTREI, "Transilvania", tipărită la Brașov în Tipografia Romer și Kamner. | Muzeul „Casa Mureșenilor”, Brașov | Cimec    |
|      | George Barițiu către Iacob Mureșianu Autor: George Barițiu                                                                        | Datare: 1852 octombrie 26 Dimensiuni: 22,8x14,4 cm Material: hârtie manuală                             | Barițiu George (1812-1893) îl informează pe Mureșianu Iacob (1812-1887) că s-a întâlnit cu Ioan Maiorescu (1811-1864) la Viena. Il rogă să se intereseze de ce tipograful Kamner din Brașov nu a vândut calendarele. Își exprimă mirarea la aflarea veștii că s-a cerut oficial din partea unui român să se facă școli nemțești pentru români. | Muzeul „Casa Mureșenilor”, Brașov | Cimec    |
|      | George Barițiu către Mureșianu Iacob Autor: George Barițiu                                                                        | Datare: 1859 aprilie 05 Dimensiuni: 28,4x22,4 cm Material: hârtie                                       | Barițiu George (1812-1893) îi comunică lui Mureșianu Iacob (1812-1887) că este ocupat cu fabrica și nu a mai putut trimite articole pentru Gazeta Transilvaniei. În informează că ziarul brașovean ajunge tot neregulat la Iași. I s-a cerut să rămână la Iași definitiv de către doi miniștri, frații Hurmuzache, vicepreședintele Golescu și alții. | Muzeul „Casa Mureșenilor”, Brașov | Cimec    |
|      | George Barițiu către Mureșianu Iacob Autor: George Barițiu                                                                        | Datare: f.a. Dimensiuni: 2314,6 cm Material: hârtie manuală                                             | Barițiu George (1812-1893) îl roagă pe Mureșianu Iacob (1812-1887) să renunțe la apelativul „ardelean” ce apare în articolele/ corespondența trimise de el de la Viena pentru Gazeta Transilvaniei. Dorește ca articolele sale să fie semnate doar cu "deputat". Îl informează că a primit Gazeta Transilvaniei. | Muzeul „Casa Mureșenilor”, Brașov | Cimec    |
|      | George Barițiu către Mureșianu Iacob Autor: George Barițiu                                                                        | Datare: 1863 ianuarie 30 Dimensiuni: 20,6x13,7 cm Material: hârtie                                      | Barițiu George (1812-1893) îl informează pe Mureșianu Iacob (1812-1887) că îi trimite al II-lea articol pentru "Gazeta Transilvaniei". Îl roagă să-i comunice în particular tipografului Johann Gott (1810-1888) despre atitudinea deputaților sași din comisia 12 în legătură cu traseul căii ferate în Transilvania. De asemenea, îi comunică că la Viena politicienii lucrează pentru împăcarea Ungariei oferind Transilvania. | Muzeul „Casa Mureșenilor”, Brașov | Cimec    |
|      | George Barițiu către Mureșianu Iacob Autor: George Barițiu                                                                        | Datare: 1863 decembrie 15 Dimensiuni: 23x14,5 cm Material: hârtie                                       | Barițiu George (1812-1893) îi oferă lui Mureșianu Iacob (1812-1887) referințe despre impozitul pe cap de locuitor impus de maghiari și acțiunea lor comună din 1861 asupra plății acestuia. Nu este de acord ca prin articolele publicate în "Gazeta Transilvaniei" să se atragă atenția Curții imperiale de la Viena. Îi atrage atenția redactorului ziarului brașovean că este responsabil de articolele ce le publică și are dreptul să intervină (să taie pasaje) în articolele trimise de el. Îl informează că articolul scris contra sa și a lui Șaguna Andrei (1808-1873) a fost publicat la Viena după ce a fost trimis la "Concordia" la Pesta. Anunță formarea unei societăți de tineri români sub președinția lui Petrino din Cernăuți. | Muzeul „Casa Mureșenilor”, Brașov | Cimec    |
|      | George Barițiu către Mureșianu Iacob Autor: George Barițiu                                                                        | Datare: 1864 mai 12 Dimensiuni: 33x21 cm Material: hârtie                                               | Barițiu George (1812-1893) îi sesizează lui Mureșianu Iacob (1812-1887) dorința cititorilor "Gazetei Transilvaniei" de a fi informați asupra proiectelor de legi, electorală și urbarială, până la deschiderea Dietei de la Sibiu. Își exprimă tristețea că o mare parte a publicului Gazetei a abandonat-o în favoarea altor publicații: Concordia și Telegraful Român. | Muzeul „Casa Mureșenilor”, Brașov | Cimec    |
|      | George Barițiu către Mureșianu Iacob Autor: George Barițiu                                                                        | Datare: 1866 septembrie 22 Dimensiuni: 34,3x21 cm Material: hârtie                                      | Barițiu George (1812-1893) îi comunică lui Mureșianu Iacob (1812-1887) dezacordul său complet față de cele scrise în corectura lui Bobu în "Gazeta Transilvaniei". | Muzeul „Casa Mureșenilor”, Brașov | Cimec    |
|      | George Barițiu către Mureșianu Iacob Autor: George Barițiu                                                                        | Datare: 1866 septembrie 22 Dimensiuni: 34,3x21 cm Material: hârtie                                      | Barițiu George (1812-1893) îi comunică lui Mureșianu Iacob (1812-1887) dezacordul său complet față de cele scrise în corectura lui Bobu în ”Gazeta Transilvaniei”. | Muzeul „Casa Mureșenilor”, Brașov | Cimec    |
|      | George Barițiu către Mureșianu Iacob Autor: George Barițiu                                                                        | Datare: 1871 aprilie 30 Dimensiuni: 22,6x22 cm Material: hârtie                                         | Barițiu George (1812-1893) îl informează pe Mureșianu Iacob (1812-1887) de trimiterea unui "lucru memorabil" de la Pesta pe care îl predă conform instrucțiunii domnului Popp, rugându-l să-l publice pe prima coloană a ziarului "Gazeta Transilvaniei". | Muzeul „Casa Mureșenilor”, Brașov | Cimec    |
|      | George Barițiu către Mureșianu Iacob Autor: George Barițiu                                                                        | Datare: 1873 octombrie 05 Dimensiuni: 34x20,6 cm Material: hârtie                                       | Barițiu George (1812-1893) îl informează pe Mureșianu Iacob (1812-1887) că guvernul austro-ungar vrea să desfințeze Societatea Academică din motive politice. | Muzeul „Casa Mureșenilor”, Brașov | Cimec    |
|      | George Barițiu către Mureșianu Iacob Autor: George Barițiu                                                                        | Datare: 1873 octombrie 18 Dimensiuni: 11,5x14,5 cm Material: hârtie                                     | Barițiu George (1812-1893) îl roagă pe Mureșianu Iacob (1812-1887) să-i comunice numărul fascicolelor primite din Dicționariu Societății Academice, pentru a-l completa cu noile ediții. | Muzeul „Casa Mureșenilor”, Brașov | Cimec    |
|      | George Barițiu către Mureșianu Iacob Autor: George Barițiu                                                                        | Datare: 1874 februarie 13 Dimensiuni: 21x17,2 cm Material: hârtie                                       | Barițiu George (1812-1893) îl roagă pe Mureșianu Iacob (1812-1887) să publice în "Gazeta Transilvaniei" necrologul mitropolitului de Cernăuți Gheorghe Bendela, Gheorghe Hurmuzachi, Nicolae Hurmuzachi și Elisabeta Sturdza născută Hurmuzachi. | Muzeul „Casa Mureșenilor”, Brașov | Cimec    |
|      | Chitanță întocmită de George Barițiu Autor: George Barițiu                                                                        | Datare: 1874 aprilie 15 Dimensiuni: 14,5x22,5 cm Material: hârtie                                       | Barițiu George (1812-1893) întocmește o chitanță prin care recunoaște că a primit suma de 3 fl., contravaloarea abonamentului pe semestrul al II-lea la ziarul "Transilvania" din partea unor domni din Lugoj, prin intermediul lui Mureșianu Iacob. | Muzeul „Casa Mureșenilor”, Brașov | Cimec    |
|      | George Barițiu către Mureșianu Iacob Autor: George Barițiu                                                                        | Datare: 1874 noiembrie 22 Dimensiuni: 23,5x19 cm Material: hârtie                                       | Barițiu George (1812-1893) îi atrage atenția lui Mureșianu Iacob (1812-1887) asupra noilor atacuri contra românilor prin proclamațiile maghiare de la Cluj, Reghin, Odorheiu. | Muzeul „Casa Mureșenilor”, Brașov | Cimec    |
|      | George Barițiu către Mureșianu Iacob Autor: George Barițiu                                                                        | Dimensiuni: 34x21 cm Material: hârtie                                                                   | Barițiu George (1812-1893) îl roagă pe Mureșianu Iacob (1812-1887) să publice articolul cu titlul "Reflexiuni asupra unei corespondențe private", în care oferă explicații asupra conținutului unei scrisori adresată lui Vincențiu Babeș și în care făcea referire la lupta românilor din Transilvania pentru apărarea autonomiei acestui principat. | Muzeul „Casa Mureșenilor”, Brașov | Cimec    |
|      | George Barițiu către redacția ziarului "Gazeta Transilvaniei" Autor: George Barițiu                                               | Datare: 1886 martie 06 Dimensiuni: 22,8x14,5 cm Material: hârtie                                        | Barițiu George (1812-1893) înștiințează redacția ziarului "Gazeta Transilvaniei" că va trimite circulara comitetului electoral român din Transilvania pentru publicare. | Muzeul „Casa Mureșenilor”, Brașov | Cimec    |
|      | George Barițiu către Mureșianu Aurel Autor: George Barițiu                                                                        | Datare: 1886 iunie 17 Dimensiuni: 22,5x14,5 cm Material: hârtie                                         | Barițiu George (1812-1893) îl invită pe Mureșianu Aurel (1847-1909) la ședința comitetului electoral de la Sibiu din data de 14/26 iunie 1886, în cadrul căreia se vor alege doi membri noi. Cere să nu se publice în "Gazetă" această întâlnire. | Muzeul „Casa Mureșenilor”, Brașov | Cimec    |
|      | George Barițiu către Mureșianu Aurel Autor: George Barițiu                                                                        | Datare: 1886 decembrie 28 Dimensiuni: 34x21 cm Material: hârtie                                         | Barițiu George (1812-1893) îi comunică, oficial, lui Mureșianu Aurel (1847-1909) primirea demisiei sale. Îi transmite extrasul din procesul verbal încheiat în data de 24 decembrie 1886, în care comitetul electoral a luat cunoștință de demisia sa. Amintește de conflictele din interiorul comitetului electoral al Partidului Național Român. | Muzeul „Casa Mureșenilor”, Brașov | Cimec    |
|      | Mihali Mihălescu Simeon către Iacob Mureșianu Autor: Mihali Mihălescu Simeon                                                      | Datare: 1854 Dimensiuni: 22,8x14,4 cm Material: hârtie                                                  | Mihali Mihălescu Simeon, profesor la Gimnaziul din Blaj, îi trimite lui Mureșianu Iacob (1812-1887) transcrierea unor extrase din două circulare emise de mitropolitul greco-catolic, Alexandru Sterca-Șuluțiu (1794-1867). Una din circulare face referire la școala de agricultură proiectată de Iacob Mureșianu și a doua circulară la „Reuniunea Femeilor Române" din Brașov. | Muzeul „Casa Mureșenilor”, Brașov | Cimec    |
|      | Mihali Mihălescu Simeon către Iacob Mureșianu Autor: Mihali Mihălescu Simeon                                                      | Datare: 2/2 sec. XIX Dimensiuni: 22,9x14,4 cm Material: hârtie                                          | Mihali Mihălescu Simeon, profesor la Gimnaziul din Blaj, îl informează pe Mureșianu Iacob (1812-1887) că a primit scrisoarea. A aflat de nemulțumirea acestuia cu privire la netrimiterea corespondențelor pentru „Gazeta Transilvaniei". Îl anunță că a primit ore suplimentare la gimnaziu. De asemenea, îi aduce la cunoștință faptul că „Gramatica limbii române" a lui Timotei Cipariu (1805-1887) va fi tipărită după Paști. Îi sugerează să publice în Gazetă numele abonaților. | Muzeul „Casa Mureșenilor”, Brașov | Cimec    |
|      | Mihali Mihălescu Simeon către Iacob Mureșianu Autor: Mihali Mihălescu Simeon                                                      | Datare: 1854 martie Dimensiuni: 22,6x14,5 cm Material: hârtie                                           | Mihali Mihălescu Simeon, profesor la Gimnaziul din Blaj, îl anunță pe Mureșianu Iacob (1812-1887) că a trimis abonamentul la „Gazeta Transilvaniei". Îl roagă să tipărească articolul trimis cu caractere latine. Totodată, îl anunță că „Gramatica limbii române" a lui Timotei Cipariu (1805-1887) nu a fost pusă sub tipar deoarece tipografia Seminarului din Blaj are alte comenzi. Se plânge că ziarul vine neregulat la Blaj din cauza expeditorului din Sibiu și îi semnalează că „Dicționarul Unguresc-Românesc" a lui Barițiu George (1812-1893) și Munteanu nu a ajuns la protopopul Olteanu din Bucerdea Grânoasă. | Muzeul „Casa Mureșenilor”, Brașov | Cimec    |
|      | Mihali Mihălescu Simeon către George Barițiu Autor: Mihali Mihălescu Simeon                                                       | Datare: 1856 februarie 22 Dimensiuni: 19,3x11,7 cm Material: hârtie                                     | Mihali Mihălescu Simeon, profesor la Gimnaziul din Blaj, îl informează pe Barițiu George (1812-1893) că i-a trimis bani în contul calendarelor trimise protopopului Ioan Fekete Negruțiu (1817-1888). Anunță că la Blaj se dorește apariția unui ziar bisericesc. Nu este de acord cu afurisirea „Gazetei Transilvaniei" și a calendarelor lui Barițiu de către mitropolitul ortodox Șaguna Andrei (1809-1873). Îl roagă pe Barițiu să trimită câteva exemplare din „Dicționarul Unguresc-Românesc" și se interesează dacă nu va scrie și unul româno-german. | Muzeul „Casa Mureșenilor”, Brașov | Cimec    |
|      | Mihali Mihălescu Simeon către Iacob Mureșianu Autor: Mihali Mihălescu Simeon                                                      | Datare: 1859 martie 10 Dimensiuni: 17x10,4 cm Material: hârtie                                          | Mihali Mihălescu Simeon, profesor la Gimnaziul din Blaj, îl anunță pe Mureșianu Iacob (1812-1887) că a primit prin domnul Puianu suma de 20 florini pentru balul aranjat în folosul muzeului fizic și natural din Blaj. | Muzeul „Casa Mureșenilor”, Brașov | Cimec    |
|      | Mihali Mihălescu Simeon către Iacob Mureșianu Autor: Mihali Mihălescu Simeon                                                      | Dimensiuni: 23,5x19,2 cm Material: hârtie                                                               | Mihali Mihălescu Simeon, profesor la Gimnaziul din Blaj, îi trimite lui Mureșianu Iacob (1812-1887) un extras din actul înființării școlii comunale din Teiuș (județul Alba). Face referiri la ortografia lui Cipariu Timotei (1805-1887). Îl roagă să tipărească acest extras în „Gazeta Transilvaniei". | Muzeul „Casa Mureșenilor”, Brașov | Cimec    |
|      | Mihali Mihălescu Simeon către Iacob Mureșianu Autor: Mihali Mihălescu Simeon                                                      | Datare: 1860 decembrie 06 Dimensiuni: 22,3x13,7 cm Material: hârtie                                     | Mihali Mihălescu Simeon, profesor la Gimnaziul din Blaj, îl anunță pe Mureșianu Iacob (1812-1887) că se află la Craiova. Antreprenorul Casinei Boierești din Craiova dorește să se aboneze la „Gazeta Transilvaniei". Încearcă să găsească și alți abonați. Îl informează că articolele lui Barițiu George (1812-1893) sunt cunoscute și de către jurnaliștii bucureșteni. Propune trimiterea Gazetei prin Orșova deoarece ajunge cu întârziere. | Muzeul „Casa Mureșenilor”, Brașov | Cimec    |
|      | Mihali Mihălescu Simeon către Iacob Mureșianu Autor: Mihali Mihălescu Simeon                                                      | Datare: 1860 noiembrie 21 Dimensiuni: 22,2x13,8 cm Material: hârtie                                     | Mihali Mihălescu Simeon, profesor la Gimnaziul din Blaj, îi trimite lui Mureșianu Iacob (1812-1887) un extras din jurnalul „Dâmbovița", numărul 93 din 21 septembrie 1860, ziar aflat sub redacția lui Radu Ionescu. Articolul face referire la examinarea unor profesori veniți din Transilvania. | Muzeul „Casa Mureșenilor”, Brașov | Cimec    |
|      | Mihali Mihălescu Simeon către Iacob Mureșianu Autor: Mihali Mihălescu Simeon                                                      | Datare: 1852 februarie 07 Dimensiuni: 23,3x19,5 cm Material: hârtie                                     | Mihali Mihălescu Simeon, profesor la Gimnaziul din Blaj, îl roagă pe Mureșianu Iacob (1812-1887) să trimită „Gazeta Transilvaniei" și „Foaie pentru minte, inimă și literatură" pe numele Iosif Orian. Îi scrie că a aflat din numărul 6 al Gazetei despre Academiile ce vor fi înființate în Sibiu și Cluj. Se întreabă dacă la Blaj nu se va inființa o Academie. | Muzeul „Casa Mureșenilor”, Brașov | Cimec    |
|      | Mihali Mihălescu Simeon către Iacob Mureșianu Autor: Mihali Mihălescu Simeon                                                      | Datare: 1858 septembrie 29 Dimensiuni: 16,8x22 cm Material: hârtie                                      | Mihali Mihălescu Simeon, profesor la Gimnaziul din Blaj, îl înștiințează pe Mureșianu Iacob (1812-1887) că îi trimite suma de 20 florini, reprezentând abonamente la „Gazeta Transilvaniei". Îl roagă pe redactorul Gazetei să publice în ziar o corespondență din Sebeș. | Muzeul „Casa Mureșenilor”, Brașov | Cimec    |
|      | Mihali Mihălescu Simeon către Iacob Mureșianu Autor: Mihali Mihălescu Simeon                                                      | Datare: 1861 ianuarie 03 Dimensiuni: 22,2x14 cm Material: hârtie                                        | Mihali Mihălescu Simeon, profesor la Gimnaziul din Blaj, îi scrie lui Mureșianu Iacob (1812-1887) amintindu-i de expedierea „Gazetei Transilvaniei" și a „Foii pentru minte, inimă și literatură" pe numele Răducanu Constantinescu, anteprenorul Casinei din Craiova. Anunță că pierderea multor abonați din Craiova la Gazetă se datorează faptului că ziarul venea neregulat prin București. Il informează că a trimis și o provocațiune pentru abonametul la Gazetă la jurnalul „Românulu" din București. Îi sugerează folosirea ortografiei noi și a alfabetului latin la tipărirea Gazetei. | Muzeul „Casa Mureșenilor”, Brașov | Cimec    |
|      | Mihali Mihălescu Simeon către Iacob Mureșianu Autor: Mihali Mihălescu Simeon                                                      | Datare: 1861 mai 01 Dimensiuni: 20,6x16,9 cm Material: hârtie                                           | Mihali Mihălescu Simeon, profesor la Gimnaziul din Blaj, îi trimite lui Mureșianu Iacob (1812-1887) deconturile privind abonamentelor unor prenumeranți la „Gazeta Transilvaniei". Sugerează folosirea unui format mai mare pentru tipărirea Gazetei și îl felicită pentru articolele politice. | Muzeul „Casa Mureșenilor”, Brașov | Cimec    |
|      | Mihali Mihălescu Simeon către Iacob Mureșianu Autor: Mihali Mihălescu Simeon                                                      | Datare: 1864 august 14 Dimensiuni: 22,2x14 cm Material: hârtie                                          | Mihali Mihălescu Simeon, profesor la Gimnaziul din Blaj, îi trimite lui Mureșianu Iacob (1812-1887) discursul rostit cu ocazia împărțirii premiilor la Școala de fete din Craiova. Cuvântarea a fost rostită în ziua de 14/2 iulie de către doamna director Georgitia Ionescu. | Muzeul „Casa Mureșenilor”, Brașov | Cimec    |
|      | Mihali Mihălescu Simeon către Iacob Mureșianu Autor: Mihali Mihălescu Simeon                                                      | Datare: 1864 Dimensiuni: 23x14,5 cm Material: hârtie                                                    | Mihali Mihălescu Simeon, profesor la Gimnaziul din Blaj, îi trimite lui Mureșianu Iacob (1812-1887) un articol pentru publicare în „Gazeta Transilvaniei" intitulat „Un pomelnic al Papei". În articol face referire la un alt articol „Album di Riparazione alle offerse fatte in Roma al Divino Gesu" din foaia oficială a Vaticanului, „LUnita Cattolica". Este nemulțumit de acuzarea românilor de bigotism religios. | Muzeul „Casa Mureșenilor”, Brașov | Cimec    |
|      | Mihali Mihălescu Simeon către Iacob Mureșianu Autor: Mihali Mihălescu Simeon                                                      | Datare: 1873 mai 10 Dimensiuni: 22,9x14,5 cm Material: hârtie                                           | Mihali Mihălescu Simeon, profesor la Gimnaziul din Blaj, îi trimite lui Mureșianu Iacob (1812-1887) un articol pentru publicare în „Gazeta Transilvaniei" intitulat „De peste Carpați". În articol deplânge soarta bunului patriot român, Alexandru Cuza I, care în anul 1859, cu ajutorul împăratului Napoleon III, a unit Valahia cu Moldova. Îl întreabă dacă s-a scris ceva despre Machiavelli în limba română. | Muzeul „Casa Mureșenilor”, Brașov | Cimec    |
|      | Mihali Mihălescu Simeon către Iacob Mureșianu Autor: Mihali Mihălescu Simeon                                                      | Datare: 1884 Dimensiuni: 22,4x14,5 cm Material: hârtie                                                  | Mihali Mihălescu Simeon, profesor la Lugoj, îl informează pe Mureșianu Aurel (1847-1909) că îi trimite banii pentru abonamente la „Gazeta Transilvaniei". Anunță sărbătorirea centenarului „Horia, Cloșca și Crișan” și la București. Aduce o critică vehementă ziarului „Tribuna" din Sibiu care a publicat în numărul 81 un articol perfid cu privire la această comemorare. | Muzeul „Casa Mureșenilor”, Brașov | Cimec    |
|      | Iosif Sterca-Șuluțiu către Aurel Mureșianu Autor: Sterca-Șuluțiu Iosif                                                            | Datare: 1889 august 02 Dimensiuni: 17x13 cm Material: hârtie                                            | Iosif Sterca-Șuluțiu (1827-1911) îl anunță pe Aurel Mureșianu (1847-1909) că s-a abonat la Gazeta Transilvaniei și solicită trimiterea acesteia la Bistra. Totodată, cere să i se comunice motivul pentru care nu i s-a publicat cele două manuscrise pentru rectificarea istoriei Ardealului în Gazetă și solicită retrimiterea acestora pentru a le publica în alte jurnale. | Muzeul „Casa Mureșenilor”, Brașov | Cimec    |
|      | Iosif Sterca-Șuluțiu către Aurel Mureșianu Autor: Sterca-Șuluțiu Iosif                                                            | Datare: 1889 august 07 Dimensiuni: 13x17 cm Material: hârtie                                            | Iosif Sterca-Șuluțiu (1827-1911) îi comunică lui Aurel Mureșianu (1847-1909) că nu dorește să conteste valoarea operei lui George Barițiu (1812-1893). Susține că în „Istoria Transilvaniei” Barițiu a fost superficial în relatarea unui episod insistând pe nealterarea adevărului istoric. Corespondența face referire la „disputa literară” dintre Iosif Sterca-Șuluțiu și George Barițiu. | Muzeul „Casa Mureșenilor”, Brașov | Cimec    |
|      | Iosif Sterca-Șuluțiu către Aurel Mureșianu Autor: Sterca-Șuluțiu Iosif                                                            | Datare: 1890 iunie 22 Dimensiuni: 17,7x11 cm Material: hârtie                                           | Iosif Sterca-Șuluțiu (1827-1911) îi comunică lui Aurel Mureșianu (1847-1909) că va trimite pe data de 1 iulie un tratat de 30 de coli cu documente de mare valoare. Își exprimă dorința fermă ca acest material să fie tipărit în Gazeta Transilvaniei doar în prezența și sub supravegherea redactorului Aurel Mureșianu. | Muzeul „Casa Mureșenilor”, Brașov | Cimec    |
|      | Iosif Sterca-Șuluțiu către Aurel Mureșianu Autor: Sterca-Șuluțiu Iosif                                                            | Datare: 1890 august 22 Dimensiuni: 17,7x11 cm Material: hârtie                                          | Iosif Sterca-Șuluțiu (1827-1911) îi comunică lui Aurel Mureșianu (1847-1909) că va trimite o „proclamație” din timpul patentelor imperiale referitoare la întrebuințarea limbilor în Ungaria. Consideră că începutul lunii septembrie va fi potrivit pentru publicarea răspunsului la cele scrise de George Barițiu în volumul II al Istoriei Transilvaniei. Corespondența face referire la „disputa literară” dintre Iosif Sterca-Șuluțiu și George Barițiu. | Muzeul „Casa Mureșenilor”, Brașov | Cimec    |
|      | Iosif Sterca-Șuluțiu către Aurel Mureșianu Autor: Sterca-Șuluțiu Iosif                                                            | Datare: 1891 noiembrie 27 Dimensiuni: 17,7x11,3 cm Material: hârtie                                     | Iosif Sterca-Șuluțiu (1827-1911) îi comunică lui Aurel Mureșianu (1847-1909) că i-a trimis lui Ludovic Mocsary un album ca semn de recunoștință pentru apărarea principiilor și drepturilor naționale la Congresul de pace din Roma. Asigură că Fleva merită o scrisoare de mulțumire și propune ca aceasta să fie făcută de Gazetă. | Muzeul „Casa Mureșenilor”, Brașov | Cimec    |
|      | Iosif Sterca-Șuluțiu către Aurel Mureșianu Autor: Sterca-Șuluțiu Iosif                                                            | Datare: 1892 aprilie 11 Dimensiuni: 11x17 cm Material: hârtie                                           | Iosif Sterca-Șuluțiu (1827-1911) îi amintește lui Aurel Mureșianu (1847-1909) de broșura lui George Barițiu („Criticele istorice ale lui Iosif Sterca-Șuluțiu de Kerpenyes scârmănate. Informațiune tipărită ca manuscript și cea a lui Iosif Sterca-Șuluțiu intitulată „O lămurire la disputa literară purtată de George Barițiu” în Părți alese din istoria Ardealului contra lui Iosif Sterca-Șuluțiu”, care s-a apărat în Gazeta Transilvaniei nr. 11-41 din anul 1891). Roagă tipărirea răspunsului în Gazeta Transilvaniei în luna mai, după publicarea manuscrisului despre evenimentele din 1849 de la Abrud. Corespondența face referire la „disputa literară” dintre Iosif Sterca-Șuluțiu și George Barițiu. | Muzeul „Casa Mureșenilor”, Brașov | Cimec    |
|      | Iosif Sterca-Șuluțiu către Aurel Mureșianu Autor: Sterca-Șuluțiu Iosif                                                            | Datare: 1892 mai 06 Dimensiuni: 17,5x11,2 cm Material: hârtie                                           | Iosif Sterca-Șuluțiu (1827-1911) îl informează pe Aurel Mureșianu (1847-1909) că în numărul din 6 mai 1892 al Gazetei Transilvaniei, punctul 7 este foarte defectuos tipărit. Semnalează lipsa unei informații foarte importante – moartea lui Mothes Nuțu. Consideră că paralela între purtarea barbară a maghiarilor și purtarea blândă a românilor ar fi fost de mare preț pentru istorie, cu atât mai mult cu cât ar fi putut documenta în scris. Roagă retipărirea acelui punct sau adăugarea informațiilor ce nu au încăput la alt punct. Totodată roagă tipărirea urgentă a tratatului său: „Contra scriptu final”, exact în forma trimisă. Orice intervenție va altera valoarea și efectul, lucruri foarte impotante pentru onoarea și reputația sa. | Muzeul „Casa Mureșenilor”, Brașov | Cimec    |
|      | Iosif Sterca-Șuluțiu către Aurel Mureșianu Autor: Sterca-Șuluțiu Iosif                                                            | Datare: 1892 mai 16 Dimensiuni: 11,2x17,5 cm Material: hârtie                                           | Iosif Sterca-Șuluțiu (1827-1911) îl informează pe Aurel Mureșianu (1847-1909) despre organizarea unui banchet pentru George Barițiu (1812-1893) cu ocazia împlinirii vârstei de 80 de ani de către membrii comitetului Astrei în 24 mai. Roagă amânarea publicării „Contra scriptului final” în Gazeta Transilvaniei până după banchet. | Muzeul „Casa Mureșenilor”, Brașov | Cimec    |
|      | Iosif Sterca-Șuluțiu către Aurel Mureșianu Autor: Sterca-Șuluțiu Iosif                                                            | Datare: 1892 mai 18 Dimensiuni: 11x17,5 cm Material: hârtie                                             | Iosif Sterca-Șuluțiu (1827-1911) îi trimite lui Aurel Mureșianu (1847-1909) corecturi cu privire la informațiile despre banchetul în cinstea lui George Barițiu (1812-1893). Acesta este organizat la inițiativă privată – românii din Sibiu. Comitetul Astrei îl va felicita tot în 24 mai. Solicită trimiterea înapoi a tratatului „Contra scriptului final” pentru corecturi. | Muzeul „Casa Mureșenilor”, Brașov | Cimec    |
|      | Iosif Sterca-Șuluțiu către Aurel Mureșianu Autor: Sterca-Șuluțiu Iosif                                                            | Datare: 1892 octombrie 26 Dimensiuni: 17,5x11,3 cm Material: hârtie                                     | Iosif Sterca-Șuluțiu (1827-1911) îl informează pe Aurel Mureșianu (1847-1909) în legătură cu trimiterea unor corecturi – să fie introduse niște alineate la capitolele X și XVI la broșura „O lămurire la disputa literară purtată de George Barițiu în Părți alese din istoria Ardealului contra lui Iosif Sterca-Șuluțiu, care s-a apărat în Gazeta Transilvaniei nr. 11-41 din anul 1891”. Dă următoarele directive: 50 de exemplare să fie distribuite la Brașov și în jur, apoi, în România, următorilor: Aron și Nicolae Densușianu, Frâncu, Hașdeu, Odobescu, Ureche, Sturza, Maniu, August-Treboniu Laurian, Mirionescu, Xenopol, Ioan Neagoe, dr. Drăgescu etc. De asemenea, să fie trimisă ardelenilor care au locuința în România, persoane mai importante, profesori – dr. Cloje în Ploiești, fiului dr. Aurel Șuluțiu, Cărpenișan, profesor în Ploiești. Toate acestea distribuiri vor fi suportate integral de Șuluțiu. Cele 250 de broșuri care rămân să îi fie trimise cu „kreutzband” pentru a ușura trimiterea lor prin poștă. Cere să i se trimită de la tipografie și suma necesară plății. | Muzeul „Casa Mureșenilor”, Brașov | Cimec    |
|      | Iosif Sterca-Șuluțiu către Aurel Mureșianu Autor: Sterca-Șuluțiu Iosif                                                            | Datare: 1892 octombrie 29 Dimensiuni: 17,5x11,3 cm Material: hârtie                                     | Iosif Sterca-Șuluțiu (1827-1911) îi trimite lui Aurel Mureșianu (1847-1909) noi corecturi. Face referiri la disputa dintre mitropolitul greco-catolic Alexandru Sterca-Șuluțiu (1794-1867) și mitropolitul ortodox Andrei Șaguna (1808-1873) cu prilejul căreia Gazeta Transilvaniei a fost excomunicată de Șaguna. Roagă trimiterea broșurii „O lămurire la disputa literară purtată de George Barițiu în Părți alese din istoria Ardealului contra lui Iosif Sterca-Șuluțiu, care s-a apărat în Gazeta Transilvaniei nr. 11-41 din anul 1891” și lui Bran și Gion. | Muzeul „Casa Mureșenilor”, Brașov | Cimec    |
|      | Iosif Sterca-Șuluțiu către Aurel Mureșianu Autor: Sterca-Șuluțiu Iosif                                                            | Datare: 1892 noiembrie 08 Dimensiuni: 17,5x11,3 cm Material: hârtie                                     | Iosif Sterca-Șuluțiu (1827-1911) îi trimite lui Aurel Mureșianu (1847-1909) referiri la articolul lui Densușianu care a căzut ca o bombă și a cuprins toți românii. Concluziile consiliului au fost secrete până acum. Amintește de antecesorul mitropolit greco-catolic Alexandru Sterca-Șuluțiu (1794-1867) care întreaga viață a luptat pentru „legea răsăritului”. Chiar la moartea sa a lăsat prin testament un manuscris prin care cerea la art.10 al.1 orice schimbare să se facă cu învoirea întregii biserici (informație ce poate fi găsită și în opera lui George Barițiu, vol.3, pg. 462). Consideră necesară discutarea și rezolvarea problemei. Așteaptă socoteala pentru tipărirea broșurii O lămurire la disputa literară purtată de George Barițiu în Părți alese din istoria Ardealului contra lui Iosif Sterca-Șuluțiu, care s-a apărat în Gazeta Transilvaniei nr. 11-41 din anul 1891. | Muzeul „Casa Mureșenilor”, Brașov | Cimec    |
|      | Iosif Sterca-Șuluțiu către Aurel Mureșianu Autor: Sterca-Șuluțiu Iosif                                                            | Datare: 1893 septembrie 27 Dimensiuni: 12,5x20 cm Material: hârtie                                      | Iosif Sterca-Șuluțiu (1827-1911) îi trimite lui Aurel Mureșianu (1847-1909) o întregire la articolul privind arta vânătorească ce va fi publicat în Gazeta Transilvaniei. | Muzeul „Casa Mureșenilor”, Brașov | Cimec    |
|      | Iosif Sterca-Șuluțiu către Aurel Mureșianu Autor: Sterca-Șuluțiu Iosif                                                            | Datare: 1895 ianuarie 28 Dimensiuni: 13,5x17,5 cm Material: hârtie                                      | Iosif Sterca-Șuluțiu (1827-1911) îi trimite lui Aurel Mureșianu (1847-1909) un manuscris pentru publicare în Gazeta Transilvaniei. Roagă să i se comunice când poate trimite materialele tipărite în Gazetă privitoare la cearta literară cu George Barițiu (1812-1893) și alte materiale ce vor fi cuprinse într-o broșură. Anunță trimiterea și a biografiei ministrului Lukacs. Pe bunicul său l-a cunoscut când era în gimnaziu la Zlagna (1835). | Muzeul „Casa Mureșenilor”, Brașov | Cimec    |
|      | Iosif Sterca-Șuluțiu către Aurel Mureșianu Autor: Sterca-Șuluțiu Iosif                                                            | Datare: 1897 ianuarie 28 Dimensiuni: 13,3x17cm Material: hârtie                                         | Iosif Sterca-Șuluțiu (1827-1911) îl informează pe Aurel Mureșianu (1847-1909) despre ștergerea celor cerute de el, inclusiv a informațiilor referitoare la Ioan Axente-Sever (1821-1906). Deși consideră că ar fi meritat Axente acele cuvinte, având în vedere ce a făcut mitropolitului Alexandru Sterca-Șuluțiu, le șterge din respect pentru Aurel Mureșianu. Consideră că ar fi meritat un proces de presă sau chiar un articol de atenționare în Gazeta Transilvaniei. Broșura Răspuns la Cartea neagră (A fekete könyv) scrisă de br. Stefan Kemeny jun. 1849 și publicată de Hentaler József în numerele 121-131 din mai 1895 a lui Magyarorszag din Budapesta scrisă de Axente este plină de greșeli cu privire la faptele petrecute în Apuseni, fapte pe care le descrie din auzite. În ceea ce privește documentele maghiare, acestea ar trebui publicate în Gazeta Transilvaniei. Astfel se va constata infamia lui Umossy care a denunțat publicului maghiar pe funcționarii români. E în joc onoarea românilor. Este convins că publicul va fi interesat de tratat care conține episoade de interes istoric, necunoscute până atunci. Roagă publicarea imediată. P.S. Roagă anunțarea printr-o carte poștală dacă va fi publicat tratatul. Dacă nu, îl cere înapoi pentru a-l publica în Tribuna. Bineînțeles că partea despre Axente nu va mai fi periată. Semnează: Devotat,/ Șuluțiu. | Muzeul „Casa Mureșenilor”, Brașov | Cimec    |
|      | Iosif Sterca-Șuluțiu către Aurel Mureșianu Autor: Sterca-Șuluțiu Iosif                                                            | Datare: 1908 mai 10 Dimensiuni: 9x14 cm; 20,8x34 cm Material: hârtie                                    | Iosif Sterca-Șuluțiu (1827-1911) îl informează pe Aurel Mureșianu (1847-1909) despre primirea epistolelor mitropolitului greco-catolic Alexandru Sterca-Șuluțiu (1794-1867). Anunță că va trimite o copie autentică. Dacă se potrivește în numărul jubiliar al Gazetei Transilvaniei, o poate publica. Epistolele sunt scrise cu ortografia lui Timotei Cipariu (1805-1887), dar copiate sunt cu cea fonetică. | Muzeul „Casa Mureșenilor”, Brașov | Cimec    |
|      | Iosif Sterca-Șuluțiu către Aurel Mureșianu Autor: Sterca-Șuluțiu Iosif                                                            | Datare: 1908 mai 18 Dimensiuni: 13x17 cm Material: hârtie                                               | Iosif Sterca-Șuluțiu (1827-1911) îl informează pe Aurel Mureșianu (1847-1909) că Fischer are un tablou prea mare care să-l reprezinte pe mitropolitul greco-catolic Alexandru Sterca-Șuluțiu. În schimb, a găsit la Kraft un clișeu potrivit cu acesta, imaginea urmând a fi publicată în numărul jubiliar al Gazetei Transilvaniei. Epistolele episcopului greco-catolic Ioan Lemeny (1780-1861) nu s-au găsit. Există însă biografia scrisă chiar de el, tipărită în anul 1880 în Școala Română, redactată de Petri. Nu vrea să își exprime părerea în această privință. Amintește că în arhiva Blajului sunt documente din 1842 când ungurii au vrut să introducă în biserică limba maghiară. Aceste documente demonstrează că Ioan Lemeny a apărat limba română, informații furnizate de Augustin Bunea (1857-1909). | Muzeul „Casa Mureșenilor”, Brașov | Cimec    |
|      | Iosif Sterca-Șuluțiu către Aurel Mureșianu Autor: Sterca-Șuluțiu Iosif                                                            | Datare: 1908 mai 19 Dimensiuni: 13x17 cm Material: hârtie                                               | Iosif Sterca-Șuluțiu (1827-1911) îl trimite lui Aurel Mureșianu (1847-1909) informații în completarea celor trimise cu o zi înainte pentru numărul jubiliar al Gazetei Transilvaniei. Roagă să fie amintite sentimentele episcopului greco-catolic Ioan Lemeny (1780-1861), faptul că mitropolitul ortodox Andrei Șaguna (1808-1873) a introdus limba maghiară în biserică în anul 1848. Nu trebuie uitat și episcopul ortodox Vasile Moga (1774-1845) care cerea funcționari neuniți în serviciul public. „Moga promitea mai mult decât cere azi Apponyi.” Consideră că cine vrea să facă istorie trebuie să aibă curaj și iubire de neam. Amintește și de circularul lui Șaguna prin care afurisese Gazeta Transilvaniei. Roagă ca după citire, epistola să fie aruncată în foc pentru a nu cădea pe mâini indiscrete. | Muzeul „Casa Mureșenilor”, Brașov | Cimec    |
|      | Iosif Sterca-Șuluțiu către Aurel Mureșianu Autor: Sterca-Șuluțiu Iosif                                                            | Datare: 1908 iulie 02 Dimensiuni: 8,8x14 cm Material: hârtie                                            | Iosif Sterca-Șuluțiu (1827-1911) îl roagă pe Aurel Mureșianu (1847-1909) să îi fie înapoiate portretul mitropolitului greco-catolic Alexandru Sterca-Șuluțiu (1794-1867) și epistola acestuia către episcopul greco-catolic Ioan Lemeny (1780-1861). Acestea fuseseră trimise redactorului Gazetei Transilvaniei pentru pregătirea numărului jubiliar. Dacă nu au intrat în numărul jubiliar al Gazetei Transilvaniei, roagă să nu se mai publice în alt număr. | Muzeul „Casa Mureșenilor”, Brașov | Cimec    |
|      | Alexandru Sterca-Șuluțiu către Iacob Mureșianu Autor: Sterca-Șuluțiu Alexandru                                                    | Datare: 1854 februarie 08 Dimensiuni: 19,6x14,3 cm Material: hârtie                                     | Mitropolitul greco-catolic Alexandru Sterca-Șuluțiu (1794-1867) îi trimite lui Iacob Mureșianu (1812-1887) lămuriri în cauza diferendelor între canonicii căsătoriți și necăsătoriți. Scrisoare este o reacție la cele apărute în Gazeta Transilvaniei. | Muzeul „Casa Mureșenilor”, Brașov | Cimec    |
|      | Alexandru Sterca-Șuluțiu către Iacob Mureșianu Autor: Sterca-Șuluțiu Alexandru                                                    | Datare: 1855 martie 30 Dimensiuni: 23,5x19,5 cm Material: hârtie                                        | Mitropolitul greco-catolic Alexandru Sterca-Șuluțiu (1794-1867) îl informează pe Iacob Mureșianu (1812-1887) despre primirea unei înștiințări (adresa nr. 4434) de la Guvernatorul din Sibiu prin care se comunică intenția înființării unei Școli de Agronomie pentru Transilvania pe un teren pe care l-ar da gratuit episcopia greco-catolică. Îl asigură de faptul că episcopia nu a promis nimic și în plus nu poate oferi acest teren. Răspunsul a fost trimis la Sibiu, în el solicitându-se o școală de un nivel inferior. | Muzeul „Casa Mureșenilor”, Brașov | Cimec    |
|      | Alexandru Sterca-Șuluțiu către Iacob Mureșianu Autor: Sterca-Șuluțiu Alexandru                                                    | Datare: 1856 ianuarie 11 Dimensiuni: 19,3x12 cm Material: hârtie                                        | Mitropolitul greco-catolic Alexandru Sterca-Șuluțiu (1794-1867) îi trimite lui Iacob Mureșianu (1812-1887) un anunț pentru publicare în Gazeta Transilvaniei. Anunțul este referitor la arendarea alodialelor domeniului episcopal greco-catolic. | Muzeul „Casa Mureșenilor”, Brașov | Cimec    |
|      | Alexandru Sterca-Șuluțiu către Iacob Mureșianu Autor: Sterca-Șuluțiu Alexandru                                                    | Datare: 1856 iulie 28 Dimensiuni: 19x23,5 cm Material: hârtie                                           | Mitropolitul greco-catolic Alexandru Sterca-Șuluțiu (1794-1867) îi solicită lui Iacob Mureșianu (1812-1887) comunicarea discretă în privința primirii vreunei dispoziții de a nu mai scrie nimic în Gazeta Transilvaniei despre unirea cu Roma sau în apărarea ei. | Muzeul „Casa Mureșenilor”, Brașov | Cimec    |
|      | Alexandru Sterca-Șuluțiu către Iacob Mureșianu Autor: Sterca-Șuluțiu Alexandru                                                    | Datare: 1857 iunie 16 Dimensiuni: 22,8x14,7 cm Material: hârtie                                         | Mitropolitul greco-catolic Alexandru Sterca-Șuluțiu (1794-1867) îi comunică lui Iacob Mureșianu (1812-1887) recomandarea medicilor de a merge la băi la Elopatak (Vâlcele). Îl roagă să-i găsească o locuință în vederea unei cure. | Muzeul „Casa Mureșenilor”, Brașov | Cimec    |
|      | Alexandru Sterca-Șuluțiu către Iacob Mureșianu Autor: Sterca-Șuluțiu Alexandru                                                    | Datare: 1857 iunie 22 Dimensiuni: 23x14,7 cm Material: hârtie                                           | Mitropolitul greco-catolic Alexandru Sterca-Șuluțiu (1794-1867) îl informează pe Iacob Mureșianu (1812-1887) că este nevoit să renunțe la băile de la Elopatak (Vâlcele). Îl roagă să achite cheltuielile făcute pentru închirierea locuinței. | Muzeul „Casa Mureșenilor”, Brașov | Cimec    |
|      | Alexandru Sterca-Șuluțiu către Iacob Mureșianu Autor: Sterca-Șuluțiu Alexandru                                                    | Datare: 1857 octombrie 25 Dimensiuni: 23x14 cm Material: hârtie                                         | Mitropolitul greco-catolic Alexandru Sterca-Șuluțiu (1794-1867) îi trimite lui Iacob Mureșianu (1812-1887) banii necesari achitării cheltuielilor făcute pentru închirierea locuinței la Elopatak (Vâlcele). Își exprimă dorința de a construi o biserică greco-catolică la Brașov. Trimite informații despre școala de fete din Blaj. Comunică faptul că mitropolia greco-catolică nu dispunde de resurse financiare foarte mari. | Muzeul „Casa Mureșenilor”, Brașov | Cimec    |
|      | Alexandru Sterca-Șuluțiu către Iacob Mureșianu Autor: Sterca-Șuluțiu Alexandru                                                    | Datare: 1857 decembrie 28 Dimensiuni: 37,8x23,6 cm Material: hârtie                                     | Mitropolitul greco-catolic Alexandru Sterca-Șuluțiu (1794-1867) i se plânge lui Iacob Mureșianu (1812-1887) de administratorul domeniului episcopal, George Porescu, care a cauzat pagube însemnate. | Muzeul „Casa Mureșenilor”, Brașov | Cimec    |
|      | Alexandru Sterca-Șuluțiu către Iacob Mureșianu Autor: Sterca-Șuluțiu Alexandru                                                    | Datare: 1861 februarie 22 Dimensiuni: 33,5x20,7 cm Material: hârtie                                     | Mitropolitul greco-catolic Alexandru Sterca-Șuluțiu (1794-1867) îi trimite lui Iacob Mureșianu (1812-1887) cuvântarea ținută în 11 februarie 1861 cu prilejul Conferinței Regnicolare pentru apărarea drepturilor și postulatelor națiunii române ținută la Alba-Iulia. Roagă tipărirea unei broșuri în 200 exemplare. | Muzeul „Casa Mureșenilor”, Brașov | Cimec    |
|      | Alexandru Sterca-Șuluțiu către Iacob Mureșianu Autor: Sterca-Șuluțiu Alexandru                                                    | Datare: 1861 februarie 24 Dimensiuni: 21,5x17,5 cm Material: hârtie                                     | Mitropolitul greco-catolic Alexandru Sterca-Șuluțiu (1794-1867) îl informează pe Iacob Mureșianu (1812-1887) despre faptul că a aflat de la deputatul dr. Rațiu că domnul Zakos din Viena ar deține niște scrisori interesante pentru români, scrisori în valoare de 2000 florini. Îl roagă să mobilizeze brașovenii să le cumpere. | Muzeul „Casa Mureșenilor”, Brașov | Cimec    |
|      | Alexandru Sterca-Șuluțiu către Iacob Mureșianu Autor: Sterca-Șuluțiu Alexandru                                                    | Datare: 1861 martie 04 Dimensiuni: 20,7x16,9 cm Material: hârtie                                        | Mitropolitul greco-catolic Alexandru Sterca-Șuluțiu (1794-1867) îi trimite lui Iacob Mureșianu (1812-1887) îndrumări în legătură cu tipărirea broșurii despre Conferința Regnicolară pentru apărarea drepturilor și postulatelor națiunii române ținută la Alba-Iulia. | Muzeul „Casa Mureșenilor”, Brașov | Cimec    |
|      | Alexandru Sterca-Șuluțiu către Iacob Mureșianu Autor: Sterca-Șuluțiu Alexandru                                                    | Datare: 1861 martie 08 Dimensiuni: 20,8x17,1 cm Material: hârtie                                        | Mitropolitul greco-catolic Alexandru Sterca-Șuluțiu (1794-1867) îi comunică lui Iacob Mureșianu (1812-1887) că acceptă propunerea tipăririi a 300 de exemplare din broșura despre „Conferința Regnicolară pentru apărarea drepturilor și postulatelor națiunii române ținută la Alba-Iulia”. Se plânge de pagubele produse de inundații. | Muzeul „Casa Mureșenilor”, Brașov | Cimec    |
|      | Alexandru Sterca-Șuluțiu către Iacob Mureșianu Autor: Sterca-Șuluțiu Alexandru                                                    | Datare: 1861 martie 14 Dimensiuni: 16,9x20,9 cm; 33,7x20,9 cm Material: hârtie                          | Mitropolitul greco-catolic Alexandru Sterca-Șuluțiu (1794-1867) îi trimite lui Iacob Mureșianu (1812-1887) două articole pentru tipărire în Gazeta Transilvaniei. Ambele sunt răspunsuri la articole apărute în alte ziare: un articol din gazeta „Neueste Nachrichtem” din Viena și un articol din ziarul „Kozlony” din Cluj (nr. 22 din 1861). | Muzeul „Casa Mureșenilor”, Brașov | Cimec    |
|      | Alexandru Sterca-Șuluțiu către Iacob Mureșianu Autor: Sterca-Șuluțiu Alexandru                                                    | Datare: 1861 aprilie 09 Dimensiuni: 34x20,5 cm Material: hârtie                                         | Mitropolitul greco-catolic Alexandru Sterca-Șuluțiu (1794-1867) îl informează pe Iacob Mureșianu (1812-1887) despre primirea broșurii despre „Conferința Regnicolară pentru apărarea drepturilor și postulatelor națiunii române ținută la Alba-Iulia”, precum și a celor 20 de exemplare de lux. Dă dispoziții în legătură cu distribuirea acesteia. Trimite informații despre noile alegeri din comitate Dieta care se pregătește, dar și despre atitudinea Ungariei. | Muzeul „Casa Mureșenilor”, Brașov | Cimec    |
|      | Alexandru Sterca-Șuluțiu către Iacob Mureșianu Autor: Sterca-Șuluțiu Alexandru                                                    | Datare: 1861 iunie 24 Dimensiuni: 21,5x17,5 cm Material: hârtie                                         | Mitropolitul greco-catolic Alexandru Sterca-Șuluțiu (1794-1867) îl informează pe Iacob Mureșianu (1812-1887) că dorește să vină iar la băi la Elopatak (Vâlcele) și roagă găsirea unei locuințe. Știe că guvernatorul Miko ar deține una potrivită și îl roagă să facă aranjamentele necesare. Totodată cere să nu fie primit cu onoruri la Brașov, deoarece nu îi face plăcere. | Muzeul „Casa Mureșenilor”, Brașov | Cimec    |
|      | Alexandru Sterca-Șuluțiu către Iacob Mureșianu Autor: Sterca-Șuluțiu Alexandru                                                    | Datare: 1861 octombrie 01 Dimensiuni: 24,5x35 cm Material: hârtie                                       | Mitropolitul greco-catolic Alexandru Sterca-Șuluțiu (1794-1867) îi trimite lui Iacob Mureșianu (1812-1887) răspunsul la scrisoarea din 9 septembrie 1861 referitoare la telegrama sosită din Cluj. Scrisoarea era legată de propunerile regești referitoare la dietă, fondul năsăudenilor și orlățenilor. Trimite informații despre fanatismul religios din Principate și bărbații transilvăneni de acolo, despre concordia dintre cele două confesiuni pe care a susținut-o până acum cu sacrificiu. Îl informează pe Iacob Mureșianu despre promisiunea ministrului Schmerling în privința îmbunătățirii stării materiale a mitropoliei. Își exprimă intenția de a înființa un liceu cu două catedre de filosofie și Academia de Drept iar în acest scop îl roagă pe Iacob, ca alături de George Barițiu, să organizeze o colectă națională. | Muzeul „Casa Mureșenilor”, Brașov | Cimec    |
|      | Alexandru Sterca-Șuluțiu către Iacob Mureșianu Autor: Sterca-Șuluțiu Alexandru                                                    | Datare: 1864 mai 19 Dimensiuni: 22x14,5 cm Material: hârtie                                             | Mitropolitul greco-catolic Alexandru Sterca-Șuluțiu (1794-1867) i se plânge lui Iacob Mureșianu (1812-1887) de boală și își exprimă dorința de a reveni la băile de la Elopatak (Vâlcele). | Muzeul „Casa Mureșenilor”, Brașov | Cimec    |
|      | Alexandru Sterca-Șuluțiu către Iacob Mureșianu Autor: Sterca-Șuluțiu Alexandru                                                    | Datare: 1864 iunie 2 Dimensiuni: 21x17,3 cm Material: hârtie                                            | Mitropolitul greco-catolic Alexandru Sterca-Șuluțiu (1794-1867) îl informează pe Iacob Mureșianu (1812-1887) că s-a decis să vină la băile de la Elopatak (Vâlcele). | Muzeul „Casa Mureșenilor”, Brașov | Cimec    |
|      | Alexandru Sterca-Șuluțiu către Iacob Mureșianu Autor: Sterca-Șuluțiu Alexandru                                                    | Datare: 1864 iunie 22 Dimensiuni: 21x17,3 cm Material: hârtie                                           | Mitropolitul greco-catolic Alexandru Sterca-Șuluțiu (1794-1867) îl anunță pe Iacob Mureșianu (1812-1887) de amânarea plecării la băile de la Elopatak (Vâlcele). Motivul este datorat ploilor. | Muzeul „Casa Mureșenilor”, Brașov | Cimec    |
|      | Alexandru Sterca-Șuluțiu către Iacob Mureșianu Autor: Sterca-Șuluțiu Alexandru                                                    | Datare: 1865 mai 23 Dimensiuni: 21,2x17,7 cm Material: hârtie                                           | Mitropolitul greco-catolic Alexandru Sterca-Șuluțiu (1794-1867) îl roagă pe Iacob Mureșianu (1812-1887) să se intereseze în legătură cu comandarea unei trăsuri la maistrul Neda Iosef din Brașov. | Muzeul „Casa Mureșenilor”, Brașov | Cimec    |
|      | Alexandru Sterca-Șuluțiu către Iacob Mureșianu Autor: Sterca-Șuluțiu Alexandru                                                    | Datare: 1866 februarie 13 Dimensiuni: 20,5x16,7 cm Material: hârtie                                     | Mitropolitul greco-catolic Alexandru Sterca-Șuluțiu (1794-1867) îi comunică lui Iacob Mureșianu (1812-1887) că după reîntoarcerea de la dieta din Cluj (2/14 noiembrie 1865) s-a îmbolnăvit și suferă grav. Recomandă o întrunire a intelectualilor și solidaritate pentru a da îndrumări deputaților români. Trimite un articol „Ce ar avea deputații români transilvăneni a face la dieta din Pesta” pentru publicare în Gazeta Transilvaniei. | Muzeul „Casa Mureșenilor”, Brașov | Cimec    |
|      | Alexandru Sterca-Șuluțiu către Iacob Mureșianu Autor: Sterca-Șuluțiu Alexandru                                                    | Datare: 1866 octombrie 16 Dimensiuni: 17x21,5 cm Material: hârtie                                       | Mitropolitul greco-catolic Alexandru Sterca-Șuluțiu (1794-1867) îi trimite lui Iacob Mureșianu (1812-1887) un articol pentru publicare în Gazeta Transilvaniei. Deoarece este un articol contra maghiarilor, roagă semnarea cu inițialele A.A. (Arhiepiscopul Alexandru) și îl împuternicește totodată ca, în cazul în care cenzura va cere informații, să i se descopere identitatea. | Muzeul „Casa Mureșenilor”, Brașov | Cimec    |
|      | Alexandru Sterca-Șuluțiu către Iacob Mureșianu Autor: Sterca-Șuluțiu Alexandru                                                    | Datare: 1867 ianuarie 17 Dimensiuni: 36,4x22 cm Material: hârtie                                        | Mitropolitul greco-catolic Alexandru Sterca-Șuluțiu (1794-1867) îi mulțumește lui Iacob Mureșianu (1812-1887) pentru urările de anul nou. Trimite „doritele plenipotențe” și îl roagă pe Iacob să aibă mare grijă să nu ajungă în mâna nimănui, mai ales în mâna mitropolitului ortodox Andrei Șaguna care le-ar folosi împotriva sa. | Muzeul „Casa Mureșenilor”, Brașov | Cimec    |
|      | Alexandru Sterca-Șuluțiu către Iacob Mureșianu Autor: Sterca-Șuluțiu Alexandru                                                    | Datare: 1867 august 11 Dimensiuni: 21x34,2 cm Material: hârtie                                          | Mitropolitul greco-catolic Alexandru Sterca-Șuluțiu (1794-1867) îi trimite lui Iacob Mureșianu (1812-1887) bani pentru transportul mobilei și pentru ajutorarea văduvei Beldiceanu. Îl informează că fratele său, Ioan Sterca-Șuluțiu, a fost dat afară din serviciu datorită credinței sale și acum îl ajută. | Muzeul „Casa Mureșenilor”, Brașov | Cimec    |
|      | Alexandru Sterca-Șuluțiu către Iacob Mureșianu Autor: Sterca-Șuluțiu Alexandru                                                    | Datare: 1855 septembrie 21 Dimensiuni: 19,3x23,5 cm Material: hârtie                                    | Mitropolitul greco-catolic Alexandru Sterca-Șuluțiu (1794-1867) îi descrie lui Iacob Mureșianu (1812-1887) marea solemnitate de la Blaj cu prilejul Aniversării Concepțiunii Prea Sfintei Fecioara Maria, precum și concordatul încheiat între împăratul Austriei și Papa Pius IX. | Muzeul „Casa Mureșenilor”, Brașov | Cimec    |
|      | Alexandru Sterca-Șuluțiu către Iacob Mureșianu Autor: Sterca-Șuluțiu Alexandru                                                    | Datare: 1863 aprilie 07 Dimensiuni: 21,5x35,4 cm; 38,4x23,5 Material: hârtie                            | Mitropolitul greco-catolic Alexandru Sterca-Șuluțiu (1794-1867) îi trimite lui Iacob Mureșianu (1812-1887) circularul nr. 167 din 7 aprilie semnat de el în calitate de președinte al Conferinței Naționale din Sibiu pentru alegerea deputaților din comitate, districte și scaune și convocatorul tipărit. | Muzeul „Casa Mureșenilor”, Brașov | Cimec    |
|      | Alexandru Sterca-Șuluțiu către Iacob Mureșianu Autor: Sterca-Șuluțiu Alexandru                                                    | Datare: 1861 Dimensiuni: 21x34 cm Material: hârtie                                                      | Indigitarea greșelilor de tipar în Cuvântarea Mitropolitului Alexandru Sterca-Șuluțiu, ținută la Alba-Iulia. | Muzeul „Casa Mureșenilor”, Brașov | Cimec    |
|      | Domcapitel către Iacob Mureșianu Autor: Domcapitel                                                                                | Datare: 1867 septembrie 17 Dimensiuni: 19,5x26,4 cm Material: hârtie                                    | Telegramă trimisă de Domcapitel prin care se anunță moartea mitropolitului greco-catolic Alexandru Sterca-Șuluțiu în dimineața zilei de 7 septembrie, ora 6. | Muzeul „Casa Mureșenilor”, Brașov | Cimec    |
|      | Iacob Mureșianu către Alexandru Sterca-Șuluțiu Autor: Iacob Mureșianu                                                             | Datare: nedatată Dimensiuni: 34,5x21 cm Material: hârtie                                                | Iacob Mureșianu (1812-1887) îi comunică mitropolitului greco-catolic Alexandru Sterca-Șuluțiu (1794-1867) detalii despre școala de agronomie arătând importanța acestei școli. Fondul are 1029 florini și 20 creițari. Cere binecuvântarea preotului său. Scrisoarea conține și o ciornă în care sunt elogiate faptele mitropolitului Șuluțiu și atitudinea sa națională. | Muzeul „Casa Mureșenilor”, Brașov | Cimec    |
|      | Iacob Mureșianu către Alexandru Sterca-Șuluțiu Autor: Iacob Mureșianu                                                             | Datare: 1866 martie 28 Dimensiuni: 21x34 cm Material: hârtie                                            | Ciorna unei scrisori – Iacob Mureșianu (1812-1887) îi comunică mitropolitului greco-catolic Alexandru Sterca-Șuluțiu (1794-1867) răspunsul la scrisoarea acestuia din 9 martie 1866 în cauza unei adunări naționale. Analizează situația de drept. | Muzeul „Casa Mureșenilor”, Brașov | Cimec    |
|      | Pliant al Fabricii de ciocolată „Regina Maria”                                                                                    | Datare: 1924 Dimensiuni: L: 12,3 cm: l: 8,2 cm Material: hârtie, carton                                 | Pliantul are coperta din carton îndoit și patru pagini de hârtie cu text albastru, referitor la ciocolata „Urs de Dorna”. Pe coperta exterioară față apare Regina Maria, profil stânga, purtând bijuterii cu perle. Documentul conține actul comemorativ al punerii pietrei fundamentale a Fabricii de ciocolată „Regina Maria”, mesajul Reginei Maria cu prilejul celei de-a doua vizite a suveranei făcută la fabrica de ciocolată, certificatul de calitate al produsului. Pliantul a fost tipărit la Cartea Românească. | Muzeul Național Bran, Brașov      | Cimec    |
|      | Marienescu Atanasie Marian către Mureșianu Iacob Autor: Marienescu, Atanasie Marian                                               | Datare: 1858 octombrie 14 Dimensiuni: 23/14,4 cm Material: hârtie                                       | Marienescu Atanasie Marian (1830-1914) aflat la studii doctorale la Pesta, îl roagă pe Mureșianu Iacob (1812-1887) să-i publice în "Gazeta Transilvaniei" un articol. Îl informează că dl. Carol Acs are o carte sub tipar "Conservatoriu" în șase limbi (limbile principale ale monarhiei). Această carte va fi un ghid util în arta conversației pentru limbile germană, maghiară, italiana, sârbă. | Muzeul „Casa Mureșenilor”, Brașov | Cimec    |
|      | Marienescu Atanasie Marian către Mureșianu Iacob Autor: Marienescu, Atanasie Marian                                               | Datare: 1858 octombrie 28 Dimensiuni: 19/12,2 cm Material: hârtie                                       | Marienescu Atanasie Marian (1830-1914) aflat la studii doctorale la Pesta, îl informează pe Mureșianu Iacob (1812-1887) cu privire la trimiterea unui articol ce urma a fi publicat în nr. 63 al "Gazetei Transilvaniei". Articolul îl omagia pe Petru Mocioni (1808-1858) deputat al județului Torontal care fusese asasinat în data de 1 octombrie 1858 la Pesta. Îl roagă să-i transmită prin telegraf dacă nu a primit articolul, iar daca l-a primit să-l publice cât mai curând. De asemenea îi transmite că are sub tipar "Balade", o ediție în 8 coale despre baladele din Transilvania. | Muzeul „Casa Mureșenilor”, Brașov | Cimec    |
|      | Marienescu Atanasie Marian către Mureșianu Iacob Autor: Marienescu, Atanasie Marian                                               | Datare: 1858 octombrie 28 Dimensiuni: 21,3/17,3 cm Material: hârtie                                     | Marienescu Atanasie Marian (1830-1914) aflat la studii doctorale la Pesta, îl roagă pe Mureșianu Iacob (1812-1887) să-i publice un articol în Gazeta Transilvaniei. Îi cere ajutorul în privința intermedierii vânzării "Baladelor" la Brașov. Totodată îl informează că de partea în limba română a lucrării "Conservatoriu", autor Carol Acs, s-a ocupat chiar el. | Muzeul „Casa Mureșenilor”, Brașov | Cimec    |
|      | Marienescu Atanasie Marian către Mureșianu Iacob Autor: Marienescu, Atanasie Marian                                               | Datare: 1858 noiembrie 24 Dimensiuni: 21/17,3 cm Material: hârtie                                       | Marienescu Atanasie Marian (1830-1914) aflat la studii doctorale la Pesta, îl roagă pe Mureșianu Iacob (1812-1887) să-i publice în "Gazeta Transilvaniei" articolul "Ceva despre critica și respingerea unui atac". Articolul este un răspuns la un atac al domnului Cavalcanti, adică Simeon Manjuca din Oravița. | Muzeul „Casa Mureșenilor”, Brașov | Cimec    |
|      | Marienescu Atanasie Marian către Mureșianu Iacob Autor: Marienescu, Atanasie Marian                                               | Datare: 1859 februarie 07 Dimensiuni: 20,9/17,2 cm Material: hârtie                                     | Marienescu Atanasie Marian (1830-1914) aflat la studii doctorale la Pesta, îl roagă pe Mureșianu Iacob (1812-1887) să-i trimită înapoi articolul "Ceva despre critica și respingerea unui atac". Dorește să-l îmbunătățească și apoi să-l trimită spre publicare în "Gazeta Transilvaniei". | Muzeul „Casa Mureșenilor”, Brașov | Cimec    |
|      | Marienescu Atanasie Marian către Mureșianu Iacob Autor: Marienescu, Atanasie Marian                                               | Datare: 1859 ianuarie 12 Dimensiuni: 20,7/17,2 cm Material: hârtie                                      | Marienescu Atanasie Marian (1830-1914) aflat la studii doctorale la Pesta, îi trimite lui Mureșianu Iacob (1812-1887) două abonamente la Gazeta Transilvaniei - Iosifu Iloviciu și Ionichiu Niculescu din Pesta. Îl informează că "Baladele" au ieșit de sub tipar și un exemplar va costa 1 fl.6cr. argint. De asemenea îi trimite o baladă pentru tipărire în "Gazeta Transilvaniei". | Muzeul „Casa Mureșenilor”, Brașov | Cimec    |
|      | Marienescu Atanasie Marian către Mureșianu Iacob Autor: Marienescu, Atanasie Marian                                               | Datare: 1859 ianuarie 29 Dimensiuni: 16,9/10,2 cm Material: hârtie                                      | Marienescu Atanasie Marian (1830-1914) aflat la studii doctorale la Pesta, îl informează pe Mureșianu Iacob (1812-1887) că îi va trimite un nou articol pentru publicare în "Gazeta Transilvaniei" - "Despre elementele constitutive ale limbii române". Este nemulțumit că nu i s-a publicat încă articolul "Ceva despre critica și respingerea unui atac". Cere confirmarea dacă Andrei Mocioni este abonat la "Gazeta Transilvaniei". | Muzeul „Casa Mureșenilor”, Brașov | Cimec    |
|      | Marienescu Atanasie Marian către Mureșianu Iacob Autor: Marienescu, Atanasie Marian                                               | Datare: 1859 iulie 12 Dimensiuni: 21,1/17 cm Material: hârtie                                           | Marienescu Atanasie Marian (1830-1914) aflat la studii doctorale la Pesta, îl informează pe Mureșianu Iacob (1812-1887) că-i va trimite suma de 15 fl., bani pentru abonamente la "Gazeta Transilvaniei", din partea domnilor Mutovszky, Baldi și Miculescu. Anunță trimiterea unui exemplar din "Colinde" abia ieșite de sub tipar. Roagă clarificarea situației "Baladelor" trimise spre vânzare la Brașov. | Muzeul „Casa Mureșenilor”, Brașov | Cimec    |
|      | Marienescu Atanasie Marian către Mureșianu Iacob Autor: Marienescu, Atanasie Marian                                               | Datare: 1859 decembrie 03 Dimensiuni: 16,9/10,9 cm Material: hârtie                                     | Marienescu Atanasie Marian (1830-1914) aflat la studii doctorale la Pesta, îl informează pe Mureșianu Iacob (1812-1887) că s-au reluat demersurile pentru înființarea unei catedre romane la Universitatea din Pesta. Junimea Română din Pesta a cerut ajutorul și susținerea episcopilor români. Anunță trimiterea a două fragmente din "Florile amorului" pentru a fi publicate în Gazeta Transilvaniei. | Muzeul „Casa Mureșenilor”, Brașov | Cimec    |
|      | Marienescu Atanasie Marian către Mureșianu Iacob Autor: Marienescu, Atanasie Marian                                               | Datare: 1860 noiembrie 15 Dimensiuni: 22/17,8 cm Material: hârtie                                       | Marienescu Atanasie Marian (1830-1914), aflat la studii doctorale la Pesta, îl informează pe Mureșianu Iacob (1812-1887) cu privire la zvonurile care circulă la Viena vizavi de numirea în funcția de cancelar al Ardealului. Se vorbește despre Mikes, Franciscu Kemeny și Dorgo. Noul cancelar va avea sarcina de a pregăti și oficializa unirea cu Ungaria. | Muzeul „Casa Mureșenilor”, Brașov | Cimec    |
|      | Marienescu Atanasie Marian către Mureșianu Iacob Autor: Marienescu, Atanasie Marian                                               | Datare: a 2-a jumătate a sec. XIX. Dimensiuni: 23,1/14,6 cm; 17/10,2 cm Material: hârtie                | Marienescu Atanasie Marian (1830-1914) îi trimite lui Mureșianu Iacob (1812-1887) poezia "Florile Amorului", dedicată domnișoarei Persida Panaiotu din Lugoj, partea I și V, pentru publicare în "Gazeta Transilvaniei". | Muzeul „Casa Mureșenilor”, Brașov | Cimec    |
|      | Marienescu Atanasie Marian către Mureșianu Iacob Autor: Marienescu, Atanasie Marian                                               | Datare: a 2-a jumătate a sec. XIX. Dimensiuni: 19,5/12,4 cm Material: hârtie                            | Marienescu Atanasie Marian (1830-1914) îi trimite lui Mureșianu Iacob (1812-1887) colinda "Trei flori sfinte" pentru publicare în "Gazeta Transilvaniei". | Muzeul „Casa Mureșenilor”, Brașov | Cimec    |
|      | Marienescu Atanasie Marian către Mureșianu Iacob Autor: Marienescu, Atanasie Marian                                               | Datare: 1855 Dimensiuni: 22,8/14,5 cm Material: hârtie                                                  | Marienescu Atanasie Marian (1830-1914) aflat la studii la Pesta, îi trimite lui Mureșianu Iacob (1812-1887) poezia "Un dor" pentru publicare în "Gazeta Transilvaniei". | Muzeul „Casa Mureșenilor”, Brașov | Cimec    |
|      | Marienescu Atanasie Marian către Mureșianu Iacob Autor: Marienescu, Atanasie Marian                                               | Datare: 1854 Dimensiuni: 21,2/17,1 cm Material: hârtie                                                  | Marienescu Atanasie Marian (1830-1914) aflat la studii la Pesta, îi trimite lui Mureșianu Iacob (1812-1887) poeziile "Colonelului Burelianu", " Moștenirea văduvitei" și "Virtutea cercată". | Muzeul „Casa Mureșenilor”, Brașov | Cimec    |
|      | Marienescu Atanasie Marian către Mureșianu Iacob Autor: Marienescu, Atanasie Marian                                               | Datare: 1875 august 24 Dimensiuni: 27,5/21,3 cm Material: hârtie                                        | Marienescu Atanasie Marian (1830-1914) asesor la Tribunalul din Oravița, îi trimite lui Mureșianu Iacob (1812-1887) un articol despre punerea sub tipar a lucrării sale "Steaua Magilor" sau "Cântece la Nașterea Domnului Isus Cristos", cu o precuvântare. | Muzeul „Casa Mureșenilor”, Brașov | Cimec    |
|      | Marienescu Atanasie Marian către Mureșianu Iacob Autor: Marienescu, Atanasie Marian                                               | Datare: a 2-a jumătate a sec. XIX. Dimensiuni: 25,8/21 cm Material: hârtie                              | Marienescu Atanasie Marian (1830-1914) îi trimite lui Mureșianu Iacob (1812-1887) poezia "Deșertăciunea" pentru publicare în "Gazeta Transilvaniei". | Muzeul „Casa Mureșenilor”, Brașov | Cimec    |
|      | Marienescu Atanasie Marian către Mureșianu Iacob Autor: Marienescu, Atanasie Marian                                               | Datare: a 2-a jumătate a sec. XIX. Dimensiuni: 24,5/19,3 cm Material: hârtie                            | Marienescu Atanasie Marian (1830-1914) îi trimite lui Mureșianu Iacob (1812-1887) poeziile "Spiritul și steaua", "Musa în vis" și "Adu-ți mândră însă aminte" pentru publicare în "Gazeta Transilvaniei". | Muzeul „Casa Mureșenilor”, Brașov | Cimec    |
|      | Marienescu Atanasie Marian către Mureșianu Iacob Autor: Marienescu, Atanasie Marian                                               | Datare: 1850 octombrie 24 Dimensiuni: 26,1/21,2 cm Material: hârtie                                     | Marienescu Atanasie Marian (1830-1914) îi trimite lui Mureșianu Iacob (1812-1887) un articol intitulat "Întâia trebuință pentru câștigul român. Îngrijește-te Națiune! Nu-ngropa talenturi bune!" și poezia "Naționalismul român anul 1849". | Muzeul „Casa Mureșenilor”, Brașov | Cimec    |
|      | Marienescu Atanasie Marian către Mureșianu Iacob Autor: Marienescu, Atanasie Marian                                               | Datare: a 2-a jumătate a sec. XIX. Dimensiuni: 21,2/21,2 cm Material: hârtie                            | Marienescu Atanasie Marian (1830-1914) îi trimite lui Mureșianu Iacob (1812-1887) un tratat despre poezie în două părți, poezia lirică și poezia dramatică cu subdiviziunile:poezia în general, subiectivă, obiectivă și alte subdiviziuni. Articolul intitulat "Poezia din punctul de vedere la plasele, cuprinsul și obiectul ei" este trimis pentru publicare în "Gazeta Transilvaniei". | Muzeul „Casa Mureșenilor”, Brașov | Cimec    |
|      | Marienescu Atanasie Marian către Mureșianu Iacob Autor: Marienescu, Atanasie Marian                                               | Datare: a 2-a jumătate a sec. XIX. Dimensiuni: 21,4&17,2 cm Material: hârtie                            | Marienescu Atanasie Marian (1830-1914) îi trimite lui Mureșianu Iacob (1812-1887) un articol intitulat "Cunoștințe despre firea limbii reto-romane" în care face o paralelă cu limba română. Acest articol urmează a fi publicat în "Gazeta Transilvaniei". | Muzeul „Casa Mureșenilor”, Brașov | Cimec    |
|      | Marienescu Atanasie Marian către Mureșianu Iacob Autor: Marienescu, Atanasie Marian                                               | Datare: a 2-a jumătate a sec. XIX. Dimensiuni: 29/23 cm Material: hârtie                                | Marienescu Atanasie Marian (1830-1914) îi trimite lui Mureșianu Iacob (1812-1887) balada "Caiu-Mariu", balada "Cerșitoriul" și "Două cruci" pentru publicare în "Gazeta Transilvaniei". | Muzeul „Casa Mureșenilor”, Brașov | Cimec    |
|      | Marienescu Atanasie Marian către Mureșianu Iacob Autor: Marienescu, Atanasie Marian                                               | Datare: 1857 iunie Dimensiuni: 25/19,5 cm Material: hârtie                                              | Marienescu Atanasie Marian (1830-1914) aflat la studii doctorale la Pesta, îi trimite lui Mureșianu Iacob (1812-1887) un articol intitulat "Ceva pentru susținerea limbei române" pentru tipărire în "Gazeta Transilvaniei". | Muzeul „Casa Mureșenilor”, Brașov | Cimec    |
|      | Marienescu Atanasie Marian către Mureșianu Iacob Autor: Marienescu, Atanasie Marian                                               | Datare: 1855 septembrie 08 Dimensiuni: 21,7/16,8 cm Material: hârtie                                    | Marienescu Atanasie Marian (1830-1914) aflat la studii la Pesta, îi trimite lui Mureșianu Iacob (1812-1887) poezia "Echulu de la Danubiu superior în ziua restaurării Metropoliei Române" pentru tipărire în "Gazeta Transilvaniei". | Muzeul „Casa Mureșenilor”, Brașov | Cimec    |
|      | Marțian Iuliu către Mureșianu Aurel Autor: Marțian, Iuliu                                                                         | Datare: 1908 mai 15 Dimensiuni: 29,4/22,5 cm Material: hârtie filigran                                  | Marțian Iuliu (1867-1937), în calitate de director al Băncii Mercur din Năsăud, îi trimite lui Mureșianu Aurel (1847-1909) suma de 50 coroane pentru fondul jubiliar și 3 fotografii cu casa natală a lui Iacob Mureșianu (1812-1887). | Muzeul „Casa Mureșenilor”, Brașov | Cimec    |
|      | Maximilian Iosif către Mureșianu Aurel Autor: Iosif, Maximilian                                                                   | Datare: 1908 decembrie 20 Dimensiuni: 33,8/20,9 cm Material: hârtie                                     | Iosif Maximilian, în calitate de preot al Bisericii "Sf. Adormire" din Brașov Vechi, îi trimite lui Mureșianu Aurel (1847-1909) discursul rostit la adunarea generală a Reuniunii Femeilor Române pentru publicare în "Gazeta Transilvaniei". | Muzeul „Casa Mureșenilor”, Brașov | Cimec    |
|      | Mihaly Victor de Apșa către Mureșianu Aurel Autor: Apșa, Mihaly Victor de                                                         | Datare: 1900 februarie 27 Dimensiuni: 28,5/20,9 cm Material: hârtie                                     | Mihaly Victor de Apșa (1841-1918), mitropolit al Bisericii Române Unite, îi mulțumește lui Mureșianu Aurel (1847-1909) pentru felicitarea trimisă cu prilejul aniversării a 25 de ani de la consacrarea sa ca episcop. | Muzeul „Casa Mureșenilor”, Brașov | Cimec    |
|      | Mihaly Victor de Apșa către Mureșianu Aurel Autor: Apșa, Mihaly Victor de                                                         | Datare: 1906 februarie 24 Dimensiuni: 34/21 cm Material: hârtie                                         | Mihaly Victor de Apșa (1841-1918), mitropolit al Bisericii Române Unite, îl anunță pe Mureșianu Aurel (1847-1909) că îi va trimite un exemplar din "Sematismul arhidicesei de Alba-Iulia" pe anul 1906. | Muzeul „Casa Mureșenilor”, Brașov | Cimec    |
|      | Diaconovich Cornel către Mureșianu Iacob Autor: Diaconovich, Cornel                                                               | Datare: 1886 februarie 11 Dimensiuni: 30/23,3 cm Material: hârtie                                       | Diaconovich Cornel (1859-1923) îl informează pe Mureșianu Iacob (1812-1887) că îi trimite o listă de subscripție pentru tipărirea unui album ale cărui cheltuieli se ridică la suma de 400 fl. Îl roagă pe proprietarul "Gazetei Transilvaniei" să se ocupe de strângerea banilor și de trimiterea acestora. | Muzeul „Casa Mureșenilor”, Brașov | Cimec    |
|      | Diaconovich Cornel către Mureșianu Iacob Autor: Diaconovich, Cornel                                                               | Datare: 1886 februarie 11 Dimensiuni: 29/22,5 cm Material: hârtie                                       | Diaconovich Cornel (1859-1923) îi trimite lui Mureșianu Iacob (1812-1887) o listă de subscripție pentru tipărirea unui album ce va fi înmânat domnului deputat Ludovic Mocsary (1826-1916), în semn de recunoștință pentru cuvântarea ținută în ședința Camerei Deputaților din 8 februarie 1886. | Muzeul „Casa Mureșenilor”, Brașov | Cimec    |
|      | Moldovan Vasiliu către Mureșianu Iacob Autor: Moldovan, Vasiliu                                                                   | Datare: 1891 februarie 10 Dimensiuni: 34/21 cm Material: hârtie                                         | Moldovan Vasiliu îi trimite lui Mureșianu Iacob (1812-1887) un articol ce conține observații cu privire la polemizarea dintre Iosif Sterca Șuluțiu (1827-1911) și George Barițiu (1812-1893) publicată în foiletonul Gazetei sub titlul "Din istoria Munților Apuseni". | Muzeul „Casa Mureșenilor”, Brașov | Cimec    |
|      | Moldovan Ioan Micu către Mureșianu Iacob Autor: Moldovan, Ioan Micu                                                               | Datare: 1865 iunie 01 Dimensiuni: 22,4/13,7 cm Material: hârtie                                         | Moldovan Ioan Micu (1833-1915) îl informează pe Mureșianu Iacob (1812-1887) că îi va trimite spre publicare două edicte ale protopopului din Pănade. Amintește despre frumoasa cuvântare ținută de Mureșianu Aurel (1847-1909) pe Câmpul Libertății la 15 mai. | Muzeul „Casa Mureșenilor”, Brașov | Cimec    |
|      | Moldovan Ioan Micu către Mureșianu Iacob Autor: Moldovan, Ioan Micu                                                               | Datare: 1865 iulie 23 Dimensiuni: 22,5/17,8 cm Material: hârtie                                         | Moldovan Ioan Micu (1833-1915) îi trimite lui Mureșianu Iacob (1812-1887) o notă despre încasări, plăți și restanțe pe anul 1864 și o listă a prenumeranților la "Gazeta Transilvaniei". | Muzeul „Casa Mureșenilor”, Brașov | Cimec    |
|      | Moldovan Ioan Micu către Mureșianu Iacob Autor: Moldovan, Ioan Micu                                                               | Datare: 1866 februarie 02 Dimensiuni: 20,8/17 cm Material: hârtie                                       | Moldovan Ioan Micu (1833-1915) îi trimite lui Mureșianu Iacob (1812-1887) informații privind numărul prenumeranților pe anul 1866 și alte chestiuni financiare în legătură cu "Gazeta Transilvaniei". | Muzeul „Casa Mureșenilor”, Brașov | Cimec    |
|      | Moldovan Ioan Micu către Mureșianu Iacob Autor: Moldovan, Ioan Micu                                                               | Datare: 1867 martie 25 Dimensiuni: 22,8/14,4 cm Material: hârtie                                        | Moldovan Ioan Micu (1833-1915) îi trimite lui Mureșianu Iacob (1812-1887) o rectificare referitoare la o informație trimisă anterior pentru publicare în "Gazeta Transilvaniei". Promite că va trimite și un articol cu date statistice privind gimnaziul din Blaj. | Muzeul „Casa Mureșenilor”, Brașov | Cimec    |
|      | Moldovan Ioan Micu către Mureșianu Iacob Autor: Moldovan, Ioan Micu                                                               | Datare: 1868 ianuarie 10 Dimensiuni: 21/17,2 cm Material: hârtie                                        | Moldovan Ioan Micu (1833-1915) îl anunță pe Mureșianu Iacob (1812-1887) că îi va trimite lista abonaților pe semestrul I al anului 1868 la "Gazeta Transilvaniei". Face lista încasărilor și a deconturilor la Gazetă. | Muzeul „Casa Mureșenilor”, Brașov | Cimec    |
|      | Moldovan Ioan Micu către Mureșianu Iacob Autor: Moldovan, Ioan Micu                                                               | Dimensiuni: 21/17 cm Material: hârtie                                                                   | Moldovan Ioan Micu (1833-1915) îl anunță pe Mureșianu Iacob (1812-1887) că îi va trimite banii prenumeranților la "Gazeta Transilvaniei " pe semestrul II. Face o listă a abonaților și a încasărilor. | Muzeul „Casa Mureșenilor”, Brașov | Cimec    |
|      | Moldovan Ioan Micu către Mureșianu Iacob Autor: Moldovan, Ioan Micu                                                               | Datare: 1876 ianuarie 11 Dimensiuni: 23/14,4 cm Material: hârtie                                        | Moldovan Ioan Micu (1833-1915) îi trimite lui Mureșianu Iacob (1812-1887) suma de 20 fl. încasați pentru abonamentul la "Gazeta Transilvaniei" pe semestrul I al anului 1876 și numele a încă trei abonați. | Muzeul „Casa Mureșenilor”, Brașov | Cimec    |
|      | Moldovan Ioan Micu către Mureșianu Aurel Autor: Moldovan, Ioan Micu                                                               | Datare: 1889 iunie 14 Dimensiuni: 21/17,2 cm Material: hârtie                                           | Moldovan Ioan Micu (1833-1915) îl informează pe Mureșianu Aurel (18147-1909) că îi restituie cei 150 fl. care i-au fost trimiși pentru a-i împărți locuitorilor din Cut păgubiți în urma incediului. Își cere scuze că nu s-a putut onora de sarcina primită. Sugerează cererea sprijinului parohului Ioan Bitea sau a avocatului Coseriu, sau a lui Basiliu Albini, tatăl redactorului de la ziarul "Albina". | Muzeul „Casa Mureșenilor”, Brașov | Cimec    |
|      | Moldovan Ioan Micu către Mureșianu Aurel Autor: Moldovan, Ioan Micu                                                               | Datare: 1906 aprilie 28 Dimensiuni: 19,2/11,9 cm Material: hârtie                                       | Moldovan Ioan Micu (1833-1915) îl informează pe Mureșianu Aurel (1847-1909) că îi va trimite 200 coroane pentru îngrijirea "bătrânului nostru". Anunță lupta încordată pentru alegerea dr. Iuliu Maniu (1873-1953) ca deputat în Parlamentul de la Budapesta. | Muzeul „Casa Mureșenilor”, Brașov | Cimec    |
|      | Munteanu Augustin către Mureșianu Aurel Autor: Munteanu, Augustin                                                                 | Datare: 1894 august 02 Dimensiuni: 29,3/24 cm Material: hârtie                                          | Munteanu Augustin îi trimite lui Mureșianu Aurel (1847-1909) o rectificare la un articol trimis spre publicare în "Gazeta Transilvaniei". Îl informează și despre o nouă bancă "Someșana" înființată la Dej. Anunță că au început pregătirile în cauza Memorandului. | Muzeul „Casa Mureșenilor”, Brașov | Cimec    |
|      | Munteanu Augustin către Mureșianu Aurel Autor: Munteanu, Augustin                                                                 | Datare: 1894 decembrie Dimensiuni: 29,5/23,3 cm Material: hârtie                                        | Munteanu Augustin îi trimite lui Mureșianu Aurel (1847-1909) o copie a scrisorii de adeziune adresată lui Alexandru Mocioni (1841-1909), cu 12 semnături, în urma unui atac din partea ziarului "Tribuna". | Muzeul „Casa Mureșenilor”, Brașov | Cimec    |
|      | Muntean Aurel către Administrația "Gazetei Transilvaniei" Autor: Munteanu, Aurel                                                  | Datare: 1891 iulie 26 Dimensiuni: 29,3/22,5 cm Material: hârtie                                         | Muntean Aurel, avocat din Timișoara, trimite Administrației "Gazetei Transilvaniei" o chitanță pentru suma de 4 fl., emisă de administrația ziarului brașovean, pentru a dovedi că nu este restanțier cu abonamentul. Roagă reluarea trimiterii Gazetei. | Muzeul „Casa Mureșenilor”, Brașov | Cimec    |
|      | Muntean Aurel către Mureșianu Aurel Autor: Munteanu, Aurel                                                                        | Datare: 1891 decembrie 11 Dimensiuni: 21,7/14 cm Material: hârtie                                       | Muntean Aurel, avocat din Timișoara, îi trimite lui Mureșianu Aurel (1847-1909) noi informații în chestiunea "Un învățător care și-a luat lumea în cap" de la comitetul parohial din Siag, caz aflat în atenția ziarului "Luminătorul". | Muzeul „Casa Mureșenilor”, Brașov | Cimec    |
|      | Muntean Aurel către Mureșianu Aurel Autor: Munteanu, Aurel                                                                        | Datare: 1895 februarie 14 Dimensiuni: 22,6/14,5 cm Material: hârtie                                     | Muntean Aurel, avocat din Orăștie, îi trimite lui Mureșianu Aurel (1847-1909) un articol-răspuns la un alt articol din nr. 266 al "Gazetei Transilvaniei" spre publicare în ziarul brașovean. | Muzeul „Casa Mureșenilor”, Brașov | Cimec    |
|      | Muntean Aurel către Mureșianu Aurel Autor: Munteanu, Aurel                                                                        | Datare: 1896 aprilie 27 Dimensiuni: 27,9/21,9cm Material: hârtie                                        | Muntean Aurel, avocat din Orăștie, îl roagă pe Mureșianu Aurel (1847-1909) să i se publice o "Epistolă deschisă", trimisă sub semnătura sa, adresată lui Popoviciu. | Muzeul „Casa Mureșenilor”, Brașov | Cimec    |
|      | Muntean Aurel către Mureșianu Aurel Autor: Munteanu, Aurel                                                                        | Datare: 1896 mai 02 Dimensiuni: 27,9/22 cm Material: hârtie                                             | Muntean Aurel, avocat din Orăștie, îl roagă pe Mureșianu Aurel (1847-1909) să i se înapoieze articolul "Epistolă deschisă" adresat domnului Popoviciu, dacă nu se publică în "Gazeta Transilvaniei". | Muzeul „Casa Mureșenilor”, Brașov | Cimec    |
|      | Muntean Aurel către Mureșianu Aurel Autor: Munteanu, Aurel                                                                        | Datare: 1896 decembrie 12 Dimensiuni: 27,9/21,9 cm Material: hârtie                                     | Muntean Aurel, avocat din Orăștie, îi cere părerea lui Mureșianu Aurel (1847-1909) în cazul unei interpelări cu privire la o vânzare/cumpărare de domenii în care este implicat Vasile Lucaciu (1852-1922). | Muzeul „Casa Mureșenilor”, Brașov | Cimec    |
|      | Mureșianu Petru către Mureșianu Iacob Autor: Mureșianu, Petru                                                                     | Datare: 1875 septembrie 27 Dimensiuni: 21/15,3 cm; 34,3/21 cm Material: hârtie                          | Mureșianu Petru îi trimite lui Mureșianu Iacob (1812-1887) un articol referitor la cauza protopopiei Becleanului, în care se cere prin 100 de semnături desemnarea ca protopop a M.O.D Mihail Făgărășanu. Articolul este trimis pentru a fi publicat în "Gazeta Transilvaniei". | Muzeul „Casa Mureșenilor”, Brașov | Cimec    |
|      | Mureșianu Petru către Mureșianu Aurel Autor: Mureșianu, Petru                                                                     | Datare: 1884 martie 31 Dimensiuni: 34/21,2 cm Material: hârtie                                          | Mureșianu Petru îi trimite lui Mureșianu Aurel (1847-1909) o cerere adresată episcopului Gherlei în vederea numirii a unui preot căsătorit în postul de protopop la Beclean. Cere publicarea acesteia în "Gazeta Transilvaniei". | Muzeul „Casa Mureșenilor”, Brașov | Cimec    |
|      | Mureșianu Petru către Mureșianu Aurel Autor: Mureșianu, Petru                                                                     | Datare: 1892 ianuarie 08 Dimensiuni: 22,6/14,5 cm Material: hârtie                                      | Mureșianu Petru îi trimite lui Mureșianu Aurel (1847-1909) unele precizări în cauza diferendului dintre Vasile Lucaciu (1852-1922) și Aurel Munteanu pentru a fi publicate în "Gazeta Transilvaniei". | Muzeul „Casa Mureșenilor”, Brașov | Cimec    |
|      | Mureșianu Ioachim către Mureșianu Iacob Autor: Mureșianu, Ioachim                                                                 | Datare: 1859 februarie 10 Dimensiuni: 31/22,5 cm Material: hârtie                                       | Mureșianu Ioachim (1832-1903) nepot de frate, îl informează pe Mureșianu Iacob (1812-1887) că știrea despre vărul său, Mureșianu Iancu (1841-1925), din ultimul număr al "Gazetei Transilvaniei", l-a întristat. Îl anunță că Ministerul de Interne va cere în viitor ca în extrasele din ziarul brașovean să se precizeze dacă sunt știri preluate din gazeta împărătească de la Viena. | Muzeul „Casa Mureșenilor”, Brașov | Cimec    |
|      | Mureșianu Ioachim către Mureșianu Iacob Autor: Mureșianu, Ioachim                                                                 | Datare: 1859 decembrie 04 Dimensiuni: 30,9/22,5 cm Material: hârtie                                     | Mureșianu Ioachim (1832-1903) nepot de frate, îl informează pe Mureșianu Iacob (1812-1887) despre o mare serbare ținută în ziua de 7 noiembrie la Viena. Oferă date despre cărți germane cerute de unchiul său. Este nemulțumit de poziția românilor din capitala imperiului, care sunt fricoși. Trimite adresa lui Ioan Brote (1819-1871) și-l sfătuiește să-i ceară colaborarea la "Gazeta Transilvaniei". | Muzeul „Casa Mureșenilor”, Brașov | Cimec    |
|      | Mureșianu Ioachim către Mureșianu Iacob Autor: Mureșianu, Ioachim                                                                 | Datare: 1860 octombrie 21 Dimensiuni: 23,6/14,4 cm Material: hârtie                                     | Mureșianu Ioachim (1832-1903) nepot de frate, îl itrimite lui Mureșianu Iacob (1812-1887) un articol care conținea traducerea proclamației imperiale ținută de Franz Joseph I (1830-1916) ce anunța perioada liberalismului habsburgic. Roagă tipărirea articolului în "Gazeta Transilvaniei". Îl informează și despre numirea a noi miniștri în Ungaria. | Muzeul „Casa Mureșenilor”, Brașov | Cimec    |
|      | Mureșianu Ioachim către Mureșianu Iacob Autor: Mureșianu, Ioachim                                                                 | Datare: 1873 iulie 01 Dimensiuni: 22,4/14,5 cm Material: hârtie                                         | Mureșianu Ioachim (1832-1903) nepot de frate, îl informează pe Mureșianu Iacob (1812-1887) că a fost ales deputat în Dieta Transilvaniei. Ajuns la Pesta, aduce critici la adresa unor aleșilor și luptă pentru o acțiune comună în interesul transilvănenilor. | Muzeul „Casa Mureșenilor”, Brașov | Cimec    |
|      | Mureșianu Ioachim către Mureșianu Iacob Autor: Mureșianu, Ioachim                                                                 | Datare: 1888 septembrie 26 Dimensiuni: 22,4/14,2 cm Material: hârtie                                    | Mureșianu Ioachim, (1832-1903) nepot de frate îl informează pe Mureșianu Iacob (1812-1887) că a refuzat postul de jude oferit de autoritățile maghiare în anul 1872. Transmite condoleanțe pentru teologul Ioan Lazăr. | Muzeul „Casa Mureșenilor”, Brașov | Cimec    |
|      | Mureșianu Ioachim către Redacția "Gazetei Transilvaniei" Autor: Mureșianu, Ioachim                                                | Datare: 1879 octombrie 11 Dimensiuni: 33,8/21 cm Material: hârtie                                       | Mureșianu Ioachim, (1832-1903) nepot de frate al lui Mureșianu Iacob (1812-1887), trimite un anunț pentru un concurs spre publicare în "Gazeta Transilvaniei". | Muzeul „Casa Mureșenilor”, Brașov | Cimec    |
|      | Mureșianu Ioachim către Mureșianu Iacob Autor: Mureșianu, Ioachim                                                                 | Datare: a II-a jumătate a sec. XIX Dimensiuni: 22,8/14,6 cm Material: hârtie                            | Mureșianu Ioachim (1832-1903) nepot de frate îi trimite lui Mureșianu Iacob (1812-1887) știri despre activitatea fruntașilor români din Dieta de la Budapesta. | Muzeul „Casa Mureșenilor”, Brașov | Cimec    |
|      | Mureșianu Ioachim către Mureșianu Aurel Autor: Mureșianu, Ioachim                                                                 | Datare: 1893 noiembrie 20 Dimensiuni: 29/22,6 cm Material: hârtie                                       | Mureșianu Ioachim (1832-1903), văr primar, îi transmite lui Mureșianu Aurel (1847-1909) regretele sale că nu s-au întâlnit la Năsăud. Își exprimă dorința de a se reîntâlni cu prilejul aducerii asociațiunii (ASTRA) la Năsăud. Oferă informații despre ședințele și activitățile asociațiunii. | Muzeul „Casa Mureșenilor”, Brașov | Cimec    |
|      | Mureșianu Ioachim către Mureșianu Aurel Autor: Mureșianu, Ioachim                                                                 | Datare: 1903 februarie 12 Dimensiuni: 17,4/11,1 cm Material: hârtie                                     | Mureșianu Ioachim (1832-1903), văr primar, îi mulțumește lui Mureșianu Aurel (1847-1909) pentru cele scrise la împlinirea a 62 ani de la moartea bunicului lor, preot Ion Mureșianu. Anunță trimiterea unui tablou în care este înfățișată familia sa. | Muzeul „Casa Mureșenilor”, Brașov | Cimec    |
|      | Mihali Gregoriu către Mureșianu Iacob Autor: Gregoriu, Mihali                                                                     | Datare: 1852 august 08 Dimensiuni: 23,9/19,6 cm; 23,9/19,3 cm Material: hârtie                          | Mihali Gregoriu îl informează pe Mureșianu Iacob (1812-1887) că îi va trimite 70 fl. pentru abonamente la "Gazeta Transilvaniei". Atașează lista prenumeranților la ziarul brașovean pe semestrul II al anului 1852. Cere trimiterea a încă 50 de exemplare din almanahul lui Barițiu George (1812-1893). | Muzeul „Casa Mureșenilor”, Brașov | Cimec    |
|      | Mihali Gregoriu către Mureșianu Iacob Autor: Gregoriu, Mihali                                                                     | Datare: 1853 ianuarie 18 Dimensiuni: 35,4/22,8 cm Material: hârtie                                      | Mihali Gregoriu îl informează pe Mureșianu Iacob (1812-1887) că a distribuit cei 24 fl. la trei orfelinate. Confirmă primirea calendarelor lui Barițiu George (1812-1893). De asemenea, cere să fie trimise încă două exemplare din "Gazeta Transilvaniei" pentru abonați noi. | Muzeul „Casa Mureșenilor”, Brașov | Cimec    |
|      | Mihali Gregoriu către Mureșianu Iacob Autor: Gregoriu, Mihali                                                                     | Datare: a II-a jumătate a sec. XIX Dimensiuni: 19,6/11,8 cm Material: hârtie                            | Mihali Gregoriu îl informează pe Mureșianu Iacob (1812-1887) că i-a trimis o narațiune pentru foiletonul din "Gazeta Transilvaniei". Roagă să i se trimită 20 de exemplare din calendarele lui Barițiu George (1812-1893) prin Ioachim din Sibiu, care a primit stipendiu 80 fl. | Muzeul „Casa Mureșenilor”, Brașov | Cimec    |
|      | Mihali Gregoriu către Mureșianu Iacob Autor: Gregoriu, Mihali                                                                     | Datare: 1855 februarie 04 Dimensiuni: 17,7/10,9 cm Material: hârtie                                     | Mihali Gregoriu îl informează pe Mureșianu Iacob (1812-1887) despre polemica sa cu un corespondent al său. Îl roagă să-i înapoieze articolele după ce vor fi publicate în "Gazeta Transilvaniei". | Muzeul „Casa Mureșenilor”, Brașov | Cimec    |
|      | Mihali Gregoriu către Mureșianu Iacob Autor: Gregoriu, Mihali                                                                     | Datare: 1859 ianuarie 05 Dimensiuni: 17,2/10,5 cm Material: hârtie                                      | Mihali Gregoriu îl roagă pe Mureșianu Iacob (1812-1887) să îi expedieze cu poșta o scrisoare pentru Maiorescu Titu (1840-1917) în cauza fratelui său Simion, care dorește să treacă în Țară (Principatele Unite ale Moldovei și Valahiei) ca profesor. | Muzeul „Casa Mureșenilor”, Brașov | Cimec    |
|      | Mihali Gregoriu către Mureșianu Iacob Autor: Gregoriu, Mihali                                                                     | Datare: 1860 august 29 Dimensiuni: 21/17,2 cm Material: hârtie                                          | Mihali Gregoriu îi transmite lui Mureșianu Iacob (1812-1887) că îi trimite 50 fl. pentru ajutorarea juriștilor români din Sibiu. În scrisoare se află lista cu cei propuși pentru a primi banii. | Muzeul „Casa Mureșenilor”, Brașov | Cimec    |
|      | Mihali Gregoriu către Mureșianu Iacob Autor: Gregoriu, Mihali                                                                     | Datare: a II-a jumătate a sec. XIX Dimensiuni: 21/17 cm Material: hârtie                                | Mihali Gregoriu îl informează pe Mureșianu Iacob (1812-1887) că a trimis suma de 50 fl. pentru ajutorarea juriștilor români din Sibiu și completează lista acestora cu alte două nume. | Muzeul „Casa Mureșenilor”, Brașov | Cimec    |
|      | Mihali Gregoriu către Mureșianu Iacob Autor: Gregoriu, Mihali                                                                     | Datare: 1860 decembrie 23 Dimensiuni: 21/17,3 cm Material: hârtie                                       | Mihali Gregoriu îi trimite Mureșianu Iacob (1812-1887) numele a încă șase prenumeranți la "Gazeta Transilvaniei" pe semestrul I al anului 1861. Anunță trimiterea unor bani pentru tinerimea studioasă și roagă să se publice acest lucru. Transmite salutări lui Barițiu George (1812-1893). | Muzeul „Casa Mureșenilor”, Brașov | Cimec    |
|      | Mihali Gregoriu către Mureșianu Iacob Autor: Gregoriu, Mihali                                                                     | Datare: 1861 ianuarie 30 Dimensiuni: 10,3/16,8 cm Material: hârtie                                      | Mihali Gregoriu îl roagă pe Mureșianu Iacob (1812-1887) să publice în "Gazeta Transilvaniei" contribuția trimisă în suma de 50 fl. pentru tinerimea studioasă. Are nevoie de articol pentru a se justifica față de contribuabili. | Muzeul „Casa Mureșenilor”, Brașov | Cimec    |
|      | Mihali Gregoriu către Mureșianu Iacob Autor: Gregoriu, Mihali                                                                     | Datare: 1864 august 27 Dimensiuni: 21/17,1 cm Material: hârtie                                          | Mihali Gregoriu îl informează pe Mureșianu Iacob (1812-1887) că fiul său, Aurel, va urma clasa a VIII-a gimnazială la Blaj. Deplânge posturile lungi pe care elevii sunt nevoiți să le țină la seminar. | Muzeul „Casa Mureșenilor”, Brașov | Cimec    |
|      | Mihali Gregoriu către Mureșianu Iacob Autor: Gregoriu, Mihali                                                                     | Datare: a II-a jumătate a sec. XIX Dimensiuni: 16,8/10,7 cm Material: hârtie                            | Mihali Gregoriu îi oferă date lui Mureșianu Iacob (1812-1887) despre conflictul ivit între el și ginerele său, Gr. Pop. | Muzeul „Casa Mureșenilor”, Brașov | Cimec    |
|      | Morariu Ilie către Mureșianu Iacob Autor: Morariu, Ilie                                                                           | Datare: 1853 decembrie 28 Dimensiuni: 26,7/21 cm Material: hârtie                                       | Morariu Ilie îi trimite lui Mureșianu Iacob (1812-1887) un articol "Cultura Pomilor". Aflând că redactorul "Gazetei Transilvaniei" va înființa o școală de agronomie, propune alcătuirea unui extras din opera sa pentru numita școală. Roagă ca acest extras să fie tipărit în suplimentul literar al ziarului brașovean, "Foaie pentru minte, inimă și literatură". De asemenea, anunță trecerea trupelor rusești spre Țara Românească în timpul Războiului Crimeii (1853-1856). | Muzeul „Casa Mureșenilor”, Brașov | Cimec    |
|      | Morariu Ilie către Sion George Autor: Morariu, Ilie                                                                               | Datare: 1855 august 18 Dimensiuni: 21/17 cm Material: hârtie                                            | Morariu Ilie îi împărtășește lui Sion George (1821-1892) nemulțumirea sa față de corespondenții "României Literare" care, prin "Telegraful Român", propagă idei panslaviste . Face aprecieri la adresa unor articole semnate de ziaristul Sion publicate în "Gazeta Transilvaniei" și în "Foaie penrtu minte, inimă și literatură". Își exprimă dezaprobarea față de folosirea alfabetului chirilic în ziarul brașovean. | Muzeul „Casa Mureșenilor”, Brașov | Cimec    |
|      | Mihali Mihălescu Simeon către Mureșianu Iacob Autor: Mihălescu, Simeon                                                            | Datare: 1851 octombrie 30 Dimensiuni: 24,9/19,7 cm Material: hârtie                                     | Mihali Mihălescu Simeon, profesor la Gimanziul din Blaj, îi cere lui Mureșianu Iacob (1812-1887) 50 exemplare din gramatica lui I.C. Codru pentru clasele gimnaziale. Anunță sosirea lui Cipariu Timotei (1805-1887) de la Viena. Îl informează pe redactorul "Gazetei Transilvaniei" că îi va trimite în curând banii pentru abonamentele studenților la ziarul brașovean. | Muzeul „Casa Mureșenilor”, Brașov | Cimec    |
|      | Mihali Mihălescu Simeon către Mureșianu Iacob Autor: Mihălescu, Simeon                                                            | Datare: 1852 februarie 3 Dimensiuni: 23,3/19,4 cm Material: hârtie                                      | Mihali Mihălescu Simeon, profesor la Gimanziul din Blaj, îl informează pe Mureșianu Iacob (1812-1887) că îi trimite o "Foiță" (ziar) primită de la tânărul călugăr Nicefor Iliescu, venit din Moldova la Blaj pentru terminarea studiilor gimnaziale și teologice. Roagă să i se publice în "Gazeta Transilvaniei" Programul ziarului pentru a câștiga și în această provincie românească prenumeranți. Trimite informații despre noi prenumeranți și deconturi legate de ziarul brașovean. | Muzeul „Casa Mureșenilor”, Brașov | Cimec    |
|      | Mihali Mihălescu Simeon către Mureșianu Iacob Autor: Mihălescu, Simeon                                                            | Datare: 1852 aprilie 03 Dimensiuni: 21,4/13,7 cm Material: hârtie                                       | Mihali Mihălescu Simeon, profesor la Gimanziul din Blaj, îl informează pe Mureșianu Iacob (1812-1887) despre folosirea limbii latine ca limbă de predare în seminar. Trimite clarificări în legătură cu prenumeranții la "Gazeta Transilvaniei" și cu numerele de ziar primite. | Muzeul „Casa Mureșenilor”, Brașov | Cimec    |
|      | Mihali Mihălescu Simeon către Mureșianu Iacob Autor: Mihălescu, Simeon                                                            | Datare: a II-a jumătate a secolului XIX Dimensiuni: 18/10,7 cm Material: hârtie                         | Mihali Mihălescu Simeon, profesor la Gimanziul din Blaj, îi trimite lui Mureșianu Iacob (1812-1887) un articol "Starea școalei poporale din Veza" pentru publicare în "Gazeta Transilvaniei". Cere trimiterea unui exemplar din ziarul brașovean lui Georgiu Porea. | Muzeul „Casa Mureșenilor”, Brașov | Cimec    |
|      | Mihali Mihălescu Simeon către Mureșianu Iacob Autor: Mihălescu, Simeon                                                            | Datare: 1852 Vinerea Mare Dimensiuni: 21,7/17,8 cm Material: hârtie                                     | Mihali Mihălescu Simeon, profesor la Gimanziul din Blaj, îl informează pe Mureșianu Iacob (1812-1887) că îi trimite prin poștă 20 fl. pentru "Gazeta Transilvaniei". Oferă informații despre disensiunile dintre Sibiu și Blaj. | Muzeul „Casa Mureșenilor”, Brașov | Cimec    |
|      | Mihali Mihălescu Simeon către Mureșianu Iacob Autor: Mihălescu, Simeon                                                            | Datare: 1852 decembrie 3 Dimensiuni: 23,5/19 cm Material: hârtie                                        | Mihali Mihălescu Simeon, profesor la Gimanziul din Blaj, îl informează pe Mureșianu Iacob (1812-1887) că îi trimite bani de la prenumeranții "Gazetei Transilvaniei". Anunță că ziarul brașovean vine neregulat la Blaj. Nu poate scrie foarte multe despre "Organul Luminării" a lui Cipariu Timotei (1805-1887), deoarece nu l-a primit încă. Oferă sfaturi în privința scrierii corecte cu caractere latine. | Muzeul „Casa Mureșenilor”, Brașov | Cimec    |
|      | Mihali Mihălescu Simeon către Mureșianu Iacob Autor: Mihălescu, Simeon                                                            | Datare: 1853 Dimensiuni: 22,7/14,5 cm Material: hârtie                                                  | Mihali Mihălescu Simeon, profesor la Gimanziul din Blaj, îi trimite lui Mureșianu Iacob (1812-1887) un articol intitulat "Din viața familiară a românilor. Educarea pruncilor" pentru publicare în "Gazeta Transilvaniei". | Muzeul „Casa Mureșenilor”, Brașov | Cimec    |
|      | Mihali Mihălescu Simeon către Mureșianu Iacob Autor: Mihălescu, Simeon                                                            | Datare: 1853 Dimensiuni: 22,4/14,5 cm Material: hârtie                                                  | Mihali Mihălescu Simeon, profesor la Gimanziul din Blaj, îi trimite lui Mureșianu Iacob (1812-1887) un articol intitulat "Din viața familiară a românilor. Damele române" pentru publicare în "Gazeta Transilvaniei". | Muzeul „Casa Mureșenilor”, Brașov | Cimec    |
|      | Barițiu George către Mureșianu Iacob Autor: Barițiu, George                                                                       | Datare: 1859 mai 09 Dimensiuni: 34/21 cm Material: hârtie                                               | Barițiu George (1812-1893) îi cere scuze lui Mureșianu Iacob (1812-1887) pentru faptul că nu l-a ajutat la "Gazeta Transilvaniei", fiind ocupat cu Fabrica de hârtie din Zărnești. Îl anunță că și-a dat demisia din administrația Fabricii de Hârtie de la Zărnești. Promite că va reveni cu articole pentru "Gazeta Transilvaniei". | Muzeul „Casa Mureșenilor”, Brașov | Cimec    |
|      | Barițiu George către Mureșianu Iacob Autor: Barițiu, George                                                                       | Datare: 1861septembrie 25 Dimensiuni: 27,5/21 cm Material: hârtie                                       | Barițiu George (1812-1893) îl anunță pe Mureșianu Iacob (1812-1887) că s-a pregătit cu două articole pentru "Gazeta Transilvaniei": unul despre antagonismul asupra transilvănenilor și asupra uniților, iar altul despre Unirea Principatelor Române din 1859. | Muzeul „Casa Mureșenilor”, Brașov | Cimec    |
|      | Barițiu George către Mureșianu Iacob Autor: Barițiu, George                                                                       | Dimensiuni: 20/15,5 cm Material: hârtie                                                                 | Barițiu George (1812-1893) îl anunță pe Mureșianu Iacob (1812-1887) că-i va trimite un manuscris pentru a-l publica în "Gazetă". Îi cere să vorbească cu Gott Johannes pentru a-i publica pe larg dezbaterile despre Ardeal. | Muzeul „Casa Mureșenilor”, Brașov | Cimec    |
|      | Barițiu George către Mureșianu Iacob Autor: Barițiu, George                                                                       | Datare: 1863 ianuarie 11 Dimensiuni: 34/21 cm Material: hârtie                                          | Barițiu George (1812-1893) îl roagă pe Mureșianu Iacob (1812-1887) să transmită familiei sale o scrisoare. Îl informează asupra vizitei la Cancelaria Curții austriece, de unde îi trimite știri în legătură cu alegerile și despre atitudinea ungurilor. | Muzeul „Casa Mureșenilor”, Brașov | Cimec    |
|      | Barițiu George către Mureșianu Iacob Autor: Barițiu, George                                                                       | Datare: 1863 iunie 14 Dimensiuni: 34/21,3 cm Material: hârtie                                           | Barițiu George (1812-1893) îi răspunde lui Mureșianu Iacob (1812-1887) la scrisoarea acestuia din 5 iunie 1863 în care îi face unele "imputări" care însă se vor putea lămuri numai prin confruntarea cu redactorii de la gazetele germane din Brașov. Îi amintește de unele neînțelegeri din trecut care au fost reflectate și în "Gazeta Transilvaniei". Îl informează asupra intrigilor de la Viena, unde a fost acuzat că ar candida pe lista Dietei. A fost chemat în audiență la contele Nadasdy apoi în audiență la arhiducele Reiner. | Muzeul „Casa Mureșenilor”, Brașov | Cimec    |
|      | Barițiu George către Mureșianu Iacob Autor: Barițiu, George                                                                       | Datare: 1863 octombrie 16 Material: hârtie                                                              | Barițiu George (1812-1893) îi recomandă lui Mureșianu Iacob (1812-1887) să publice în "Gazeta Transilvaniei" proiectele de legi ce se vor dezbate la redeschiderea Dietei din Sibiu, în special cele cu privire la buget. | Muzeul „Casa Mureșenilor”, Brașov | Cimec    |
|      | Adeverință Barițiu George Autor: Barițiu, George                                                                                  | Datare: 1872 ianuarie 21 Dimensiuni: 14,5/22,5 cm Material: hârtie                                      | Barițiu George (1812-1893) recunoaște printr-o adeverință că a primit suma aferentă celor cinci abonamente la ziarul "Transilvania", plătită de Ștefan Moldovan din Lugoj, prin intermediul lui Mureșianu Iacob (1812-1887). | Muzeul „Casa Mureșenilor”, Brașov | Cimec    |
|      | Barițiu George către Mureșianu Iacob Autor: Barițiu, George                                                                       | Datare: 1874 februarie 10 Dimensiuni: 28,8/22,5 cm Material: hârtie                                     | Barițiu George (1812-1893) îl invită pe Mureșianu Iacob (1812-1887) la cea de-a II-a adunare generală a acționarilor de la Fabrica de hârtie din Zărnești, care va avea loc în data de 4/16 februarie 1874 la ora 9 dimineața. | Muzeul „Casa Mureșenilor”, Brașov | Cimec    |
|      | Autorizarea de editare a "Gazetei de Transilvania" Autor: Bartha, Stephanus                                                       | Datare: 1838 martie 8 Dimensiuni: 21/17 cm Material: hârtie                                             | Manuscrisul reprezintă copia decretului gubernial nr.1893/1838 prin care i se acorda lui Johannes Gott dreptul de a tipări un ziar politic și în limba română. | Muzeul „Casa Mureșenilor”, Brașov | Cimec    |
|      | Porumbescu Iraclie către Mureșianu Iacob Autor: Porumbescu, Iraclie                                                               | Datare: 1854 august 07 Dimensiuni: 22,2/13,2 cm Material: hârtie                                        | Porumbescu Iraclie (1823-1895) îl anunță pe Mureșianu Iacob (1812-1887) că din septembrie 1854 va apărea la Cernăuți o "gazetă politică germană", finanțată de guvern și în redacția unui evreu pe nume Gherbel. Trimite un articol despre ideea unirii principatelor române. | Muzeul „Casa Mureșenilor”, Brașov | Cimec    |
|      | Reprezentațiunea Universității districtului Năsăudului către Ministrul de Interne al Regiunii Ungurești Autor: Artemiu, Alexi Th. | Datare: 1874 decembrie 07 Dimensiuni: 34,3/21 cm Material: hârtie                                       | Adunarea reprezentativă a Universității districtului Năsăudului hotărăște menținerea autonomiei sale, refuzând unirea cu districtul Bistriței, cu unele părți din comitatul Turdei inclusiv cu cetatea Reghinului săsesc. Roagă publicarea acestei hotărâri în ziarul "Gazeta Transilvaniei". | Muzeul „Casa Mureșenilor”, Brașov | Cimec    |
|      | Sever Axente Ioan Autor: Sever, Axente Ioan                                                                                       | Datare: 1895 noiembrie 28 Dimensiuni: 34/21 cm Material: hârtie filigran                                | Lucrarea "Care fu causa morții premature a lui Andrei Mureșanu/ În memoria lui Andrei Mureșanu", scrisă de Sever Axente Ioan (1821-1906), prezintă un incident legat de un bal dat de juriștii români din Sibiu în anul 1854. Andrei Mureșanu (1816-1863) a compus poezia "Elenuța din cetate" cu prilejul acestui bal. Această poezie a determinat pierderea slujbei în cadrul Tribunalului suprem din Sibiu. | Muzeul „Casa Mureșenilor”, Brașov | Cimec    |
|      | Mureșianu Iacob către Barițiu George Autor: Mureșianu, Iacob                                                                      | Datare: 1863 mai 25 Descoperit: Brașov Dimensiuni: 23/20 cm Material: hârtie                            | Mureșianu Iacob (1812-1887) îl informează pe Barițiu George asupra criticii din "Kronstadter Zeitung" referitoare la atitudinea sa privind reîntoarcerea episcopului Haynald Lajos. Își exprimă dorința de a lupta din răsputeri pentru a se reabilita în fața opiniei publice. | Muzeul „Casa Mureșenilor”, Brașov | Cimec    |
|      | Drăgescu N. către Mureșianu Aurel Autor: Drăgescu, N.                                                                             | Datare: 1892 iulie 06 Dimensiuni: 16/10 cm Material: hârtie                                             | Drăgescu N. îl informează pe Mureșianu Aurel asupra corespondenței soției sale, susținătoare a luptei românilor din Transilvania. Îl anunță că pe data de 11 iulie 1892 a înființat secțiunea dobrogeană a Ligii culturale. Îi cere lista școlilor din Transilvania care au nevoie de sprijin financiar. Vorbește despre solidaritatea celor din România liberă față de românii din Transilvania. | Muzeul „Casa Mureșenilor”, Brașov | Cimec    |
|      | Porumbescu Iraclie către Mureșianu Iacob Autor: Porumbescu, Iraclie                                                               | Datare: 1858 mai 8/20 Dimensiuni: 27/21,5 cm Material: hârtie                                           | Porumbescu Iraclie (1823-1895) îl informează pe Mureșianu Iacob (1812-1887) asupra apariției unei societăți secrete panslaviste a rutenilor din Lemberg. | Muzeul „Casa Mureșenilor”, Brașov | Cimec    |
|      | Mureșianu Aurel către fiul lui Mihail Kogălniceanu Autor: Mureșianu, A. Aurel                                                     | Datare: 1908 aprilie 05 Dimensiuni: 17/11 cm Material: hârtie                                           | Mureșianu Aurel (1847-1909) îi mulțumește lui Kogălniceanu pentru cuvintele frumoase adresate cu ocazia numărului festiv al ziarului "Gazeta Transilvaniei". Amintește de prietenia dintre familia Mureșianu și Mihail Kogălniceanu. Îi cere fotografii din albumul familiei cu diverse personalități istorice (exemple: Constantin Hurmuzachi, Constantin Negruzzi etc.). | Muzeul „Casa Mureșenilor”, Brașov | Cimec    |
|      | Alexi Artemiu către Mureșianu Iacob Autor: Artemiu, Alexi Th.                                                                     | Datare: 1876 ianuarie 31 Dimensiuni: 21,4/14 cm Material: hârtie                                        | Alexi Artemiu (1847-1896) îl roagă pe Mureșianu Iacob (1812-1887) să nu publice încă în "Gazeta Transilvaniei" informațiile, dintr-o corespondență anterioară, referitoare la alegerea din 3 ianuarie din Năsăud. Este mâhnit de lipsa de solidaritate între români. | Muzeul „Casa Mureșenilor”, Brașov | Cimec    |
|      | Alexi Artemiu către Mureșianu Aurel Autor: Artemiu, Alexi (pseudonim "Publiu")                                                    | Datare: 1878 martie 24 Dimensiuni: 21,4/14 cm Material: hârtie                                          | Alexi Artemiu (1847-1896) îi trimite lui Mureșianu Aurel (1847-1909) un articol-răspuns la cele publicate de avocatul Dănilă Lica din Bistrița în "Gazeta Transilvaniei" numerele 7-8 din 1878. Articolul face referire la conferințele premergătoare alegerilor comitatense din 1878. | Muzeul „Casa Mureșenilor”, Brașov | Cimec    |
|      | Alexi Artemiu către Mureșianu Aurel Autor: Artemiu, Alexi Th.                                                                     | Datare: 1878 aprilie 24 Dimensiuni: 21,4/13,9 cm; 33,8/20,6 cm Material: hârtie                         | Alexi Artemiu (1847-1896) îi mulțumește lui Mureșianu Aurel (1847-1909), în numele său și al colegului M. Popu, pentru publicarea în "Gazeta Transilvaniei" a prospectului lucrării "Resbelu Orientale". Este nemulțumit că nu i s-a publicat articolul-răspuns (anexă) la afirmațiile avocatului Dănilă Lica din Bistrița, cerând să fie publicat cât mai curând posibil sau să i se înapoieze articolul pentru a fi publicat într-un alt ziar. | Muzeul „Casa Mureșenilor”, Brașov | Cimec    |
|      | Antonelli Ivan către Mureșianu Iacob Autor: Antonelli, Ivan                                                                       | Datare: 1856 februarie 19 Dimensiuni: 34,4/21 cm Material: hârtie                                       | Antonelli Ivan îi trimite lui Mureșianu Iacob (1812-1887) articolul "Înaintatorii literaturii române în Patrie" (anexat) pentru a fi publicat în "Gazeta Transilvaniei". Articolul expune motivele pentru care, în trecut, nu s-au făcut suficiente progrese în literatura română din Transilvania. | Muzeul „Casa Mureșenilor”, Brașov | Cimec    |
|      | Antonelli Ivan către Mureșianu Iacob Autor: Antonelli, Ivan                                                                       | Dimensiuni: 22,7/18,7 cm Material: hârtie                                                               | Antonelli Ivan îi trimite lui Mureșianu Iacob (1812-1887) articolul "Socrate" (anexat) spre publicare în "Gazeta Transilvaniei", în care descrie viața, opera, virtuțile și moartea lui Socrate. | Muzeul „Casa Mureșenilor”, Brașov | Cimec    |
|      | Antonelli Ivan către Mureșianu Iacob Autor: Antonelli, Ivan                                                                       | Dimensiuni: 34,2/20,3 cm Material: hârtie                                                               | Antonelli Ivan îl informează pe Mureșianu Iacob (1812-1887) despre un caz similar cu cel publicat în nr. 20 al "Gazetei Transilvaniei", în care a fost implicat. Corespondența Vicariatului din Făgăraș a sosit cu 10 zile întârziere după ce a fost dusă mai întâi la Presidiul Militar și desigilată. | Muzeul „Casa Mureșenilor”, Brașov | Cimec    |
|      | Avesalom Gheorghe către Mureșianu Aurel Autor: Avesalom, Gheorghe                                                                 | Datare: 1891 decembrie 08 Dimensiuni: 13,4/10,4 cm Material: hârtie                                     | Avesalom Gheorghe îl informează pe Mureșianu Aurel (1847-1909) că îi va trimite primul său articol pentru a fi publicat în "Gazeta Transilvaniei". Îl înștiințează că doi abonați brăileni la "Gazetă", Ion N. Frateșiu și Al. Popea, sunt la Brașov și își vor plăti abonamentele la redacție. | Muzeul „Casa Mureșenilor”, Brașov | Cimec    |
|      | Avesalom Gheorghe către Mureșianu Aurel Autor: Avesalom, Gheorghe                                                                 | Datare: 1891 decembrie Dimensiuni: 29,5/20 cm Material: hârtie                                          | Avesalom Gheorghe, pseudonim Ghica, îi trimite lui Mureșianu Aurel (1847-1909) un articol pentru publicare în "Gazeta Transilvaniei". Corespondența face referire la Brăila, Marsilia României. | Muzeul „Casa Mureșenilor”, Brașov | Cimec    |
|      | Avesalom Gheorghe către Mureșianu Aurel Autor: Avesalom, Gheorghe                                                                 | Datare: 1906 septembrie 05 Dimensiuni: 17,6/11 cm Material: hârtie                                      | Avesalom Gheorghe îl roagă pe Mureșianu Aurel (1847-1909) să înmâneze președintelui "Astrei", Iosif Sterca-Șuluțiu (1827-1911), o scrisoare cu ocazia adunării generale care se va ține la Brașov în zilele de 8 și 9 septembrie. | Muzeul „Casa Mureșenilor”, Brașov | Cimec    |
|      | Avesalom Gheorghe către Mureșianu Aurel Autor: Avesalom, Gheorghe                                                                 | Datare: 1906 iunie 20 Dimensiuni: 9/14 cm Material: hârtie                                              | Avesalom Gheorghe îl informează pe Mureșianu Aurel (1847-1909) cu privire la decontarea abonamentelor la "Gazeta Transilvaniei" pentru diverse persoane din Brăila - G.Eremia, Maria V. Sassu și alții. | Muzeul „Casa Mureșenilor”, Brașov | Cimec    |
|      | Avesalom Gheorghe către Mureșianu Aurel Autor: Avesalom, Gheorghe                                                                 | Datare: 1908 august 10 Dimensiuni: 21/13,5 cm Material: hârtie                                          | Avesalom Gheorghe îi mulțumește lui Mureșianu Aurel (1847-1909) pentru trimiterea numărului jubiliar al "Gazetei Transilvaniei". | Muzeul „Casa Mureșenilor”, Brașov | Cimec    |
|      | Baiulescu Bartolomeu către Iacob Mureșianu Autor: Baiulescu, Bartolomeu                                                           | Datare: 1860 august 14/28 Dimensiuni: 32,2/20 cm Material: hârtie                                       | Baiulescu Bartolomeu (1831-1909) îi comunică lui Mureșianu Iacob (1812-1887) trimiterea a 60 florini valută austriacă, ce vor fi folosiți ca ajutor (stipendiu) pentru un tânăr român indiferent de confesiune. Stipendiul este acordat pentru finalizarea studiilor acestuia la gimnaziul suprem romano-catolic din Brașov, al cărui director era Mureșianu Iacob. | Muzeul „Casa Mureșenilor”, Brașov | Cimec    |
|      | Basiliu Basiota către Mureșianu Aurel Autor: Basiliu, Basiota                                                                     | Datare: 1882 aprilie 25 Dimensiuni: 21/17 cm; 33,8/21 cm Material: hârtie                               | Basiliu Basiota (Bașotă) "Moțiu Dâmbul" (1836-1906) trimite spre tipărire în 100 exemplare un "Marș Istoric al Regimentului 50 Alba-Iulia". Roagă de asemenea publicarea acestuia în "Foaie pentru minte, inimă și literatură", suplimentul cultural al "Gazetei Transilvaniei". | Muzeul „Casa Mureșenilor”, Brașov | Cimec    |
|      | Basiota Basiliu către Mureșianu Aurel Autor: Basiliu, Basiota                                                                     | Datare: 1891 mai 22/10 Dimensiuni: 22,5/14,5 cm Material: hârtie                                        | Basiota Basiuliu (Bașotă) "Moțiu Dâmbul" (1836-1906) îl roagă pe Mureșianu Aurel (1847-1909), proprietarul "Gazetei Transilvaniei", să calculeze prețul inserțiunilor din ziarul brașovean, ținând cont și de prețurile practicate de ziarul "Tribuna" de la Sibiu. | Muzeul „Casa Mureșenilor”, Brașov | Cimec    |
|      | Ioan Bobu către Mureșianu Iacob Autor: Bobu, Ioan                                                                                 | Datare: 1865 noiembrie 21 Dimensiuni: 34,2/21 cm Material: hârtie                                       | Ioan Bobu îi trimite lui Mureșianu Iacob (1812-1887) un articol răspuns adresat ziariștilor G. și D. de la ziarul clujean "Kolosvary Kozlony". Articolul face referire la atitudinea românilor față de alegerile Dietei de la Cluj din anul 1865, care i-au asigurat o majoritate maghiară prin dublarea censului față de 1863 și revenirea la caracterul predominant nobiliar al electoratului. | Muzeul „Casa Mureșenilor”, Brașov | Cimec    |
|      | Brândușianu Iacob către Mureșianu Iacob Autor: Brândușianu, Iacob                                                                 | Datare: 1852 aprilie 22 Dimensiuni: 22,5/18 cm Material: hârtie                                         | Brândușianu Iacob (1825-1900), avocat din Blaj, îi trimite cuscrului său, Mureșianu Iacob (1812-1887), un articol nou spre publicare în "Gazeta Transilvaniei" despre starea Sătmarului de la 1848 până în 1852. Își exprimă nemulțumirea față de canonicii din Oradea care au promis in corpore 50 fl. arg. pentru "Reuniunea Femeilor Române" din Brașov și au uitat de promisiune. În continuare îi atrage atenția lui Mureșianu Iacob că în paginile Gazetei "lucrurile străine" ocupă un loc mai important în detrimentul celor românești. | Muzeul „Casa Mureșenilor”, Brașov | Cimec    |
|      | Brândușianu Iacob către Mureșianu Iacob Autor: Brândușianu, Iacob                                                                 | Datare: 1873 septembrie 18 Dimensiuni: 23,2/14,5 cm Material: hârtie                                    | Brândușianu Iacob (1825-1900), avocat din Blaj, îi promite cuscrului său, Mureșianu Iacob (1812-1887) că-și va da silința ca tânărul Baiulescu Gheorghe - primul primar român al Brașovului (1885-1935), fiul protopopului Baiulescu Bartolomeu (1831-1909), să primească un stipendiu din fondul "Romanțai". Îl sfătuiește să-i scrie și Mitropolitului Vancea când se întoarce de la Budapesta pentru a-i cere ajutorul. | Muzeul „Casa Mureșenilor”, Brașov | Cimec    |
|      | Brândușianu Iacob către Mureșianu Aurel Autor: Brândușianu, Iacob                                                                 | Datare: 1891 septembrie 18 Dimensiuni: 21,5/13,8 cm Material: hârtie                                    | Brândușianu Iacob (1825-1900) îl informează pe Mureșianu Aurel (1847-1909) că el (Brândușianu) a fost ales ca membru în delegația de români transilvăneni care va fi condusă de către Aurel, alături de un alt blăjan, avocatul Csato. Această delegație va participa la Expoziția Jubiliară de la Praga din anul 1891. | Muzeul „Casa Mureșenilor”, Brașov | Cimec    |
|      | Gavrilă Mann către Mureșianu Iacob Autor: Mann, Gavrilă                                                                           | Datare: 1862 iunie 26 Dimensiuni: 20,5/17 cm Material: hârtie                                           | Gavrilă Mann îi transmite lui Mureșianu Iacob (1812-1887) regretele sale cu privire la absența sa de la adunarea și prima expoziție națională a Asociațiunii Transilvane pentru Literatura Română și Cultura Poporului Român (ASTRA) care s-a ținut la Brașov în anul 1862. Transmite felicitări lui Popp Vasile Ladislau (1819-1875) pentru numirea recentă (noiembrie 1861) în funcția de vicepreședinte pentru probleme juridice al Gubernului Transilvaniei - singurul român transilvănean care a ocupat cea mai înaltă funcție în istoria modernă a Transilvaniei. | Muzeul „Casa Mureșenilor”, Brașov | Cimec    |
|      | Timotei Cipariu către Mureșianu Iacob Autor: Cipariu, Timotei                                                                     | Datare: 1868 ianuarie 01 Dimensiuni: 35,5/21,5 cm Material: hârtie                                      | Timotei Cipariu (1805-1887), în calitate de director al Gimnaziului Superior geco-ortodox din Blaj, îl anunță pe Mureșianu Iacob (1812-1887) că îi trimite duplicatul certificatului de maturitate al fiului său, Mureșianu Aurel (1847-1909), absolvent al gimnaziului. | Muzeul „Casa Mureșenilor”, Brașov | Cimec    |
|      | Confirmare de primire a unei diplome Autor: comisie mixtă                                                                         | Datare: 1868 ianuarie 8 Dimensiuni: 34,1/21 cm Material: hârtie                                         | Confirmare de primire a unui duplicat al diplomei de maturitate al lui Aurel Mureșianu (1847-1909), student la drept în anul III la Universitatea din Viena, și a certificatului de frecvență semnat de către toți profesorii. Actul are numărul 262/868 și este dat de către comisia mixtă a districtului Brașov. | Muzeul „Casa Mureșenilor”, Brașov | Cimec    |
|      | Cipariu Timotei către Mureșianu Iacob Autor: Cipariu, Timotei                                                                     | Datare: 1869 ianuarie 16 Dimensiuni: 33,4/20,5 cm Material: hârtie                                      | Cipariu Timotei (1805-1887) îi comunică lui Mureșianu Iacob (1812-1887) numirea acestuia ca profesor de religie la Gimnaziul greco-ortodox din Brașov, în urma dispunerii Înaltului Minister de Culte și Instrucțiune din 15 decembrie 1868 prin Ordinul 21131. | Muzeul „Casa Mureșenilor”, Brașov | Cimec    |
|      | Chițu Ioan către Mureșianu Iacob Autor: Chițu, Ioan                                                                               | Datare: 1859 octombrie 16 Dimensiuni: 27,3/22 cm Material: hârtie                                       | Chițu Ioan îi răspunde lui Mureșianu Iacob (1812-1887) la scrisoarea sa din 6 septembrie 1859 și îl anunță că îi trimite Statutele și Studiile necesare în demersul înființării unei Școli de Agronomie în Transilvania. Totodată, îl întreabă ce autori de cărți despre economie-agronomie preferă să-i trimită. Îi descrie vizita făcută în Boemia. | Muzeul „Casa Mureșenilor”, Brașov | Cimec    |
|      | Chițu Ioan către Mureșianu Iacob Autor: Chițu, Ioan                                                                               | Datare: 1859 decembrie 03 Dimensiuni: 29,5/22,7 cm Material: hârtie                                     | Chițu Ioan îl informează pe Mureșianu Iacob (1812-1887) că a primit numărul "Gazetei Transilvaniei" în care s-a publicat articolul despre călătoria acestuia prin Boemia. Îi mulțumește redactorului Gazetei pentru corecturile făcute în articol și îl roagă să-i publice alte două corecturi într-un număr viitor. | Muzeul „Casa Mureșenilor”, Brașov | Cimec    |
|      | Coatu N. Grigorie către Mureșianu Aurel Autor: Coatu, N.Grigorie                                                                  | Datare: 1908 iulie 14 Dimensiuni: 21/16,5 cm Material: hârtie                                           | Coatu N. Grigorie, autor de cărți didactice și controlor al băncilor populare și cooperativelor sătești, îi mulțumește lui Mureșianu Aurel (1847-1909), redactorul "Gazetei Transilvaniei", pentru publicarea articolului " Bunul și răul gospodar". Îi trimite un nou articol spre publicare. Îl roagă să-i păstreze un număr jubiliar al Gazetei. | Muzeul „Casa Mureșenilor”, Brașov | Cimec    |
|      | Petrini George către Mureșianu Iacob Autor: Petrini, George                                                                       | Datare: 1853 septembrie 29 Dimensiuni: 22/27,8 cm Material: hârtie                                      | Petrini George, unul din proprietarii librăriei "Librairie Nouvelle et Cabinet de Lecture Français et Allemand" din Iași, îl informează pe Mureșianu Iacob (1812-1887) că a început demersurile pentru a obține aprobare de la Guvernatorul din Sibiu pentru scoaterea de sub cenzură a cărților românești - "Balade" de V. Alecsandri, "Statistica Moldovei", "Coliba lui moș Toma", "Hronica" lui T. Șincai. Îl anunță că-i va trimite contravaloarea abonamentului pentru 12 exemplare din "Gazeta Transilvaniei" de la abonatul M. Zucker din Cernăuți. | Muzeul „Casa Mureșenilor”, Brașov | Cimec    |
|      | Petrini George către Mureșianu Iacob Autor: Petrini, George                                                                       | Datare: 1853 octombrie 5/17 Dimensiuni: 22/13,8 cm Material: hârtie                                     | Petrini George, unul din proprietarii librăriei "Librairie Nouvelle et Cabinet de Lecture Français et Allemand" din Iași, îl roagă pe Mureșianu Iacob (1812-1887) să-l informeze dacă a primit contravaloarea abonamentului la "Gazeta Transilvaniei" de la domnul M. Zucker din Cernăuți. Totodată, îl roagă să trimită gazetele pentru abonați pe adresa librăriei sale, asigurându-se astfel certitudinea primirii acestora. | Muzeul „Casa Mureșenilor”, Brașov | Cimec    |
|      | Petrini George către Mureșianu Iacob Autor: Petrini, George                                                                       | Datare: 1854 martie15/27 Dimensiuni: 27,7/22 cm Material: hârtie                                        | Petrini George, unul din proprietarii librăriei "Librairie Nouvelle et Cabinet de Lecture Français et Allemand" din Iași, îi comunică lui Mureșianu Iacob (1812-1887) trimiterea a două lăzi cu cărți românești pe care le-a admis cenzura, prin domnul Vameș. Întâmpină piedici în distribuirea Gazetei, motiv pentru care îi trimite cu întârziere lista cu abonații pentru care vor fi trimise ziarele. | Muzeul „Casa Mureșenilor”, Brașov | Cimec    |
|      | Petrini George și Th. Codresco către Mureșianu Iacob Autor: Petrini, George; Codresco, Th.                                        | Datare: 1859 septembrie 25 Dimensiuni: 27,9/21,9 cm Material: hârtie                                    | Petrini George și Th. Codresco, proprietarii librăriei "Librairie Nouvelle et Cabinet de Lecture Français et Allemand" din Iași, îl roagă pe Mureșianu Iacob (1812-1887) să regleze niște conturi privind cărțile trimise în anul 1853. | Muzeul „Casa Mureșenilor”, Brașov | Cimec    |
|      | Listă a abonaților la "Gazeta Transilvaniei" Autor: Petrini, George                                                               | Datare: 1853 Dimensiuni: 27/21,7 cm Material: hârtie                                                    | Petrini George, unul din proprietarii librăriei "Librairie Nouvelle et Cabinet de Lecture Français et Allemand" din Iași, îi trimite lui Mureșianu Iacob (1812-1887) o listă cu abonați ai "Gazetei Transilvaniei": Căminar Em.Filipescu, prof. Zaharia Columb, Iosef Patriciu, Ilie Morar, P.S.S Genadie Triaoleos, Aga Basilie Grigoriu - directorul Palatului Domnesc din Moldova. | Muzeul „Casa Mureșenilor”, Brașov | Cimec    |
|      | Codresco Th. către Mureșianu Iacob Autor: Codresco, Th.                                                                           | Datare: 1853 Dimensiuni: 40/25,5 cm Material: hârtie                                                    | Codresco Th., unul din proprietarii librăriei "Librairie Nouvelle et Cabinet de Lecture Français et Allemand" din Iași, îi trimite lui Mureșianu Iacob (1812-1887) un formular tipărit la tipografia "Buciumului Romanu" din Iași. Acest formular cuprinde lista abonaților pentru cartea "Coliba lui Moșu Toma" de Henrieta Beeșeru Stowe, tradusă în limba română. Cartea face referire la viața negrilor din sudul Statelor Unite ale Americii. | Muzeul „Casa Mureșenilor”, Brașov | Cimec    |
|      | Codresco Th. și Petrini George către Iacob Mureșianu Autor: Petrini, George; Codresco, Th.                                        | Datare: 1857 mai 30 Dimensiuni: 22,5/28,2 cm Material: hârtie                                           | Petrini George și Th. Codresco, proprietarii librăriei "Librairie Nouvelle et Cabinet de Lecture Français et Allemand" din Iași, îl informează pe Mureșianu Iacob (1812-1887) cu privire la situația conturilor financiare între cele două părți. | Muzeul „Casa Mureșenilor”, Brașov | Cimec    |
|      | Petrini și Codresco către Mureșianu Iacob Autor: Petrini, George; Codresco, Th.                                                   | Datare: 1857 mai 10 Dimensiuni: 14,5/23 cm Material: hârtie                                             | Petrini George și Th. Codresco, proprietarii librăriei "Librairie Nouvelle et Cabinet de Lecture Français et Allemand" din Iași, îi comunică lui Mureșianu Iacob (1812-1887) situația unui cont de livrare cărți. | Muzeul „Casa Mureșenilor”, Brașov | Cimec    |
|      | Codru-Drăgușanu Ion către Mureșianu Iacob Autor: Codru-Drăgușanu, Ion                                                             | Datare: 1874 martie 23 Dimensiuni: 22,5/14,2 cm Material: hârtie                                        | Codru-Drăgușanu Ion (1817-1884) îi cere lui Mureșianu Iacob (1817-1887), în calitatea sa de profesor la Gimnaziul Romano-catolic din Brașov, informații despre fiul său, elev la această școală. Îi comunică că-i va trimite "reprezentațiunea" din Sibiu pentru a fi publicată în "Gazeta Transilvaniei", alături de un anunț de concurs. | Muzeul „Casa Mureșenilor”, Brașov | Cimec    |
|      | Dunca Constanția către Mureșianu Iacob Autor: Dunca, Constanția                                                                   | Datare: 1871 martie 14 Dimensiuni: 34,3/21 cm Material: hârtie                                          | Dunca Constanția îl anunță pe Mureșianu Iacob(1812-1887) că-i va trimite suma colectată de Domnia sa pentru înființarea unei școli primare în Zizin. | Muzeul „Casa Mureșenilor”, Brașov | Cimec    |
|      | Chitanță semnată de preotul Bogdan Gherman Autor: Gherman, Bogdan                                                                 | Datare: 1871 martie 2/14 Dimensiuni: 34/21 cm Material: hârtie                                          | Chitanță care adeverește primirea sumei colectată de către Dunca Constanția pentru înființarea unei școli primare în localitatea Zizin, semnată de preotul Bogdan Gherman, în prezența a doi martori. | Muzeul „Casa Mureșenilor”, Brașov | Cimec    |
|      | Către Poporul Român de Dulfu Petre Autor: Dulfu, Petre                                                                            | Dimensiuni: 29/23 cm Material: hârtie                                                                   | Dulfu Petre (1856-1953), în calitate de membru al Societății Academice Române "Iulia" din Cluj, trimite redacției "Gazetei Transilvaniei" poezia omagială "Către poporul român" pentru a fi publicată într-un număr viitor al ziarului. | Muzeul „Casa Mureșenilor”, Brașov | Cimec    |
|      | Fătu Ioan către Mureșianu Iacob Autor: Fătu, Ioan                                                                                 | Datare: 1854 iulie 11/23 Dimensiuni: 27,8/21,8 cm Material: hârtie                                      | Fătu Ioan îi comunică lui Mureșianu Iacob (1812-1887) că îi va trimite cele două tomuri ale cărții "Istoria românilor". Îl roagă să-i comunice dacă cenzura va accepta distribuirea volumului în Transilvania și în ce condiții. | Muzeul „Casa Mureșenilor”, Brașov | Cimec    |
|      | Filip Alexandru către Mureșianu Aurel Autor: Filip, Alexandru                                                                     | Datare: 1894 februarie 13 Dimensiuni: 34/21 cm Material: hârtie                                         | Filip Alexandru, președinte al Cercului Electoral de la Abrud, îi transmite lui Mureșianu Aurel (1847-1909), în calitate de membru al Comitetului Central al Partidului Național Român, informații despre alegerea ilegală a unui nou comitet electoral la Abrud. Deplânge neînțelegerile din interiorul cercului de la Abrud. | Muzeul „Casa Mureșenilor”, Brașov | Cimec    |
|      | Filip Gheorghe către Mureșianu Iacob Autor: Filip, Gheorghe                                                                       | Datare: 1861 februarie 02 Dimensiuni: 23/15 cm Material: hârtie                                         | Filip Gheorghe își exprimă bucuria față de Mureșianu Iacob (1812-1887) la aflarea veștii despre cei 1000 de abonați ai "Gazetei Transilvaniei". Amintește că și ziarul clujean "Kolosvari Kolzony" are tot 1000 de abonați. Îi sugerează redactorului Gazetei să scoată ziarul de trei ori pe săptamână. Îi comunică intenția de a se tipări un nou ziar românesc la Cluj deoarece "Gazeta Transilvaniei" e prea radicală iar "Telegraful român" e sub influența Episcopului Șaguna. Îl întreabă pe Mureșianu când își va ridica Episcopul anatema asupra "Gazetei Transilvaniei" și a "Calendarelor" lui Barițiu George (1812-1893). Îl roagă să-i trimită fotografia lui Barițiu George pentru a contribui la fondul ziarului prin vinderea litografiilor realizate după fotografie. | Muzeul „Casa Mureșenilor”, Brașov | Cimec    |
|      | Filip Gheorghe către Mureșianu Iacob Autor: Filip, Gheorghe                                                                       | Datare: 1861 februarie 8 Material: hârtie                                                               | Filip Gheorghe îl informează pe Mureșianu Iacob (1812-1887) că au venit la Cluj delegații de sași din toată Transilvania pentru a-i felicita de recenta numire pe guvernatorul Miko Imre (1805-1876) și pe cancelarul Kemeny Ferencz. De asemenea, îi comunică plecarea lui Kemeny la Alba Iulia pentru a-l întâmpina pe Principele Lichtenstein. Insistă ca "Gazeta Transilvaniei" să apară de patru ori pe săptămână. | Muzeul „Casa Mureșenilor”, Brașov | Cimec    |
|      | Florescu George către Mureșianu Aurel Autor: Florescu, George                                                                     | Datare: 1884 septembrie 6/18 Dimensiuni: 21,3/13,3 cm Material: hârtie                                  | Florescu George îl informează pe Mureșianu Aurel (1847-1909) că îi trimite copia după actele referitoare la șederea tatălui său, logofătul Gheorghe Florescu, în exil la Brașov. Amintește că la întoarcerea de la băi a poposit și la Mănăstirea Țigănești, ctitoria tatălui său. | Muzeul „Casa Mureșenilor”, Brașov | Cimec    |
|      | Florian Ioan către Mureșianu Iacob Autor: Florian, Ioan                                                                           | Datare: 1861 august 02 Dimensiuni: 21,6/14 cm Material: hârtie                                          | Florian Ioan îi comunică lui Mureșianu Iacob (1812-1887) nemulțumirea legată de neprezentarea la post a funcționarilor aleși cu ocazia înființării, la inițiativa lui Grigore Moisil (1814-1881), a districtului autonom al Năsăudului. Îl informează asupra faptului că guvernatorul Miko Imre (1805-1876) a alocat 2000 de florini pentru districtul Năsăudului. "Gazeta Transilvaniei" ajunge cu întârziere și neregulat la Năsăud. | Muzeul „Casa Mureșenilor”, Brașov | Cimec    |
|      | Florian Ioan către Mureșianu Iacob Autor: Florian, Ioan                                                                           | Datare: 1861 octombrie 19 Dimensiuni: 35,5/21,8 cm Material: hârtie                                     | Florian Ioan îi comunică pe Mureșianu Iacob (1812-1887) că nu poate ajunge la Brașov din cauza conflictului ivit între comunele Nepos și Pintacu. Îl informează asupra planurilor privind înființarea de școli și facultăți la Năsăud. Intenționează să-l aducă pe Ioachim Mureșan ca director. Au început și lucrările la Judecătorie în 3 octombrie. Nu au vești de la Reichsrath și așteaptă convocarea Dietei pentru rezolvarea chestiunii privind naționalitatea română. | Muzeul „Casa Mureșenilor”, Brașov | Cimec    |
|      | Florian Ioan către Mureșianu Iacob Autor: Florian, Ioan                                                                           | Datare: 1862 martie 13 Dimensiuni: 27,7/21,8 cm Material: hârtie                                        | Florian Ioan îl informează pe Mureșianu Iacob (1812-1887) că au avut loc alegeri districtuale la Năsăud și el a fost ales președinte la o Comisie. Leontin Luchi a fost ales provizoriu Președinte Tribunalului din Năsăud, iar Ioan Florian, primar fiscal. Îi oferă sfaturi lui Mureșianu Iacob cu privire la o moștenire. | Muzeul „Casa Mureșenilor”, Brașov | Cimec    |
|      | Fluștureanu Constantin către Mureșianu Aurel Autor: Fluștureanu, Constantin                                                       | Datare: 1889 ianuarie 6/18 Dimensiuni: 28,8/22,8 cm Material: hârtie                                    | Fluștureanu Constantin, în calitate de administrator al "Gazetei Transilvaniei", își declară veniturile pe anii 1885-1888. Urmează ca Mureșianu Aurel (1847-1909) să-i achite restanța de 200 fl. v.a. | Muzeul „Casa Mureșenilor”, Brașov | Cimec    |
|      | Fluștureanu Constantin către Mureșianu Aurel Autor: Fluștureanu, Constantin                                                       | Datare: 1892 martie 2/14 Dimensiuni: 22,9/14,5 cm Material: hârtie                                      | Fluștureanu Constantin, în calitate de administrator al "Gazetei Transilvaniei", își prezintă demisia lui Mureșianu Aurel (1847-1909), începând cu data de 30 martie 1892. | Muzeul „Casa Mureșenilor”, Brașov | Cimec    |
|      | Fogarassy Mihaly către Mureșianu Iacob Autor: Fogarassy Mihaly                                                                    | Datare: 1876 ianuarie 06 Dimensiuni: 28,9/22,8 cm Material: hârtie                                      | Fogarassy Mihaly (1800-18782), episcop romano-catolic al Transilvaniei în perioada 1864-1882, îi mulțumește lui Mureșianu Iacob (1812-1887) pentru scrisoarea de felicitare cu prilejul noului an și îi urează la rândul său sănătate și viață lungă. | Muzeul „Casa Mureșenilor”, Brașov | Cimec    |
|      | Glodariu Vasile către Mureșianu Aurel Autor: Glodariu, Vasile                                                                     | Datare: 1881 martie 22 Dimensiuni: 25,9/20,9 cm Material: hârtie                                        | Glodariu Vasile, profesor de filologie la Școlile Centrale Române Greco-Ortodoxe din Brașov (actualul Colegiu "Andrei Șaguna"), îi povestește lui Mureșianu Aurel (1847-1909) despre călătoria spre Macedonia, la gimnaziul din Bitolia. Îl informează despre popasul făcut la București pentru a-și oficializa plecarea în Macedonia. Amintește despre vizitele făcute la V.A. Ureche - ministrul cultelor și al instrucțiunii publice, la Bogdan Petriceicu Hajdeu (1836-1907), la I.C. Brătianu (1821-1891) - ministru de finanțe, la Liceul "Matei Basarab", la C.A. Rosetti - președintele Adunării Deputaților, la Institutul "Elena Doamna". Îi descrie escalele făcute la Giurgiu și Constantinopol. Când ajunge la Bitolia este nemulțumit că aici, ca și la București, însărcinatul ministerului nu începuse demersurile pentru amenajarea gimnaziului românesc. Deschiderea oficială a gimnaziului a fost în data de 25 februarie 1881. Îi promite lui Mureșianu Aurel că îi va trimite cuvântarea sa de deschidere pentru a fi publicată în "Gazeta Transilvaniei". | Muzeul „Casa Mureșenilor”, Brașov | Cimec    |
|      | Haynald Lajos către Mureșianu Iacob Autor: Haynald Lajos                                                                          | Datare: 1880 octombrie 16 Dimensiuni: 29/22,8 cm Material: hârtie                                       | Haynald Lajos (1816-1891), episcop romano-catolic al Transilvaniei în perioada 1852-1864, îl anunță pe Mureșianu Iacob (1812-1887) că nu poate satisface promisiunile făcute. | Muzeul „Casa Mureșenilor”, Brașov | Cimec    |
|      | Haynald Lajos către Mureșianu Iacob Autor: Haynald Lajos                                                                          | Datare: 1854 ianuarie 16 Dimensiuni: 28,9/23,2 cm Material: hârtie                                      | Haynald Lajos (1816-1891), episcop romano-catolic al Transilvaniei în perioada 1852-1864, îl informează pe Mureșianu Iacob (1812-1887) cu privire la stipendiul fiului său, Mureșianu Aurel (1847-1909) și regretă că intențiile sale nu s-au putut îndeplini. | Muzeul „Casa Mureșenilor”, Brașov | Cimec    |
|      | Dr. Hodoșiu Iosif către Mureșianu Iacob Autor: Hodoșiu, Iosif                                                                     | Datare: 1854 ianuarie 04 Dimensiuni: 19,2/13 cm Material: hârtie                                        | Hodoșiu Iosif (1829-1880), aflat la studii în Padova - facultatea de drept -, îl informează pe Mureșianu Iacob (1812-1887) că îi va trimite o descriere a Dunării, pe care a primit-o din Pavia, de la Bărnuțiu Simion (1808-1864) pentru a fi publicată în "Gazeta Transilvaniei". | Muzeul „Casa Mureșenilor”, Brașov | Cimec    |
|      | Dr. Hodoșiu Iosif către Mureșianu Iacob Autor: Hodoșiu, Iosif                                                                     | Datare: 1859 iunie 18 Dimensiuni: 30,7/20,5 cm Material: hârtie                                         | Hodoșiu Iosif (1829-1880) îl informează pe Mureșianu Iacob (1812-1887) că îi va trimite o lucrare din "Istoria dreptului român" pentru a fi publicată în "Gazeta Transilvaniei". | Muzeul „Casa Mureșenilor”, Brașov | Cimec    |
|      | Dr. Hodoșiu Iosif către Mureșianu Iacob Autor: Hodoșiu, Iosif                                                                     | Datare: 1859 aprilie 23 Dimensiuni: 34/20,3 cm Material: hârtie                                         | Hodoșiu Iosif (1829-1880) îl mulțumește lui Mureșianu Iacob (1812-1887) pentru abonamentul făcut la ziarul bucureștean "Naționalul". Îi trimite și două sonate să le publice în "Gazeta Transilvaniei", dacă le consideră bune. | Muzeul „Casa Mureșenilor”, Brașov | Cimec    |
|      | Dr. Hodoșiu Iosif către Mureșianu Iacob Autor: Hodoșiu, Iosif                                                                     | Datare: 1859 septembrie 07 Dimensiuni: 34/20,9 cm Material: hârtie                                      | Hodoșiu Iosif (1829-1880) îi trimite lui Mureșianu Iacob (1812-1887) un articol pentru publicare în "Gazeta Transilvaniei". Articolul este un răspuns la unele afirmații calomniatoare apărute în "Telegraful Român". | Muzeul „Casa Mureșenilor”, Brașov | Cimec    |
|      | Hurmuzaki Alecu către Mureșianu Iacob Autor: Hurmuzaki, Alecu                                                                     | Datare: 1855 aprilie 25 Dimensiuni: 27,7/21,7 cm Material: hârtie                                       | Hurmuzaki Alecu îi trimite Mureșianu Iacob (1812-1887) un articol care a apărut în "Gazeta Universală" din Augsburg, nr. 92 din 2 aprilie 1855, privind problema Basarabiei. Îl roagă pe editorul "Gazetei" să scrie și el despre situația românilor basarabeni. | Muzeul „Casa Mureșenilor”, Brașov | Cimec    |
|      | Iliescu Nicefor către Mureșianu Iacob Autor: Iliescu, Nicefor                                                                     | Datare: 1858 februarie 10 Dimensiuni: 21/17 cm Material: hârtie                                         | Iliescu Nicefor îi comunică lui Mureșianu Iacob (1812-1887) moartea Ileanei de Hurmuzachi - soția lui Doxaki Hurmuzachi - născută Murguleț, mare vorniceasă. Îl roagă să tipărească în "Gazeta Transilvaniei" articolul intitulat "Trecerea din viață a Domniei sale Mare-Vorniceasă Ileana de Hurmuzache s.c.", articol ce este inclus în scrisoare. | Muzeul „Casa Mureșenilor”, Brașov | Cimec    |
|      | Iliescu Nicefor către Mureșianu Iacob Autor: Iliescu, Nicefor                                                                     | Datare: 1858 aprilie 25 Dimensiuni: 21,4/13 cm Material: hârtie                                         | Iliescu Nicefor îi trimite Mureșianu Iacob (1812-1887) articolul intitulat "Ce ton și ce spirit cer dorințele și trebuințele românilor de la gazetele române" pentru a fi publicat în "Gazeta Transilvaniei". Articolul ce este inclus în scrisoare face referire și la atacul "Telegrafului român" la adresa "Gazetei". Amintește și de circulara dată de episcopul Andrei Șaguna (1809-1873) cu privire la interzicerea citirii "Gazetei". | Muzeul „Casa Mureșenilor”, Brașov | Cimec    |
|      | Ioanid George către Mureșianu Iacob Autor: Ioanid, George                                                                         | Datare: 1851 decembrie 02 Dimensiuni: 27,4/21,2 cm Material: hârtie                                     | Ioanid George (1818-1906), librar bucureștean, îl informează pe Mureșianu Iacob (1812-1887) cu privire la trimiterea unor cărți din Țara Românească în Transilvania. | Muzeul „Casa Mureșenilor”, Brașov | Cimec    |
|      | Ioanid George către Mureșianu Iacob Autor: Ioanid, George                                                                         | Datare: 1852 februarie 6/18 Dimensiuni: 27,4/21,2 cm Material: hârtie                                   | Ioanid George (1818-1906), librar bucureștean, îl informează pe Mureșianu Iacob (1812-1887) că nu a primit cărțile anunțate prin scrisoarea primită, acestea dispărând la vamă. Îl anunță că are puțini abonați la "Gazeta Transilvaniei", deoarece din cauza cenzurii aceștia nu primesc ziarul. Îi cere informații cu privire la vânzarea cărților de către domnul Wilhelm Nemeth, librar brașovean. | Muzeul „Casa Mureșenilor”, Brașov | Cimec    |
|      | Ioanid George către Mureșianu Iacob Autor: Ioanid, George                                                                         | Datare: 1852 aprilie 09 Dimensiuni: 30,5/20 cm Material: hârtie                                         | Ioanid George (1818-1906), librar bucureștean, îl informează pe Mureșianu Iacob (1812-1887) cu privire la trimiterea unui alt pachet cu cărți prin prahoveanul Costake Onik. | Muzeul „Casa Mureșenilor”, Brașov | Cimec    |
|      | Ioanid George către Mureșianu Iacob Autor: Ioanid, George                                                                         | Datare: 1852 aprilie 11 Dimensiuni: 27,4/21,8 cm Material: hârtie                                       | Ioanid George (1818-1906), librar bucureștean, îl informează din nou pe Mureșianu Iacob (1812-1887) cu privire la trimiterea unui pachet cu cărți prin prahoveanul Costake Onik. Îl înștiințează că de o vreme nu mai primește "Gazeta Transilvaniei". Îl sfătuiește să solicite principesei Știrbei ajutor pentru orfani. Anexează o factură în valoare de 251 fl. pentru cărțile trimise la Brașov. | Muzeul „Casa Mureșenilor”, Brașov | Cimec    |
|      | Ștefan Iosif către Mureșianu Iacob Autor: Ștefan, Iosif                                                                           | Datare: 1878 august 27 Dimensiuni: 34,2/21 cm Material: hârtie                                          | Ștefan Iosif, director la Școlile Centrale Române Greco-Ortodoxe din Brașov (actualul Colegiu "Andrei Șaguna"), tatăl lui Ștefan Octavian Iosif (1875-1913), trimite o înștiințare prin care anunță înscrierea elevilor la gimnaziu pentru anul școlar 1878-1879. | Muzeul „Casa Mureșenilor”, Brașov | Cimec    |
|      | Contract Autor: Istrătescu, Atanasie                                                                                              | Datare: 1864 decembrie 04 Dimensiuni: 33/20,4 cm Material: hârtie                                       | Contract manuscris (Iacob Mureșianu) semnat între Istrătescu Atanasie, pictor, și Sofia Avram Sandru Popa. Istrătescu Atanasie acceptă zugrăvirea unor icoane în biserica din Tohanu Vechi. | Muzeul „Casa Mureșenilor”, Brașov | Cimec    |
|      | Istrati Nicolae către Mureșianu Iacob Autor: Istrati, Nicolae                                                                     | Datare: 1854 octombrie 15 Dimensiuni: 27,8/22,3 cm Material: hârtie                                     | Istrati Nicolae (1818-1861) îi scrie Mureșianu Iacob (1812-1887) că nu-l cunoaște personal, dar îi cunoaște activitatea sa publicistică la "Gazeta Transilvaniei". Amintește însă de corespondența purtată cu Mureșanu Andrei (1816-1863) și cu Barițiu George (1812-1893). Îi prezintă proiectul său privind înființarea pe moșia sa a unei școli practice de agricultură. Îi cere toate numerele din "Gazeta Transilvaniei" și "Foaia pentru minte, inimă și literatură". | Muzeul „Casa Mureșenilor”, Brașov | Cimec    |
|      | Mureșianu Iacob către Istrati Nicolae Autor: Mureșianu, Iacob                                                                     | Datare: 1854 Dimensiuni: 38,6/24,2 cm Material: hârtie                                                  | Mureșianu Iacob (1812-1887) îi mulțumește lui Istrati Nicolae (1818-1861) pentru bunele cuvinte de frăție. Îi răspunde că a luat contactul cu doi tineri specialiști în materie agricolă pentru a-i oferi sprijinul în demersul său de înființare a unei școli agricole. Îi aduce la cunoștință că și el a înființat o școală agricolă fiind interesat de o colaborare. | Muzeul „Casa Mureșenilor”, Brașov | Cimec    |
|      | Mureșianu Iacob către Istrati Nicolae Autor: Mureșianu, Iacob                                                                     | Datare: 1855 Dimensiuni: 34,4/21,2 cm Material: hârtie                                                  | Mureșianu Iacob (1812-1887) îi mulțumește lui Istrati Nicolae (1818-1861) pentru contribuția sa de 500 fl., descriindu-i modul cum vor fi întrebuințați. Amintește de Veniamin Costache (1768-1846), mitropolit al Moldovei, rudă apropiată a lui Istrati Nicolae. | Muzeul „Casa Mureșenilor”, Brașov | Cimec    |
|      | Onițiu Virgil către Mureșianu Aurel Autor: Onițiu, Virgil                                                                         | Datare: 1904 ianuarie 13/26 Dimensiuni: 28,4/22,4 cm Material: hârtie filigran                          | Onițiu Virgil (1864-1915), în calitate de director al Școlile Centrale Române Greco-Ortodoxe din Brașov (actualul Colegiu "Andrei Șaguna"), îl roagă pe Mureșianu Aurel (1847-1909), director al "Gazetei Transilvaniei", să-l angajeze pe cumnatul său, Braniște Victor, în redacție. Îl informează că Braniște a fost expulzat din Bucovina, unde a condus ziarul "Patria". | Muzeul „Casa Mureșenilor”, Brașov | Cimec    |
|      | Lăzărescu D. către Mureșianu Iacob Autor: Lăzărescu, D.                                                                           | Datare: 1858 august 8 Dimensiuni: 22/17 cm Material: hârtie                                             | Lăzărescu D. îl roagă pe Mureșianu Iacob (1812-1887) să-i comunice prețul abonamentului la Gazetă, deoarece ar dori să se aboneze. | Muzeul „Casa Mureșenilor”, Brașov | Cimec    |
|      | Dănilă Lica către Mureșianu Iacob Autor: Danilă, Lica                                                                             | Datare: 1873 octombrie 12 Dimensiuni: 22,5/14,7 cm Material: hârtie                                     | Dănilă Lica îl informează pe Mureșianu Iacob (1812-1887) că îi trimite abonamentul pentru ultimul trimestru al anului 1873 la "Gazeta Transilvaniei". | Muzeul „Casa Mureșenilor”, Brașov | Cimec    |
|      | Dănilă Lica către Mureșianu Aurel Autor: Danilă, Lica                                                                             | Datare: 1878 ianuarie 28 Dimensiuni: 29,2/22,9 cm Material: hârtie                                      | Dănilă Lica îl roagă pe Mureșianu Aurel (1847-1909) să-i publice articolul răspuns la atacul învățătorilor din Năsăud în contra membrilor români din comitetul comitatens. | Muzeul „Casa Mureșenilor”, Brașov | Cimec    |
|      | Dănilă Lica către Mureșianu Aurel Autor: Danilă, Lica                                                                             | Datare: 1886 noiembrie 04 Dimensiuni: 29/22,8 cm Material: hârtie                                       | Dănilă Lica îl informează pe Mureșianu Aurel (1847-1909) că se află la Budapesta unde a reușit să obțină o audiență la împărat. Acolo se află împreună cu avocatul Gavrilă Manu încercând să rezolve situația în cauza fondurilor și stipendiilor grănicerești. Îl roagă să publice în "Gazeta Transilvaniei" o copie a petiției care se află la Maxim Pop, profesor la gimnaziul din Năsăud. | Muzeul „Casa Mureșenilor”, Brașov | Cimec    |
|      | Dănilă Lica către Mureșianu Aurel Autor: Danilă, Lica                                                                             | Datare: 1886 noiembrie 15 Dimensiuni: 29/22,8 cm Material: hârtie                                       | Dănilă Lica îl informează pe Mureșianu Aurel (1847-1909) că audiența la împărat, la Budapesta, a avut loc în 11 noiembrie 1886. Îi transmite că din cauza greutăților de traducere nu a trimis copia petiției pentru publicare în "Gazeta Transilvaniei". | Muzeul „Casa Mureșenilor”, Brașov | Cimec    |
|      | Dănilă Lica către Mureșianu Aurel Autor: Danilă, Lica                                                                             | Datare: 1886 decembrie 30 Dimensiuni: 29/22,7 cm Material: hârtie                                       | Dănilă Lica îl informează pe Mureșianu Aurel (1847-1909) cu privire la piedicile puse de Papai, consilier aulic și șef de cabinet, pentru a nu fi primiți în audiență la împărat la Budapesta. Îi prezintă cum s-a desfășurat audiența la împărat. | Muzeul „Casa Mureșenilor”, Brașov | Cimec    |
|      | Micu A. către Mureșianu Aurel Autor: Micu, A.                                                                                     | Datare: 1892 iunie 02 Dimensiuni: 34/20,9 cm Material: hârtie                                           | Micu A. îi comunică lui Mureșianu Aurel (1847-1909) desfășurarea adunării generale județene din Făgăraș al cărei obiect mai important era alegerea de jurist consult, post pentru care a concurat alături de Herszenyi Balint. Este nemulțumit de faptul că românii nu l-au susținut în totalitate, pierzând astfel numirea în post. | Muzeul „Casa Mureșenilor”, Brașov | Cimec    |
|      | Andrei Liviu către Mureșianu Iacob Autor: Liviu, Andrei                                                                           | Datare: 1852 martie 30 Dimensiuni: 21,6/17,2 cm Material: hârtie                                        | Andrei Liviu, preot militar în primul regiment românesc - Regimentul de Linie nr. 46 - îl informează pe Mureșianu Iacob (1812-1887) că a scris o gramatică germano-română cu litere romane și-l roagă să anunțe acest lucru în "Gazeta Transilvanei". | Muzeul „Casa Mureșenilor”, Brașov | Cimec    |
|      | Andrei Liviu către Mureșianu Iacob Autor: Liviu, Andrei                                                                           | Datare: 1852 noiembrie 25 Dimensiuni: 21,5/14,2 cm Material: hârtie                                     | Andrei Liviu, preot militar în primul regiment românesc - Regimentul de Linie nr. 46, îl înștiințează pe Mureșianu Iacob (1812-1887) că îi va trimite descrierea ceremoniei de sfințire a unui nou stindard al Batalionului al III-lea. Îl roagă pe Mureșianu să o publice în "Gazeta Transilvaniei", precum și alocuțiunea ținută de el, dar cu litere latine, nu cu chirilice. | Muzeul „Casa Mureșenilor”, Brașov | Cimec    |
|      | Andrei Liviu către Mureșianu Iacob Autor: Liviu, Andrei                                                                           | Datare: 1852 septembrie 05 Dimensiuni: 34,3/20,9 cm; 35,4/21,4 cm Material: hârtie                      | Andrei Liviu, preot militar în primul regiment românesc - Regimentul de Linie nr. 46, îl înștiințează pe Mureșianu Iacob (1812-1887) că îi trimite spre publicare în "Gazeta Transilvaniei" informații despre turneul făcut în garnizoanele din Silezia și Moravia. În acest turneu a fost impulsionat să scrie gramatica germano-română cu litere latine și s-o tipărească în 1500 de exemplare. | Muzeul „Casa Mureșenilor”, Brașov | Cimec    |
|      | Andrei Liviu către Mureșianu Aurel Autor: Liviu, Andrei                                                                           | Datare: 1885 iulie 09 Dimensiuni: 22,4/14,1 cm Material: hârtie                                         | Andrei Liviu, prelat papal, îl înștiințează pe Mureșianu Aurel (1847-1909) că îi trimite suma de 6 fl. v.a., reprezentând abonamentul pe jumătate de an la "Gazeta Transilvaniei". Totodată, îl felicită pentru articolele scrise la "Gazetă" și transmite salutări tatălui său, Mureșianu Iacob (1812-1887). | Muzeul „Casa Mureșenilor”, Brașov | Cimec    |
|      | Andrei Liviu către Mureșianu Aurel Autor: Liviu, Andrei                                                                           | Datare: 1886 martie 02 Dimensiuni: 20/15,7 cm Material: hârtie                                          | Andrei Liviu, prelat papal, îl înștiințează pe Mureșianu Aurel (1847-1909) că îi trimite alăturat o traducere în limba română din Cicero "Cato Maior de Senectute". Îl roagă să o tipărească în foileton în "Gazeta Transilvaniei". | Muzeul „Casa Mureșenilor”, Brașov | Cimec    |
|      | Macavei Ioan către Mureșianu Aurel Autor: Macavei, Ioan                                                                           | Datare: 1889 octombrie 24 Dimensiuni: 21,5/20,9 cm; 22,9/14,4 cm; 28/21 cm; 33,8/21 cm Material: hârtie | Macavei Ioan îi comunică lui Mureșianu Aurel (1847-1909) că, la invitația amicului său Grigorie Maior, redactor la "Gazeta Transilvaniei", îi trimite alăturat două articole: "Propaganda rusească" și "Și" pentru publicare în "Gazetă". | Muzeul „Casa Mureșenilor”, Brașov | Cimec    |
|      | Măcelariu Ilie către Mureșianu Iacob Autor: Măcelariu, Ilie                                                                       | Datare: 1852 aprilie 19 Dimensiuni: 22,7/14,4 cm Material: hârtie                                       | Măcelariu Ilie, în calitate de consilier guvernial, îi comunică lui Mureșianu Iacob (1812-1887) decursul audienței sale la Principe în cauza referitoare la Reuniunea Femeilor Române. | Muzeul „Casa Mureșenilor”, Brașov | Cimec    |
|      | Măcelariu Ilie către Mureșianu Iacob Autor: Măcelariu, Ilie                                                                       | Datare: 1876 septembrie 13 Dimensiuni: 20,9/26,6 cm Material: hârtie                                    | Măcelariu Ilie îi comunică lui Mureșianu Iacob (1812-1887) primirea delegațiilor române de către împăratul Franz Joseph. | Muzeul „Casa Mureșenilor”, Brașov | Cimec    |
|      | Maniu Cassiu către Mureșianu Aurel Autor: Maniu, Cassiu                                                                           | Datare: 1906 septembrie 15 Dimensiuni: 18,2/14,3 cm Material: hârtie                                    | Maniu Cassiu îi comunică lui Mureșianu Aurel (1847-1909) că îi va trimite un articol conținând adevăruri mari politice care sunt în primejdie de a fi aplicate necorespunzător de către deputații români. Îl roagă să publice aceste informații în "Gazeta Transilvaniei". | Muzeul „Casa Mureșenilor”, Brașov | Cimec    |
|      | Maniu Cassiu către Mureșianu Aurel Autor: Maniu, Cassiu                                                                           | Datare: 1907 aprilie 09 Dimensiuni: 17,2/13,3 cm Material: hârtie filigran                              | Maniu Cassiu îi comunică lui Mureșianu Aurel (1847-1909) că îi va trimite un articol al domnului Sever Erdelyi, fiul avocatului Iosif Erdelyi, pe care îl recomandă călduros. Roagă publicarea articolului în "Gazeta Transilvaniei". | Muzeul „Casa Mureșenilor”, Brașov | Cimec    |
|      | Maniu Cassiu către Mureșianu Aurel Autor: Maniu, Cassiu                                                                           | Datare: 1907 decembrie 13 Dimensiuni: 17,1/13,3 cm Material: hârtie filigran                            | Maniu Cassiu, în calitate de avocat al apărării, îi comunică lui Mureșianu Aurel (1847-1909) decursul dezbaterilor procesului de presă a lui Victor Braniște, redactor la "Gazeta Transilvaniei". | Muzeul „Casa Mureșenilor”, Brașov | Cimec    |
|      | Maniu Cassiu către Mureșianu Aurel Autor: Maniu, Cassiu                                                                           | Datare: 1908 ianuarie 13 Dimensiuni: 23/14,5 cm Material: hârtie filigran                               | Maniu Cassiu îl roagă pe Mureșianu Aurel (1847-1909) să îi trimită la Blaj cinci exemplare din numărul jubiliar al "Gazetei Transilvaniei". Dorește să tipărească în tipografia "A. Mureșianu" o nouă operă a sa: "Problemele mari ale dreptății sociale". | Muzeul „Casa Mureșenilor”, Brașov | Cimec    |
|      | Maniu Cassiu către Mureșianu Aurel Autor: Maniu, Cassiu                                                                           | Datare: 1908 martie 23 Dimensiuni: 17,2/13,4 cm Material: hârtie                                        | Maniu Cassiu îl informează pe Mureșianu Aurel (1847-1909) că îi va trimite fotografia lui Simion Bărnuțiu, singura existentă. După fotografie a cerut realizarea unui tablou cu marele om politic transilvănean. Așteaptă numărul jubiliar al "Gazetei Transilvaniei". | Muzeul „Casa Mureșenilor”, Brașov | Cimec    |
|      | Maniu Cassiu către Mureșianu Aurel Autor: Maniu, Cassiu                                                                           | Datare: 1908 aprilie 21 Dimensiuni: 20,9/16,8 cm Material: hârtie                                       | Maniu Cassiu îi mulțumește lui Mureșianu Aurel (1847-1909) pentru sprijinul dat stăruințelor de a propaga ideile sale privind caracterele înalte ale conștiinței, umanitarism. | Muzeul „Casa Mureșenilor”, Brașov | Cimec    |
|      | Maniu Cassiu către Mureșianu Aurel Autor: Maniu, Cassiu                                                                           | Datare: 1908 mai 3/16 Dimensiuni: 20,8/16,9 cm Material: hârtie                                         | Maniu Cassiu îl informează pe Mureșianu Aurel (1847-1909) că a susținut o conferință la dorința universitarilor români din Cluj cu ocazia sărbătoririi zilei istorice a românilor - 3/15 mai. Îi va trimite cuvântarea pentru a fi publicată în "Gazeta Transilvaniei". | Muzeul „Casa Mureșenilor”, Brașov | Cimec    |
|      | Maniu Cassiu către Mureșianu Aurel Autor: Maniu, Cassiu                                                                           | Datare: 1908 mai 30 Dimensiuni: 21/16,9 cm Material: hârtie                                             | Maniu Cassiu îl informează pe Mureșianu Aurel (1847-1909) că îi va trimite conferința "Defectele generale sociale" pe care o va susține în 31 mai 1908 la solicitarea Reuniunii Femeilor Române. Roagă publicarea ei în foiletonul "Gazetei Transilvaniei" și, totodată, tipărirea acesteia ca broșură în 100-200 exemplare. | Muzeul „Casa Mureșenilor”, Brașov | Cimec    |
|      | Maniu Cassiu către Mureșianu Aurel Autor: Maniu, Cassiu                                                                           | Datare: 1908 septembrie 04 Dimensiuni: 22,8/14,9 cm Material: hârtie                                    | Maniu Cassiu îi răspunde afirmativ lui Mureșianu Aurel (1847-1909) la rugămintea de a-l reprezenta în proces pe Ioan Spuderca, redactorul "Gazetei Transilvaniei". Îi comunică onorariul și cheltuielile cu transportul. | Muzeul „Casa Mureșenilor”, Brașov | Cimec    |
|      | Maniu Cassiu către Mureșianu Aurel Autor: Maniu, Cassiu                                                                           | Datare: 1908 septembrie 16 Dimensiuni: 16,8/10,2 cm Material: hârtie                                    | Maniu Cassiu, în calitate de avocat al apărării în procesul intentat lui Ioan Spuderca, redactorul "Gazetei Transilvaniei", îi comunică lui Mureșianu Aurel (1847-1909) să-i trimită diferența de 75 coroane necesară plecării. | Muzeul „Casa Mureșenilor”, Brașov | Cimec    |
|      | Maniu Cassiu către Mureșianu Aurel Autor: Maniu, Cassiu                                                                           | Datare: 1908 septembrie 19 Dimensiuni: 34/21 cm Material: hârtie                                        | Maniu Cassiu, în calitate de avocat al apărării în procesul intentat lui Ioan Spuderca, redactorul "Gazetei Transilvaniei", îi trimite lui Mureșianu Aurel (1847-1909) desfășurarea procesului prin scrisoarea unui participant la proces, Victor Pop. Este mulțumit de sentința ușoară pe care a primit-o Spuderca, având în vedere articolul publicat în "Gazeta Transilvaniei" sub titlul "Opresiune maghiară". | Muzeul „Casa Mureșenilor”, Brașov | Cimec    |
|      | Maniu Cassiu către Mureșianu Aurel Autor: Maniu, Cassiu                                                                           | Datare: 1908 octombrie 03 Dimensiuni: 16,9/10,2 cm Material: hârtie                                     | Maniu Cassiu îi mulțumește lui Mureșianu Aurel (1847-1909) pentru publicarea broșurii "Defectele generale sociale" în condiții tipografice excelente. Îl asigură de o bună colaborare în viitor. | Muzeul „Casa Mureșenilor”, Brașov | Cimec    |
|      | Maniu Cassiu către Braniște Victor Autor: Maniu, Cassiu                                                                           | Datare: 1909 februarie 22 Dimensiuni: 34,2/21 cm Material: hârtie                                       | Maniu Cassiu îi trimite lui Braniște Victor, redactorul "Gazetei Transilvaniei", scrisoarea de omagiu la moartea lui Mureșianu Aurel (1847-1909) și transmite condoleanțe familiei. | Muzeul „Casa Mureșenilor”, Brașov | Cimec    |
|      | Manu Gabriel către Mureșianu Iacob Autor: Manu, Gabriel                                                                           | Datare: 1864 ianuarie 26 Dimensiuni: 21,9/13,8 cm Material: hârtie                                      | Manu Gabriel, deputat în Dieta Transilvaniei, îl informează pe Mureșianu Iacob (1812-1887) că va pleca acasă la Dej, unde va rămâne până la o nouă convocare a dietei. Este mâhnit de atitudinea dușmănoasă a sașilor față de vicepreședintele pentru probleme juridice al Guberniului condus de Ludovic Folliot de Crenneville, Pop Vasile Ladislau (1819-1875), în care are încredere absolută. Îl sfătuiește ca până la înființarea propriei tipografii să lucreze cu un alt tipograf. De asemenea, consideră că lupta românilor ar trebui să fie pentru organizare politică și națională, înainte de a înființa Academia Română. | Muzeul „Casa Mureșenilor”, Brașov | Cimec    |
|      | Manu Gabriel către Mureșianu Iacob Autor: Manu, Gabriel                                                                           | Datare: 1873 august 6 Dimensiuni: 22,6/14,2 cm Material: hârtie                                         | Manu Gabriel îl informează pe Mureșianu Iacob (1812-1887) despre trecerea a 109 familii greco-catolice (unite) din 450, la ortodoxie, datorită neînțelegerilor cu preotul. Roagă publicarea în "Gazeta Transilvaniei" a unei părți din scrisoare referitoare la intervenția sa în Comisiunea comitatensă. | Muzeul „Casa Mureșenilor”, Brașov | Cimec    |
|      | Manu Gabriel către Mureșianu Aurel Autor: Manu, Gabriel                                                                           | Datare: 1883 ianuarie 11 Dimensiuni: 22,4/14,3 cm Material: hârtie                                      | Manu Gabriel îi recomandă lui Mureșianu Aurel (1847-1909) să reproducă în "Gazeta Transilvaniei" informațiile din "Observatorul" privind votul dat cu ușile închise în afacerile sinodale ale Episcopiei greco-catolice de Gherla. | Muzeul „Casa Mureșenilor”, Brașov | Cimec    |
|      | Manu Gabriel către Mureșianu Aurel Autor: Manu, Gabriel                                                                           | Datare: 1892 ianuarie 04 Dimensiuni: 34/21 cm Material: hârtie                                          | Manu Gabriel îi trimite lui Mureșianu Aurel (1847-1909) o completare la Convocatorul privind constituirea și alegerea membrilor cluburilor electorale ale Partidului Național Român, necesară publicării în "Gazeta Transilvaniei". | Muzeul „Casa Mureșenilor”, Brașov | Cimec    |
|      | Manu Gabriel către Mureșianu Aurel Autor: Manu, Gabriel                                                                           | Datare: 1892 Rusalii Dimensiuni: 33,9/21 cm Material: hârtie                                            | Manu Gabriel îi amintește lui Mureșianu Aurel (1847-1909) de conferința Partidului Național Român din 1890 când domnul Babeș Vicențiu (1821-1907) a afirmat că nu a sosit timpul pentru trimiterea memorandului la Viena. Tot atunci, proiectul de memorand elaborat de Mureșianu Aurel a fost respins și a fost adoptat cel redactat de Coroianu Iuliu și Lucaciu Vasile (1852-1922). Îl sfătuiește să publice în "Gazeta Transilvaniei" articole care să susțină Memorandumul, acesta fiind deja înaintat împăratului. | Muzeul „Casa Mureșenilor”, Brașov | Cimec    |
|      | Manu Gabriel către Mureșianu Aurel Autor: Manu, Gabriel                                                                           | Datare: 1894 iulie 29 Dimensiuni: 29/23 cm Material: hârtie                                             | Manu Gabriel îi comunică lui Mureșianu Aurel (1847-1909) mâhnirea față de noua situație politică, total diferită de afacerile politice pe care le-a condus alături de Munteanu Augustin. Amintește de înființarea Institutului Român de Credit Someșana și alegerea lui Pop Vasile, ca președinte, și a lui Mihali Theodor, ca director. Este nemulțumit că sumele gestionate de bancă nu sunt decât în interesul celor care o conduc și a apropiaților lor. Îl informează că îi va trimite un comunicat privind această situație pentru a fi publicat în "Gazeta Transilvaniei". | Muzeul „Casa Mureșenilor”, Brașov | Cimec    |
|      | Marienescu Atanasie Marian către Mureșianu Iacob Autor: Marienescu, Atanasie Marian                                               | Datare: 1854 februarie 01 Dimensiuni: 20,7/14,4 cm Material: hârtie                                     | Marienescu Atanasie Marian (1830-1914), aflat la studii doctorale la Pesta, îl informează pe Mureșianu Iacob (1812-1887) că îi va trimite versuri pentru a fi publicate în "Gazeta Transilvaniei". Îl roagă să publice și balada "Muma română", trimisă mai de mult. | Muzeul „Casa Mureșenilor”, Brașov | Cimec    |
|      | Marienescu Atanasie Marian către Mureșianu Iacob Autor: Marienescu, Atanasie Marian                                               | Datare: 1854 februarie 02 Dimensiuni: 22,9/14,3 cm Material: hârtie                                     | Marienescu Atanasie Marian (1830-1914), aflat la studii doctorale la Pesta, îl informează pe Mureșianu Iacob (1812-1887) că îi va trimite un articol în care va susține cauza națională a compatrioților săi din Lipova. | Muzeul „Casa Mureșenilor”, Brașov | Cimec    |
|      | Marienescu Atanasie Marian către Mureșianu Iacob Autor: Marienescu, Atanasie Marian                                               | Datare: 1855 mai 16 Dimensiuni: 21,3/16,9 cm Material: hârtie                                           | Marienescu Atanasie Marian (1830-1914), aflat la studii doctorale la Pesta, îi trimite lui Mureșianu Iacob (1812-1887) un articol "Banatul Timișianu" pentru a fi publicat în "Gazeta Transilvaniei". | Muzeul „Casa Mureșenilor”, Brașov | Cimec    |
|      | Marienescu Atanasie Marian către Mureșianu Iacob Autor: Marienescu, Atanasie Marian                                               | Datare: 1855 noiembrie 06 Dimensiuni: 12,8/17 cm Material: hârtie                                       | Marienescu Atanasie Marian (1830-1914) îi trimite lui Mureșianu Iacob (1812-1887) trei poezii pentru a fi publicate în "Gazeta Transilvaniei". Îi transmite că scrisoarea particulară din 19 octombrie a fost prea curând publicată în Gazetă, după părerea domnului Romanu Al. | Muzeul „Casa Mureșenilor”, Brașov | Cimec    |
|      | Marienescu Atanasie Marian către Mureșianu Iacob Autor: Marienescu, Atanasie Marian                                               | Datare: 1856 aprilie 13/1 Dimensiuni: 21/17,2 cm Material: hârtie                                       | Marienescu Atanasie Marian (1830-1914) îi trimite lui Mureșianu Iacob (1812-1887) o alocuțiune omagială cu titlul "Excelența Ta, Domnule Arhiepiscop și Mitropolit al Românilor", în numele "Junimei Române", pentru a fi publicată în "Gazeta Transilvaniei". Această alocuțiune a fost ținută cu prilejul restaurării Metropoliei, în cinstea Mitropolitului Sterca-Șuluțiu Alexandru (1794-1867). | Muzeul „Casa Mureșenilor”, Brașov | Cimec    |
|      | Marienescu Atanasie Marian către Mureșianu Iacob Autor: Marienescu, Atanasie Marian                                               | Datare: 1856 ianuarie 01 Dimensiuni: 39,3/24,8 cm Material: hârtie                                      | Marienescu Atanasie Marian (1830-1914) îi trimite lui Mureșianu Iacob (1812-1887) un articol "Memoriu din viața națională" pentru a fi publicat în "Gazeta Transilvaniei". Articolul reflectă evenimente din viața națională a românilor, în special a bănățenilor, servind ca date istorice. | Muzeul „Casa Mureșenilor”, Brașov | Cimec    |
|      | Marienescu Atanasie Marian către Mureșianu Iacob Autor: Marienescu, Atanasie Marian                                               | Datare: 1858 februarie 23 Dimensiuni: 29,5/23,4 cm Material: hârtie                                     | Marienescu Atanasie Marian (1830-1914), aflat la studii doctorale la Pesta, îi comunică lui Mureșianu Iacob (1812-1887) primirea scrisorii și a calendarelor. Este dezamăgit să afle că "Gazeta Transilvaniei" are probleme financiare datorită numărului mic de abonați. Îl îndeamnă pe redactorul "Gazetei" să rupă tăcerea cu privire la circulara episcopului Șaguna Andrei (1809-1873) contra ziarului brașovean. Promite că va trimite și alte articole pentru a fi publicate. | Muzeul „Casa Mureșenilor”, Brașov | Cimec    |
|      | Marienescu Atanasie Marian către Mureșianu Iacob Autor: Marienescu, Atanasie Marian                                               | Datare: 1858 martie 29 Dimensiuni: 14,2/11,4 cm Material: hârtie                                        | Marienescu Atanasie Marian (1830-1914), aflat la studii doctorale la Pesta, îl informează pe Mureșianu Iacob (1812-1887) că îi trimite o baladă populară și o "epistolă umoristică" pentru a fi publicate în "Gazeta Transilvaniei". | Muzeul „Casa Mureșenilor”, Brașov | Cimec    |
|      | Marienescu Atanasie Marian către Mureșianu Iacob Autor: Marienescu, Atanasie Marian                                               | Datare: 1858 martie 16 Dimensiuni: 20,9/169,9 cm Material: hârtie                                       | Marienescu Atanasie Marian (1830-1914), aflat la studii doctorale la Pesta, îi comunică lui Mureșianu Iacob (1812-1887) că îi trimite versuri populare culese din Lipova, orașul natal, pentru a fi publicate în "Gazeta Transilvaniei". Articolul său publicat în "Gazeta" nr. 6-10 a stârnit furia unor lipoveni. Îl roagă să recomande în ziarul brașovean broșura sa "Învățătorul și poporul", folositoare tinerimii scolastice. | Muzeul „Casa Mureșenilor”, Brașov | Cimec    |
|      | Marienescu Atanasie Marian către Mureșianu Iacob Autor: Marienescu, Atanasie Marian                                               | Datare: 1858 septembrie 17 Dimensiuni: 23,3/14,8 cm Material: hârtie                                    | Marienescu Atanasie Marian (1830-1914) îi comunică lui Mureșianu Iacob (1812-1887) că îi trimite versuri pentru a fi publicate în "Gazeta Transilvaniei". Va trimite și prima parte din poezia "Florile amorului", deoarece i-a fost publicată doar partea a doua. Îl roagă pe redactorul "Gazetei" să-i publice și articolul "Majestatea ta și Măria Ta". Îl înformează că unchiul său, Șandor Atanasie (1809-1892), erudit dascăl și medic din Arad, îi va trimite un articol despre folosirea și clasarea lui "u" final. | Muzeul „Casa Mureșenilor”, Brașov | Cimec    |
|      | Discursul lui Aurel Mureșianu Autor: Mureșianu, A. Aurel                                                                          | Datare: 1865 mai 3/15 Dimensiuni: 23,5/19 cm Material: hârtie                                           | Discursul lui Aurel Mureșianu (1847-1909) despre libertatea națiunii române din Transilvania, discurs rostit pe Câmpia Libertății la 3/15 mai 1865. | Muzeul „Casa Mureșenilor”, Brașov | Cimec    |
|      | Pop Gavril către Mureșianu Iacob Autor: Pop, Gavril                                                                               | Datare: 1852 februarie 22 Dimensiuni: 23/14,5 cm Material: hârtie                                       | Pop Gavril îl roagă pe Mureșianu Iacob (1812-1887) să publice anunțul cu organizarea unei petreceri de către școala română din Blaj. Sumele strânse vor fi donate Societății "Reuniunea Femeilor Române". | Muzeul „Casa Mureșenilor”, Brașov | Cimec    |
|      | Loboncz Ioan către Mureșianu Iacob Autor: Loboncz, Ioan                                                                           | Datare: 1852 martie 03 Dimensiuni: 26/20,5 cm Material: hârtie                                          | Loboncz Ioan îi comunică lui Mureșianu Iacob (1812-1887) rezultatul colectei pentru Fondul Reuniunii Femeilor Române din 4 proptopopiate ale Transilvaniei: 81 fl. Mai așteaptă rezultatul din alte 5 protopopiate. Laudă scopul Societății "Reuniunea Femeilor Române". | Muzeul „Casa Mureșenilor”, Brașov | Cimec    |
|      | Deak A. către Mureșianu Iacob Autor: Deak, A.                                                                                     | Datare: 1854 noiembrie 30 Dimensiuni: 19,5,12 cm Material: hârtie                                       | Deak A. îl roagă pe Mureșianu Iacob (1812-1887) să înmâneze Comitetului Reuniunii Femeilor Române, din partea domnilor Nicolau Solomon și D. Pușcariu, suma de 24 fl. Amintește de încercările sale în dezvoltarea învățământului din Transilvania. | Muzeul „Casa Mureșenilor”, Brașov | Cimec    |
|      | Procopiu Ivacs către Mureșianu Iacob Autor: Procopiu, Ivacs                                                                       | Datare: 1853 decembrie 21 Dimensiuni: 29,5/23 cm Material: hârtie                                       | Procopiu Ivacs îl înștiințează pe Mureșianu Iacob (1812-1887) de circulara pe care a înaintat-o preoților din Episcopia Aradului, prin care le cerea să se aboneze la "Telegraful Român" și "Gazeta Transilvaniei". Susține inițiativa lui Mureșianu Iacob de a înființa o școală de agricultură și economie rurală pentru români. | Muzeul „Casa Mureșenilor”, Brașov | Cimec    |
|      | Popp Alexiu către Redacția ziarului "Gazeta Transilvaniei" Autor: Popp, Alexiu                                                    | Datare: 1862 iulie 20 Dimensiuni: 24/14,5 cm Material: hârtie                                           | Popp Alexiu anunță redacția ziarului "Gazeta Transilvaniei" că i-a fost trimisă suma de 17 fl. În contul abonamentelor la acest ziar. Oferă o listă cu numele abonaților și suma de bani oferită de aceștia. Cere trimiterea ziarului și pentru semestrul al II-lea. Scrisoarea are ca antet următoarele cuvinte tipărite color: "Preuți! Cu crucea în frunte". | Muzeul „Casa Mureșenilor”, Brașov | Cimec    |
|      | Rațiu Ioan către Mureșianu Iacob Autor: Rațiu, Ioan                                                                               | Datare: 1864 iunie 20 Dimensiuni: 22/14 cm Material: hârtie                                             | Rațiu Ioan (1828-1902) îi anunță pe Mureșianu Iacob (1812-1887) că-i va trimite discursul lui nenea Vasilică doar după ce acesta va fi tipărit. Este de acord cu ideea înființării unei tipografii și să renunțe la tipărirea ziarului în tipografia lu Johannes Gott. Îi comunică hotărârea Comitetului Drumului de fier și a liniilor propuse spre constructie. | Muzeul „Casa Mureșenilor”, Brașov | Cimec    |
|      | Rațiu Ioan către Mureșianu Iacob Autor: Rațiu, Ioan                                                                               | Datare: 1873 decembrie 30 Dimensiuni: 21,5/14 cm Material: hârtie                                       | Rațiu Ioan (1828-1902) îl roagă pe Mureșianu Iacob (1812-1887) să trimită Comitetului din Tofoleni sumele publicate în Gazeta Transilvaniei în anii 1869 și 1870. | Muzeul „Casa Mureșenilor”, Brașov | Cimec    |
|      | Rațiu Ioan către Mureșianu Iacob Autor: Rațiu, Ioan                                                                               | Datare: 1881 noiembrie 05 Dimensiuni: 35/21 cm Material: hârtie                                         | Rațiu Ioan (1828-1902) îi trimite lui Mureșianu Iacob (1812-1887) un articol referitor la nedreptățile țăranilor din Valea Secașului. Îi cere publicarea acestuia în "Gazeta Transilvaniei" pentru trezirea conștiinței națiunii române. | Muzeul „Casa Mureșenilor”, Brașov | Cimec    |
|      | Rațiu Ioan către Mureșianu Aurel Autor: Rațiu, Ioan                                                                               | Datare: 1887 ianuarie15 Dimensiuni: 22/14 cm Material: hârtie                                           | Rațiu Ioan (1828-1902) îl informează pe Mureșianu Aurel (1847-1909) asupra înființării Institutului de credit și economii "Arieșana", care ar acorda credite țăranilor datornici la stat. | Muzeul „Casa Mureșenilor”, Brașov | Cimec    |
|      | Rațiu Ioan către Mureșianu Aurel Autor: Rațiu, Ioan                                                                               | Datare: 1887 ianuarie Dimensiuni: 34/21 cm Material: hârtie                                             | Rațiu Ion (1828-1902) îl informează pe Mureșianu Aurel (1847-1909) asupra înființării unui institut de credit în Turda. În acest sens îl roagă să ajute financiar, prin cumpărarea de acțiuni, realizarea acestui proiect. | Muzeul „Casa Mureșenilor”, Brașov | Cimec    |
|      | Rațiu Ioan către Mureșianu Aurel Autor: Rațiu, Ioan                                                                               | Datare: 1888 iunie 03 Dimensiuni: 22,5/14,5 cm Material: hârtie                                         | Rațiu Ioan (1828-1902) îl anunță pe Mureșianu Aurel (1847-1909) despre corespondența apărută în "Tribuna" în care se afirmă că bătrânii politicieni se retrag deznădăjduiți din lupta pentru apărarea cauzei naționale. Este o informație pe care o consideră neadevărată. | Muzeul „Casa Mureșenilor”, Brașov | Cimec    |
|      | Rațiu Ioan către Mureșianu Aurel Autor: Rațiu, Ioan                                                                               | Datare: 1888 iunie 03 Dimensiuni: 22,5/14,5 Material: hârtie                                            | Rațiu Ioan (1828-1902) îl informează pe Mureșianu Aurel (1847-1909) că a aflat de la domnul Barițiu că este semnatarul unui memoriu adresat împăratului austriac. În acest sens se oferă să-i dea câteva sfaturi pentru ca acest memoriu să-și atingă scopul pentru care a fost creat. Critică un articol publicat în "Tribuna" în care se afirmă că în cazul unui război Rusia ar fi adversara noastră. | Muzeul „Casa Mureșenilor”, Brașov | Cimec    |
|      | Rațiu Ioan către Mureșianu Aurel Autor: Rațiu, Ioan                                                                               | Datare: 1890 septembrie 03 Dimensiuni: 16/13 cm Material: hârtie                                        | Rațiu Ioan (1828-1902) îl felicită pe Mureșianu Aurel (1847-1909) pentru atitudinea proromânescă pe care a avut-o în timpul procesului din 14 august 1890. Îi aduce la cunoștință data întrunirii Comitetului electoral, ce se va desfășura la Cluj. | Muzeul „Casa Mureșenilor”, Brașov | Cimec    |
|      | Rațiu Ioan către Mureșianu Aurel Autor: Rațiu, Ioan                                                                               | Datare: 1890 octombrie 11 Dimensiuni: 22,5/14 cm Material: hârtie                                       | Rațiu Ioan (1828-1902) îl roagă pe Mureșianu Aurel (1847-1909) să-i comunice urgent motivele pentru care ar dori amânarea Conferinței Naționale, în condițiile în care se pregătește și convocarea Comitetului partidului la Turda. | Muzeul „Casa Mureșenilor”, Brașov | Cimec    |
|      | Mureșianu Aurel către Rațiu Ioan Autor: Mureșianu, A. Aurel                                                                       | Datare: 1890 octombrie 07 Dimensiuni: 34/21 cm Material: hârtie                                         | Mureșianu Aurel (1847-1909) își arată indignarea față de Rațiu Ioan (1828-1902) în ceeea ce privește decizia acestuia de a convoca Conferința Națională fără a consulta Comitetul partidului. | Muzeul „Casa Mureșenilor”, Brașov | Cimec    |
|      | Rațiu Ioan către Mureșianu Aurel Autor: Rațiu, Ioan                                                                               | Datare: 1893 decembrie 17 Dimensiuni: 17,5/11 cm Material: hârtie                                       | Rațiu Ioan (1828-1902) îl roagă pe Mureșianu Aurel (1847-1909) să publice în "Gazeta Transilvaniei" comunicatul din programul Congresului naționalităților din data de 19 decembrie 1893. | Muzeul „Casa Mureșenilor”, Brașov | Cimec    |
|      | Rațiu Ioan către Mureșianu Aurel Autor: Rațiu, Ioan                                                                               | Datare: 1896 octombrie 06 Dimensiuni: 29/23 cm Material: hârtie                                         | Rațiu Ioan (1828-1902) îl informează pe Mureșianu Aurel (1847-1909) asupra convocării unei conferințe secrete la Sibiu, ca urmare a măsurilor luate de guvernul austro-ungar împotriva Partidului Național Român. Ca notă este trecută lista celor chemați să participe la acestă conferință. | Muzeul „Casa Mureșenilor”, Brașov | Cimec    |
|      | Rațiu Ioan către Mureșianu Aurel Autor: Rațiu, Ioan                                                                               | Datare: 1896 octombrie 26 Dimensiuni: 22,5/14,5 cm Material: hârtie                                     | Rațiu Ioan (1828-1902) îi mulțumește lui Mureșianu Aurel (1847-1909) pentru atitudinea dură față de stăpânirea austro-ungară. Apreciază lupta energică pentru apărarea intereselor națiunii române. | Muzeul „Casa Mureșenilor”, Brașov | Cimec    |
|      | Rațiu Ioan către Mureșianu Aurel Autor: Rațiu, Ioan                                                                               | Datare: 1899 iulie 17 Dimensiuni: 17,5/11,5 cm Material: hârtie                                         | Rațiu Ioan (1828-1902) îl anunță pe Mureșianu Aurel (1847-1909) că în cadrul conferinței din 14 iunie 1899 nu a fost luată nici o decizie importantă. Îi comunică cele două subiecte care s-au discutat în cadrul acestei conferințe: primul - organizarea unei conferințe secrete urmată la două zile de una publică iar cel de-al doilea convocarea unei conferințe publice la care să participe delegații românilor la alegeri. Îl invită la următoarea conferință confidențială. | Muzeul „Casa Mureșenilor”, Brașov | Cimec    |
|      | Rațiu Ioan către Mureșianu Aurel Autor: Rațiu, Ioan                                                                               | Datare: 1899 septembrie 19 Dimensiuni: 23/14,5 cm Material: hârtie                                      | Rațiu Ioan (1828-1902) îl invită pe Mureșianu Aurel (1847-1909) la conferința confidențială a Partidului Național Român, conferință ce se va desfășura la 1 octombrie 1899, în locuința lui Rațiu Ioan. | Muzeul „Casa Mureșenilor”, Brașov | Cimec    |
|      | Rațiu Ioan către Mureșianu Aurel Autor: Rațiu, Ioan                                                                               | Datare: 1901 august 28 Dimensiuni: 34/21 cm Material: hârtie                                            | Rațiu Ioan (1828-1902) îl invită pe Mureșianu Aurel (1847-1909) la ședința comitetului central al Partidului Național Român din Transilvania și Ungaria, ședință ce va avea loc la Cluj la 5 septembrie 1901. | Muzeul „Casa Mureșenilor”, Brașov | Cimec    |
|      | Mureșianu Iacob către Rațiu Ioan Autor: Mureșianu, Iacob                                                                          | Datare: 1866 ianuarie 06 Dimensiuni: 34/21 cm Material: hârtie                                          | Mureșianu Iacob (1812-1887) îi cere lui Rațiu Ioan(1828-1902) informații asupra programului românilor în problema alegerilor în Dietă. Îi sugerează unirea românilor din Năsăud, Făgăraș, Munții Apuseni cu cei din Blaj și Sibiu în vederea realizării acestui program. | Muzeul „Casa Mureșenilor”, Brașov | Cimec    |
|      | Mureșianu Iacob către Rațiu Ioan Autor: Mureșianu, Iacob                                                                          | Datare: 1866 martie 04 Dimensiuni: 34/21 cm Material: hârtie                                            | Mureșianu Iacob (1812-1887) îl anunță pe Rațiu Ioan (1828-1902) că părerea sa, referitor la dreptul public din Transilvania, va apare în nr. 13 al "Gazetei Transilvaniei". Îi cere organizarea unei conferințe pentru alegerea reprezentanților națiunii române din Transilvania. Îi oferă informații despre starea de sănătate a lui George Barițiu. | Muzeul „Casa Mureșenilor”, Brașov | Cimec    |
|      | Tilea Viorel Virgil către Mureșianu A. Aurel Autor: Tilea, Viorel Virgil                                                          | Datare: 1928 august 08 Dimensiuni: 27/21,5 cm Material: hârtie                                          | Tilea Viorel Virgil îi mulțumește lui Mureșianu A Aurel (1889-1950) pentru studiul dedicat lui Rațiu Ioan, care va apare într-o broșură dedicată acestei personalități. Îl invită la serbarea din luna octombrie, de la Turda în cadrul căreia va fi inaugurată statuia dedicată lui Rațiu Ioan. Își exprimă dorința de a publica în broșură scrisoarea pe care Rațiu Ioan a adresat-o lui Mureșianu Aurel la 3 iunie 1888, ce făcea referire la redactarea memorandului. Îi cere să-i împrumute câteva scrisori din arhiva familiei pentru a urmări particularitățile ortografiei lui Ioan Rațiu. Îl anunță că arhiva familiei Rațiu se află în posesia sa. | Muzeul „Casa Mureșenilor”, Brașov | Cimec    |
|      | Barițiu George către Mureșianu Iacob Autor: Barițiu, George                                                                       | Datare: 1880 octombrie 08 Dimensiuni: 29/23 cm Material: hârtie                                         | Barițiu George (1812-1893) îl invită pe Mureșianu Iacob să participe la o conferință privată în zilele de 17 mai și 18 iunie 1880, în care să se discute asupra problemelor electorale. | Muzeul „Casa Mureșenilor”, Brașov | Cimec    |
|      | Institutul Tipografic din Sibiu și Mureșianu Aurel                                                                                | Datare: 1884 martie 10 Dimensiuni: 34/20,5 cm Material: hârtie                                          | Înțelegere privind înființarea unei societăți pe acțiuni care să aibă un Institut tipografic și un ziar, proprii. Conducerea și redacția noului ziar este oferită lui Mureșianu Aurel. | Muzeul „Casa Mureșenilor”, Brașov | Cimec    |
|      | Tinerimea Clujeană Română către Mureșianu Aurel Autor: Tinerimea Română din Cluj                                                  | Datare: 1884 martie 28/aprilie 09 Dimensiuni: 34/21 cm Material: hârtie                                 | Tinerimea Clujeană Română salută transformarea ziarului "Gazeta Transilvaniei" în cotidian. | Muzeul „Casa Mureșenilor”, Brașov | Cimec    |
|      | Grup de intelectuali către Redacția "Gazetei Transilvaniei"                                                                       | Datare: 1884 aprilie 20 Dimensiuni: 34/21 cm Material: hârtie                                           | Este salutată transformarea ziarului "Gazeta Transilvaniei" în cotidian. Mulțumește redacției pentru activitatea depusă în apărarea drepturilor și libertăților naționale ale românilor din Transilvania. | Muzeul „Casa Mureșenilor”, Brașov | Cimec    |
|      | Kogălniceanu Mihail către Mureșianu Aurel Autor: Kogălniceanu, Mihail                                                             | Datare: 1887 septembrie 29 Dimensiuni: 21/21 cm Material: hârtie                                        | Kogălniceanu Mihail (1817-1891) îi transmite lui Mureșianu Aurel (1847-1909) condoleanțe cu ocazia decesului tatălui său, Mureșianu Iacob (1812-1887). | Muzeul „Casa Mureșenilor”, Brașov | Cimec    |
|      | Societatea Academică Literară "România Jună" către Mureșianu Aurel Autor: România Jună                                            | Datare: 1887 octombrie 03 Dimensiuni: 21/21 cm Material: hârtie                                         | Societatea Academică Literară "România Jună" îi transmite lui Mureșianu Aurel (1847-1909) condoleanțe la moartea tatălui său, Mureșianu Iacob (1812-1887). | Muzeul „Casa Mureșenilor”, Brașov | Cimec    |
|      | Lucaciu Vasile către Mureșianu Aurel Autor: Lucaciu, Vasile                                                                       | Datare: 1887 octombrie Dimensiuni: 21/21 cm Material: hârtie                                            | Lucaciu Vasile (1852-1922) îi transmite lui Mureșianu Aurel (1847-1909) condoleanțe la moartea tatălui său, Mureșianu Iacob (1812-1887). | Muzeul „Casa Mureșenilor”, Brașov | Cimec    |
|      | Grup de români din Viena către redacția ziarului "Gazeta Transilvaniei"                                                           | Datare: decembrie 1887 Dimensiuni: 34/21 cm Material: hârtie                                            | Un grup de intelectuali din Viena transmite felicitări redacției ziarului "Gazeta Transilvaniei" cu prilejul împlinirii a 50 de ani de existență. | Muzeul „Casa Mureșenilor”, Brașov | Cimec    |
|      | Grup de intelectuali din București către Mureșianu Aurel                                                                          | Datare: 1890 noiembrie 27 Dimensiuni: 20,5/20,5 cm Material: hârtie                                     | Un grup de intelectuali din București salută "martiriul" lui Mureșianu Aurel (1847-1909) în apărarea cauzei naționale românești. | Muzeul „Casa Mureșenilor”, Brașov | Cimec    |
|      | Blașianu Artemie către Mureșianu Aurel Autor: Blașianu, Artemie                                                                   | Datare: 1890 noiembrie 17 Dimensiuni: 22,5/14,5 cm Material: hârtie                                     | Blașianu Artemie îl felicită pe Mureșianu Aurel (1847-1909) pentru continuarea activității tatălui său, Mureșianu Iacob (1812-1887) în apărarea cauzei naționale române. | Muzeul „Casa Mureșenilor”, Brașov | Cimec    |
|      | Popovici C. Aurel către Mureșianu Aurel Autor: Popovici, Aurel C.                                                                 | Datare: 1891 noiembrie 11 Dimensiuni: 17,5/11 cm Material: hârtie                                       | Popovici C. Aurel (1863-1917) îl anunță pe Mureșianu Aurel (1847-1909) că-i va trimite un articol spre a-l publica în ziarul "Gazeta de Transilvania". | Muzeul „Casa Mureșenilor”, Brașov | Cimec    |
|      | Ioan Scurtu către Mureșianu Aurel Autor: Scurtu, Ioan                                                                             | Datare: 1898 martie 19 Dimensiuni: 29/22 cm Material: hârtie                                            | Scurtu Ioan îl roagă pe Mureșianu Aurel (1847-1909) să-l angajeze colaborator intern al ziarului "Gazeta Transilvaniei". | Muzeul „Casa Mureșenilor”, Brașov | Cimec    |
|      | Poezie semnată de Andrei Bârseanu Autor: Bârseanu, Andrei                                                                         | Datare: 1908 aprilie Dimensiuni: 17,5/11 cm Material: hârtie                                            | Bârseanu Andrei (1858-1922) compune o poezie dedicată împlinirii a 70 de ani de existență a ziarului "Gazeta Transilvaniei". | Muzeul „Casa Mureșenilor”, Brașov | Cimec    |
|      | Femeile române din Transilvania și Ungaria către Președintele Camerei Deputaților din Italia Autor: Mureșianu, A. Aurel           | Datare: 1894 decembrie 30 Dimensiuni: 29,5/23 cm Material: hârtie                                       | Mureșianu Aurel (1847-1909) întocmește un concept privind atitudinea femeilor române din Transilvania și Ungaria față de cei 277 de deputați italieni care susțin cauza națională a românilor din Transilvania. | Muzeul „Casa Mureșenilor”, Brașov | Cimec    |
|      | Protest | Datare: 1896 octombrie 27 Dimensiuni: 34/24 cm Material: hârtie                                         | Un grup de cetățeni români din Brașov au întocmit un manifest față de decizia Comitetului orașului Brașov prin care se interzicea organizarea unei ședințe electorale la Brașov. | Muzeul „Casa Mureșenilor”, Brașov | Cimec    |
|      | Extras școlar al lui Iacob Mureșianu Autor: Seminarul Teologic Blaj                                                               | Datare: 1856 ianuarie 30 Dimensiuni: 34,5/41,5 cm Material: hârtie                                      | Documentul reprezintă extractul școlar referitor la studiile teologice ale lui Mureșianu Iacob (1812-1887) din perioada 1833-1837. | Muzeul „Casa Mureșenilor”, Brașov | Cimec    |
|      | Act de botez Sevastiana Mureșianu Autor: Baiulescu, Bartolomeu                                                                    | Datare: 1880 ianuarie 27 Dimensiuni: 21/34 cm Material: hârtie                                          | Documentul reprezintă un extras după actul de botez al Sevastianei Mureșianu, fiica lui Iacob și a Sevastiei Mureșianu, născută la 16 martie 1860 și botezată în religia ortodoxă la 27 martie 1860 la Capela Română greco-ortodoxă "Sf. Adormire" din Cetatea Brașovului. | Muzeul „Casa Mureșenilor”, Brașov | Cimec    |
|      | Mureșianu Iacob, proprietar în Rebrișoara                                                                                         | Datare: 1875 februarie 5 Dimensiuni: 34/21 cm Material: hârtie                                          | Patru nepoți ai lui Mureșianu Iacob (Ioachim Mureșianu, Iulius Mureșianu, Teodor Mureșianu și Ioanu Mureșianu) îi confirmă acestuia din urmă dreptul la o treime din proprietatea familiei deținută în satul Rebrișoara din Bistrița Năsăud. | Muzeul „Casa Mureșenilor”, Brașov | Cimec    |
|      | Pop Iosif către Mureșianu Iacob Autor: Pop, Iosif                                                                                 | Datare: 1841 martie 10 Dimensiuni: 26/21 cm Material: hârtie                                            | Pop Iosif îi amintește lui Mureșianu Iacob (1812-1887) despre unele scrisori pierdute. Îl anunță de acordul Curții austriece privind editarea unei gazete la Blaj. | Muzeul „Casa Mureșenilor”, Brașov | Cimec    |
|      | Lazăr Ion către Mureșianu Iacob Autor: Lazăr, Ion                                                                                 | Datare: 1843 ianuarie 02 Dimensiuni: 23,5/14,5 cm Material: hârtie                                      | Lazăr Ion, parohul Năsăudului îl sfătuiește pe Mureșianu Iacob (1812-1887) să urmeze cursuri la Viena pe baza cărora va putea ocupa o funcție de conducere. | Muzeul „Casa Mureșenilor”, Brașov | Cimec    |
|      | Barițiu George către Mureșianu Aurel Autor: Barițiu, George                                                                       | Datare: 1887 septembrie 29 Dimensiuni: 21,5/14 cm Material: hârtie                                      | Barițiu George (1812-1893) își exprimă durerea față de moartea prietenului său, Mureșianu Iacob (1812-1887). | Muzeul „Casa Mureșenilor”, Brașov | Cimec    |
|      | Mureșianu Elena către soțul său, Aurel Autor: Mureșianu, Elena                                                                    | Dimensiuni: 15/11 cm Material: hârtie                                                                   | Mureșianu Elena (1862-1924) îi descrie soțului său, Mureșianu Aurel (1847-1909) o zi din viața sa. Îi povestește din năzdrăvăniile celor doi copii ai săi, Aurel și Elena-Aida, dar și din lecțiile de vioară ale fiicei lor. Îi comunică problemele financiare din interiorul tipografiei "A. Mureșianu" precum și activitatea sa din cadrul redacției ziarului "Gazeta Transilvaniei". | Muzeul „Casa Mureșenilor”, Brașov | Cimec    |
|      | Mureșianu Elena către soțul său, Aurel Autor: Mureșianu, Elena                                                                    | Dimensiuni: 15/11 cm Material: hârtie                                                                   | Mureșianu Elena (1862-1924) îi comunică lui Mureșianu Aurel (1847-1909) ce cheltuieli financiare a avut în cadrul tipografiei "A.Mureșianu" și în redacția ziarului "Gazeta de Transilvania". Îi oferă informații și despre cei doi copii ai săi, Aurel și Elena-Aida. | Muzeul „Casa Mureșenilor”, Brașov | Cimec    |
|      | Papiu Ilarian Alexandru către Mureșianu Iacob Autor: Papiu-Ilarian, Alexandru                                                     | Datare: 1863 august 25 Dimensiuni: 19/23,5 cm Material: hârtie                                          | Papiu Ilarian Alexandru (1827-1877) confirmă primirea sumei de 100 fl din partea lui Mureșianu Iacob (1812-1887), contravaloarea cărții "Independinția constituțională a Transilvaniei". | Muzeul „Casa Mureșenilor”, Brașov | Cimec    |
|      | Rațiu Ioan către Mureșianu Aurel Autor: Rațiu, Ioan                                                                               | Datare: 1896 martie 31 Dimensiuni: 22,5/14,5 cm Material: hârtie                                        | Rațiu Ioan (1828-1902) îl anunță pe Mureșianu Aurel (1847-1909) că în ședința Comitetului Partidului Național Român din data de 29 martie 1896 a fost ales membru al acestuia. Îl roagă să participe la întâlnirea Comitetului din 9 aprilie 1896, ce se va desfășura la Sibiu. | Muzeul „Casa Mureșenilor”, Brașov | Cimec    |
|      | Crucea Comemorativă "Elisabetha" acordată Sevastiei Mureșianu Autor: M.A.S România                                                | Datare: 1878 decembrie 28 Dimensiuni: 27/20 cm Material: hârtie                                         | Ministerul Afacerilor Străine de la București îi face cunoscut Sevastiei Mureșianu (1824-1879) că, prin înaltul Decret nr. 2941 din data de 28 decembrie 1878 i s-a conferit dreptul de a purta Crucea "Elisabetha", în semn de mulțumire pentru sprijinul acordat răniților în timpul Războiului de Independență din 1877-1878. Antetul prezintă stema monarhiei din România. În partea de jos, stânga este aplicată ștampila Ministerului Afacerilor Străine din România. | Muzeul „Casa Mureșenilor”, Brașov | Cimec    |
|      | Mureșianu Aurel către fiica sa, Mureșianu Elena Aida Autor: Mureșianu, A. Aurel                                                   | Datare: 1909 iunie 03 Dimensiuni: 43/9 cm Material: hârtie                                              | Mureșianu Aurel (1847-1909) transmite felicitări soției sale, Elena (1862-1924) și fiicei sale, Elena Aida (1891-1956) cu ocazia sărbătorii Sf. Constantin și Elena. Carte poștală (circulație rară) policromă, pliată în trei părți conținând o imagine panoramică a Brașovului. | Muzeul „Casa Mureșenilor”, Brașov | Cimec    |
|      | Popp Vasile Ladislau către Mureșianu Iacob Autor: Pop, Vasile Ladislau                                                            | Datare: 1873 iulie 23 Dimensiuni: 22,8/14,7 cm Material: hârtie                                         | Popp Vasile Ladislau (1819-1875) îi comunică lui Mureșianu Iacob (1812-1887) că a reușit obținerea unei reduceri pe căile ferate pentru participanții la Adunarea generală a Asociațiunii Transilvane pentru Literatura Română și Cultura Poporului Român (ASTRA) ce se va ține la Deva. | Muzeul „Casa Mureșenilor”, Brașov | Cimec    |
|      | Papiu Ilarian Alexandru către Mureșianu Iacob Autor: Papiu-Ilarian, Alexandru                                                     | Datare: 1851 noiembrie 30 Dimensiuni: 22,7/14,4 cm Material: hârtie                                     | Alexandru Papiu Ilarian (1827-1877) îi solicită lui Iacob Mureșianu (1812-1887) să-i trimită numere din "Gazeta", precum și "Foaia pentru minte, inimă și literatură" din anul 1848. | Muzeul „Casa Mureșenilor”, Brașov | Cimec    |
|      | Papiu Ilarian Alexandru către Mureșianu Iacob Autor: Papiu-Ilarian, Alexandru                                                     | Datare: 1851 decembrie 29 Dimensiuni: 22,8/14,3 cm Material: hârtie                                     | Alexandru Papiu Ilarian (1827-1877) îi scrie lui Iacob Mureșianu (1812-1887) în legătură cu un articol despre tinerii români de la Viena. | Muzeul „Casa Mureșenilor”, Brașov | Cimec    |
|      | Papiu Ilarian Alexandru către Mureșianu Iacob Autor: Papiu-Ilarian, Alexandru                                                     | Datare: 1852 martie 15 Dimensiuni: 23,2/14,8 cm Material: hârtie                                        | Alexandru Papiu Ilarian (1827-1877) îi solicită lui Iacob Mureșianu (1812-1887) să-i înmâneze o scrisoare lui George Barițiu (1812-1893). De asemenea, îl roagă ca pe numerele sale din "Gazetă", lângă nume, să se tipărească și noua adresă "Wieden nr. 49". | Muzeul „Casa Mureșenilor”, Brașov | Cimec    |
|      | Papiu Ilarian Alexandru către Mureșianu Iacob Autor: Papiu-Ilarian, Alexandru                                                     | Datare: 1852 august 26 Dimensiuni: 21,2/13,8 cm Material: hârtie                                        | Alexandru Papiu Ilarian (1827-1877) îl anunță pe Iacob Mureșianu (1812-1887) că i-a trimis un pachet ce conține 60 de exemplare volumul I și 120 de exemplare volumul II din lucrarea sa (istoria din a. 1848), cu prețurile respective. Transmite indicații referitoare la distribuirea gratuită a unor exemplare din lucrarea sa către "Reuniunea" și către patru studenți români. | Muzeul „Casa Mureșenilor”, Brașov | Cimec    |
|      | Papiu Ilarian Alexandru către Mureșianu Iacob Autor: Papiu-Ilarian, Alexandru                                                     | Dimensiuni: 21,6/13,6 cm Material: hârtie                                                               | Papiu Ilarian Alexandru (1827-1877) îl anunță pe Mureșianu Iacob (1812-1887) că i-a trimis un pachet ce conține 60 exemplare volumul I și 120 exemplare volumul II din lucrarea sa, cu rugămintea de a fi distribuite la mai multe librării din Brașov. | Muzeul „Casa Mureșenilor”, Brașov | Cimec    |
|      | Papiu Ilarian Alexandru către Mureșianu Iacob Autor: Papiu-Ilarian, Alexandru                                                     | Datare: 1852 septembrie 10 Dimensiuni: 22,8/14,6 cm Material: hârtie                                    | Papiu Ilarian Alexandru (1827-1877) îl informează pe Mureșianu Iacob (1812-1887) despre neregularitatea cu care primește "Gazeta" la Viena. Se plânge de raritatea articolelor naționaliste din "Gazetă". | Muzeul „Casa Mureșenilor”, Brașov | Cimec    |
|      | Papiu Ilarian Alexandru către Mureșianu Iacob Autor: Papiu-Ilarian, Alexandru                                                     | Datare: 1852 noiembrie 12 Dimensiuni: 21,2/14 cm Material: hârtie                                       | Papiu Ilarian Alexandru (1827-1877) îi mulțumește lui Mureșianu Iacob (1812-1887) pentru scrisoarea și banii trimiși prin intermediul lui Barițiu George (1812-1893). Își exprimă dorința de a-i fi tipărită "Prefațiunea" la volumul II din "Istoria" sa. Îl informează asupra unor noi reguli gramaticale. | Muzeul „Casa Mureșenilor”, Brașov | Cimec    |
|      | Papiu Ilarian Alexandru către Mureșianu Iacob Autor: Papiu-Ilarian, Alexandru                                                     | Datare: 1853 octombrie 13 Dimensiuni: 21,2/13,4 cm Material: hârtie                                     | Papiu Ilarian Alexandru (1827-1877) îl informează pe Mureșianu Aurel (1812-1887) că i-a trimis un articol despre neologisme precum și un articol semnat de Bărnuțiu Simion (1808-1864) despre "coroana ungurească". | Muzeul „Casa Mureșenilor”, Brașov | Cimec    |
|      | Papiu Ilarian Alexandru către Mureșianu Iacob Autor: Papiu-Ilarian, Alexandru                                                     | Datare: 1853 noiembrie 08 Dimensiuni: 21,7/14,3 cm Material: hârtie                                     | Papiu Ilarian Alexandru (1827-1877) îi comunică lui Mureșianu Iacob (1812-1887) trimiterea unui articol din "Neologismul". Îl roagă să intervină la "Reuniunea" pentru un împrumut de cel puțin 200 fl. În schimbul acestei sume promite tipărirea unei cărți cu subiect social. | Muzeul „Casa Mureșenilor”, Brașov | Cimec    |
|      | Papiu Ilarian Alexandru către Mureșianu Iacob Autor: Papiu-Ilarian, Alexandru                                                     | Datare: 1853 decembrie 03 Dimensiuni: 21,2/13,3 cm Material: hârtie                                     | Papiu Ilarian Alexandru (1827-1877) îi comunică lui Mureșianu Iacob (1812-1887) primirea a două scrisori ce conțineau, una 50 fl iar cealaltă 70 fl. Cere în continuare un ajutor financiar din partea "Reuniunii". Trimite continuarea articolului politic al lui Bărnuțiu Simion (1808-1864). | Muzeul „Casa Mureșenilor”, Brașov | Cimec    |
|      | Papiu Ilarian Alexandru către Mureșianu Iacob Autor: Papiu-Ilarian, Alexandru                                                     | Datare: 1853 decembrie 19 Dimensiuni: 11,4/8,8 cm Material: hârtie                                      | Papiu Ilarian Alexandru (1827-1877) îl anunță pe Mureșianu Iacob (1812-1887) că i-a trimis un articol semnat de Bărnuțiu Simion (1808-1864) cu titlul "Observațiuni statistice despre industria și comerțul Europei". | Muzeul „Casa Mureșenilor”, Brașov | Cimec    |
|      | Papiu Ilarian Alexandru către Mureșianu Iacob Autor: Papiu-Ilarian, Alexandru                                                     | Datare: 1861 octombrie 16 Dimensiuni: 21,8/14,2 cm Material: hârtie                                     | Papiu Ilarian Alexandru (1827-1877) îl informează pe Mureșianu Iacob (1812-1887) că a tipărit o broșură despre Independența Transilvaniei din care îi va trimite spre vânzare 100 exemplare. Dă indicații conform cărora 2000 de exemplare să se distribuie gratuit în întreaga Europă. I s-a promis că broșura va fi tradusă și în italiană. Se declară împotriva unirii Transilvaniei cu Ungaria. Discuții privind legea electorală în cazul Dietei Transilvaniei. | Muzeul „Casa Mureșenilor”, Brașov | Cimec    |
|      | Papiu Ilarian Alexandru către Mureșianu Iacob Autor: Papiu-Ilarian, Alexandru                                                     | Datare: 1867 iulie 24 Dimensiuni: 22,1/14,3 cm Material: hârtie                                         | Papiu Ilarian Alexandru (1827-1877) îl anunță pe Mureșianu Iacob (1812-1887) de sosirea sa la Ploiești, într-o scurtă excursie. Este încântat de primirea făcută. Urmează să meargă la București, la "Societatea Literară". | Muzeul „Casa Mureșenilor”, Brașov | Cimec    |
|      | Paul Augustin către Mureșianu Aurel Autor: Paul, Augustin                                                                         | Datare: 1902 iulie 02 Dimensiuni: 11,5/13,8 cm Material: hârtie                                         | Paul Augustin îi cere lui Mureșianu Aurel (1847-1909) unele avantaje materiale ca răsplată pentru activitatea depusă în redacția ziarului "Gazeta Transilvaniei". Cartea poștală ilustrează figura regelui Carol I al României și a soției acestuia, regina Elisabeta. A fost tipărită în "amintirea serbării școlare din 10 maiu 1898". | Muzeul „Casa Mureșenilor”, Brașov | Cimec    |
|      | Papiu Ilarian Alexandru către Mureșianu Iacob Autor: Papiu-Ilarian, Alexandru                                                     | Datare: 1852 noiembrie 29 Dimensiuni: 21,5 x 14 cm Material: hârtie                                     | Papiu Ilarian Alexandru (1827-1877) îl informează pe Mureșianu Iacob (1812-1887) despre schimbul de publicații pe care l-a făcut cu un anume profesor Dr. Nardi de la Universitatea din Padova. Amintește și de lucrarea trimisă în Franța, profesorului Desprez. Îl anunță și de faptul că Iosif Hadeș nu a tipărit lucrarea sa împotriva lui Șaguna ci a trimis numai o scrisoare a unui preot ortodox, fără s-o răspândească prin Ardeal, așa cum se dorea de la început. | Muzeul „Casa Mureșenilor”, Brașov | Cimec    |
|      | Teclu Nicolae către Mureșianu Aurel Autor: Teclu, Nicolae                                                                         | Datare: 1908 martie 27-28 Dimensiuni: 21,1 x 13,5 cm Material: hârtie                                   | Teclu Nicolae (1839-1916) îl anunță pe Mureșianu Aurel (1847-1909) că a ajuns cu bine la București. Îi comunică interesul unor colegi pentru desemnarea unor noi membrii ai Academiei, pe locurile vacante. Îi cere să-i indice un candidat pentru secția literară și un altul pentru secția istorică. | Muzeul „Casa Mureșenilor”, Brașov | Cimec    |
|      | Teclu Nicolae către Mureșianu Aurel Autor: Teclu, Nicolae                                                                         | Datare: 1892 ianuarie 18 Dimensiuni: 20 x 12,6 cm Material: hârtie                                      | Teclu Nicolae (1839-1916) se arată nemulțumit de raportul "Societății June" în care nu este amintită activitatea sa pe care a depus-o în înființarea acestei societăți. Îl sfătuiește pe Mureșianu Aurel (1847-1909) să nu permită astfel de "corecțiuni istorice" și să intervină atata timp cât lucrează în presă. Îi mulțumește pentru cărțile trimise. | Muzeul „Casa Mureșenilor”, Brașov | Cimec    |
|      | Teclu Nicolae către Mureșianu Aurel Autor: Teclu, Nicolae                                                                         | Datare: 1892 mai 27 Dimensiuni: 22,5 x 14,5 cm Material: hârtie                                         | Teclu Nicolae (1839-1916) îl informează pe Mureșianu Aurel (1847-1909) că a refuzat conducerea românilor din Viena care aveau să-i primească pe deputații români din Transilvania în cauza memorandistă. Amintește și de o ședință a "deputațiunii" la care de altfel nu a vrut să participe. | Muzeul „Casa Mureșenilor”, Brașov | Cimec    |
|      | Teclu Irina către Mureșianu Aurel Autor: Teclu, Irina                                                                             | Datare: 1904 septembrie 11 Dimensiuni: 15 x 11 cm Material: hârtie                                      | Teclu Irina îl anunță pe Mureșianu Aurel (1847-1909) că tatăl său, Teclu Nicolae (1839-1916) a fost decorat cu "Crucea de Cavaler al Ordinului Francisc Josef". Îi trimite în acest sens numărul din "Wiener Zeitung", în care apare această informație. | Muzeul „Casa Mureșenilor”, Brașov | Cimec    |
|      | Teclu Nicolae către Mureșianu Aurel Autor: Teclu, Nicolae                                                                         | Datare: 1887 aprilie 24 Dimensiuni: 22,5 x 14,5 cm Material: hârtie                                     | Teclu Nicolae (1839-1916) îl roagă pe Mureșianu Aurel (1847-1909) să-l ajute cu eliberarea unui document de la Magistratul orașului Brașov. Îl încurajează în activitatea sa culturală în Transilvania considerând că "chemarea sa este frumoasă: cu literele tale adânc întunecate de cărbune produci lumină". | Muzeul „Casa Mureșenilor”, Brașov | Cimec    |
|      | Nicolae Teclu către Aurel Mureșianu Autor: Teclu, Nicolae                                                                         | Datare: 1890 iulie 24 Dimensiuni: 20 x 12,5 cm Material: hârtie                                         | Teclu Nicolae (1839-1916) îl anunță pe Mureșianu Aurel (1847-1909) că i-a trimis o publicație despre îmbunătățirea calității hârtiei, publicație pe care ar dori să fie publicată în ziarul "Gazeta Transilvaniei". Face un scurt rezumat al acesteia. | Muzeul „Casa Mureșenilor”, Brașov | Cimec    |
|      | Teclu Nicolae către Mureșianu Aurel Autor: Teclu, Nicolae                                                                         | Dimensiuni: 17,3 x 13,4 cm Material: hârtie                                                             | Teclu Nicolae (1839-1916) îi transmite lui Mureșianu Aurel (1847-1909) felicitări cu ocazia noului an. Face o scurtă analiză a vieții sale, arătând durerea pe care i-a provocat-o părăsirea locului natal. | Muzeul „Casa Mureșenilor”, Brașov | Cimec    |
|      | Teclu Nicolae către Mureșianu Aurel Autor: Teclu, Nicolae                                                                         | Datare: 1906 ianuarie 08 Dimensiuni: 22,6 x 14,5 cm Material: hârtie                                    | Teclu Nicolae (1839-1916) îi scrie lui Mureșianu Aurel (1847-1909) despre germanizarea la care a fost supus de când se află la Viena. Încurajează lupta națională a românilor din Transilvania considerând că doar așa se poate ajunge la un succes. | Muzeul „Casa Mureșenilor”, Brașov | Cimec    |
|      | Teclu Nicolae către Mureșianu Aurel Autor: Teclu, Nicolae                                                                         | Datare: 1906 mai 22 Dimensiuni: 22,5 x 14,6 cm Material: hârtie                                         | Teclu Nicolae (1839-1916) îi mulțumește lui Mureșianu Aurel (1847-1909) pentru discursul trimis în vederea susținerii intereselor românilor transilvăneni. Îl anunță că nu-i va reprezenta pe vienezi în fața regelui României. | Muzeul „Casa Mureșenilor”, Brașov | Cimec    |
|      | Teclu Nicolae către Mureșianu Aurel Autor: Teclu, Nicolae                                                                         | Datare: 1908 aprilie 09 Dimensiuni: 21 x 13,5 cm Material: hârtie                                       | Teclu Nicolae (1839-1916) se arată nemulțumit că din scrisoarea primită din partea lui Mureșianu Aurel (1847-1909) a înțeles doar prima parte. Din ceea ce a citit și-a dat seama că principalele probleme ale amicului Aurel sunt fratele, Mureșianu Iacob (1857-1917) și Jubileul ziarului "Gazeta Transilvaniei". Își exprimă părerea de rău că nu-l poate ajuta pe Mureșianu Iacob. Îi comunică discuțiile pe care le-a avut în cadrul Academiei referitoare la "Gazeta Transilvaniei", în urma cărora s-a acceptat "valoarea etică a jurnalului". | Muzeul „Casa Mureșenilor”, Brașov | Cimec    |
|      | Groza Moise către socrul său, Mureșianu Iacob Autor: Groza, Moise                                                                 | Datare: 1876 august 28 Descoperit: București Dimensiuni: 22,7 x 14,3 cm Material: hârtie                | Groza Moise (1844-1919) îl informează pe socrul său, Mureșianu Iacob (1812-1887) că, în România, s-a trecut la mobilizarea armatei în vederea susținerii Războiului de Independență. Au fost chemați la arme cca 60000 de oameni, în 4 divizii organizate la București, Craiova, Galați și Iași. | Muzeul „Casa Mureșenilor”, Brașov | Cimec    |
|      | Groza Elena Cornelia către tatăl său, Mureșianu Iacob Autor: Groza, Elena C.                                                      | Datare: 1882 ianuarie 06 Dimensiuni: 17,5 x 11 cm Material: hârtie                                      | Groza Elena Cornelia (1854-1925) îi oferă tatălui său, Mureșianu Iacob (1812-1887) referințe despre noul mod de locomoție, trenul, diferența dintre acesta din urmă și diligență. Îl informează asupra necesității unei zestre pentru măritișul unei fete în România. | Muzeul „Casa Mureșenilor”, Brașov | Cimec    |
|      | Groza Moise către socrul său, Mureșianu Iacob Autor: Groza, Moise                                                                 | Datare: 1886 decembrie 26 Dimensiuni: 17,7 x 11,5 cm Material: hârtie                                   | Groza Moise (1844-1919) îi transmite socrului său, Mureșianu Iacob (1812-1887) și cumnatului său, Mureșianu Aurel (1847-1909) felicitări cu ocazia Noului An. Își exprimă dorința de a primi "în roșu" prima apariție a ziarului "Gazeta Transilvaniei" din anul 1887. | Muzeul „Casa Mureșenilor”, Brașov | Cimec    |
|      | Groza Elena către fratele său, Mureșianu Aurel Autor: Groza, Elena C.                                                             | Datare: 1877 ianuarie 27 Dimensiuni: 20,6 x 13,3 cm Material: hârtie                                    | Groza Elena (1854-1925) îi comunică fratelui său, Mureșianu Aurel (1847-1909) avansarea în grad de căpitan a soțului ei, Groza Moise (1844-1919) cu ocazia apropierii Războiului de Independență. Vești despre copilul ei (Voinicul). | Muzeul „Casa Mureșenilor”, Brașov | Cimec    |
|      | Groza Moise către cumnatul său, Mureșianu Aurel Autor: Groza, Moise                                                               | Datare: 1902 decembrie 20 Dimensiuni: 17,5 x 11,3 cm Material: hârtie                                   | Groza Moise (1844-1919) îi roagă pe cumnatul său, Mureșianu Aurel (1847-1909) să-i înlesnească un împrumut la banca ALBINA pentru a putea termina vila de la Sinaia. Îi comunică că nu a participat nici anul acesta la festivitățile dedicate Războiului de Independență. Este îngrijorat de boala (mâna dreaptă) cumnatului său Mureșianu Iacob, compozitorul (1857-1917). | Muzeul „Casa Mureșenilor”, Brașov | Cimec    |
|      | Davidescu Sevastia către tatăl său, Mureșianu Iacob Autor: Davidescu, Sevastia (n. Mureșianu)                                     | Datare: 1885 decembrie 07 Dimensiuni: 17,5 x 11 cm Material: hârtie                                     | Davidescu Sevastia (1860-1928) se arată nemulțumită de raritatea cu care primește raspuns la scrisorile sale din partea fratelui său, Mureșianu Aurel (1847-1909). Mulțumește tatălui său, Mureșianu Iacob (1812-1887) pentru că-i trimite diverse numere din ziarul "Gazeta Transilvaniei". Transmite informații din viața de zi cu zi a familiei Davidescu. | Muzeul „Casa Mureșenilor”, Brașov | Cimec    |
|      | Groza Elena către cumnata sa, Mureșianu Elena Autor: Groza, Elena C.                                                              | Datare: 1880 august 18 Dimensiuni: 21 x 13,3 cm Material: hârtie                                        | Groza Elena (1854-1925) comunică cumnatei sale, Mureșianu Elena (1862-1924) impresiile din călătoria la Constantinopol, făcând o descriere amănunțită. | Muzeul „Casa Mureșenilor”, Brașov | Cimec    |
|      | Davidescu Miron către Mureșianu Elena Aida Autor: Davidescu, Miron                                                                | Datare: 1908 martie 29 Dimensiuni: 14 x 9 cm Material: hârtie                                           | Davidescu Miron (1887-1962) o felicită pe Mureșianu Elena Aida (1891-1956) că este fiica unui tată, atât de apreciat de întreaga "cugetare românească". O anunță că a reușit să strângă un număr de 10 abonați pentru "Gazeta Transilvaniei" și mai are promisiunea pentru încă alte 100 de abonamente. | Muzeul „Casa Mureșenilor”, Brașov | Cimec    |
|      | Mureșianu Traian către Mureșianu Elena Autor: Mureșianu, Traian                                                                   | Dimensiuni: 16,1 x 10 cm Material: hârtie                                                               | Mureșianu Traian (1864-1901) o informează pe cumnata sa, Mureșianu Elena (1862-1924) de dificultățile pe care le-a întâlnit în procurarea unui pașaport necesar întoarcerii sale în țară. | Muzeul „Casa Mureșenilor”, Brașov | Cimec    |
|      | Mureșianu Elena către fiul său, Mureșianu Aurel Autor: Mureșianu, Elena                                                           | Datare: 1908 februarie 04 Dimensiuni: 14 x 9 cm Material: hârtie                                        | Elena Mureșianu (1862 -1924) îi scrie fiului ei, Aurel Mureșianu (1889-1950), mustrându-l pentru raritatea cu care scrie acasă. Îl informează despre un fost deputat, Steinacker, prieten al soțului ei, Aurel Mureșianu (1847-1909), care s-a oferit să-l recomande unor familii din Lipsca. | Muzeul „Casa Mureșenilor”, Brașov | Cimec    |
|      | Mureșianu Elena către Mureșianu A. Aurel Autor: Mureșianu, Elena                                                                  | Datare: 1908 februarie 09 Dimensiuni: 14,1 x 9 cm Material: hârtie                                      | Mureșianu Elena (1862-1924) îl anunță pe fiul său, Mureșianu A. Aurel (1889-1950) că a primit schița numărului jubiliar din "Gazeta Transilvaniei". Consideră că nu se potrivește, fapt pentru care propune un nou model în acest sens. | Muzeul „Casa Mureșenilor”, Brașov | Cimec    |
|      | Ciulei I. Constantin către Mureșianu A. Aurel Autor: Ciulei, Constantin I.                                                        | Datare: 1908 martie 26 Dimensiuni: 14 x 9,3 cm Material: hârtie                                         | Ciulei I. Constantin, student la Facultatea de Agricultură din Stuttgart, îl anunță pe Mureșianu A. Aurel (1889-1950) că a făcut cunoștință cu o parte dintre prietenii săi de la România Jună. Îl roagă să-i fie ghid prin Lipsca. | Muzeul „Casa Mureșenilor”, Brașov | Cimec    |
|      | Pop Vasile Ladislau către Mureșianu Iacob Autor: Pop, Vasile Ladislau                                                             | Dimensiuni: 28 x 22 cm Material: hârtie                                                                 | Pop Vasile Ladislau (1819-1875) îi comunică lui Mureșianu Iacob (1812-1887) informații despre adunarea "Asociațiunii" de la Cluj. | Muzeul „Casa Mureșenilor”, Brașov | Cimec    |
|      | Aurel Mureșianu către soția sa, Elena Autor: Mureșianu, A. Aurel                                                                  | Datare: 1905 Dimensiuni: 23 x 14,5 cm Material: hârtie                                                  | Aurel Mureșianu (1847-1909) o sfătuiește pe soția sa, Elena (1862-1924) în legătură cu situația financiară a redacției "Gazetei". Oferă informații despre tratamentul pe care-l urmează. | Muzeul „Casa Mureșenilor”, Brașov | Cimec    |
|      | Mureșianu Aurel către soția sa, Elena Autor: Mureșianu, A. Aurel                                                                  | Datare: 1905 septembrie 01 Dimensiuni: 15 x 12,5 cm Material: hârtie                                    | Mureșianu, Aurel (1847-1909) se arata mulțumit de tratamentul pe care-l urmează la sanatoriul de la Wallischhof. Transmite prin intermediul soției sale Elena salutări lui Nenea Ghiță. O informează că va trebui să le găzduiască timp de câteva zile pe fiicele dlui Ciurcu. | Muzeul „Casa Mureșenilor”, Brașov | Cimec    |
|      | Mureșianu Aurel către soția sa, Elena Autor: Mureșianu, A. Aurel                                                                  | Datare: 1905 septembrie 03 Dimensiuni: 15 x 12,5 cm Material: hârtie                                    | Mureșianu, Aurel (1847-1909) îi comunică soției sale, Elena (1862-1924) programul pe care l-a avut în ziua de 3 septembrie 1905. îi povestește cazul soției unui doctor din Viena venită la sanatoriul din Wallischhof. | Muzeul „Casa Mureșenilor”, Brașov | Cimec    |
|      | Mureșianu Aurel către soția sa, Elena Autor: Mureșianu, A. Aurel                                                                  | Datare: 1905 septembrie 05 Dimensiuni: 23 x 14,5 cm Material: hârtie                                    | Mureșianu, Aurel (1847-1909) îi povestește soției sale, Elena (1862-1924) despre zilele petrecute în sanatoriul de la Wallischhof. Se arată mulțumit de activitatea pe care Elena o desfășoară la prăvălia familiei. Îi cere soției sale să-i trimită suma de 150 coroane iar dacă are mai mulți bani să-i mai adauge încă 50 de coroane. | Muzeul „Casa Mureșenilor”, Brașov | Cimec    |
|      | Mureșianu, Aurel către soția sa, Elena Autor: Mureșianu, A. Aurel                                                                 | Datare: 1905 septembrie 09 Dimensiuni: 23 x 14,5 cm Material: hârtie                                    | Mureșianu, Aurel (1847-1909) o sfătuiește pe soția sa, Elena în ceea ce privește administrarea prăvăliei și a tipografiei familiei Mureșianu. Îi transmite informații despre tratamentul pe care îl urmează în stațiunea de la Wallischhof. Povestește despre vizita pe care i-au facut-o domnul Teclu și avocatul Cîmpeanu. | Muzeul „Casa Mureșenilor”, Brașov | Cimec    |
|      | Mureșianu, Aurel către soția sa, Elena Autor: Mureșianu, A. Aurel                                                                 | Datare: 1905 septembrie 11 Dimensiuni: 23 x 14,5 cm Material: hârtie                                    | Mureșianu, Aurel (1847-1909) o anunță pe soția sa, Elena (1862-1924) de plecarea la Viena, pentru a i se scoate bandajul de le picior. După aceea se va întoarce din nou la Wallischhof. O sfătuiește să mențină cât se poate de bine curățenia în curtea casei, în tipografie pentru a le feri de "epidemiile amenințătoare" din oraș. | Muzeul „Casa Mureșenilor”, Brașov | Cimec    |
|      | Mureșianu Aurel către soția sa, Elena Autor: Mureșianu, A. Aurel                                                                  | Datare: 1905 septembrie 13 Dimensiuni: 15 x 12,5 cm Material: hârtie                                    | Mureșianu Aurel (1847-1909) o anunță pe soția sa, Elena (1862-1924) ca piciorul i s-a vindecat și că poate merge foarte bine. Povestește de plimbarea facută cu prietenul său, Teclu. | Muzeul „Casa Mureșenilor”, Brașov | Cimec    |
|      | Mureșianu Aurel către soția sa, Elena Autor: Mureșianu, A. Aurel                                                                  | Datare: 1905 septembrie 16 Dimensiuni: 15 x 12,5 cm Material: hârtie                                    | Mureșianu Aurel (1847-1909) o sfătuiește pe soția sa, Elena (1862-1924) în vederea rezolvării problemei financiare din tipografie. Este dezamăgit pentru că din lipsa banilor nu se poate bucura de toate frumusețile pe care ar putea să le vadă în Viena. | Muzeul „Casa Mureșenilor”, Brașov | Cimec    |
|      | Mureșianu Aurel către soția sa, Elena Autor: Mureșianu, A. Aurel                                                                  | Datare: 1905 septembrie 21 Dimensiuni: 15,5 x 12,5 cm Material: hârtie                                  | Mureșianu Aurel (1847-1909) o sfătuiește pe soția sa, Elena (1862-1924) în rezolvarea problemelor administrative ale librăriei familiei Mureșianu. Îi cere sa aibă grijă de sănătatea ei. | Muzeul „Casa Mureșenilor”, Brașov | Cimec    |
|      | Mureșianu Aurel către soția sa, Elena Autor: Mureșianu, A. Aurel                                                                  | Datare: 1905 septembrie 26 Dimensiuni: 15,5 x 12,5 cm Material: hârtie                                  | Mureșianu Aurel (1847-1909) îi povestește soției sale, Elena (1862-1924) despre vizitele pe care le-a făcut la prietenii din Viena. | Muzeul „Casa Mureșenilor”, Brașov | Cimec    |
|      | Mureșianu Aurel către soția sa, Elena. Autor: Mureșianu, A. Aurel                                                                 | Datare: 1905 septembrie 26 Dimensiuni: 22,5 x 14,4 cm Material: hârtie                                  | Mureșianu, Aurel (1847-1909) îi oferă soției sale, Elena (1862-1924) indicații cu referire la cumpărarea de lozuri. O anunță că va participa la ședințele Parlamentului. | Muzeul „Casa Mureșenilor”, Brașov | Cimec    |
|      | Mureșianu Aurel către soția sa, Elena Autor: Mureșianu, A. Aurel                                                                  | Datare: 1906 mai 11 Dimensiuni: 27 x 20,5 cm Material: hârtie                                           | Mureșianu Aurel (1847-1909) oferă informații soției sale, Elena (1862-1924) despre vizita sa la București unde va asista la serbarea din 10 mai. Intilnire de familie cu sora Sevastia și fratele Iacob la familia Groza. | Muzeul „Casa Mureșenilor”, Brașov | Cimec    |
|      | Mureșianu Aurel către soția sa, Elena Autor: Mureșianu, A. Aurel                                                                  | Datare: 1906 Dimensiuni: 17,5 x 11cm Material: hârtie                                                   | Mureșianu Aurel (1847-1909) o informează pe soția sa, Elena (1862-1924) că își prelungește șederea la București la familia Groza. Vrea sa-l ajute pe fratele său Iacob, pentru a-și pregăti reprezentația "Mănăstirii Argeșului" ce va avea loc în toamnă. Regina este foarte mulțumită de repetiții. | Muzeul „Casa Mureșenilor”, Brașov | Cimec    |
|      | Mureșianu Aurel către soția sa, Elena Autor: Mureșianu, A. Aurel                                                                  | Datare: 1906 mai 16 Dimensiuni: 27 x 20,5 cm Material: hârtie                                           | Mureșianu Aurel (1847-1909) o informează pe soția sa, Elena (1862-1924) despre audiența fratelui său Iacob la Regină și participarea la concertul dat de Măria Sa. Regina dorește ca în toamnă să fie cântate toate cele trei părți din balada "Mănăstirea Argeșului". Scrisoarea este personalizată: " Furnisorul Curții Regale și Curții Princiare Ion Țetzu Magasin de Drogue, Coloniale și Delicatese Bucuresci". | Muzeul „Casa Mureșenilor”, Brașov | Cimec    |
|      | Mureșianu Aurel către soția sa, Elena Autor: Mureșianu, A. Aurel                                                                  | Datare: 1906 mai 27 Dimensiuni: 9 x 14 cm Material: hârtie                                              | Mureșianu Aurel (1847-1909) o informează pe soția sa, Elena (1862-1924) despre recenzia referitoare la concertul susținut de Societatea Corală "Carmen" din București. | Muzeul „Casa Mureșenilor”, Brașov | Cimec    |
|      | Mureșianu Aurel către soția sa, Elena Autor: Mureșianu, A. Aurel                                                                  | Datare: 1907 mai 31 Dimensiuni: 13,5 x 15,5 cm Material: hârtie                                         | Mureșianu Aurel (1847-1909) îi trimite soției sale, Elena (1862-1924) indicații pentru activitățile din redacție și tipografie. | Muzeul „Casa Mureșenilor”, Brașov | Cimec    |
|      | Mureșianu Aurel A către mama sa, Elena Autor: Mureșianu, A. Aurel                                                                 | Datare: 1907 iunie 21 Dimensiuni: 15,2 x 12 cm Material: hârtie                                         | Mureșianu Aurel A. (1889-1950) îi scrie mamei sale, Elena Mureșianu (1862-1924) informații din timpul călătoriei. | Muzeul „Casa Mureșenilor”, Brașov | Cimec    |
|      | Mureșianu Aurel către soția sa, Elena Autor: Mureșianu, A. Aurel                                                                  | Datare: 1908 septembrie 09 Dimensiuni: 17 x 11 cm Material: hârtie                                      | Mureșianu Aurel (1847-1909) îi da indicații soție sale, Elena (1862-1924) aflată la Praga, în legătură cu înscrierea fiicei lor, Elena Aida, la Conservator la vioară. | Muzeul „Casa Mureșenilor”, Brașov | Cimec    |
|      | Mureșianu Aurel către soția sa, Elena Autor: Mureșianu, A. Aurel                                                                  | Datare: 1909 iunie 09 Dimensiuni: 17,7 x 11,2 cm Material: hârtie                                       | Mureșianu Aurel (1847-1909) o sfătuiește pe soția sa, Elena (1862-1924) să vorbească cu directorul Conservatorului din Praga, unde este studentă fiica lor, Elena, în legătură cu întoarcerea mai devreme acasă la Brașov. | Muzeul „Casa Mureșenilor”, Brașov | Cimec    |
|      | Mureșianu Aurel către soția sa, Elena Autor: Mureșianu, A. Aurel                                                                  | Datare: 1909 iunie 13 Dimensiuni: 17,5 x 11 cm Material: hârtie                                         | Mureșianu Aurel (1847-1909) îi dă indicatii soției sale, Elena (1862-1924) aflată la Praga cu fiica lor, Elena Aida, studentă la Conservator. | Muzeul „Casa Mureșenilor”, Brașov | Cimec    |
|      | Mureșianu Aurel către soția sa, Elena Autor: Mureșianu, A. Aurel                                                                  | Datare: iunie 01 Dimensiuni: 17,5 x 11 cm Material: hârtie                                              | Mureșianu Aurel (1847-1909) oferă informații soției sale, Elena ( 1862-1924) despre încasările de abonamente la Gazetă. Va trimite informații de la Congresul Ligii. Salutări din partea doamnei Grădișteanu. Indicații pentru redacția Gazetei. | Muzeul „Casa Mureșenilor”, Brașov | Cimec    |
|      | Mureșianu Aurel către soția sa, Elena Autor: Mureșianu, A. Aurel                                                                  | Dimensiuni: 23 x 14,5 cm Material: hârtie                                                               | Mureșianu Aurel (1847-1909) o informează pe soția sa, Elena (1862-1924) ca îi trimite redactorului Maior articolul de fond. Instrucțiuni pentru trimiterea exemplarului din "Gazeta" Parchetului din Cluj. | Muzeul „Casa Mureșenilor”, Brașov | Cimec    |
|      | Mureșianu Aurel către soția sa, Elena Autor: Mureșianu, A. Aurel                                                                  | Datare: decembrie 01 fără an Dimensiuni: 17 x 11 cm Material: hârtie                                    | Mureșianu Aurel (1847-1909) îi trimite soției sale, Elena (1862-1924) listele cu noi abonați de la București. Dă indicații pentru trimiterea numerelor din Gazetă către abonați. | Muzeul „Casa Mureșenilor”, Brașov | Cimec    |
|      | Mureșianu Aurel către soția sa, Elena Autor: Mureșianu, A. Aurel                                                                  | Dimensiuni: 17,3 x 11,3 cm Material: hârtie                                                             | Mureșianu Aurel (1847-1909) îi comunică soției sale, Elena (1862-1924) vești despre starea sănătății. Trimite indicații pentru tipografie, încurajări lui Maior pentru perioada în care va lipsi Traian Horia Pop. Anunță plecarea la Brăila. | Muzeul „Casa Mureșenilor”, Brașov | Cimec    |
|      | Mureșianu Aurel către soția sa, Elena Autor: Mureșianu, A. Aurel                                                                  | Datare: iulie 28 Dimensiuni: 15 x 11 cm Material: hârtie                                                | Mureșianu Aurel (1847-1909) îi comunică soției sale, Elena (1862-1924) moartea unei rude și îi descrie ceremonia înmormântării. | Muzeul „Casa Mureșenilor”, Brașov | Cimec    |
|      | Mureșianu Aurel către soția sa, Elena Autor: Mureșianu, A. Aurel                                                                  | Datare: 1890 noiembrie Dimensiuni: 22,8 x 14,5 cm Material: hârtie                                      | Mureșianu Aurel (1847-1909) îi scrie soției sale, Elena (1862-1924) să-l roage pe Constantin Fluștureanu (administrator al Gazetei) să caute în podul casei și să-I trimită 9 coale din articolele publicate de Ladislau Vaida în 1882 și 1883 când "Gazeta" era tipărită la Gott. | Muzeul „Casa Mureșenilor”, Brașov | Cimec    |
|      | Mureșianu Aurel către soția sa, Elena Autor: Mureșianu, A. Aurel                                                                  | Datare: august 04 Dimensiuni: 17,5 x 11,2 cm Material: hârtie                                           | Mureșianu Aurel (1847-1909) o anunță pe soția sa, Elena (1862-1924) de plecarea cumnatului său Groza împreună cu familia și cu domnul Neagoe la Darkan în Silezia pentru băi. De asemenea, sora Sevastia cu soțul ei vor pleca la Franzesbad. | Muzeul „Casa Mureșenilor”, Brașov | Cimec    |
|      | Mureșianu Aurel către soția sa, Elena Autor: Mureșianu, A. Aurel                                                                  | Dimensiuni: 17,7 x 11,5 cm Material: hârtie                                                             | Mureșianu Aurel (1847-1909) îi scrie soției sale, Elena (1862-1924) despre plata unor polițe și o roagă să ia legătura cu Lingură pentru rezolvarea unor probleme financiare. | Muzeul „Casa Mureșenilor”, Brașov | Cimec    |
|      | Aurel Mureșianu către soția sa, Elena Autor: Mureșianu, A. Aurel                                                                  | Dimensiuni: 17,7 x 16,5 cm Material: hârtie                                                             | Mureșianu Aurel (1847-1909) îi scrie soției sale, Elena (1862-1924) aflata la Călărași la rude. | Muzeul „Casa Mureșenilor”, Brașov | Cimec    |
|      | Mureșianu Aurel către soția sa, Elena Autor: Mureșianu, A. Aurel                                                                  | Dimensiuni: 14,4 x 11,3 cm Material: hârtie                                                             | Mureșianu Aurel (1847-1909) îi scrie soției sale, Elena (1862-1924) despre plecarea lui Negruțu în Italia. | Muzeul „Casa Mureșenilor”, Brașov | Cimec    |
|      | Mureșianu Aurel către soția sa, Elena Autor: Mureșianu, A. Aurel                                                                  | Dimensiuni: 13,8 x 11 cm Material: hârtie                                                               | Mureșianu Aurel (1847-1909) o informează pe soția sa, Elena (1862-1924) în legătură cu un articol din "Pesti Naplo". | Muzeul „Casa Mureșenilor”, Brașov | Cimec    |
|      | Mureșianu Aurel către soția sa, Elena Autor: Mureșianu, A. Aurel                                                                  | Dimensiuni: 23 x 14,5 cm Material: hârtie                                                               | Mureșianu Aurel (1847-1909) îi scrie soției sale, Elena (1862-1924) despre nemulțumirile în legătură cu greșelile de redactare aparute in Gazetă. Îl roagă pe Fluștureanu să ia masuri. | Muzeul „Casa Mureșenilor”, Brașov | Cimec    |
|      | Mureșianu Aurel către soția sa, Elena Autor: Mureșianu, A. Aurel                                                                  | Dimensiuni: 22,5 x 14 cm Material: hârtie                                                               | Mureșianu Aurel (1847-1909) îi scrie soției sale Elena Mureșianu (1862-1924) referitor la angajarea unui portar. | Muzeul „Casa Mureșenilor”, Brașov | Cimec    |
|      | Mureșianu Aurel către soția sa, Elena Autor: Mureșianu, A. Aurel                                                                  | Datare: noiembrie 22 Dimensiuni: 16,3 x 7,3 cm Material: hârtie                                         | Mureșianu Aurel (1847-1909) îi trimite soției sale, Elena (1862-1924) aflată în vizită la rude în Călărași, vești despre copii. | Muzeul „Casa Mureșenilor”, Brașov | Cimec    |
|      | Mureșianu Aurel către soția sa, Elena Autor: Mureșianu, A. Aurel                                                                  | Datare: 1899 noiembrie 22 Dimensiuni: 13,5 x 11 cm Material: hârtie                                     | Mureșianu Aurel (1847-1909) îi scrie soției sale, Elena (1862-1924) aflată în călătorie, știri de acasă și despre copii. De asemenea sunt câteva rânduri scrise și de către copiii: Riculeț (Aurel A.) și Tuca (Elena-Aida). | Muzeul „Casa Mureșenilor”, Brașov | Cimec    |
|      | Mureșianu Aurel către soția sa, Elena Autor: Mureșianu, A. Aurel                                                                  | Datare: 1899 noiembrie 20 Dimensiuni: 17 x 11 cm Material: hârtie                                       | Mureșianu Aurel (1847-1909) îi scrie soției sale, Elena (1862-1924) știri de acasă și câteva rânduri scrise de copii: Elena și Riculeț. | Muzeul „Casa Mureșenilor”, Brașov | Cimec    |
|      | Mureșianu Aurel către fiul său, Mureșianu Aurel Autor: Mureșianu, A. Aurel                                                        | Datare: 1904 august 29 Dimensiuni: 14 x 9 cm Material: hârtie                                           | Mureșianu Aurel (1847-1909) îi scrie fiului său Mureșianu Aurel A. (1889-1950) aflat la Sinaia. Îl anunță că îi va trimite pașaportul pentru reîntoarcere de la Sinaia. Salutări familiilor Groza și Davidescu (cumnați). | Muzeul „Casa Mureșenilor”, Brașov | Cimec    |
|      | Mureșianu Aurel către fiul său, Aurel Autor: Mureșianu, A. Aurel                                                                  | Datare: 1905 august 14 Dimensiuni: 15,5 x 12,5 cm Material: hârtie                                      | Mureșianu Aurel (1847-1909) îl sfătuiește pe fiul său, Aurel (1889-1950) să se bucure de timpul petrecut la Hațeg, la nenea Bucur. De aici urmează să viziteze Grădiștea, capitala "neîmblînziților și vitejilor daci". | Muzeul „Casa Mureșenilor”, Brașov | Cimec    |
|      | Mureșianu Aurel către fiul său, Aurel Autor: Mureșianu, A. Aurel                                                                  | Dimensiuni: 18 x 12,5 cm Material: hârtie                                                               | Mureșianu Aurel (1847-1909) se arată mulțumit față de alegerea pe care a făcut-o fiul său Aurel, student la filozofie în Viena, în ceea ce privește noua locuință. Îl sfătuiește să fie mai chibzuit cu cheltuielile și serios în activitatea de studiu. | Muzeul „Casa Mureșenilor”, Brașov | Cimec    |
|      | Mureșianu Aurel către fiul său, Aurel Autor: Mureșianu, A. Aurel                                                                  | Datare: 1907 decembrie 19 Dimensiuni: 17 x 11 cm Material: hârtie                                       | Mureșianu Aurel (1847-1909) îl sfătuiește pe fiul său, Aurel să urmeze cu seriozitate cursurile Facultății de filosofie din Viena și să nu aprecieze lucrurile scumpe, care de cele mai multe ori sunt lipsite de valoare. | Muzeul „Casa Mureșenilor”, Brașov | Cimec    |
|      | Mureșianu Aurel către fiul său, Aurel Autor: Mureșianu, A. Aurel                                                                  | Datare: 1908 martie 01 Dimensiuni: 17 x 13,5 cm Material: hârtie                                        | Mureșianu Aurel (1847-1909) se arată nemulțumit de scrisoarea pe care a primit-o de la fiul său, Aurel (1889-1950). Continuă să-l sfătuiască în privința studiului și al modului de viață chibzuit. | Muzeul „Casa Mureșenilor”, Brașov | Cimec    |
|      | Mureșianu Aurel către fiul său, Aurel Autor: Mureșianu, A. Aurel                                                                  | Datare: 1908 aprilie 12 Dimensiuni: 17,5 x 11 cm Material: hârtie                                       | Mureșianu Aurel (1847-1909) îi mulțumește fiului său, Aurel (1889-1950) pentru aprecierile la adresa activității sale în cadrul "Gazetei". Îi oferă exemple și sfaturi referitoare la calitățile omului. | Muzeul „Casa Mureșenilor”, Brașov | Cimec    |
|      | Mureșianu Aurel către fiul său, Aurel Autor: Mureșianu, A. Aurel                                                                  | Datare: 1908 mai 10 Dimensiuni: 17 x 13,5 cm Material: hârtie                                           | Mureșianu Aurel (1847-1909) oferă fiului său, Aurel (1889-1950) informații despre mama, Elena (1862-1924) și sora sa, Elena Aida (1891-1956). Amintește de starea sănătății sale. Dă în continuare sfaturi privind modul său de viață. | Muzeul „Casa Mureșenilor”, Brașov | Cimec    |
|      | Mureșianu Aurel către fiul său, Aurel Autor: Mureșianu, A. Aurel                                                                  | Datare: 1909 mai 21 Dimensiuni: 17,5 x 11,5 cm Material: hârtie                                         | Mureșianu Aurel (1847-1909) îi cere fiului său, Aurel (1889-1950) informații despre tratamentul prescris de doctorul Marius, la Wallischhof. | Muzeul „Casa Mureșenilor”, Brașov | Cimec    |
|      | Mureșianu Aurel către fiul său, Aurel Autor: Mureșianu, A. Aurel                                                                  | Datare: 1909 mai 26 Dimensiuni: 17,5 x 13,5 cm Material: hârtie                                         | Mureșianu Aurel (1847-1909) îl anunță pe fiul său, Aurel (1889-1950) ca i-a trimis ultimul fascicul din "Ramuri" pe care l-ar dori înapoi pentru a reîntregi seria. A primit și partea finală a statutelor din America. Îl sfătuiește să viziteze castelele din împrejurimile stațiunii de la Wallischhof. Îl anunță că a trimis bani d-lui doctor Marius Sturdza pentru chiria pe prima săptămână. | Muzeul „Casa Mureșenilor”, Brașov | Cimec    |
|      | Mureșianu Aurel către fiul său, Aurel Autor: Mureșianu, A. Aurel                                                                  | Datare: 1909 iunie 01 Dimensiuni: 13 x 8,5 cm Material: hârtie                                          | Mureșianu Aurel (1847-1909) îl sfătuiește pe fiul său, Aurel să urmeze cu conștiinciozitate tratamentul prescris de doctorul Marius Sturdza. Îi cere să fie echilibrat cu cheltuielile. Îl sfătuiește să trimită o telegramă mamei sale, Mureșianu Elena (1862-1924) și surorii sale, Mureșianu Elena Aida (1891-1956) cu prilejul sărbătorii "Sf. Constantin și Elena". Își exprimă bucuria că fiul său și-a găsit o soție. | Muzeul „Casa Mureșenilor”, Brașov | Cimec    |
|      | Mureșianu Aurel către fiica sa, Mureșianu Elena Aida Autor: Mureșianu, A. Aurel                                                   | Datare: 1908 octombrie 20 Dimensiuni: 17 x 11 cm Material: hârtie                                       | Mureșianu Aurel (1847-1909) o încurajează pe fiica sa, Elena Aida (1891-1956) în continuarea studiului la vioară, în cadrul Conservatorului din Praga. O sfătuiește să facă o vizită familiei Jarnuk, căreia ar trebui să-i mulțumească pentru ajutorul oferit. | Muzeul „Casa Mureșenilor”, Brașov | Cimec    |
|      | Mureșianu Aurel către fiica sa, Mureșianu Elena Aida Autor: Mureșianu, A. Aurel                                                   | Datare: 1908 decembrie 07 Dimensiuni: 17,5 x 13,5 cm Material: hârtie                                   | Mureșianu Aurel (1847-1909) o încurajează pe fiica sa, Elena Aida (1891-1956) în vederea susținerii unui examen în cadrul Conservatorului de la Praga. | Muzeul „Casa Mureșenilor”, Brașov | Cimec    |
|      | Mureșianu Aurel către fiica sa, Mureșianu Elena Aida Autor: Mureșianu, A. Aurel                                                   | Datare: 1909 Dimensiuni: 17 x 13 cm Material: hârtie                                                    | Mureșianu Aurel (1847-1909) mulțumește fiicei sale, Elena Aida (1891-1956) pentru urările adresate cu prilejul Sf. Sărbători de Paște. Se arată încântat de voioșia și veselia fiicei sale. Îi urează succes în continuare la studii. | Muzeul „Casa Mureșenilor”, Brașov | Cimec    |
|      | Mureșianu Aurel către fiica sa, Mureșianu Elena Aida Autor: Mureșianu, A. Aurel                                                   | Datare: 1909 aprilie 25 Dimensiuni: 17,5 x 11,5 cm Material: hârtie                                     | Mureșianu Aurel (1847-1909) se arată îngrijorat față de caracterul pesimist al fiicei sale, Elena Aida (1891-1956), nemulțumită de faptul că nu a luat un examen în cadrul Conservatorului din Praga. | Muzeul „Casa Mureșenilor”, Brașov | Cimec    |
|      | Mureșianu Aurel către fiica sa, Mureșianu Elena Aida Autor: Mureșianu, A. Aurel                                                   | Datare: 1909 aprilie 30 Dimensiuni: 17,5 x 11 cm Material: hârtie                                       | Mureșianu Aurel (1847-1909) adresează fiicei sale, Elena Aida (1891-1956) cuvinte de încurajare în condițiile în care aceasta din urmă se arată dezamăgită de examenele pe care le-a susținut. O sfătuiește să amâne un examen din motive de sănătate. | Muzeul „Casa Mureșenilor”, Brașov | Cimec    |
|      | Mureșianu Sevastia către fiul său, Mureșianu Aurel Autor: Mureșianu, Sevastia                                                     | Datare: 1873 februarie 16 Dimensiuni: 21 x 17 cm Material: hârtie                                       | Mureșianu Sevastia (1824-1879) anunță nunta fiicei sale, Elena Cornelia (1854-1925) cu Moise Groza (1844-1919), ofițer în armata română. Îl invită pe Mureșianu Aurel (1847-1909) să participe la această nuntă. | Muzeul „Casa Mureșenilor”, Brașov | Cimec    |
|      | Mureșianu Sevastia către fiul său, Mureșianu Aurel Autor: Mureșianu, Sevastia                                                     | Datare: 1873 noiembrie 20 Dimensiuni: 21 x 17 cm Material: hârtie                                       | Mureșianu Sevastia (1824-1879) îi cere fiului său, Aurel (1847-1909) să participe la nunta Elenei Cornelia Mureșianu (1854-1925) cu Moise Groza (1844-1919). | Muzeul „Casa Mureșenilor”, Brașov | Cimec    |
|      | Mureșianu Elena către soțul său, Aurel Autor: Mureșianu, Elena                                                                    | Datare: 1890 august 15 Dimensiuni: 17,5 x 11 cm Material: hârtie                                        | Mureșianu Elena (1862-19124) își exprimă neliniștea față de soțul său, Mureșianu Aurel (1847-1909) aflat la închisoare pentru o perioada de 6 săptămâni. Îl anunță de sosirea familiei Groza la Brașov. Îl informează că Negruțiu a cerut să nu i se mai trimită Gazeta în condițiile în care el va pleca la Viena. | Muzeul „Casa Mureșenilor”, Brașov | Cimec    |
|      | Mureșianu Elena către soțul ei, Aurel Autor: Mureșianu, Elena                                                                     | Datare: 1890 noiembrie 18 Dimensiuni: 17,5 x 11 cm Material: hârtie                                     | Mureșianu Elena (1862-1924) îi comunică soțului său, Mureșianu Aurel (1847-1909) informații din viața de zi cu zi a familiei. Îl anunță de moartea lui Negruțiu. | Muzeul „Casa Mureșenilor”, Brașov | Cimec    |
|      | Mureșianu Elena către soțul său, Mureșianu Aurel Autor: Mureșianu, Elena                                                          | Datare: 1890 noiembrie 23 Dimensiuni: 17 x 11 cm Material: hârtie                                       | Mureșianu Elena (1862-1924) îi povestește soțului său, Aurel (1847-1909), aflat în penitenciar, năzdrăvăniile fiului lor în vârstă de 1 an. Trimite informații despre diverse cunoștințe ale familiei Mureșianu. Își exprimă bucuria că soțul său va fi eliberat în curând. | Muzeul „Casa Mureșenilor”, Brașov | Cimec    |
|      | Mureșianu Elena către soțul său, Mureșianu Aurel Autor: Mureșianu, Elena                                                          | Datare: 1891 decembrie 03 Dimensiuni: 17,5 x 11 cm Material: hârtie                                     | Mureșianu Elena (1862-1924) îi povestește soțului său, Aurel (1847-1909) despre fiul lor, Aurel (1889-1950), care este dornic să-și vadă tatăl cât mai repede posibil. Amintește de boala domnului Maior. Cere informații despre familia Davidescu. | Muzeul „Casa Mureșenilor”, Brașov | Cimec    |
|      | Mureșianu Elena către soțul său, Mureșianu Aurel Autor: Mureșianu, Elena                                                          | Datare: 1899 octombrie 24 Dimensiuni: 13,5 x 11 cm Material: hârtie                                     | Mureșianu Elena (1862-1924) oferă soțului său, Aurel (1847-1909), informații despre activitatea din tipografia familiei. Povestește despre cei doi copii ai lor, Aurel (1889-1950) și Elena Aida (1891-1956). | Muzeul „Casa Mureșenilor”, Brașov | Cimec    |
|      | Mureșianu Elena către soțul său, Mureșianu Aurel Autor: Mureșianu, Elena                                                          | Datare: 1899 noiembrie 17 Dimensiuni: 17,5 x 11 cm Material: hârtie                                     | Mureșianu Elena (1862-1924) îl anunță pe soțul său, Aurel (1847-1909), de sosirea sa la București. Dă indicații rivind activitatea zilnică a celor doi copii ai săi, Aurel (1889-1950) și Elena Aida (1891-1956). | Muzeul „Casa Mureșenilor”, Brașov | Cimec    |
|      | Mureșianu Elena către soțul său, Mureșianu Aurel Autor: Mureșianu, Elena                                                          | Datare: 1899 noiembrie 22 Dimensiuni: 15 x 11 cm Material: hârtie                                       | Mureșianu Elena (1862-1924) îl anunță pe soțul său, Aurel (1847-1909) că a ajuns cu bine la Călărași. | Muzeul „Casa Mureșenilor”, Brașov | Cimec    |
|      | Mureșianu Elena către soțul său, Aurel Autor: Mureșianu, Elena                                                                    | Datare: 1899 noiembrie 24 Dimensiuni: 15 x 11 cm Material: hârtie                                       | Mureșianu Elena (1862-1924) oferă soțului său, Aurel (1847-1909) informații despre rudele din Călărași. Îl anunță și de faptul că familia Șeicărescu strânge bani pentru abonamente la "Gazetă". | Muzeul „Casa Mureșenilor”, Brașov | Cimec    |
|      | Mureșianu Elena către soțul său, Aurel Autor: Mureșianu, Elena                                                                    | Datare: 1899 noiembrie 25 Dimensiuni: 15 x 11 cm Material: hârtie                                       | Mureșianu Elena (1862-1924) se arată mulțumită de conținutul scrisorilor primite de la cei doi copii ai săi, Aurel (1889-1950) și Elena Aida (1891-1956). Transmite soțului său, Aurel (1847-1909) informații și salutări de la rudele din Călărași și continuă cu sfaturi pentru buna desfășurare a activităților de acasă. | Muzeul „Casa Mureșenilor”, Brașov | Cimec    |
|      | Mureșianu Elena către soțul său, Aurel Autor: Mureșianu, Elena                                                                    | Datare: 1899 noiembrie 27 Dimensiuni: 17,5 x 11 cm Material: hârtie                                     | Mureșianu Elena (1862-1924) îl anunță pe soțul său, Aurel (1847-1909) de reîntoarcerea la rudele din București. Își exprimă dorința de a se întoarce cât mai repede la Brașov, la familia sa. | Muzeul „Casa Mureșenilor”, Brașov | Cimec    |
|      | Mureșianu Elena către soțul său, Aurel Autor: Mureșianu, Elena                                                                    | Datare: 1900 octombrie 19 Dimensiuni: 17,5 x 11 cm Material: hârtie                                     | Mureșianu Elena (1862-1924) oferă soțului său, Aurel (1847-1909) informații despre familia sa din Brașov. Amintește că și-a mutat atelierul de pictură de la Bulhardt la ea acasa unde este mai cald. Îl informează că Fluștureanu i-a cerut bani pentru activitățile din tipografie. | Muzeul „Casa Mureșenilor”, Brașov | Cimec    |
|      | Mureșianu Elena către soțul său, Aurel Autor: Mureșianu, Elena                                                                    | Datare: 1905 august 15 Dimensiuni: 17,5 x 11 cm Material: hârtie                                        | Mureșianu Elena (1862-1924) îi amintește soțului său, Aurel (1847-1909) de o neînțelegere de ordin financiar iscată cu Iancu Mețian. Îl informează despre activitatea din redacția Gazetei și a Tipografiei " A Mureșianu". | Muzeul „Casa Mureșenilor”, Brașov | Cimec    |
|      | Mureșianu Elena către soțul său, Aurel Autor: Mureșianu, Elena                                                                    | Datare: octombrie 29 Dimensiuni: 17 x 11 cm Material: hârtie                                            | Mureșianu Elena (1862-1924) se arată bucuroasă de primirea unei scrisori din partea soțului său, Aurel (1847-1909). Povestește despre plimbarea pe care a făcut-o împreună cu copiii săi, Aurel (1889-1950) și Elena Aida (1891-1956) și cu doamna Axente. Îl anunță că a doua zi va face o vizită la banca "Albina" pentru a rezolva interesele financiare. În partea finală a scrisorii, Elena Aida, fiica lui Aurel și Elena Mureșianu, îi descrie tatălui său plimbarea pe care a făcut-o pe După Ziduri alături de mama și fratele său. | Muzeul „Casa Mureșenilor”, Brașov | Cimec    |
|      | Davidescu Constantin către cumnatul său, Mureșianu Aurel Autor: Davidescu, Constantin                                             | Datare: 1887 mai 28 Dimensiuni: 17,5 x 11 cm Material: hârtie                                           | Davidescu Constantin (1855-1928) îl anunță pe cumnatul său, Mureșianu Aurel (1847-1909) că, în urma apelului din 13 mai, a reușit să strângă suma de 160 de lei, necesară pentru cazurile de inundații și incendii din Transilvania. Îi oferă informații despre familia Davidescu din Bacău. | Muzeul „Casa Mureșenilor”, Brașov | Cimec    |
|      | Davidescu Constantin către cumnatul său, Mureșianu Aurel Autor: Davidescu, Constantin                                             | Datare: 1886 decembrie 06 Dimensiuni: 17,5 x 11,5 cm Material: hârtie                                   | Davidescu Constantin (1855-1951) îl informează pe cumnatul său, Mureșianu Aurel (1847-1909) asupra unor afaceri bancare. | Muzeul „Casa Mureșenilor”, Brașov | Cimec    |
|      | Davidescu Sevastia către cumnata sa, Mureșianu Elena Autor: Davidescu, Sevastia (n. Mureșianu)                                    | Dimensiuni: 14,5 x 12,5 cm Material: hârtie                                                             | Davidescu Sevastia (1860-1928) își felicită cumnata, Mureșianu Elena (1862-1924) cu prilejul zilei de naștere. | Muzeul „Casa Mureșenilor”, Brașov | Cimec    |
|      | Davidescu Sevastia către cumnata sa, Mureșianu Elena Autor: Davidescu, Sevastia (n. Mureșianu)                                    | Datare: martie 12 Dimensiuni: 17,7 x 11,5 cm Material: hârtie                                           | Davidescu Sevastia (1860-1928) îi transmite condoleanțe cumnatei sale, Mureșianu Elena (1862-1924) pentru pierderea surorii sale, Maria. | Muzeul „Casa Mureșenilor”, Brașov | Cimec    |
|      | Mureșianu A. Aurel către mama sa, Elena Autor: Mureșianu, A. Aurel                                                                | Datare: noiembrie 31 Dimensiuni: 17,5 x 11,3 cm Material: hârtie                                        | Mureșianu A. Aurel (1889-1950) îi transmite mamei sale, Mureșianu Elena (1862-1924) impresii din călătoria spre Pesta. Face un popas la Strasburg. Anunță plecarea a doua zi la Paris. | Muzeul „Casa Mureșenilor”, Brașov | Cimec    |
|      | Mureșianu A. Aurel către mama sa, Elena Autor: Mureșianu, A. Aurel                                                                | Datare: 1911 noiembrie 03 Dimensiuni: 17,2 x 12,5 cm; 9,2 x 13,2 cm Material: hârtie                    | Mureșianu A. Aurel (1889-1950) îi comunică mamei sale, Elena (1862-1924) sosirea la Paris unde oamenii sunt foarte diferiți. De asemenea, o anunță că au început înscrierile la Universitate și are nevoie de bani pentru traducerea actelor necesare. | Muzeul „Casa Mureșenilor”, Brașov | Cimec    |
|      | Mureșianu A. Aurel către mama sa, Elena Autor: Mureșianu, A. Aurel                                                                | Datare: 1911 noiembrie 05 Dimensiuni: 17,5 x 11 cm Material: hârtie                                     | Mureșianu A. Aurel (1889-1950) îi comunică mamei sale, Elena (1862-1924) despre traiul zilnic din Paris. | Muzeul „Casa Mureșenilor”, Brașov | Cimec    |
|      | Mureșianu A. Aurel către mama sa, Elena Autor: Mureșianu, A. Aurel                                                                | Datare: 1911 noiembrie 06 Dimensiuni: 17,5 x 10,7 cm Material: hârtie                                   | Mureșianu A. Aurel (1889-1950) îi comunică mamei sale, Elena Mureșianu (1862-1924) că s-a înscris la Universitate la Paris. Aici se întâlnește cu Emil Baiulescu. | Muzeul „Casa Mureșenilor”, Brașov | Cimec    |
|      | Mureșianu A. Aurel către mama sa, Elena Autor: Mureșianu, A. Aurel                                                                | Datare: 1911 noiembrie 09 Dimensiuni: 17,5 x 10,8 cm Material: hârtie                                   | Mureșianu A. Aurel (1889-1950) îi face decontul cheltuielilor la Paris mamei sale, Mureșianu Elena (1862-1924). O anunță că înscrierile la Universitatea Sorbona se fac până în 15 noiembrie. O roagă să-i trimită bani. | Muzeul „Casa Mureșenilor”, Brașov | Cimec    |
|      | Mureșianu A. Aurel către mama sa, Elena Autor: Mureșianu, A. Aurel                                                                | Datare: 1911 noiembrie 19 Dimensiuni: 13,9 x 8,9 cm Material: hârtie                                    | Mureșianu A. Aurel (1889 - 1950) îi comunică mamei sale, Mureșianu Elena (1862-1924) despre vizionarea piesei de teatru "Burghezul gentilom" de Moliere. Trimite o știre pentru Gazetă: Căsătoria domnișoarei Letiția Rășcanu (fiica doamnei Brătianu și a deputatului și prefectului din Ploiești) cu fiul contelui Levia Wolff - Metternich. | Muzeul „Casa Mureșenilor”, Brașov | Cimec    |
|      | Mureșianu A. Aurel către mama sa, Elena Autor: Mureșianu, A. Aurel                                                                | Datare: 1911 noiembrie 23 Dimensiuni: 21,5 x 13,5 cm Material: hârtie                                   | Mureșianu A. Aurel (1889-1950) se arată nemulțumit că mama sa, Elena (1862-1924) nu a primit cele patru scrisori pe care i le-a trimis. Face o comparație între "College de France" și "Hautes Etudes" în ceea ce privește materiile ce se studiază și colectivul profesoral. Solicită să i se trimită cărți de istorie românească. Amintește de editarea unei cărți numită "Dinastia lui Negru Vodă" scrisă de A. Marienescu. | Muzeul „Casa Mureșenilor”, Brașov | Cimec    |
|      | Mureșianu A. Aurel către mama sa, Elena Autor: Mureșianu, A. Aurel                                                                | Datare: 1911 decembrie 17 Dimensiuni: 17,5 x 11,5 cm Material: hârtie                                   | Mureșianu A. Aurel (1889-1950) face un comentariu asupra culturii românești. Amintește de cursurile de istorie și literatură pe care le urmează în cadrul Universității din Paris. | Muzeul „Casa Mureșenilor”, Brașov | Cimec    |
|      | Mureșianu A. Aurel către mama sa, Elena și sora sa, Elena Aida Autor: Mureșianu, A. Aurel                                         | Datare: 1911 decembrie 19 Dimensiuni: 17,5 x 10,5 cm Material: hârtie                                   | Mureșianu A. Aurel (1889-1950) își arată dezamăgirea față de cartierul parizian în care locuiește și mai ales de anturajul său. O roagă pe mama sa, Elena (1862-1924) să se gândească mai bine dacă dorește să-l viziteze la Paris. | Muzeul „Casa Mureșenilor”, Brașov | Cimec    |
|      | Mureșianu A. Aurel către mama sa, Elena Autor: Mureșianu, A. Aurel                                                                | Datare: 1911 decembrie 30 Dimensiuni: 17,5 x 11 cm Material: hârtie                                     | Mureșianu A. Aurel (1889-1950) se arată mulțumit față de ultimul număr primit din "Gazetă". Îi critică pe Onciu și Iorga pe care îi consideră niște "cârpaci". Îi cere mamei sale, Elena (1862-1924) să-i trimită manuscrisele și scrisorile rămase de la bunicul său, Iacob Mureșianu (1812-1887) pentru a le putea cuprinde într-o carte dedicată bunicilor săi cu prilejul a 100 de ani de la nașterea lui Iacob Mureșianu. | Muzeul „Casa Mureșenilor”, Brașov | Cimec    |
|      | Mureșianu A. Aurel către mama sa, Elena Autor: Mureșianu, A. Aurel                                                                | Datare: 1911 ianuarie 06 Dimensiuni: 17,5 x 11 cm Material: hârtie                                      | Mureșianu A. Aurel (1889-1950) o sfătuiește pe mama sa, Elena (1862-1924) să nu vândă casa din Brașov. Face o analiză asupra situației politice a românilor din Transilvania. El consideră că petițiile adresate împăratului Austro-Ungariei nu sunt o soluție pentru rezolvarea problemelor românilor transilvăneni ci indicarea nedreptăților și argumentarea lor istorică. Își exprimă nemulțumirea față de locuința și anturajul său. | Muzeul „Casa Mureșenilor”, Brașov | Cimec    |
|      | Mureșianu Aurel A. către mama sa, Elena Autor: Mureșianu, A. Aurel                                                                | Datare: 1912 ianuarie 12 Dimensiuni: 17,5 x 11 cm Material: hârtie                                      | Mureșianu A. Aurel (1889-1950) o roagă pe mama sa, Elena (1862-1924) să-i trimită cât mai repede actul de înaintare în grad militar. | Muzeul „Casa Mureșenilor”, Brașov | Cimec    |
|      | Mureșianu A. Aurel către mama sa, Elena Autor: Mureșianu, A. Aurel                                                                | Datare: 1912 ianuarie 12 Dimensiuni: 17,5 x 11,5 cm; 13,5 x 10,5 cm; 27 x 22,5 cm. Material: hârtie     | Mureșianu A. Aurel (1889-1950) o anunță pe mama sa, Elena (1862-1924) că i-a trimis manuscrisul spre tipărire. Îi face o descriere a locuinței și a modului de viață din Paris. | Muzeul „Casa Mureșenilor”, Brașov | Cimec    |
|      | Mureșianu A. Aurel către mama sa, Elena Autor: Mureșianu, A. Aurel                                                                | Datare: 1912 februarie 03 Dimensiuni: 18 x 13,5 cm Material: hârtie                                     | Mureșianu A. Aurel (1889-1950) comunică mamei sale, Elena (1862-1924) noua sa adresă. Îi face și o prezentare a situației sale financiare. Povestește despre stilul de viață francez. | Muzeul „Casa Mureșenilor”, Brașov | Cimec    |
|      | Mureșianu A. Aurel către mama sa, Elena Autor: Mureșianu, A. Aurel                                                                | Datare: 1912 februarie 15 Dimensiuni: 18 x 13,5 cm Material: hârtie                                     | Mureșianu A. Aurel (1889-1950) povestește mamei sale, Elena (1862-1924) aspecte din viața de zi cu zi de la Paris. Este mulțumit totuși că are jurnale românești cu care se poate delecta în timpul liber. Prezintă mamei sale situația sa financiară. | Muzeul „Casa Mureșenilor”, Brașov | Cimec    |
|      | Mureșianu A. Aurel către mama sa, Elena Autor: Mureșianu, A. Aurel                                                                | Datare: 1912 iulie 16 Dimensiuni: 16 x 13 cm; 20 x 13 cm Material: hârtie                               | Mureșianu A. Aurel (1889-1950) oferă mamei sale, Elena (1860-1924) informații despre regimentul în care se află, la Cluj. | Muzeul „Casa Mureșenilor”, Brașov | Cimec    |
|      | Mureșianu A. Aurel către mama sa, Elena Autor: Mureșianu, A. Aurel                                                                | Datare: 1912 noiembrie 14 Dimensiuni: 15 x 11 cm Material: hârtie                                       | Mureșianu A. Aurel (1889-1950) o anunță pe mama sa, Elena (1862-1924) că s-a reînscris la Universitatea din Paris și chiar a participat la un curs, de care a fost încântat. Povestește de vizita pe care a facut-o familiei Tănăsescu, de băiatul doamnei Tănăsescu care l-a impresionat prin modestia sa. Cere mamei sale să-i trimită fotografii cu membrii familiei, care sunt necesare cărții dedicate familiei Mureșianu. | Muzeul „Casa Mureșenilor”, Brașov | Cimec    |
|      | Mureșianu A. Aurel către mama sa, Elena Autor: Mureșianu, A. Aurel                                                                | Datare: 1912 noiembrie 15 Dimensiuni: 17,5 x 13 cm Material: hârtie                                     | Mureșianu A. Aurel (1889-1950) o anunță pe mama sa, Elena (1862-1924) că a participat la cursuri. Dă indicații asupra editării albumului comemorativ, dedicat bunicului său, Mureșianu Iacob (1812-1887). | Muzeul „Casa Mureșenilor”, Brașov | Cimec    |
|      | Mureșianu A. Aurel către mama sa, Elena Autor: Mureșianu, A. Aurel                                                                | Datare: 1912 noiembrie 17 Dimensiuni: 17,5 x 11 cm Material: hârtie                                     | Mureșianu A. Aurel (1889-1950) o informează pe mama sa, Elena (1862-1924) că a fost la biserică pentru a se mai întâlni cu români și a-i mai trece dorul de casă. Amintește de adunările și ziarele pariziene care se pronunță împotriva războiului dar și de întălnirea cu pictorul Albescu. Revine la problema românilor, antrenați în Războiul Balcanic. Este nemulțumit de situația sa financiară, din cauza căreia nu-și poate cumpăra cărți, nu poate merge la teatru sau la concerte. Îi comunică ordinea clișeelor din albumul dedicat familiei sale. | Muzeul „Casa Mureșenilor”, Brașov | Cimec    |
|      | Mureșianu A. Aurel către mama sa, Elena Autor: Mureșianu, A. Aurel                                                                | Datare: 1912 noiembrie 23 Dimensiuni: 17 x 11 cm Material: hârtie                                       | Mureșianu A. Aurel (1889-1950) se arată nemulțumit că nu a primit Gazeta deși a trimis adresa lui Silvestru Moldovan. O informează pe mama sa, Elena (1862-1924) asupra vieții de zi cu zi petrecute la Paris. Dă indicații asupra tipăririi clișeelor în albumul comemorativ dedicat bunicului său Mureșianu Iacob (1812-1887). Își încurajează mama, cerându-i să fie mult mai optimistă în ceea ce privește starea sa de sănătate. | Muzeul „Casa Mureșenilor”, Brașov | Cimec    |
|      | Mureșianu Aurel A. către mama sa, Elena Autor: Mureșianu, A. Aurel                                                                | Datare: 1912 noiembrie 24 Dimensiuni: 15 x 11 cm; 13 x 8,5 cm Material: hârtie                          | Mureșianu A. Aurel (1889-1950) trimite mamei sale, Elena (1862-1924) instrucțiuni privind hârtia și aranjarea clișeelor în vederea realizării albumului comemorativ dedicat lui Mureșianu Iacob (1812-1887). | Muzeul „Casa Mureșenilor”, Brașov | Cimec    |
|      | Mureșianu A. Aurel către mama sa, Elena Autor: Mureșianu, A. Aurel                                                                | Datare: 1912 noiembrie 26 Dimensiuni: 17,4 x 11,2 cm Material: hârtie                                   | Mureșianu A. Aurel (1889-1950) îi trimite mamei sale, Elena Mureșianu (1862-1924) indicații referitoare la hârtia și culoarea hârtiei, literele și aranjarea clișeelor necesare realizării albumului comemorativ dedicat lui Mureșianu Iacob (1812-1887). | Muzeul „Casa Mureșenilor”, Brașov | Cimec    |
|      | Mureșianu A. Aurel către mama sa, Elena Autor: Mureșianu, A. Aurel                                                                | Datare: 1913 aprilie 21 Dimensiuni: 17 x 10,5 cm; 14 x 9 cm Material: hârtie                            | Mureșianu A. Aurel (1889-1950) este nemulțumit de hârtia care a fost cumpărată pentru albumul comemorativ dedicat lui Mureșianu Iacob (1812-1887). Povestește mamei sale piesa de teatru, preluată după un subiect de Bocccaccio, la care a asistat cu o seară înainte. | Muzeul „Casa Mureșenilor”, Brașov | Cimec    |
|      | Mureșianu A. Aurel către mama sa, Elena Autor: Mureșianu, A. Aurel                                                                | Datare: 1912 decembrie 15 Dimensiuni: 21,5 x 17 cm Material: hârtie                                     | Mureșianu A. Aurel (1889-1950) cere informații despre revista proiectată de Petrescu. Sfaturi pentru sora sa, Elena Aida (1891-1956). Prezintă mamei sale principiul după care se conduce: "Ceea ce vrei ca sa-ți facă lumea, fă tu mai întâi pentru ea". | Muzeul „Casa Mureșenilor”, Brașov | Cimec    |
|      | Mureșianu A. Aurel către mama sa, Elena Autor: Mureșianu, A. Aurel                                                                | Datare: 1912 decembrie 18 Dimensiuni: 17 x 13 cm Material: hârtie                                       | Mureșianu A. Aurel (1889-1950) îi povestește mamei sale, Elena (1862-1924) cum a petrecut de ziua unui amic din Elveția. Nu se arată dornic de a studia politica Germaniei. Este supărat că românii nu luptă îndeajuns pentru apărarea intereselor naționale. A scris un articol cu titlul "Alianța Ungariei și a României într-un singur stat" pe care ar dori să-l publice într-o revistă internațională. | Muzeul „Casa Mureșenilor”, Brașov | Cimec    |
|      | Mureșianu A. Aurel către mama sa, Elena Autor: Mureșianu, A. Aurel                                                                | Datare: 1912 decembrie 24 Dimensiuni: 17 x 11 cm Material: hârtie                                       | Mureșianu A. Aurel (1889-1950) transmite mamei sale, Elena (1862-1924) informații referitoare la aranjarea clișeelor în albumul comemorativ dedicat lui Iacob Mureșianu (1812-1887). Se arată nemulțumit că autoritățile române nu au acordat importanța cuvenită la împlinirea a 100 de ani de la nașterea lui Mureșianu Iacob. Amintește de un articol "Austro-Ungaria și Românii" pe care l-a încredințat directorului Revistei de Științe Politice. | Muzeul „Casa Mureșenilor”, Brașov | Cimec    |
|      | Mureșianu A. Aurel către mama sa, Elena Autor: Mureșianu, A. Aurel                                                                | Datare: 1912 decembrie 25 Dimensiuni: 17,5 x 11 cm Material: hârtie                                     | Mureșianu A. Aurel (1889-1950) transmite mamei sale, Elena (1862-1924) informații referitoare la aranjarea clișeelor în albumul comemorativ dedicat lui Iacob Mureșianu (1812-1887). Aceste clișee i-au fost aratate și arhitectului Danielescu, care s-a arătat impresionat de portretele membrilor familiei Mureșianu. | Muzeul „Casa Mureșenilor”, Brașov | Cimec    |
|      | Mureșianu A. Aurel către mama sa, Elena Autor: Mureșianu, A. Aurel                                                                | Datare: 1913 ianuarie 08 Dimensiuni: 13,5 x 9 cm Material: hârtie                                       | Mureșianu A. Aurel (1889-1950) este nemulțumit de situația sa financiară. Încearcă să găsească soluții prin care să-și asigure o sursă de venit. | Muzeul „Casa Mureșenilor”, Brașov | Cimec    |
|      | Mureșianu A. Aurel către mama sa, Elena Autor: Mureșianu, A. Aurel                                                                | Datare: 1913 ianuarie 12 Dimensiuni: 16,5 x 12 cm Material: hârtie                                      | Mureșianu A. Aurel (1889-1950) îi cere mamei sale, Elena (1862-1924) să-i trimită textul cărții pentru a-l corecta. Cere bani. | Muzeul „Casa Mureșenilor”, Brașov | Cimec    |
|      | Mureșianu A. Aurel către mama sa, Elena Autor: Mureșianu, A. Aurel                                                                | Datare: 1913 ianuarie 27 Dimensiuni: 14 x 9 cm Material: hârtie                                         | Mureșianu A. Aurel (1889-1950) se arată nemulțumit că nu a primit corectura cărții sale. Este supărat că Horia Petrescu are întâietate în tipografia care odată aparținuse familiei Mureșianu. Mehedinți, editorul revistei "Convorbiri literare" s-a oferit să-i publice broșura. | Muzeul „Casa Mureșenilor”, Brașov | Cimec    |
|      | Mureșianu A. Aurel către mama sa, Elena Autor: Mureșianu, A. Aurel                                                                | Datare: 1913 februarie 05 Dimensiuni: 16,5 x 12,2 cm Material: hârtie                                   | Mureșianu A. Aurel (1889-1950) o sfătuiește pe mama sa, Elena (1862-1924) să o trimită pe sora sa, Elena Aida (1891-1956) la București unde s-ar simți cu siguranță mai bine. Face o analiză critică asupra situației României în perioada Regelui Carol I. Luptă împotriva germanizării românilor. | Muzeul „Casa Mureșenilor”, Brașov | Cimec    |
|      | Mureșianu A. Aurel către mama sa, Elena Autor: Mureșianu, A. Aurel                                                                | Datare: 1913 februarie 10 Dimensiuni: 12,4 x 8,5 cm Material: hârtie                                    | Mureșianu A. Aurel (1889-1950) povestește mamei sale, Elena (1862-1924) cum a petrecut cu o zi înainte. Îl deranjează o măsea. Mulțumește pentru scrisoarea primită de la sora sa, Elena Aida (1891-1956). | Muzeul „Casa Mureșenilor”, Brașov | Cimec    |
|      | Mureșianu A. Aurel către mama sa, Elena Autor: Mureșianu, A. Aurel                                                                | Datare: 1913 martie 09 Dimensiuni: 17 x 12,3 cm Material: hârtie                                        | Mureșianu A. Aurel (1889-1950) cere să i se trimită răspuns la corectura pe care a trimis-o tipografiei din Brașov. Amintește de un nou articol trimis lui Nițescu "Un articol mai important și mai mare" decât cel anterior. | Muzeul „Casa Mureșenilor”, Brașov | Cimec    |
|      | Mureșianu A. Aurel către mama sa, Elena Autor: Mureșianu, A. Aurel                                                                | Datare: 1913 martie 11 Dimensiuni: 15 x 11,5 cm Material: hârtie                                        | Mureșianu A. Aurel (1889-1950) își exprimă îngrijorarea față de mama sa, Elena (1862-1924) în condițiile în care nu a primit corecturile solicitate. Dorește să știe câte exemplare din albumul comemorativ vor fi tipărite. O anunță că va scrie unui librar din Orăștie cu rugămintea să ia în concesiune toate exemplarele din albumul comemorativ. Cere bani pentru îmbrăcăminte și cărți. | Muzeul „Casa Mureșenilor”, Brașov | Cimec    |
|      | Mureșianu A. Aurel către mama sa, Mureșianu Elena Autor: Mureșianu, A. Aurel                                                      | Datare: 1913 martie 14 Dimensiuni: 15 x 11,4 cm Material: hârtie                                        | Mureșianu A. Aurel (1889-1950) îi scrie mamei sale, Mureșianu Elena (1862-1924) aflată la Nice. Este nemulțumit deoarece Nițescu nu i-a dat nici un răspuns și nici nu a publicat articolul trimis, "Șovinismul politicii de azi a Europei". O roagă pe mama sa să-i scrie lui Nițescu pentru un răspuns categoric. | Muzeul „Casa Mureșenilor”, Brașov | Cimec    |
|      | Mureșianu A. Aurel către mama sa, Mureșianu Elena Autor: Mureșianu, A. Aurel                                                      | Datare: 1913 martie 18 Dimensiuni: 18,5 x 14,7 cm Material: hârtie                                      | Mureșianu A. Aurel (1889-1950) îi comunică mamei sale, Mureșianu Elena (1862-1924) referințe asupra examenelor ce le va susține în anul II și a cursurilor ce urmează. A primit răspuns de la Nițescu în legătură cu publicarea studiului său în Gazeta Transilvaniei. Tipărirea albumului comemorativ dedicat lui Mureșianu Iacob (1812-1878) întârzie. | Muzeul „Casa Mureșenilor”, Brașov | Cimec    |
|      | Mureșianu A. Aurel către mama sa, Mureșianu Elena Autor: Mureșianu, A. Aurel                                                      | Datare: 1913 martie 22 Dimensiuni: 16,8 x 12,2 cm Material: hârtie                                      | Mureșianu A. Aurel (1889-1950) îi trimite mamei sale, Mureșianu Elena (1862-1924) adresa mătușii Maria Pruncul din Viena. Exprimă nemulțumirile sale la adresa domnilor Nițescu și H.P. Petrescu în legătură cu întârzierea publicării articolului în Gazeta Transilvaniei. Îi cere bani pentru haine. | Muzeul „Casa Mureșenilor”, Brașov | Cimec    |
|      | Mureșianu A. Aurel către mama sa, Mureșianu Elena Autor: Mureșianu, A. Aurel                                                      | Datare: 1913 martie 28 Dimensiuni: 11,5 x 16 cm Material: hârtie                                        | Mureșianu A. Aurel (1889-1950) îi mulțumește mamei sale, Mureșianu Elena (1862-1924) pentru banii trimiși de haine. Este nemulțumit că s-au tipărit puține albume comemorative dedicate lui Mureșianu Iacob (1812-1878). Va trimite pentru vânzare doar 40 de exemplare. Prețul stabilit pentru români este de 3 lei. | Muzeul „Casa Mureșenilor”, Brașov | Cimec    |
|      | Mureșianu A. Aurel către mama sa, Mureșianu Elena Autor: Mureșianu, A. Aurel                                                      | Datare: 1913 aprilie 02 Dimensiuni: 16,6 x 11,4 cm Material: hârtie                                     | Mureșianu A. Aurel (1889-1950) îi solicită mamei sale, Mureșianu Elena (1862-1924) Gazeta nouă în care au apărut articolele sale. | Muzeul „Casa Mureșenilor”, Brașov | Cimec    |
|      | Mureșianu A. Aurel către mama sa, Mureșianu Elena Autor: Mureșianu, A. Aurel                                                      | Datare: 1913 aprilie 13 Dimensiuni: 11,5 x 16 cm Material: hârtie                                       | Mureșianu A. Aurel (1889-1950) o anunță pe mama sa, Mureșianu Elena (1862-1924) că a trimis mai multe articole pentru Gazetă. O roagă să-i trimită bani pentru a se putea întreține. | Muzeul „Casa Mureșenilor”, Brașov | Cimec    |
|      | Mureșianu A. Aurel către mama sa, Mureșianu Elena Autor: Mureșianu, A. Aurel                                                      | Datare: 1913 aprilie 11 Dimensiuni: 16 x 11,5 cm Material: hârtie                                       | Mureșianu A. Aurel (1889-1950) îi comunică mamei sale, Mureșianu Elena (1862-1924) mulțumirea sa pentru felul tipăririi primelor două coli din lucrarea sa (Album comemorativ Iacob Mureșianu). Comunică și modificarea prețului broșurii la 3 coroane pentru Transilvania și 3,50 lei pentru România. | Muzeul „Casa Mureșenilor”, Brașov | Cimec    |
|      | Mureșianu A. Aurel către mama sa, Mureșianu Elena Autor: Mureșianu, A. Aurel                                                      | Datare: 1913 aprilie 21 Dimensiuni: 18,5 x 14,7 cm Material: hârtie                                     | Mureșianu A. Aurel (1889-1950) o anunță pe mama sa, Mureșianu Elena (1862-1924) faptul că a lucrat la corecturi pentru Albumul comemorativ Iacob Mureșianu. Trimite un conspect al numerelor de onoare. De asemenea, o anunță că va scrie la redacția Gazetei Transilvaniei să i se facă publicitate apariției Albumului. | Muzeul „Casa Mureșenilor”, Brașov | Cimec    |
|      | Mureșianu A. Aurel către mama sa, Mureșianu Elena Autor: Mureșianu, A. Aurel                                                      | Datare: 1913 mai 06 Dimensiuni: 12,4 x 8,5 cm Material: hârtie                                          | Mureșianu A. Aurel (1889-1950) o anunță pe mama sa, Mureșianu Elena (1862-1924) faptul că apariția Albumului comemorativ Iacob Mureșianu întârzie. Cere să i se trimită colile tipărite pentru a face o Erată pentru greșelile rămase. | Muzeul „Casa Mureșenilor”, Brașov | Cimec    |
|      | Mureșianu A. Aurel către mama sa, Mureșianu Elena Autor: Mureșianu, A. Aurel                                                      | Datare: 1913 mai 18 Dimensiuni: 18,6 x 14,7 cm Material: hârtie                                         | Mureșianu A. Aurel (1889-1950) o anunță pe mama sa, Mureșianu Elena (1862-1924) despre corecturile finale și reviziile la Albumul comemorativ Iacob Mureșianu. Dă dispoziții pentru expedierea broșurii. O roagă să-i trimită trei fotografii din Albumul de cărți poștale. | Muzeul „Casa Mureșenilor”, Brașov | Cimec    |
|      | Mureșianu A. Aurel către mama sa, Mureșianu Elena Autor: Mureșianu, A. Aurel                                                      | Datare: 1913 mai 25 Dimensiuni: 18,6 x 14,7 cm Material: hârtie                                         | Mureșianu A. Aurel (1889-1950) îi trimite mamei sale, Mureșianu Elena (1862-1934) știri din pensionul unde locuiește la Paris. Îi povestește despre noul său prieten, Vicontele Naef de Cappel. Trimite o listă cu revistele din România unde să fie trimis "Albumul comemorativ Iacob Mureșianu". Îl roagă pe Nițescu să adune recenziile. | Muzeul „Casa Mureșenilor”, Brașov | Cimec    |
|      | Mureșianu A. Aurel către mama sa, Elena Autor: Mureșianu, A. Aurel                                                                | Datare: 1913 mai 31 Dimensiuni: 14 x 9 cm Material: hârtie                                              | Mureșianu A. Aurel (1889-1950) îi scrie mamei sale, Mureșianu Elena (1862-1924) că este nemulțumit că nu a apărut în Gazetă anunțul despre Albumul Comemorativ Iacob Mureșianu. | Muzeul „Casa Mureșenilor”, Brașov | Cimec    |
|      | Mureșianu A. Aurel către mama sa, Elena Autor: Mureșianu, A. Aurel                                                                | Datare: 1913 iunie 18 Dimensiuni: 21,3 x 13,7 cm Material: hârtie                                       | Mureșianu A. Aurel (1889-1950) îi scrie mamei sale, Mureșianu Elena (1862-1924) despre sejurul la Enghien - Les Bains. Este nemulțumit de situația românilor din Transilvania și nu dorește să se mai întoarcă la Brașov. I-a refuzat oferta lui Francisc Iosif de a se înrola ca ofițer de artilerie în armata ungurească. O întreabă pe mama sa dacă au apărut recenzii la Albumul Comemorativ. | Muzeul „Casa Mureșenilor”, Brașov | Cimec    |
|      | Mureșianu A. Aurel către mama sa, Elena Autor: Mureșianu, A. Aurel                                                                | Datare: 1913 iunie 26 Dimensiuni: 18,5 x 14,7 cm Material: hârtie                                       | Mureșianu A. Aurel (1889-1950) îi comunică mamei sale, Elena (1862-1924) faptul că este mulțumit de succesul Albumului Comemorativ Iacob Mureșianu dar nu credea că se va vinde așa de greu. Îi cere bani pentru plătirea pensionului și pentru biletul de întoarcere acasă. | Muzeul „Casa Mureșenilor”, Brașov | Cimec    |
|      | Mureșianu A. Aurel către mama sa, Elena Autor: Mureșianu, A. Aurel                                                                | Datare: 1913 Dimensiuni: 17,9 x 13,4 cm Material: hârtie                                                | Mureșianu A. Aurel (1889-1950) o informează pe mama sa, Mureșianu Elena (1862-1924) că în odaia unde s-a mutat nu are condiții la fel de bune ca la pension. Cere informații despre impresia lăsată lui Ioaneș de către scrisorile trimise. | Muzeul „Casa Mureșenilor”, Brașov | Cimec    |
|      | Mureșianu A. Aurel către mama sa, Elena Autor: Mureșianu, A. Aurel                                                                | Datare: 18 noiembrie Dimensiuni: 17,6 x 10,8 cm Material: hârtie                                        | Mureșianu A. Aurel (1889-1950) îi trimite mamei sale, Elena (1862-1924) aflată în călătorie, vești de acasă. | Muzeul „Casa Mureșenilor”, Brașov | Cimec    |
|      | Mureșianu A. Aurel către sora sa, Elena Aida Autor: Mureșianu, A. Aurel                                                           | Datare: 1913 - Sf.Paști Dimensiuni: 12,5 x 8,5 cm Material: hârtie                                      | Mureșianu A. Aurel (1889-1950) o întreabă pe sora sa, Elena Aida (1891-1956) despre starea sănătății. Regretă că este departe de familie și nu pot petrece împreună sărbătoarea Paștelui. | Muzeul „Casa Mureșenilor”, Brașov | Cimec    |
|      | Mureșianu A. Aurel către sora sa, Elena Aida Autor: Mureșianu, A. Aurel                                                           | Datare: 1913 martie 29 Dimensiuni: 18,2 x 14,8 cm Material: hârtie                                      | Mureșianu A. Aurel (1889-1950) îi mulțumește surorii sale, Mureșianu Elena Aida (1891-1956) pentru scrisoarea trimisă de la Monte Carlo. Aflat în vacanță se ocupă de corecturile la Albumul Comemorativ. O informează că a trimis un articol la Revista "Flacăra" din București în care este anunțată apariția "Albumului Comemorativ - Iacob Mureșianu". | Muzeul „Casa Mureșenilor”, Brașov | Cimec    |
|      | Mureșianu A. Aurel către sora sa, Elena Aida Autor: Mureșianu, A. Aurel                                                           | Datare: 1913 iunie 08 Dimensiuni: 18,8 x 14,8 cm Material: hârtie                                       | Mureșianu A. Aurel (1889-1950) îi comunică surorii sale, Mureșianu Elena Aida (1891-1956) părerea că Brașovul sub Guvernul României ar avea altă soartă. De asemenea îi cere părerea despre Albumul Comemorativ - Iacob Mureșianu nou apărut. Își exprimă dezaprobarea în legătură cu graba de a se căsători a surorii. O sfătuiește să aștepte un bărbat demn de originile ei. O roagă pe mama sa să trimită câte un exemplar din Albumul Comemorativ Elenei Mocioni și lui Anton Mocioni. Anunță că va trimite peste câteva zile un mic anunț pentru broșura cea mică pentru a fi publicat în Gazetă. | Muzeul „Casa Mureșenilor”, Brașov | Cimec    |
|      | Mureșianu A. Aurel către mătușa sa, Doamna Maria de Pruncul Autor: Mureșianu, A. Aurel                                            | Dimensiuni: 17,5 x 11,2 cm Material: hârtie                                                             | Mureșianu A. Aurel (1889-1950) o roagă pe mătușa sa (Maria de Pruncul) să-i trimită fotografiile lui Ioan și Bălașa Cepescu (străbunici ai lui Aurel A. Mureșianu) în vederea publicării "Albumului Comemorativ Iacob Mureșianu". | Muzeul „Casa Mureșenilor”, Brașov | Cimec    |
|      | Mureșianu Aurel A către verișoara sa, Elena Pruncul Autor: Mureșianu, A. Aurel                                                    | Datare: 1912 octombrie 09 Dimensiuni: 17,4 x 11 cm; 23 x 14,5 cm Material: hârtie                       | Mureșianu A. Aurel (1889-1950) îi cere verișoarei sale, Elena (fiica Mariei de Pruncul) fotografiile lui Ioan Cepescu și a soției Bălășa necesare pentru tipărirea "Albumului Comemorativ Iacob Mureșianu" | Muzeul „Casa Mureșenilor”, Brașov | Cimec    |
|      | Pop Vasile Ladislau către Mureșianu Iacob Autor: Pop, Vasile Ladislau                                                             | Datare: 1861 ianuarie 20 Dimensiuni: 21,4 x 13,2 cm Material: hârtie                                    | Pop Vasile Ladislau (1819-1875) îi cere lui Mureșianu Iacob (1812-1887) să-i trimită "Gazeta Transilvaniei" pe numele Popp și nu Popu. | Muzeul „Casa Mureșenilor”, Brașov | Cimec    |
|      | Pop Vasile Ladislau către Mureșianu Iacob Autor: Pop, Vasile Ladislau                                                             | Datare: 1861 martie 08 Dimensiuni: 21,5 x 14,5 cm Material: hârtie                                      | Pop Vasile Ladislau (1819-1875) se arată nemulțumit că pasaje din articolul trimis "Gazetei", care a apărut în numărul 15, nu au fost publicate. | Muzeul „Casa Mureșenilor”, Brașov | Cimec    |
|      | Pop Vasile Ladislau către Mureșianu Iacob Autor: Pop, Vasile Ladislau                                                             | Datare: 1864 ianuarie 23 Dimensiuni: 22,5 x 14,5 Material: hârtie                                       | Pop Vasile Ladislau (1819-1875) îl informează pe Mureșianu Iacob (1812-1887) că a trimis articolele spre publicare în "Gazetă". Sunt enunțate și gândurile sale cu prilejul Anului Nou. | Muzeul „Casa Mureșenilor”, Brașov | Cimec    |
|      | Pop Vasile Ladislau către Mureșianu Iacob Autor: Pop, Vasile Ladislau                                                             | Datare: 1864 ianuarie 14 Dimensiuni: 21 x 14,5 cm Material: hârtie                                      | Pop Vasile Ladislau (1819-1875) îl anunță pe Mureșianu Iacob (1812-1887) că a trimis continuarea la articolele publicate în "Gazetă". | Muzeul „Casa Mureșenilor”, Brașov | Cimec    |
|      | Pop Vasile Ladislau către Mureșianu Iacob Autor: Pop, Vasile Ladislau                                                             | Datare: 1864 februarie 24 Dimensiuni: 21,5 x 14,5 cm Material: hârtie                                   | Pop Vasile Ladislau (1819-1875) se arată nemulțumit față de un articol apărut în "Concordia". | Muzeul „Casa Mureșenilor”, Brașov | Cimec    |
|      | Pop Vasile Ladislau către Mureșianu Iacob Autor: Pop, Vasile Ladislau                                                             | Datare: 1863 mai 27 Dimensiuni: 21 x 13,7 cm Material: hârtie                                           | Pop Vasile Ladislau (1819-1875) îl anunță pe Mureșianu Iacob (1812-1887) de reaua credință a unui anume domn E.S., în ceea ce privește problema alegerilor. Își exprimă părerea asupra articolului, "Să luăm aminte", apărut în "Gazetă". | Muzeul „Casa Mureșenilor”, Brașov | Cimec    |
|      | Pop Vasile Ladislau către Mureșianu Iacob Autor: Pop, Vasile Ladislau                                                             | Datare: 1864 februarie 11 Dimensiuni: 21,5 x 14,5 cm Material: hârtie                                   | Pop Vasile Ladislau (1819-1875) îl roagă pe Mureșianu Iacob (1812-1887) să-l mai amâne un timp pentru a reface documentul pierdut. | Muzeul „Casa Mureșenilor”, Brașov | Cimec    |
|      | Popp Vasile Ladislau către Mureșianu Iacob Autor: Pop, Vasile Ladislau                                                            | Datare: 1869 ianuarie 16 Dimensiuni: 22 x 14,4 cm Material: hârtie                                      | Pop Vasile Ladislau (1819-1875) îl roagă pe Mureșianu Iacob (1812-1887) să-i publice în "Gazetă" mulțumirile la adresa felicitărilor pe care le-a primit cu prilejul pensionării sale. | Muzeul „Casa Mureșenilor”, Brașov | Cimec    |
|      | Pop Vasile Ladislau către Mureșianu Iacob Autor: Pop, Vasile Ladislau                                                             | Datare: 1869 august 20 Dimensiuni: 22,7 x 14,4 cm Material: hârtie                                      | Pop Vasile Ladislau (1819-1875) îl roagă pe Mureșianu Iacob (1812-1887) să-i trimită "Gazeta" la Elopatak, unde va rămâne trei săptămâni pentru a face un tratament. | Muzeul „Casa Mureșenilor”, Brașov | Cimec    |
|      | Pop Vasile Ladislau către Mureșianu Iacob Autor: Pop, Vasile Ladislau                                                             | Datare: 1871 iulie 02 Dimensiuni: 23 x 14,5 cm Material: hârtie                                         | Pop Vasile Ladislau (1819-1875) îl roagă pe Mureșianu Iacob să-i trimită "Gazeta" la Vâlcele, unde ar ajunge pe data de 14-15 iulie. Adaugă că banii pentru abonamentul la "Gazetă", pe semestrul al II-lea îi va înmâna personal. | Muzeul „Casa Mureșenilor”, Brașov | Cimec    |
|      | Pop Vasile Ladislau către Mureșianu Iacob Autor: Pop, Vasile Ladislau                                                             | Datare: 1871 octombrie 27 Dimensiuni: 23 x 14,6 cm Material: hârtie                                     | Pop Vasile Ladislau (1819-1875) îi mulțumește lui Mureșianu Iacob (1812-1887) pentru că i-a trimis programa Gimnaziului din Brașov. Îi comunică și opinia lui Romanu de la Federațiune, opinie contrară Conferinței pentru autonomia bisericii române greco-catolice. | Muzeul „Casa Mureșenilor”, Brașov | Cimec    |
|      | Pop Vasile Ladislau către Mureșianu Iacob Autor: Pop, Vasile Ladislau                                                             | Datare: 1871 octombrie 10 Dimensiuni: 20 x 12,5 cm Material: hârtie                                     | Pop Vasile Ladislau (1819-1875) îi comunică lui Mureșianu Iacob (1812-1887) suspiciunile sale asupra ziarului "Patria", care ar fi fost subvenționat de Guvern cu 20000 fl. | Muzeul „Casa Mureșenilor”, Brașov | Cimec    |
|      | Popp Vasile Ladislau către Mureșianu Iacob Autor: Pop, Vasile Ladislau                                                            | Dimensiuni: 22,9 x 14,7 cm Material: hârtie                                                             | Pop Vasile Ladislau (1819-1875) îl roagă pe Mureșianu Iacob (1812-1887) să-i publice un articol în cel mai apropiat număr al Gazetei. Îi trimite banii de abonament la Gazetă pentru semestrul II (5 florini). | Muzeul „Casa Mureșenilor”, Brașov | Cimec    |
|      | Pop Aurel Vasile către Mureșianu Aurel Autor: Pop, Aurel Vasile                                                                   | Datare: 1907 ianuarie 25 Dimensiuni: 17,5 x 11,2 cm Material: hârtie                                    | Pop Aurel Vasile, fiul baronului Pop Vasile Ladislau (1819-1875) îl roagă pe Mureșianu Aurel (1847-1909) să-i trimită întreaga corespondență între Mureșianu Iacob (1812-1887) și Pop Vasile Ladislau, în vederea unei posibile publicări. | Muzeul „Casa Mureșenilor”, Brașov | Cimec    |
|      | Pop Aurel Vasile către Mureșianu Aurel Autor: Pop, Aurel Vasile                                                                   | Datare: 1908 aprilie 30 Dimensiuni: 17,5 x 11,3 cm Material: hârtie                                     | Pop Aurel Vasile, fiul lui Pop Vasile Ladislau (1819-1875), îl anunță pe Mureșianu Aurel (1847-1909) că a primit scrisoarea în care îi cere o fotografie a tatălui său. Îi va trimite fotografia dorită cu condiția să o primească înapoi pentru a putea fi publicată. | Muzeul „Casa Mureșenilor”, Brașov | Cimec    |
|      | Pop Aurel Vasile către Mureșianu A. Aurel Autor: Pop, Aurel Vasile                                                                | Datare: 1909 august 17 Dimensiuni: 17,5 x 11 cm Material: hârtie                                        | Pop Aurel Vasile, fiul lui Pop Vasile Ladislau (1819-1875), îl anunță pe Mureșianu A. Aurel (1889-1950) că aprimit cele 24 de scrisori pe care Mureșianu Iacob (1812-1887) le-a trimis lui Pop Vasile Ladislau. Trimite condoleanțe la moartea lui Mureșianu Aurel (1847-1909) pe care-l consideră "stâlpul valoros al neamului nostru" | Muzeul „Casa Mureșenilor”, Brașov | Cimec    |
|      | Pop Traian către Redacția "Gazetei Transilvaniei" Autor: Pop, Traian                                                              | Datare: 1887 februarie 12 Dimensiuni: 21,6 x 14 cm Material: hârtie                                     | Pop Traian se adresează Redacției "Gazeta Transilvaniei" cerând să i se publice articolul referitor la viața poetului italian Giacomo Leopardi (1798-1837). | Muzeul „Casa Mureșenilor”, Brașov | Cimec    |
|      | Pop Traian către Mureșianu Aurel Autor: Pop, Traian                                                                               | Datare: 1888 aprilie 10 Dimensiuni: 17,5 x 11,5 cm Material: hârtie                                     | Pop Traian îi cere lui Mureșianu Aurel (1847-1909) un răspuns la cererea sa privind angajarea ca redactor la "Gazeta Transilvaniei". În cazul în care răspunsul este afirmativ îl mai roagă să intervină pe lângă Episcopul Lugojului în vederea susținerii examenului de teologie mai devreme. | Muzeul „Casa Mureșenilor”, Brașov | Cimec    |
|      | Pop Traian către Mureșianu Aurel Autor: Pop, Traian                                                                               | Datare: 1888 decembrie 03 Dimensiuni: 21x 13,5 cm Material: hârtie                                      | Pop Traian îi cere lui Mureșianu Aurel (1847-1909) un răspuns urgent la întrebarea dacă poate fi angajat în redacția "Gazetei Transilvaniei". Propune o metodă prin care ar putea obține învoiala de a veni la Brașov din partea lui Mihalyi, Episcop al Lugojului. | Muzeul „Casa Mureșenilor”, Brașov | Cimec    |
|      | Pop Traian către Mureșianu Aurel Autor: Pop, Traian                                                                               | Datare: 1889 ianuarie 21 Dimensiuni: 17,7 x 11 cm Material: hârtie                                      | Pop Traian îi trimite lui Mureșianu Aurel (1847-1909) o poezie spre a fi publicată în "Numărul de Duminica". Informează despre un articol pe care l-a trimis lui Maior referitor la Gazeta Transilvaniei. Amintește de posibilitatea angajării sale la "Gazeta Transilvaniei". | Muzeul „Casa Mureșenilor”, Brașov | Cimec    |
|      | Pop Traian către Mureșianu Aurel Autor: Pop, Traian                                                                               | Datare: 1891 ianuarie 03 Dimensiuni: 17,3 x 11,2 cm Material: hârtie                                    | Pop Traian îi mulțumește lui Mureșianu Aurel pentru că a mijlocit achizitionarea unui orologiu de mult dorit. | Muzeul „Casa Mureșenilor”, Brașov | Cimec    |
|      | Pop Traian către Mureșianu Aurel Autor: Pop, Traian                                                                               | Datare: 1891 august 14 Dimensiuni: 17,5 x 11 cm Material: hârtie                                        | Pop Traian îi povestește lui Mureșianu Aurel (1847-1909) despre vizita pe care George Maior i-a făcut-o în închisoare. Amintește despre niște sume de bani care în loc să ajungă la Pop Traian au ajuns la Sibiu, la redacția ziarului "Tribuna". Își pune toată încrederea în activitatea lui Mureșianu Aurel. | Muzeul „Casa Mureșenilor”, Brașov | Cimec    |
|      | Pop Traian către Mureșianu Aurel Autor: Pop, Traian                                                                               | Datare: 1891 august 26 Dimensiuni: 17,5 x 11 cm Material: hârtie                                        | Pop Traian îl îndeamnă pe Mureșianu Aurel (1847-1909) ca, prin "Gazetă", să lămurească opinia publică în legătură cu unele confuzii ce s-au ivit în activitatea politică a românilor. În urma discuțiilor cu Maior consideră că Mureșianu Aurel ar trebui să preia conducerea luptei românilor din Transilvania. | Muzeul „Casa Mureșenilor”, Brașov | Cimec    |
|      | Pop Traian către Mureșianu Aurel Autor: Pop, Traian                                                                               | Datare: 1891 septembrie 10 Dimensiuni: 17,5 x 11,2 cm Material: hârtie                                  | Pop Traian își exprimă nemuțumirea față de afirmațiile lui Brote conform cărora "Telegrafu Român" și "Un" au luptat mai mult decât "Gazeta Transilvaniei". Îl sfătuiește pe Mureșianu Aurel să ia conducerea luptelor politice ale românilor din Transilvania pentru "...a face lumnină într-un haos atât de mare". | Muzeul „Casa Mureșenilor”, Brașov | Cimec    |
|      | Pop Traian către Mureșianu Aurel Autor: Pop, Traian                                                                               | Datare: 1891 septembrie 23 Dimensiuni: 17 x 10,5 cm Material: hârtie                                    | Pop Traian este încântat de ideea că Mureșianu Aurel va merge la Viena și apoi la Pesta, de unde există posibilitatea, la întoarcere, să treacă prin Arad spre a mai sta de vorbă. Își exprimă dorința de a se vedea cât mai repede. | Muzeul „Casa Mureșenilor”, Brașov | Cimec    |
|      | Pop Traian către Mureșianu Aurel Autor: Pop, Traian                                                                               | Datare: 1895 ianuarie 9 Dimensiuni: 17,5 x 11 cm Material: hârtie                                       | Pop Traian își exprimă mulțumirea față de atitudinea "Gazetei Transilvaniei" la ofensele "Tribunei". | Muzeul „Casa Mureșenilor”, Brașov | Cimec    |
|      | Pop Traian către Mureșianu Aurel Autor: Pop, Traian                                                                               | Datare: 1895 octombrie 04 Dimensiuni: 17,5 x 11 cm Material: hârtie                                     | Pop Traian îi scrie lui Mureșianu Aurel (1847-1909) constatarea dureroasă în legătură cu lipsa de entuziasm "față de mult hărțuita noastră cauză națională". A fost la domnul S. Martin unde lumea este nemulțumită de mersul treburilor naționale. Stând de vorbă cu protopopul Moldovan, acesta i-a declarat că este surprins de "lipsa de caracter și onestitate a celor de la Tribuna". Dorește ca "Gazeta" să lămurească publicul asupra adevărului, având o atitudine energică. | Muzeul „Casa Mureșenilor”, Brașov | Cimec    |
|      | Pop Traian către Mureșianu Aurel Autor: Pop, Traian                                                                               | Datare: 1896 februarie 4 Dimensiuni: 17 x 10,5 cm Material: hârtie                                      | Pop Traian îl felicită pe Mureșianu Aurel (1847-1909) pentru articolul "Greșeli peste greșeli", articol apărut în "Gazetă" și care este un răspuns la atacurile "Tribunei". Îl sfătuiește să ia poziție hotărâtă pentru convocarea unei conferințe , care este singura în măsură să lămurească confuziile ivite. Îl informează că opinia publică din zonă este de partea lui Rațiu, condamnând gruparea condusă de Lucaciu. Își exprimă dorința ca Mureșianu Aurel să preia conducerea Partidului Național Român. | Muzeul „Casa Mureșenilor”, Brașov | Cimec    |
|      | Pop Traian către Mureșianu Aurel Autor: Pop, Traian                                                                               | Datare: 1896 februarie 22 Dimensiuni: 17 x 10,5 cm Material: hârtie                                     | Pop Traian îi confirmă lui Mureșianu Aurel (1847-1909) trimiterea numerelor din "Tribuna" care i-au fost solicitate. Anexează și un număr din "Revista Orăștiei", în care apar două articole "Protestul celor 6" și "Lămurirea", ce nu au fost publicate în "Gazetă". Îl încurajează pe Mureșianu Aurel să-l combată categoric pe Lucaciu. | Muzeul „Casa Mureșenilor”, Brașov | Cimec    |
|      | Pop Traian către Mureșianu Aurel Autor: Pop, Traian                                                                               | Datare: 1896 aprilie 1/13 Dimensiuni: 22,5 x 14,5 cm Material: hârtie                                   | Pop Traian îl informează pe Mureșianu Aurel (1847-1909) despre discuția pe care a avut-o cu Vincențiu Babeș, în drum spre Mediaș. Vincențiu Babeș i-a comunicat părerea regelui Carol I despre lupta românilor din Transilvania: "cauza noastră este azi total compromisă prin rivalitatea partidelor și prin manoperile câtorva demagogi neleali și nesinceri de aici și de dincolo". Amintește de încercări ale unor oameni politici și de cultură din Transilvania de a se reuni în vederea luării de decizii privind lupta românilor din acestă provincie. V. Babeș critică activitatea lui Rațiu aprobând-o pe cea a "Gazetei". | Muzeul „Casa Mureșenilor”, Brașov | Cimec    |
|      | Pop Traian către Mureșianu Aurel Autor: Pop, Traian                                                                               | Datare: 1896 mai 03 Dimensiuni: 17,5 x 11,2 cm Material: hârtie                                         | Pop Traian îi comunică lui Mureșianu Aurel (1847-1909) întreruperea conferinței susținute de Rațiu, ca urmare a numeroaselor neînțelegeri din interiorul partidului. Aduce elogii "Gazetei" pe care o consideră "... singura dintre ziarele române... care a apărat și păstrat cu sfințenie onoarea steagului cauzei românismului". | Muzeul „Casa Mureșenilor”, Brașov | Cimec    |
|      | Pop Traian către Mureșianu Aurel Autor: Pop, Traian                                                                               | Datare: 1896 mai 08 Dimensiuni: 22,5 x 14,3 cm Material: hârtie                                         | Pop Traian îi comunică lui Mureșianu Aurel (1847-1909) informația conform căreia va avea loc în curând o conferință convocată de Rațiu, la Sibiu. Se va cere înlăturarea lui Rațiu de la conducerea partidului. | Muzeul „Casa Mureșenilor”, Brașov | Cimec    |
|      | Pop Traian către Mureșianu Aurel Autor: Pop, Traian                                                                               | Datare: 1896 mai 28 Dimensiuni: 22,5 x 14,2 cm Material: hârtie                                         | Pop Traian îi comunică lui Mureșianu Aurel (1847-1909) că va veni la Brașov pentru a-l înlocui la conducerea "Gazetei", în perioada în care va fi plecat în România. | Muzeul „Casa Mureșenilor”, Brașov | Cimec    |
|      | Pop Traian către Mureșianu Aurel Autor: Pop, Traian                                                                               | Datare: 1897 octombrie 30 Dimensiuni: 17,5 x 11,2 cm Material: hârtie                                   | Pop Traian îl anunță pe Mureșianu Aurel (1847-1909) că va veni la Brașov abia după ce își va rezolva afacerile în Buziaș. | Muzeul „Casa Mureșenilor”, Brașov | Cimec    |
|      | Pop Traian către Mureșianu Aurel Autor: Pop, Traian                                                                               | Datare: 1898 ianuarie 10 Dimensiuni: 17,2 x 11,4 cm Material: hârtie                                    | Pop Traian îl informează pe Mureșianu Aurel (1847-1909) că va veni la Brașov pentru a-l ajuta în redacția "Gazetei" în condițiile în care a reușit să-și arendeze pentru o perioadă de 6 ani proprietatea din Buziaș. | Muzeul „Casa Mureșenilor”, Brașov | Cimec    |
|      | Pop Traian către Mureșianu Aurel Autor: Pop, Traian                                                                               | Datare: 1906 octombrie 08 Dimensiuni: 17,3 x 11 cm Material: hârtie                                     | Pop Traian îi cere lui Mureșianu Aurel (1847-1909) salariul pe luna septembrie și să precizeze care este statutul său în cadrul redacției "Gazeta Transilvaniei". Arată starea sa de sănătate precară. | Muzeul „Casa Mureșenilor”, Brașov | Cimec    |
|      | Pop Traian către Mureșianu Aurel Autor: Pop, Traian                                                                               | Datare: noiembrie 24 Dimensiuni: 17,5 x 11 cm Material: hârtie                                          | Pop Traian îl roagă pe Mureșianu Aurel (1847-1909) să-i trimită ajutorul material promis. | Muzeul „Casa Mureșenilor”, Brașov | Cimec    |
|      | Pop Traian către Mureșianu Aurel Autor: Pop, Traian                                                                               | Datare: 1906 noiembrie 05 Dimensiuni: 17,5 x 11,2 cm Material: hârtie                                   | Pop Traian îi cere scuze lui Mureșianu Aurel că nu s-a dus la Sinodul de la Blaj, în calitate de corespondent al "Gazetei Transilvaniei". Mulțumește pentru suma de bani primită. | Muzeul „Casa Mureșenilor”, Brașov | Cimec    |
|      | Pop Traian către Mureșianu Aurel Autor: Pop, Traian                                                                               | Datare: 1906 decembrie 26 Dimensiuni: 17,3 x 11 cm Material: hârtie                                     | Pop Traian se arată nemulțumit de faptul că nu se mai află în redacția "Gazetei Transilvaniei" pentru a pregăti numărul de Crăciun al ziarului. Amintește de discuția contradictorie pe care a avut-o cu redactorul Paul. Face și o scurtă referire la situația politică a românilor din Transilvania. | Muzeul „Casa Mureșenilor”, Brașov | Cimec    |
|      | Pop Traian către Mureșianu Aurel Autor: Pop, Traian                                                                               | Datare: 1907 februarie 07 Dimensiuni: 17 x 10,7 cm Material: hârtie                                     | Pop Traian confirmă trimiterea unui manuscris tradus de soția sa, Leontina, după o poveste dalmatină și cere publicarea lui în "Gazeta Transilvaniei". Îi comunică lui Mureșianu Aurel (1847-1909) numirea lui Paul, fost redactor la "Gazeta Transilvaniei", în funcția de secretar la Consulatul român din Budapesta. Îi cere lui Mureșianu Aurel lămuriri privind funcția lui de redactor al "Gazetei". Prezintă situația sa financiară care este precară. | Muzeul „Casa Mureșenilor”, Brașov | Cimec    |
|      | Pop Traian către Mureșianu Aurel Autor: Pop, Traian                                                                               | Datare: 1907 iulie 08 Dimensiuni: 17,5 x 11 cm Material: hârtie                                         | Pop Traian îi cere scuze lui Mureșianu Aurel (1847-1909) că nu a putut ajunge la Blaj, având probleme de sănătate. Roagă să i se acorde un ajutor financiar de 200 de coroane din fondul pentru ajutorarea redactorilor, pe caz de boală. | Muzeul „Casa Mureșenilor”, Brașov | Cimec    |
|      | Anunță sosirea la Brașov pentru trei săptămâni Autor: Pop, Traian                                                                 | Datare: 1907 mai 15 Dimensiuni: 15,2 x 10 cm Material: hârtie                                           | Pop Traian îi confirmă lui Mureșianu Aurel (1847-1909) venirea lui la Brașov, unde va rămâne timp de 3 săpămâni. | Muzeul „Casa Mureșenilor”, Brașov | Cimec    |
|      | Pop Traian către Mureșianu Aurel Autor: Pop, Traian                                                                               | Dimensiuni: 10 x 5,7 cm Material: carton                                                                | Pop Traian îi mulțumește lui Mureșianu Aurel (1847-1909) pentru ajutorul financiar oferit. | Muzeul „Casa Mureșenilor”, Brașov | Cimec    |
|      | Pop Leontina către Mureșianu Aurel Autor: Pop, Leontina                                                                           | Datare: 1908 aprilie 09 Dimensiuni: 17,1 x 11,1 cm Material: hârtie                                     | Pop Leontina îi mulțumește lui Mureșianu Aurel (1847-1909) de ajutorul financiar pe care i l-a trimis soțului său, Pop Traian. Felicitări pentru "Gazeta Transilvaniei" ajunsă la 70 de ani de existență. | Muzeul „Casa Mureșenilor”, Brașov | Cimec    |
|      | Pop Leontina către Mureșianu Aurel Autor: Pop, Leontina                                                                           | Datare: 1908 mai 04 Dimensiuni: 17,1 x 11,1 cm Material: hârtie                                         | Pop Leontina îi confirmă lui Mureșianu Aurel (1847-1909) trimiterea unei fotografii mai vechi a soțului său, Pop Traian. Comunică starea gravă a soțului ei pe care-l va interna peste două zile în Casa de Sănătate de la Sibiu. | Muzeul „Casa Mureșenilor”, Brașov | Cimec    |
|      | Mureșianu Aurel către Pop Traian Autor: Mureșianu, A. Aurel                                                                       | Dimensiuni: 22 x 17 cm; 23,4 x 9,6 cm Material: hârtie                                                  | Mureșianu Aurel (1847-1909) îi răspunde lui Pop Traian în cauza demisiei acestuia din funcția de redactor la "Gazeta Transilvaniei" și înlocuirea lui cu Victor Branisce. | Muzeul „Casa Mureșenilor”, Brașov | Cimec    |
|      | Pop Ștefan către Mureșianu Aurel Autor: Pop, Ștefan                                                                               | Datare: 1893 decembrie 12 Dimensiuni: 21 x 20,3 cm Material: hârtie                                     | Pop Ștefan îi cere lui Mureșianu Aurel (1847-1909) să publice neapărat în "Gazeta Transilvaniei" protestul său în apărarea "Foii Poporului". | Muzeul „Casa Mureșenilor”, Brașov | Cimec    |
|      | Porcius Florian către Mureșianu Aurel Autor: Porcius, Florian                                                                     | Datare: 1896 august 20 Dimensiuni: 17,5 x 11 cm Material: hârtie                                        | Porcius Florian (1816-1906) îi mulțumește lui Mureșianu Aurel (1847-1909) pentru urările făcute cu prilejul împlinirii a celor 80 de ani. | Muzeul „Casa Mureșenilor”, Brașov | Cimec    |
|      | Popovici George către Mureșianu Aurel Autor: Popovici, Gheorghe                                                                   | Datare: 1897 aprilie 29 Dimensiuni: 17,2 x 11,2 cm Material: hârtie                                     | Popovici George îi mulțumește lui Mureșianu Aurel (1847-1909) pentru atenția acordată familiei sale. Îi comunică posibilitatea trimiterii unui articol semnat de Gr. Filimon cu referire la problemele bucovinenilor. Recomandă numirea unui corespondent la Cernăuți care să transmită "Gazetei" informații despre situația bucovinenilor, în articole uneori anonime și având ca semn de recunoaștere trei steluțe. | Muzeul „Casa Mureșenilor”, Brașov | Cimec    |
|      | Petculescu M.I. Către Mureșianu Aurel Autor: Petculescu, M.I.                                                                     | Datare: 1899 aprilie 29 Dimensiuni: 17,5 x 11,3 cm Material: hârtie                                     | Petculescu M.I. îi solicită lui Mureșianu Aurel (1847-1909) chitanța de primire a sumei de 500 fl. în contul abonamentului la suplimentul "Gazetei" ce apare duminica. | Muzeul „Casa Mureșenilor”, Brașov | Cimec    |
|      | Popescu Ioan către Mureșianu Iacob Autor: Popescu, Ioan                                                                           | Datare: 1867 noiembrie 12 Dimensiuni: 20,5 x 13,4 cm Material: hârtie                                   | Popescu Ioan îi cere lui Mureșianu Iacob (1812-1887) să-i recomande o institutoare româncă pentru școala din Șomcuța Mare, capitala Cetății de Piatră. | Muzeul „Casa Mureșenilor”, Brașov | Cimec    |
|      | Popescu Ioan către Mureșianu Aurel Autor: Popescu, Ion                                                                            | Datare: 1899 noiembrie 05 Dimensiuni: 17,5 x 11,2 cm Material: hârtie                                   | Popescu Ioan îl informează pe Mureșianu Aurel (1847-1909) asupra atenției pe care o acordă articolelor din "Gazeta Transilvaniei" ce susțin ideea obținerii autonomiei de către biserica greco-catolică. Critică aspru tendința episcopilor uniți de a-i transforma pe greco-catolici în catolici. | Muzeul „Casa Mureșenilor”, Brașov | Cimec    |
|      | Pop Andrei către Mureșianu Aurel Autor: Pop, Andrei                                                                               | Datare: 1901 februarie 24 Dimensiuni: 22,8 x 14,4 cm Material: hârtie                                   | Pop Andrei îi trimite lui Mureșianu Aurel (1847-1909) un articol răspuns la atacul înreptat împotriva "Gazetei Transilvaniei" de către ziarul maghiar "Szekelyseg". | Muzeul „Casa Mureșenilor”, Brașov | Cimec    |
|      | Olteanu Aurel către Mureșianu Aurel Autor: Olteanu, Aurel                                                                         | Datare: 1906 ianuarie 28 Dimensiuni: 14,7 x 21 cm Material: hârtie                                      | Olteanu Aureliu se oferă a deveni corespondent al "Gazetei Transilvaniei" la Budapesta, unde lucrează în Cancelarie ca și avocat. Scrisoarea prezintă antetul: "Dr. Aureliu Olteanu, Avocat." | Muzeul „Casa Mureșenilor”, Brașov | Cimec    |
|      | Petrescu Horia Petra către Mureșianu Aurel Autor: Petrescu, Horia Petra                                                           | Datare: 1906 ianuarie 17 Dimensiuni: 17 x 13,3 cm; 21 x 16,7 cm. Material: hârtie                       | Petrescu Horia Petra îi mulțumește lui Mureșianu Aurel (1847-1909) că i-a trimis gratuit ziarul Gazeta Transilvaniei. Scrisoarea are ca anexă traducerea unei poezii a lui Giacomo Leopardi "Monumentului lui Dante care se pregătea pentru Florența", traducere realizată de Petrescu H.P. | Muzeul „Casa Mureșenilor”, Brașov | Cimec    |
|      | Pordea Iuliu către Mureșianu Aurel Autor: Pordea, Iuliu                                                                           | Datare: 1907 februarie 06 Dimensiuni: 17,5 x 11,2 cm Material: hârtie                                   | Pordea Iuliu îi mulțumește lui Mureșianu Aurel (1847-1909) pentru că a publicat în paginile ziarului "Gazeta Transilvaniei" "Declarațiunea" sa. | Muzeul „Casa Mureșenilor”, Brașov | Cimec    |
|      | Podoabă Basil căte Mureșianu Aurel Autor: Podoabă, Basil                                                                          | Datare: 1900 decembrie 10 Dimensiuni: 17,3 x 11,2 cm Material: hârtie                                   | Podoabă Basil îl roagă pe Mureșianu Aurel (1847-1909) să-i publice în "Gazeta Transilvaniei" declarația sa în legătură cu fondul școlar din Cluj. | Muzeul „Casa Mureșenilor”, Brașov | Cimec    |
|      | Podoabă Basil către Mureșianu Aurel Autor: Podoabă, Basil                                                                         | Datare: 1908 ianuarie 19 Dimensiuni: 14,7 x 11 cm Material: hârtie                                      | Podoabă Basil transmite redacției "Gazeta Transilvaniei" felicitări cu prilejul împlinirii a 70 de ani de existență. | Muzeul „Casa Mureșenilor”, Brașov | Cimec    |
|      | Podoabă Basil către Mureșianu Aurel Autor: Podoabă, Basil                                                                         | Datare: 1908 septembrie 17 Dimensiuni: 17,5 x 13,3 cm Material: hârtie                                  | Podoabă Basil îl roagă pe Mureșianu Aurel (1847-1909) să i se publice corespondența pentru a se putea apăra de apostrofările ce i se adresează în Gazetă de către un anonim. | Muzeul „Casa Mureșenilor”, Brașov | Cimec    |
|      | Popescu I. către Mureșianu Aurel Autor: Popescu, I.                                                                               | Datare: 1908 mai 11 Dimensiuni: 22,5 x 14,3 cm Material: hârtie                                         | Popescu I. îi transmite lui Mureșianu Aurel (1847-1909) informații despre familia lui George Barițiu (1812-1893). Acestea i-au fost comunicate de către protopopul din Cluj, G. Dăian. Amintește că alte date despre genealogia lui Barițiu George îi pot fi oferite de Pop Simion, protopop din Luna. | Muzeul „Casa Mureșenilor”, Brașov | Cimec    |
|      | Păcățianu Teodor V. către Mureșianu Aurel Autor: Păcățianu, Teodor V.                                                             | Datare: 1902 noiembrie 01 Dimensiuni: 22,7 x 14,5 cm Material: hârtie                                   | Păcățianu Teodor V. (1852-1941) îl informează pe Mureșianu Aurel (1847-1909) că i-a trimis trei exemplare din "Cartea de aur" vol.II. Cere ca unul dintre exemplare să-l trimită domnului Petra Petrescu, director la filiala "Albinei" din Brașov, un alt exemplar să i-l dea domnului Aiser, casier la filiala "Albinei" din Brașov, iar cel de al treilea să-l păstreze. | Muzeul „Casa Mureșenilor”, Brașov | Cimec    |
|      | Păcățianu Teodor V. către Lengher Nicolae Autor: Păcățianu, Teodor V.                                                             | Datare: 1910 noiembrie 14 Dimensiuni: 23 x 14,5 cm Material: hârtie                                     | Păcățianu Teodor V. (1852-1941) îi cere tipografului gălățean, Lengher Nicolae, să-i comunice prețul volumelor V și VI din "Cartea de aur". | Muzeul „Casa Mureșenilor”, Brașov | Cimec    |
|      | Papiu Ilarian Alexandru către Mureșianu Iacob Autor: Papiu-Ilarian, Alexandru                                                     | Datare: 1852 noiembrie 18 Material: hârtie                                                              | Papiu Ilarian Alexandru (1827-1877) îi trimite lui Mureșianu Iacob (1812-1887) un articol pentru "Gazetă, promițând că vor urma și altele pe parcursul întregului an. Amintește de informațiile pe care le-a primit de la Episcopia Blajului în legătură cu participarea unor reprezentanți ai clerului greco-catolic la întâlnirea de la Strigoniu. Cere să nu i se publice numele în articolul din "Gazetă". | Muzeul „Casa Mureșenilor”, Brașov | Cimec    |
|      | Pop Ioan către Redacția "Gazeta Transilvaniei" Autor: Pop, Ioan                                                                   | Datare: 1852 mai 03 Dimensiuni: 22,6 x 14,4 cm Material: hârtie                                         | Pop Ioan trimite un articol redacției ziarului "Gazeta Transilvaniei". Își exprimă dorința de a se abona la acest ziar. | Muzeul „Casa Mureșenilor”, Brașov | Cimec    |
|      | Popassu Pan. către Mureșianu Iacob Autor: Poppasu, Pan                                                                            | Datare: 1853 august 09 Dimensiuni: 21,5 x 13,8 cm Material: hârtie                                      | Popassu Ioan îi trimite lui Mureșianu Iacob (1812-1887) o poezie pentru a fi publicată în "Foaie pentru minte, inimă și literatură", suplimentul cultural al ziarului "Gazeta Transilvaniei". | Muzeul „Casa Mureșenilor”, Brașov | Cimec    |
|      | Onciul Isydor către Mureșianu Iacob Autor: Onciul, Isydor                                                                         | Datare: 1854 ianuarie 02 Dimensiuni: 22 x 14 cm Material: hârtie                                        | Onciul Isydor (1834-1897) îi trimite lui Mureșianu Iacob (1812-1887) un articol cu rugămintea să fie publicat în "Gazeta Transilvaniei". | Muzeul „Casa Mureșenilor”, Brașov | Cimec    |
|      | Popu Ioan către Mureșianu Iacob Autor: Popu, Ioan                                                                                 | Datare: 1859 februarie 03 Dimensiuni: 21 x 14,2 cm Material: hârtie                                     | Popu Ioan îl roagă pe Mureșianu Iacob (1812-1887) să-i înmâneze o scrisoare domnului Heimlich. Informează despre arestul lui Axente ca urmare a neplății unei datorii. | Muzeul „Casa Mureșenilor”, Brașov | Cimec    |
|      | Popovici Ioan către redacția ziarului "Gazeta Transilvaniei" Autor: Popovici, Ion                                                 | Datare: 1861 iunie 23 Dimensiuni: 23 x 14,5 cm Material: hârtie                                         | Popovici Ioan se arată nemulțumit de "forfecarea" articolului său apărut în "Gazeta Transilvaniei". Cere redacției ziarului să i se publice și articolele lipsă. | Muzeul „Casa Mureșenilor”, Brașov | Cimec    |
|      | Poruțiu către Mureșianu Iacob Autor: Poruțiu                                                                                      | Datare: 1864 ianuarie 15 Dimensiuni: 22,4 x 11,4 cm Material: hârtie                                    | Poruțiu îl informează pe Mureșianu Iacob (1812-1887) că a primit cererea de pensionare a Suzanei Mureșanu (1820-1917), văduva lui Mureșanu Andrei (1816-1863). Îi cere ajutorul în procurarea unui document necesar pensionării. | Muzeul „Casa Mureșenilor”, Brașov | Cimec    |
|      | Pop Iustin către Mureșianu Iacob Autor: Pop, Iustin                                                                               | Datare: 1875 martie 30 Dimensiuni: 23,5 x 14,8 cm Material: hârtie                                      | Pop Iustin îl roagă pe Mureșianu Iacob (1812-1887) să publice în "Gazeta Transilvaniei" discursul la înmormântarea lui V.L. Popp. | Muzeul „Casa Mureșenilor”, Brașov | Cimec    |
|      | Pop Alessiu către redacția ziarului "Gazeta Transilvaniei" Autor: Pop, Alessiu                                                    | Datare: 1862 iulie 09 Dimensiuni: 24 x 14,5 cm Material: hârtie                                         | Pop Alessiu informează redacția "Gazetei Transilvaniei" că a contribuit cu 17 fl. la fondul ziarului precum și că ar dori să se aboneze pentru semestrul al II-lea. Scrisoarea prezintă în partea ei superioară o marcă, de culori diferite (albastru, roșu, auriu) și care conține cuvintele "Preuți! Cu crucea în frunte". | Muzeul „Casa Mureșenilor”, Brașov | Cimec    |
|      | Pop Vasile Ladislau către Mureșianu Aurel Autor: Pop, Vasile Ladislau                                                             | Datare: 1900 martie 04 Dimensiuni: 17,5 x 11,2 cm Material: hârtie                                      | Pop Vasile Ladislau (1819-1875) îi trimite lui Mureșianu Aurel (1847-1909) un articol cu rugămintea să-l publice în ziarul "Gazeta Transilvaniei". | Muzeul „Casa Mureșenilor”, Brașov | Cimec    |
|      | Pop Iosif către Mureșianu Aurel Autor: Pop, Iosif                                                                                 | Datare: 1897 august 23 Dimensiuni: 23,3 x 14,9 cm Material: hârtie                                      | Pop Iosif îl informează pe Mureșianu Aurel (1847-1909) de venirea sa la Panciova unde roagă să-i se trimită și ziarul "Gazeta Transilvaniei". Amintește de cele două articole apărute în numărul 175 din "Gazetă", unul cu referire la proiectul "Casei naționale" din Sbiu și cel de-al doilea cu referire la proiectul de lege al lui Iosif Gallu privitor la curtea cu jurați. Susține ideea conform căreia în tribunale este nevoie să se folosească și limba română. | Muzeul „Casa Mureșenilor”, Brașov | Cimec    |
|      | Pop Iosif către Mureșianu Aurel Autor: Pop, Iosif                                                                                 | Datare: 1908 mai 10 Dimensiuni: 17 x 11 cm Material: hârtie                                             | Pop Iosif își exprimă părerea referitor la înființarea unui "fond al Gazetei" pentru ajutorarea și sprijinirea ziariștilor și scriitorilor români din Transilvania, ca urmare a inițiativei lui Mureșianu Aurel (1847-1909). Oferă informații despre etapele ce trebuiesc parcurse în realizarea unui astfel de fond. | Muzeul „Casa Mureșenilor”, Brașov | Cimec    |
|      | Oprișiu Petre către Mureșianu Iacob Autor: Oprișiu, Petru                                                                         | Datare: 1867 iulie 25 Dimensiuni: 23,2 x 14,6 cm Material: hârtie                                       | Oprișiu Petre informează pe Mureșianu Iacob de plecarea sa din Brașov și stabilirea la Pesta. Povestește despre întâlnirea cu domnul Vulcanu, cel care i-a făcut cunoștiință cu diverși ziariști români din Pesta. | Muzeul „Casa Mureșenilor”, Brașov | Cimec    |
|      | Orgidan Livius către Mureșianu Iacob Autor: Orghidan, Livius                                                                      | Datare: 1874 aprilie 28 Dimensiuni: 20,5 x 13 cm Material: hârtie                                       | Orghidan Livius îi trimite lui Mureșianu Iacob (1812-1887) un necrolog pe care ar dori să-l publice, în numele lui Rațiu Ioan (1828-1902), în ziarul "Gazeta Transilvaniei". | Muzeul „Casa Mureșenilor”, Brașov | Cimec    |
|      | Penciu G. Avram către Mureșianu Iacob Autor: Penciu, Avram G.                                                                     | Datare: 1874 mai 13 Dimensiuni: 21 x 12,8 cm Material: hârtie                                           | Penciu G. Avram îi trimite lui Mureșianu Iacob (1812-1887) un articol pe care ar dori să-l publice în ziarul "Gazeta Transilvaniei". Articolul este o critică la adresa administrării necorespunzătoare a veniturilor comunale. | Muzeul „Casa Mureșenilor”, Brașov | Cimec    |
|      | Peteu Gr. G. către Mureșianu Iacob Autor: Peteu, Gr.G                                                                             | Datare: 1876 ianuarie 27 Dimensiuni: 21x 13,5 cm Material: hârtie                                       | Peteu Gr. G. îi povestește lui Mureșianu Iacob (1812-1887) despre frumusețile orașului Neapole. | Muzeul „Casa Mureșenilor”, Brașov | Cimec    |
|      | Peteu Gr. G. către Mureșianu Iacob Autor: Peteu, Gr.G                                                                             | Datare: 1876 martie 23 Dimensiuni: 21 x 13,4 cm Material: hârtie                                        | Peteu Gr. G. îi comunică lui Mureșianu Iacob (1812-1887) informații privind starea sa de sănătate. | Muzeul „Casa Mureșenilor”, Brașov | Cimec    |
|      | Pop Florentin către Mureșianu Aurel Autor: Pop, Florentin                                                                         | Datare: 1885 octombrie 22 Dimensiuni: 17,5 x 11 cm Material: hârtie                                     | Pop Florentin îl anunță pe Mureșianu Aurel (1847-1909) că scrie un roman istoric despre viața și faptele lui Avram Iancu din 1848. Îi cere să i se trimită o schiță biografică a lui Andrei Mureșanu, despre care consideră că a avut "un rol esențial în însuflețirea națiunii române prin apelul Deșteaptă-te, române" sau cel puțin, câteva informații despre legătura lui cu Avram Iancu. Roagă să i se trimită, gratis sau contra cost numerele din "Foaie pentru minte, inimă și literatură", în care se face referire la luptele românilor transilvăneni de la 1848, 1849 dar și la biografia lui Avram Iancu apărută în 1872. Anunță că i-a trimis un exemplar din "Horea". | Muzeul „Casa Mureșenilor”, Brașov | Cimec    |
|      | Păcurar Pop Corneliu către Mureșianu Aurel Autor: Pop Păcurar, Cornel                                                             | Dimensiuni: 5,5 x 9,2 cm Material: hârtie                                                               | Păcurar Pop Corneliu îi comunică lui Mureșianu Aurel (1847-1909) posibilitatea renunțării sale la funcția de redactor la "Tribuna" în schimbul angajării sale ca redactor la "Gazeta Transilveniei" și a unor avantaje financiare. Cere ca această informație să rămână secretă. | Muzeul „Casa Mureșenilor”, Brașov | Cimec    |
|      | Pop Păcurar Cornel către Mureșianu Aurel Autor: Pop Păcurar, Cornel                                                               | Dimensiuni: 17,3 x 11,3 cm Material: hârtie                                                             | Pop Păcurar Cornel îl informează pe Mureșianu Aurel (1847-1909) de atentatul eșuat organizat de ambasadorul Rusiei la București împotriva lui Ioan Brătianu. | Muzeul „Casa Mureșenilor”, Brașov | Cimec    |
|      | Pop Păcurar Cornel către Mureșianu Aurel Autor: Pop Păcurar, Cornel                                                               | Datare: 1887 noiembrie 29 Dimensiuni: 17,1 x 11,2 cm Material: hârtie                                   | Pop Păcurar Cornel se oferă a deveni corespondent al ziarului "Gazeta Transilvaniei" la București. Îl roagă pe Mureșianu Aurel (1847-1909) să-l anunțe în ce zi din săptămână trebuie să trimită o corespondență spre publicare. | Muzeul „Casa Mureșenilor”, Brașov | Cimec    |
|      | Pop Păcurar Cornel către Mureșianu Aurel Autor: Pop Păcurar, Cornel                                                               | Datare: 1892 aprilie 23 Dimensiuni: 17,3 x 11,1 cm Material: hârtie                                     | Pop Păcura Cornel îl anunță pe Mureșianu Aurel (1847-1909) de sosirea sa la Huși, unde a fost numit revizor școlar. Îl informează asupra deciziilor luate de guvernul Catargiu-Carp cu privire la statutul românilor transilvăneni stabiliți în România. | Muzeul „Casa Mureșenilor”, Brașov | Cimec    |
|      | Ocășian G. către Mureșianu Aurel Autor: Ocășian, G.                                                                               | Datare: 1887 martie 25 Dimensiuni: 21x 13,5 cm Material: hârtie                                         | Ocășian G. îl anunță pe Mureșianu Aurel (1847-1909) că i-a trimis o telegramă cu ocazia jubileului de 50 de ani al ziarului "Gazeta Transilvaniei", la care au semnat și 14 tineri români din Paris. Cere să i se trimită colecția ziarului "Gazeta Transilvaniei" din 1879 și 1882. Îl încurajează în continuarea luptei culturale împotriva ungurilor. | Muzeul „Casa Mureșenilor”, Brașov | Cimec    |
|      | Ocășian G. către Mureșianu Aurel Autor: Ocășian, G.                                                                               | Datare: 1893 iunie 10 Dimensiuni: 8,8 x 13,9 cm Material: hârtie                                        | Ocășian G. îl informează pe Mureșianu Aurel (1847-1909) de noua sa adresă din Paris. Cere să i se publice un articol despre Th. Renaudot, părintele presei franceze. | Muzeul „Casa Mureșenilor”, Brașov | Cimec    |
|      | Petrașcu Dima Ioan către Mureșianu Aurel Autor: Petrașcu, Dima Ioan                                                               | Datare: 1888 octombrie 30 Dimensiuni: 21,2 x 13,3 cm Material: hârtie                                   | Petrașcu Dima Ioan îi transmite felicitări lui Mureșianu Aurel (1847-1909) cu prilejul căsătoriei acestuia. | Muzeul „Casa Mureșenilor”, Brașov | Cimec    |
|      | Papahaghi Verduni către redacția "Gazetei Transilvaniei" Autor: Papahagi, Verduni                                                 | Datare: 1906 iunie 04 Dimensiuni: 22,6 x 13,9 cm Material: hârtie                                       | Papahaghi Verduni mulțumește redacției ziarului "Gazeta Transilvaniei" pentru interesul arătat aromânilor. Cere ca la sfârșitul conferinței să fie discutată și "chestiunea aromână". | Muzeul „Casa Mureșenilor”, Brașov | Cimec    |
|      | Augustin Paul către Mureșianu Aurel Autor: Paul, Augustin                                                                         | Datare: 1891 august 01 Dimensiuni: 15,1 x 11,2 cm Material: hârtie                                      | Augustin Paul îi trimite lui Mureșianu Aurel (1847-1909) traducerea unui fragment dintr-o lucrare umoristică englezească având rugămintea să fie publicată în ziarul "Gazeta Transilvaniei". | Muzeul „Casa Mureșenilor”, Brașov | Cimec    |
|      | Augustin Paul către Mureșianu Aurel Autor: Paul, Augustin                                                                         | Datare: 1893 iulie 16 Dimensiuni: 23 x 14,3 cm Material: hârtie                                         | Augustin Paul îi solicită lui Mureșianu Aurel (1847-1909) un post de colaborator la redacția ziarului "Gazeta Transilvaniei". Enumeră studiile pe care le-a făcut și colaborările la diverse publicații. | Muzeul „Casa Mureșenilor”, Brașov | Cimec    |
|      | Paul Augustin către Mureșianu Aurel Autor: Paul, Augustin                                                                         | Datare: 1893 iulie 13 Dimensiuni: 21 x 16,9 cm Material: hârtie                                         | Paul Augustin îi cere lui Mureșianu Aurel (1847-1909) un răspuns la solicitarea lui de a fi angajat în redacția ziarului "Gazeta Transilvaniei". În cazul în care răspunsul este negativ îl roagă pe Mureșianu Aurel să-l ajute în ocuparea unui post de profesor sau a orice altceva dar în domeniul instrucțiunii publice. | Muzeul „Casa Mureșenilor”, Brașov | Cimec    |
|      | Paul Augustin către Mureșianu Aurel Autor: Paul, Augustin                                                                         | Datare: 1893 iulie 19 Dimensiuni: 17,5 x 11 cm Material: hârtie                                         | Paul Augustin mulțumește lui Mureșianu Aurel (1847-1909) pentru că l-a acceptat ca și colaborator intern la ziarul "Gazeta Transilvaniei". | Muzeul „Casa Mureșenilor”, Brașov | Cimec    |
|      | Paul Augustin către Mureșianu Aurel Autor: Paul, Augustin                                                                         | Datare: 1905 decembrie 31 Descoperit: Brașov Dimensiuni: 17,5 x 11,2 cm Material: hârtie                | Paul Augustin îl felicită pe Mureșianu Aurel (1847-1909) cu prilejul noului an. Ca răsplată pentru întreaga sa activitate depusă în redacația ziarului "Gazeta Transilveniei" cere unele avantaje materiale. | Muzeul „Casa Mureșenilor”, Brașov | Cimec    |
|      | Paul Augustin către Mureșianu Aurel Autor: Paul, Augustin                                                                         | Datare: 1906 decembrie 13 Dimensiuni: 22,9 x 14,2 cm Material: hârtie                                   | Paul Augustin își anunță plecarea din redacția ziarului "Gazeta Transilvaniei". Îl înștiințează pe Mureșianu Aurel (1847-1909) că a luat cu sine discursul lui Ștefan C. Pop, publicat în foaia oficială ungară, pe care urmează să-l traducă. | Muzeul „Casa Mureșenilor”, Brașov | Cimec    |
|      | Paul Augustin către Maior G., redactor la "Gazeta Transilvaniei" Autor: Paul, Augustin                                            | Datare: 1893 martie 19 Dimensiuni: 17,5 x 11 cm Material: hârtie                                        | Paul Augustin (1866-1921) se arată mulțumit că a fost acceptat ca și colaborator al ziarului "Gazeta Transilvaniei". Cere un avans de 50 fl., necesar venirii la Brașov. | Muzeul „Casa Mureșenilor”, Brașov | Cimec    |
|      | Paul Augustin către Maior G., redactor la "Gazeta Transilvaniei" Autor: Paul, Augustin                                            | Datare: 1893 iulie 30 Dimensiuni: 22,4 x 14,3 cm Material: hârtie                                       | Paul Augustin (1866-1921) își exprimă mulțumirea că a reușit să intre colaborator în rândurile redacției ziarului "Gazeta Transilvaniei". | Muzeul „Casa Mureșenilor”, Brașov | Cimec    |
|      | Periețeanu Buzău S. către Mureșianu Aurel Autor: Periețeanu Buzău, S.                                                             | Datare: 1893 noiembrie 29 Dimensiuni: 16,7 x 11 cm Material: hârtie                                     | Periețeanu Buzău S. îi muțumește lui Mureșianu Aurel (1847-1909) pentru amabilitatea cu care a fost primit la Brașov. Trimite un articol publicat în ziarul francez "La liberte" în care face referire la situația nefavorabilă a românilor din Ungaria. Se oferă să trimită câte un articol pe săptămână pentru a fi publicat în "Gazeta Transilvaniei". | Muzeul „Casa Mureșenilor”, Brașov | Cimec    |
|      | Periețeanu Buzău S. către Mureșianu Aurel Autor: Periețeanu Buzău, S.                                                             | Datare: 1893 noiembrie 01 Dimensiuni: 22,8 x 14,4 cm Material: hârtie                                   | Periețeanu Buzău S. se arată nemulțumit că nu a primit răspuns la scrisoarea sa în care își oferea serviciile pentru "Gazeta Transilvaniei". Îl întreabă pe Mureșianu Aurel (1847-1909) dacă librăria Ciurcu îi poate face rost de calendarele și almanahurile care apar în Banat, Transilvania și Bucovina și în posesia cărora ar dori să intre. Cere de asemenea și un exemplar din broșura profesorului Bodnar Zigmond. | Muzeul „Casa Mureșenilor”, Brașov | Cimec    |
|      | Pop Constantin către Mureșianu Aurel Autor: Pop, Constantin                                                                       | Datare: 1890 mai 18 Dimensiuni: 23 x 14,5 cm Material: hârtie                                           | Pop Constantin îl informează pe Mureșianu Aurel (1847-1909) că nu poate plăti polița în valoare de 75 fl. din cauză că firma sa a dat faliment. | Muzeul „Casa Mureșenilor”, Brașov | Cimec    |
|      | Popu Octavian către Mureșianu Aurel Autor: Popu, Octavian                                                                         | Datare: 1891 mai 04 Dimensiuni: 17,5 x 11,2 cm Material: hârtie                                         | Popu Octavian îi prezintă lui Mureșianu Aurel (1847-1909) opera "Meister Manole", dramă în 5 acte de Carmen Sylva, impactul pe care l-a avut asupra tinerilor din Viena și mai ales cum a fost ea primită de critica din capitala imperiului austro-ungar. Cere să i se trimită ziarul "Gazeta Transilvaniei". | Muzeul „Casa Mureșenilor”, Brașov | Cimec    |
|      | Emericu Popu către Mureșianu Aurel Autor: Popu, Emericu                                                                           | Datare: 1892 aprilie 11 Dimensiuni: 22,9 x 14,4 cm Material: hârtie                                     | Emericu Popu îi mulțumește lui Mureșianu Aurel (1847-1909) pentru cadoul plăcut. Scrisoarea este personalizată cu numele lui Emericu Popu. | Muzeul „Casa Mureșenilor”, Brașov | Cimec    |
|      | Popp Ioan Bichișanu către Mureșianu Aurel Autor: Popp, Ioan                                                                       | Datare: 1901 iulie 24 Dimensiuni: 13,2 x 13,2 cm Material: hârtie                                       | Popp Ioan Bichișanu îi descrie lui Mureșianu Aurel (1847-1909) atmosfera culturală de la Băile Herculane. | Muzeul „Casa Mureșenilor”, Brașov | Cimec    |
|      | Popp Ioan către Mureșianu Aurel Autor: Popp, Ioan                                                                                 | Datare: 1902 februarie 20 Descoperit: Baden, Austria Dimensiuni: 17,5 x 10,9 cm Material: hârtie        | Popp Ioan îi oferă lui Mureșianu Aurel (1847-1909) informații cu referire la familia sa. Cu prilejul Jubileului ziarului "Gazeta Transilvaniei" îi trimite un articol despre arteroscleroză, considerată "morbul batrânilor", pe care ar dori să-l publice. | Muzeul „Casa Mureșenilor”, Brașov | Cimec    |
|      | Popp Ioan către Mureșianu Aurel Autor: Popp, Ioan                                                                                 | Datare: 1902 septembrie 26 Dimensiuni: 14 x 9 cm Material: hârtie                                       | Popp Ioan îi trimite lui Mureșianu Aurel (1847-1909) informații despre cei trei fii ai săi, aflați în cadrul armatei. Transmite salutări de la Baden, unde se află din motive de sănătate. | Muzeul „Casa Mureșenilor”, Brașov | Cimec    |
|      | Popp Ioan către Mureșianu Aurel Autor: Popp, Ioan                                                                                 | Datare: 1906 mai 26 Dimensiuni: 17,5 x 11 cm Material: hârtie                                           | Popp Ioan îl informează pe Mureșianu Aurel (1847-1909) asupra programului pe care și l-a stabilit pentru vară: băi la Sângeorgiu, Bikiș, Valea Bârgăului, Năsăud, Brașov și România. Trimite mulțumiri pentru cele două broșuri ale sale apărute în Tipografia "A. Mureșianu": "Despre primul ajutor" și "Despre tutun". | Muzeul „Casa Mureșenilor”, Brașov | Cimec    |
|      | Popp Ioan către Mureșianu Aurel Autor: Popp, Ioan                                                                                 | Datare: 1906 august 27 Dimensiuni: 17,5 x 11 cm Material: hârtie                                        | Popp Ioan îl informează pe Mureșianu Aurel (1847-1909) asupra corecturii broșurii sale, "Tutunul". Dă indicații privind comercializarea acestei broșuri. | Muzeul „Casa Mureșenilor”, Brașov | Cimec    |
|      | Popp Ioan către Mureșianu Aurel Autor: Popp, Ioan                                                                                 | Datare: 1907 ianuarie 12 Dimensiuni: 13,8 x 9 cm Material: hârtie                                       | Popp Ioan îl felicită pe Mureșianu Aurel (1847-1909) cu prilejul noului an. | Muzeul „Casa Mureșenilor”, Brașov | Cimec    |
|      | Popp Ioan către Mureșianu Aurel Autor: Popp, Ioan                                                                                 | Datare: 1908 iulie 28 Dimensiuni: 17,7 x 11 cm Material: hârtie                                         | Popp Ioan îl informează pe Mureșianu Aurel (1847-1909) asupra șederii sale la Rășinari. Dorește să primească un răspuns la articolul său despre sistemul nervos. | Muzeul „Casa Mureșenilor”, Brașov | Cimec    |
|      | Popp Ioan către Mureșianu Aurel Autor: Popp, Ioan                                                                                 | Datare: 1910 noiembrie 06 Dimensiuni: 5,5 x 9,3 cm Material: hârtie                                     | Popp Ioan îl anunță pe Mureșianu Aurel (1847-1909) că i-a trimis suma de 50 de coroane pe care i-a solicitat-o. Îl sfătuiește să fie mai chibzuit cu cheltuielile financiare. | Muzeul „Casa Mureșenilor”, Brașov | Cimec    |
|      | Iacob Mureșianu cere tabele logaritmice, haine și bani Autor: Mureșianu, Iacob                                                    | Datare: 1876 iunie 08 Dimensiuni: L: 17,5 cm; l: 11 cm Material: hârtie                                 | Iacob Mureșianu (1857-1917) îl anunță pe tatăl său, Iacob Mureșianu (1812-1887) că din lipsă de bani nu a frecventat cursurile facultății de politehnică. | Muzeul „Casa Mureșenilor”, Brașov | Cimec    |
|      | Probleme financiare Autor: Mureșianu, Iacob                                                                                       | Datare: 1876 iunie 16 Dimensiuni: L: 17,5 cm; l: 11 cm Material: hârtie                                 | Iacob Mureșianu (1857-1917) îl anunță pe tatăl său Iacob Mureșianu (1812-1887) că nu frecventează cursurile din cauza lipsei de pantofi și de mâncare. | Muzeul „Casa Mureșenilor”, Brașov | Cimec    |
|      | Informații cotidiene Autor: Mureșianu, Iacob                                                                                      | Datare: 1876 decembrie 18 Dimensiuni: L: 13,5 cm; l: 8,5 cm Material: hârtie                            | Iacob Mureșianu (1857-1917) îl informează pe tatăl său Iacob Mureșianu (1812-1887) că a luat examenul cu succes. Colegii l-au ales membru în comitetul balului Societății "România Jună". Comunică înscrierea la Politehnică. Cere bani. | Muzeul „Casa Mureșenilor”, Brașov | Cimec    |
|      | Informații cotidiene Autor: Mureșianu, Iacob                                                                                      | Datare: februarie 1880 Dimensiuni: 22 x 14 cm Material: hârtie                                          | Iacob Mureșianu (1857-1917) îl informează pe tatăl său, Iacob Mureșianu, (1812-1887) că Năsăudenii nu-l sprijină în activitatea de dezvoltare a armoniei prin muzică și cânt. Arată dificultățile ce i se fac. Cere bani pentru călătorie și examen la Conservatorul din Viena. | Muzeul „Casa Mureșenilor”, Brașov | Cimec    |
|      | Informații despre activitatea lui Iacob Mureșianu la Lipsca Autor: Mureșianu, Iacob                                               | Datare: 1880 februarie 19 Dimensiuni: 15 cm x 10 cm Material: hârtie                                    | Iacob Mureșianu (1857-1917) îl informează pe tatăl său, Iacob Mureșianu (1812-1887), că este bolnav și lucrează mult. Frecventează mult opera și concertele. Este primit la Conservator în categoria înaintașilor. Anunță că a trimis surorii sale noua sa compoziție cât și noua sa direcție muzicală românească. | Muzeul „Casa Mureșenilor”, Brașov | Cimec    |
|      | Document Autor: Mureșianu, Iacob                                                                                                  | Datare: 1880 februarie 27 Dimensiuni: 15 x 10 cm Material: hârtie                                       | Iacob Mureșianu (1857-1917) îl informează pe tatăl său, Iacob Mureșianu (1812-1887), despre evoluția monumentului dedicat surorii sale, Sevastia. Pentru conservarea vocii fumează puțin și nu bea bere. Sfaturi pentru fratele Traian. | Muzeul „Casa Mureșenilor”, Brașov | Cimec    |
|      | Document Autor: Mureșianu, Iacob                                                                                                  | Datare: 1880 noiembrie 4 Dimensiuni: 15 cm x 10 cm Material: hârtie                                     | Iacob Mureșianu (1857-1917) povestește tatălui său, Iacob Mureșianu (1812-1887) despre amabilitatea gazdelor sale germane cu prilejul onomasticei sale; germanii îl serbează în aceeași zi pe Iacob Mendelssohn, compozitor. | Muzeul „Casa Mureșenilor”, Brașov | Cimec    |
|      | Document Autor: Mureșianu, Iacob                                                                                                  | Datare: 1881 februarie 01 Dimensiuni: 17,5 x 11 cm Material: hârtie                                     | Iacob Mureșianu (1857-1917) îl anunță pe tatăl său, Iacob Mureșianu (1812-1887) că a fost ales un nou director al Conservatorului din Viena; îl felicită cu prilejul zilei onomastice. | Muzeul „Casa Mureșenilor”, Brașov | Cimec    |
|      | Iacob Mureșianu informează despre școală Autor: Mureșianu, Iacob                                                                  | Datare: 1881 noiembrie 17 Dimensiuni: 17,5 x 11 cm Material: hârtie                                     | Iacob Mureșianu (1857-1917) îi povestește tatălui său Iacob Mureșianu (1812-1887) despre atenția deosebită pe care o acordă studiului muzical, continuând să muncească chiar și noaptea. Cere bani pentru taxele școlare. Amintește despre "Busstag", o sărbătoare specială a germanilor. | Muzeul „Casa Mureșenilor”, Brașov | Cimec    |
|      | Iacob Mureșianu îi multumește tatălui său Autor: Mureșianu, Iacob                                                                 | Datare: 1882 ianuarie 22 Dimensiuni: 17,5 x 11 cm Material: hârtie                                      | Iacob Mureșianu (1857-1917) îi mulțumește tatălui său, Iacob Mureșianu (1812-1887) pentru cuvintele frumoase și pentru cei 5 fl. pe care i-a primit. Se plânge de durerile la piciorul stâng ori de câte ori se schimbă vremea. Își exprimă dorința de a continua studiul muzical, la fel ca și până atunci, cu multă sârguință și poate așa generațiile viitoare își vor aminti de el. | Muzeul „Casa Mureșenilor”, Brașov | Cimec    |
|      | Scrisoare Autor: Mureșianu, Iacob                                                                                                 | Datare: 1882 octombrie 27 Dimensiuni: 22 x 14 cm Material: hârtie                                       | Iacob Mureșianu (1857-1917) comunică tatălui său, Iacob Mureșianu (1812-1887), sosirea întârziată la Leipzig și lipsa de la cursurile ultimei clase de compoziție "102". I s-au admis cursuri suplimentare pentru a recupera. Profesorii îl iubesc mult. Cere 12 fl. pentru orele suplimentare. | Muzeul „Casa Mureșenilor”, Brașov | Cimec    |
|      | Comunicări despre școală Autor: Mureșianu, Iacob                                                                                  | Datare: 1882 iulie 14 Dimensiuni: 17,5 x 11 cm Material: hârtie                                         | Iacob Mureșianu (1857-1917) mulțumește tatălui său, Iacob Mureșianu (1812-1887) pentru banii trimiși. Speră un stipendiu de la Fundația "Mendelssohn" după cum i-a promis președintele acestei fundații. Participă cu o piesă - Duet pentru Tenor și Soprană - la concursul organizat de aceeași fundație. | Muzeul „Casa Mureșenilor”, Brașov | Cimec    |
|      | Document Autor: Mureșianu, Iacob                                                                                                  | Datare: 1885 octombrie 09 Dimensiuni: 17,5 cm x 11 cm Material: hârtie                                  | Iacob Mureșianu (1857-1917) îl anunță pe tatăl său, Iacob Mureșianu (1812-1887), că a fost ales, în unanimitate, ca profesor la școlile din Blaj. Locuiește provizoriu la Mitropolitul Vancea. | Muzeul „Casa Mureșenilor”, Brașov | Cimec    |
|      | Document Autor: Mureșianu, Iacob                                                                                                  | Datare: 1876 decembrie 12 Dimensiuni: 17,5 x 11 cm Material: hârtie                                     | Iacob Mureșianu (1857-1917) cere mamei sale Sevastia (1824-1879) bani pentru diverse activități necesare: hrană, cursuri și transport. Comunică plecarea soților Pruncul (rude din Bucovina) la Franzesbad. | Muzeul „Casa Mureșenilor”, Brașov | Cimec    |
|      | Scrisoare Autor: Mureșianu, Iacob                                                                                                 | Datare: 1877 noiembrie 07 Dimensiuni: 20,5 x 13 cm Material: hârtie                                     | Iacob Mureșianu (1857-1917) mulțumește mamei sale Sevastia (1824-1879) pentru urările pe care i le-a făcut cu prilejul zilei sale de naștere. O anunță pe mama sa că a găsit un pian "Amborg" cu 320 fl. pe care ar dori să-l achiziționeze. Greutăți financiare. | Muzeul „Casa Mureșenilor”, Brașov | Cimec    |
|      | Document Autor: Mureșianu, Iacob                                                                                                  | Datare: 1867 februarie 22 Dimensiuni: 23 x 14 cm Material: hârtie                                       | Iacob Mureșianu (1857-1917) povestește fratelui său, Aurel (1847-1909) aflat la Viena despre nunta fratelui lor mai mare, Iancu (1841-1925). La eveniment au participat și d-nii Pruncul și Dobreanu care au toastat în cinstea mirilor dar și a celorlalți membrii ai familiei Mureșianu. | Muzeul „Casa Mureșenilor”, Brașov | Cimec    |
|      | Informații despre activitatea sa Autor: Mureșianu, Iacob                                                                          | Datare: 1876 aprilie 29 Dimensiuni: 20cm x 13 cm Material: hârtie                                       | Iacob Mureșianu (1857-1917) relatează fratelui său, Aurel (1847-1909) că s-a apucat serios de studiul matematicii. A dat colocvii cu succes. A fost la teatrul "Charles Theater" cu Făgărășanu. Cere numele corespondentului "României June" care a publicat alegerile de comitet ale Societății România Jună în nr. 20/1876. | Muzeul „Casa Mureșenilor”, Brașov | Cimec    |
|      | Iacob Mureșianu către fratele său, Aurel Mureșianu Autor: Mureșianu, Iacob                                                        | Datare: 1876 mai 18 Dimensiuni: 18 x 11,5 cm Material: hârtie                                           | Iacob Mureșianu (1857-1917) cere fratelui său, Aurel Mureșianu (1847-1909), bani pentru a-și plăti datoriile legate de chirie. | Muzeul „Casa Mureșenilor”, Brașov | Cimec    |
|      | Iacob Mureșianu către fratele său, Aurel Mureșianu Autor: Mureșianu, Iacob                                                        | Datare: 1876 Dimensiuni: 13 x 8,5 cm Material: hârtie                                                   | Iacob Mureșianu (1857-1917) cere fratelui său, Aurel (1847-1909) sprijin material urgent în condițiile în care este grav bolnav și necesită îngrijire medicală de specialitate. Îl anunță de amânarea examenului, acceptată de domnul profesor Spitzer, până ce se va însănătoși. Datarea este 1876, anul cât a fost student în Viena. | Muzeul „Casa Mureșenilor”, Brașov | Cimec    |
|      | Iacob Mureșianu către fratele său, Aurel Mureșianu Autor: Mureșianu, Iacob                                                        | Datare: 1876 mai 13 Dimensiuni: 21 x 14 cm Material: hârtie                                             | Iacob Mureșianu (1857-1917) îl informează pe fratele său, Aurel Mureșianu (1847-1909), de cheltuielile zilnice. A cerut un împrumut dlui. Teclu, care îl ajuta de obicei, dar acesta din lipsă de bani l-a refuzat. Povestește despre excursia organizată la 3 mai de tinerii români la Modling, la care a participat după ce aceștia au insistat foarte mult să vină și el. | Muzeul „Casa Mureșenilor”, Brașov | Cimec    |
|      | Iacob Mureșianu către fratele său, Aurel Mureșianu Autor: Mureșianu, Iacob                                                        | Datare: 1876 mai 21 Dimensiuni: 18 x 11 cm Material: hârtie                                             | Iacob Mureșeianu (1857-1917) îi comunică fratelui său, Aurel Mureșianu (1847-1909), adresa lui Jozef Knotzer. Solicită un împrumut financiar necesar continuării studiilor. | Muzeul „Casa Mureșenilor”, Brașov | Cimec    |
|      | Iacob Mureșianu către fratele său, Aurel Mureșianu Autor: Mureșianu, Iacob                                                        | Datare: 1876 iulie 07 Dimensiuni: 18 x 11 cm Material: hârtie                                           | Iacob Mureșianu (1857-1917) îi comunică fratelui său Aurel Mureșianu (1847-1909) situația examenelor la matematică, geometrie, chimie anorganică, franceză. Avocatul Rațiu din Turda i-a făcut o vizită în ziua de 7 iulie, regretând că nu l-a găsit și pe Aurel. | Muzeul „Casa Mureșenilor”, Brașov | Cimec    |
|      | Iacob Mureșianu către fratele său, Aurel Mureșianu Autor: Mureșianu, Iacob                                                        | Datare: 1876 iulie 08 Dimensiuni: 14 x 8,5 cm Material: hârtie                                          | Iacob Mureșianu (1857-1917) îl roagă pe fratele său Aurel Mureșianu (1847-1909) să comunice d-lui Pruncu că fratele său se află la Viena, de aici urmând să plece în Franța. Un funcționar al Cancelariei s-a interesat de venirea lui Aurel Mureșianu la Viena. | Muzeul „Casa Mureșenilor”, Brașov | Cimec    |
|      | Carte poștală către fratele său, Aurel Mureșianu Autor: Mureșianu, Iacob                                                          | Datare: 1876 iulie 26 Dimensiuni: 12 x 8 cm Material: hârtie                                            | Iacob Mureșianu (1857-1917) îl informează pe fratele său Aurel Mureșianu (1847-1909) despre starea sănătății sale și consultul pe care i l-a acordat doctorul Hosanu. | Muzeul „Casa Mureșenilor”, Brașov | Cimec    |
|      | Informații către fratele său, Aurel Mureșianu Autor: Mureșianu, Iacob                                                             | Datare: 1876 august 12 Dimensiuni: 17,5 x 11 cm Material: hârtie                                        | Iacob Mureșianu (1857-1917) îi comunică fratelui său, Aurel Mureșianu (1847-1909) situația sa financiară. Face o dare de seamă a cheltuielilor. Se justifică pentru care motive a luat nota "genugend" (suficient). | Muzeul „Casa Mureșenilor”, Brașov | Cimec    |
|      | Informații către Aurel Mureșianu Autor: Mureșianu, Iacob                                                                          | Datare: 1876 august 28 Dimensiuni: 18 x 11 cm Material: hârtie                                          | Iacob Mureșianu (1857-1917) îl informează pe fratele său, Aurel Mureșianu (1847-1909) despre sumele plătite la chirie, spălătoreasă, profesorului Teclu; dorește să închirieze o altă locuință. | Muzeul „Casa Mureșenilor”, Brașov | Cimec    |
|      | Informații diverse către fratele său, Aurel Autor: Mureșianu, Iacob                                                               | Datare: 1876 septembrie 06 Dimensiuni: 20 x 12 cm Material: hârtie                                      | Iacob Mureșianu (1857-1917) îi comunică fratelui său Aurel Mureșianu (1847-1909) răspunsul pe care l-a primit de la Cancelaria Rectoratului în legătură cu certificatul trimestrial pentru stipendiu. Cere consultări în legătură cu prestarea serviciului militar. | Muzeul „Casa Mureșenilor”, Brașov | Cimec    |
|      | Comunicări în legătură cu serviciul militar Autor: Mureșianu, Iacob                                                               | Datare: 1876 septembrie 13 Dimensiuni: 22,5 x 14,5 cm Material: hârtie                                  | Iacob Mureșianu (1857-1917) îi cere un răspuns urgent lui Aurel Mureșianu (1847-1909) în privința satisfacerii serviciului militar; solicită un ajutor financiar de 17 fl. | Muzeul „Casa Mureșenilor”, Brașov | Cimec    |
|      | Informații diverse către fratele său, Aurel Mureșianu Autor: Mureșianu, Iacob                                                     | Datare: 1876 septembrie 21 Dimensiuni: 22,5 x 14,5 cm Material: hârtie                                  | Iacob Mureșianu (1857-1917) îi comunică fratelui său Aurel Mureșianu (1847-1909) informații în legătură cu serviciul militar și studii. A primit vizita d-lor Bologa, Baleșiu, C. Popu. | Muzeul „Casa Mureșenilor”, Brașov | Cimec    |
|      | Iacob Mureșianu cere sprijin financiar Autor: Mureșianu, Iacob                                                                    | Datare: 1876 septembrie 29 Dimensiuni: 17,5 x 11 cm Material: hârtie                                    | Iacob Mureșianu (1857-1917) îl roagă pe fratele său Aurel Mureșianu (1847-1909) să-i trimită 19 fl. pentru a-și putea plăti chiria și studiile. | Muzeul „Casa Mureșenilor”, Brașov | Cimec    |
|      | Informează despre situația financiară Autor: Mureșianu, Iacob                                                                     | Datare: 1876 octombrie 06 Dimensiuni: 13,5 x 8,5 Material: hârtie                                       | Iacob Mureșianu (1857-1917) mulțumește fratelui său Aurel Mureșianu (1847-1909) pentru banii primiți. Face un calcul al cheltuielilor viitoare solicitând o nouă sumă de bani. | Muzeul „Casa Mureșenilor”, Brașov | Cimec    |
|      | Iacob Mureșianu cere sprijin material fratelui său Autor: Mureșianu, Iacob                                                        | Datare: 1876 octombrie 15 Dimensiuni: 13,5 x 8,5 cm Material: hârtie                                    | Iacob Mureșianu (1857-1917) solicită fratelui său Aurel Mureșianu (1847-1909) bani pentru a-și cumpăra rechizite necesare studiului. | Muzeul „Casa Mureșenilor”, Brașov | Cimec    |
|      | Scrisoare către fratele său, Aurel Mureșianu Autor: Mureșianu, Iacob                                                              | Datare: 1876 noiembrie 03 Dimensiuni: 10,5 x 8,5 cm Material: hârtie                                    | Iacob Mureșianu (1857-1917) îl informează pe fratele său Aurel Mureșianu (1847-1909) despre starea sănătății sale. | Muzeul „Casa Mureșenilor”, Brașov | Cimec    |
|      | Informații către Aurel Mureșianu Autor: Mureșianu, Iacob                                                                          | Datare: 1876 noimbrie 08 Dimensiuni: 13,4 x 8,4 cm; 17x 11 cm Material: hârtie                          | Iacob Mureșianu (1857-1917) relatează fratelui său Aurel Mureșianu (1847-1909) faptul că a împrumutat 25 fl. de la nenea Costi fiindu-i necesari "ca bani de înscriere" la politehnică. Mai este pomenit și Rațiu de la care tot la fel împrumutase bani. | Muzeul „Casa Mureșenilor”, Brașov | Cimec    |
|      | Iacob Mureșianu scrie fratelui său Aurel Autor: Mureșianu, Iacob                                                                  | Datare: 1876 noiembrie 16 Dimensiuni: 13,5 x 8,2 cm Material: hârtie                                    | Iacob Mureșianu (1857-1917) îl informează pe fratele său Aurel Mureșianu (1847-1909) despre problemele financiare și de sănătate. Amintește despre ajutorul primit de la cei doi prieteni ai săi Ștefan și Teclu. Doctorul i-a propus să se interneze, dar a preferat să se trateze acasă. | Muzeul „Casa Mureșenilor”, Brașov | Cimec    |
|      | Informații către Aurel Mureșianu Autor: Mureșianu, Iacob                                                                          | Datare: 1876 noiembrie 23 Dimensiuni: 13,3 cm x 8,3 cm Material: hârtie                                 | Iacob Mureșianu (1857-1917) descrie fratelui său, Aurel Mureșianu (1847-1909) tratamentul medical care i-a ameliorat starea sănătații. Trebuie continuat tratamentul descris de doctor. Dorește să i se trimită 20 fl. | Muzeul „Casa Mureșenilor”, Brașov | Cimec    |
|      | Informații către fratele său, Aurel Mureșianu Autor: Mureșianu, Iacob                                                             | Datare: 1876 februarie 07 Dimensiuni: 17,7 x 11,2 cm Material: hârtie                                   | Iacob Mureșianu (1857-1917) îl anunță pe fratele său, Aurel Mureșianu (1847-1909), că nu a primit încă nici un număr al jurnalului. Locuiește într-o nouă locuință unde se simte bine. Relatează faptul că a primit o scrisoare de la Ștefan Horvath, care îl roagă să îi dea adresa lui Aurel. Salutări de la dl. Teclu și fratele Ștefan. Semnează "Vicepreședinte al societății România jună". | Muzeul „Casa Mureșenilor”, Brașov | Cimec    |
|      | Iacob Mureșianu scrie fratelui său Aurel Mureșianu Autor: Mureșianu, Iacob                                                        | Datare: 1877 februarie 07 Dimensiuni: 22,6 x 14,2 cm Material: hârtie                                   | Iacob Mureșianu (1857-1917) solicită fratelui său, Aurel Mureșianu (1847-1909) răspunsul la scrisorile sale; adaugă o scrisoare trimisă de dl. Knotzer. | Muzeul „Casa Mureșenilor”, Brașov | Cimec    |
|      | Informații cotidiene Autor: Mureșianu, Iacob                                                                                      | Datare: 1877 iunie 09 Dimensiuni: 23 x 14 cm Material: hârtie                                           | Iacob Mureșianu (1857-1917) descrie fratelui său, Aurel Mureșianu (1847-1909) programul pe care il are de zi cu zi: studiul, orele și prelegerile la care participă. Se referă și la o cerere adresată Rectorului; răspunsul întârzie. Probleme financiare. | Muzeul „Casa Mureșenilor”, Brașov | Cimec    |
|      | Iacob Mureșianu către Aurel Mureșianu Autor: Mureșianu, Iacob                                                                     | Datare: 1877 iulie 03 Dimensiuni: 23 x 15 cm Material: hârtie                                           | Iacob Mureșianu (1857-1917) îl anunță pe Aurel Mureșianu (1847-1909) că în urma hotărârii Corpului profesoral a fost scutit de taxe pe baza bunelor certificate de studiu. Exprimă mulțumirea pentru noul format al Gazetei Transilvaniei. L-a însuflețit nespus "apelul adresat tinerilor români" din Gazetă. | Muzeul „Casa Mureșenilor”, Brașov | Cimec    |
|      | Iacob Mureșianu către Aurel Mureșianu Autor: Mureșianu, Iacob                                                                     | Datare: 1877 iulie 19 Dimensiuni: 23cm x 14,5 cm Material: hârtie                                       | Iacob Mureșianu (1857-1917) îl anunță pe fratele său Aurel Mureșianu (1847-1909) de viitorul examen pe care ar dori să-l promoveze cu un calificativ bun. | Muzeul „Casa Mureșenilor”, Brașov | Cimec    |
|      | Iacob Mureșianu către Aurel Mureșianu Autor: Mureșianu, Iacob                                                                     | Datare: 1877 iulie 21 Dimensiuni: 23cm x 14,5 cm Material: hârtie                                       | Iacob Mureșianu (1857-1917) anunță fratelui său, Aurel Mureșianu (1847-1909) promovarea examenului cu calificativul "binișor". Cere bani pentru achiziționarea unor cărți necesare studiului. | Muzeul „Casa Mureșenilor”, Brașov | Cimec    |
|      | Iacob Mureșianu către Aurel Mureșianu Autor: Mureșianu, Iacob                                                                     | Datare: 1879 februarie 17 Dimensiuni: 22cm x 13,5 cm; 22,5 x 14,5 cm Material: hârtie                   | Iacob Mureșianu (1857-1917) oferă informații fratelui său, Aurel Mureșianu (1847-1909) în legătură cu recrutarea. | Muzeul „Casa Mureșenilor”, Brașov | Cimec    |
|      | Iacob Mureșianu către Aurel Mureșianu Autor: Mureșianu, Iacob                                                                     | Datare: 1879 octombrie 12 Dimensiuni: 18 x 11 cm Material: hârtie                                       | Iacob Mureșianu (1857-1917) îl informează pe fratele său, Aurel Mureșianu despre greutățile pe care i le fac năsăudenii. A format un cor bisericesc care nu s-a bucurat decât de sprijinul femeilor săsoaice, astfel că în loc de "sfânt" ele rostesc "sfunt". | Muzeul „Casa Mureșenilor”, Brașov | Cimec    |
|      | Iacob Mureșianu către fratele său, Aurel Mureșianu Autor: Mureșianu, Iacob                                                        | Datare: 1880 august 08 Dimensiuni: 15,5 x 10 cm Material: hârtie                                        | Iacob Mureșianu (1857-1917) îl informează pe fratele său, Aurel Mureșianu (1847-1909), despre tratamentul pe care l-a urmat la băile din Bazna. Aici a întâlnit un ziarist de la "Tageblatt" din Sibiu care a elogiat "Gazeta Transilvaniei" pentru seriozitatea și apărarea strictă a intereselor națiunii române. | Muzeul „Casa Mureșenilor”, Brașov | Cimec    |
|      | Iacob Mureșianu către fratele său Aurel Mureșianu Autor: Mureșianu, Iacob                                                         | Datare: 1880 octombrie 18 Dimensiuni: 18 x 11 cm Material: hârtie                                       | Iacob Mureșianu (1857-1917) oferă fratelui său, Aurel Mureșianu (1847-1909) primele informații despre cursurile și examenul din cadrul Conservatorului de la Leipzig. | Muzeul „Casa Mureșenilor”, Brașov | Cimec    |
|      | Iacob Mureșianu către Aurel Mureșianu Autor: Mureșianu, Iacob                                                                     | Datare: 1880 noiembrie 04 Dimensiuni: 18 x 11 cm Material: hârtie                                       | Iacob Mureșianu(1857-1917) îl anunță pe fratele său, Aurel Mureșianu (1847-1909) că a compus un cântec pe text german în lipsă de carte cu poezii românești. Toți profesorii îi promit sprijinul. Informează despre marea serbare în onoarea lui Mendelssohn, întemeietorul Conservatorului din Leipzig. | Muzeul „Casa Mureșenilor”, Brașov | Cimec    |
|      | Iacob Mureșianu către Aurel Mureșianu Autor: Mureșianu, Iacob                                                                     | Datare: 1880 noiembrie 20 Dimensiuni: 18 cm x 11 cm Material: hârtie                                    | Iacob Mureșianu (1857-1917) mulțumește fratelui său, Aurel Mureșianu (1847-1909) pentru sprijinul acordat pentru a face studii la Leipzig. Mediul muzical este viața care îi lipsea. Va lucra astfel încât să fie demn de numele pe care îl poartă. | Muzeul „Casa Mureșenilor”, Brașov | Cimec    |
|      | Iacob Mureșianu către Aurel Mureșianu Autor: Mureșianu, Iacob                                                                     | Datare: 1880 decembrie 20 Dimensiuni: 18 x 11 cm Material: hârtie                                       | Iacob Mureșianu (1857-1917) îi povestește fratelui său, Aurel Mureșianu (1847-1909) despre durerile la mână. Compune cântece românești pe versuri de Vasile Alecsandri. Scrisoare cu monogramă (I.M.) | Muzeul „Casa Mureșenilor”, Brașov | Cimec    |
|      | Iacob Mureșianu către Aurel Mureșianu Autor: Mureșianu, Iacob                                                                     | Datare: 1881 ianuarie 20 Dimensiuni: 18 x 11 cm Material: hârtie                                        | Iacob Mureșianu (1857-1917) comunică fratelui său, Aurel Mureșianu (1847-1909) dorința de a mai studia încă un an la Leipzig. Îi cere părerea despre compozițiile sale "Flori de nufăr" și "Întoarcerea în Țară". Scrisoare cu monogramă (I. M.). | Muzeul „Casa Mureșenilor”, Brașov | Cimec    |
|      | Iacob Mureșianu către Aurel Mureșianu Autor: Mureșianu, Iacob                                                                     | Datare: 1881 mai 16 Dimensiuni: 18 x 11 cm Material: hârtie                                             | Iacob Mureșianu (1857-1917) anunță fratelui său, Aurel Mureșianu (1847-1909) moartea domnului Schleinitz, directorul Conservatorului din Leipzig. Cere ajutor pentru a mai sta un an la Lipsca pentru studiul contrapunctului. Scrisoare cu monogramă (M.). | Muzeul „Casa Mureșenilor”, Brașov | Cimec    |
|      | Iacob Mureșianu către Aurel Mureșianu Autor: Mureșianu, Iacob                                                                     | Datare: 1881 iunie 14 Dimensiuni: 18 x 11 cm Material: hârtie                                           | Iacob Mureșianu (1857-1917) îl anunță pe fratele său Aurel Mureșianu (1847-1909). Că a primit un răspuns pozitiv referitor la stipendiul acordat de cei de la Blaj. Își arată intenția de a se întoarce acasă, în vacanță, și de a culege cântece populare românești pentru a le face cât mai cunoscute. | Muzeul „Casa Mureșenilor”, Brașov | Cimec    |
|      | Iacob Mureșianu către Aurel Mureșianu Autor: Mureșianu, Iacob                                                                     | Datare: 1882 mai 01 Dimensiuni: 17 x 11 cm Material: hârtie                                             | Iacob Mureșianu (1857-1917) îi povestește fratelui său Aurel Mureșianu (1847-1909) despre cei doi profesori de la Conservator, unul de pian și cel de-al doilea de canto. Face teorie cu Iadassohn. La examen a cântat in cadrul unui quartet, bucurându-se de o critică favorabilă. | Muzeul „Casa Mureșenilor”, Brașov | Cimec    |
|      | Iacob Mureșianu către fratele său, Aurel Mureșianu Autor: Mureșianu, Iacob                                                        | Datare: 1882 iulie 04 Dimensiuni: 18,5 x 11,5 cm Material: hârtie                                       | Iacob Mureșianu (1857-1917) îi comunică fratelui său Aurel Mureșianu (1847-1909) date despre plecarea sa spre casă de la Lipsca. | Muzeul „Casa Mureșenilor”, Brașov | Cimec    |
|      | Iacob Mureșianu către fratele său, Aurel Mureșianu Autor: Mureșianu, Iacob                                                        | Datare: 1882 iulie 16 Dimensiuni: 18 x 11,5 cm Material: hârtie                                         | Iacob Mureșianu (1857-1917) îl anunță pe fratele său Aurel Mureșianu (1847-1909) ziua plecării sale spre casă de la Conservatorul din Leipzig. | Muzeul „Casa Mureșenilor”, Brașov | Cimec    |
|      | Iacob Mureșianu către fratele său, Aurel Mureșianu Autor: Mureșianu, Iacob                                                        | Datare: 1883 aprilie 04 Dimensiuni: 22,5 x 14 cm Material: hârtie                                       | Iacob Mureșianu (1857-1917) îl anunță pe fratele său Aurel Mureșianu (1847-1909) că ar dori să mai rămână să studieze și după obținerea certificatului de absolvire, deoarece profesorii îi promit ore fără plată. | Muzeul „Casa Mureșenilor”, Brașov | Cimec    |
|      | Iacob Mureșeianu către fratele său, Aurel Mureșianu Autor: Mureșianu, Iacob                                                       | Datare: 1886 august 19 Dimensiuni: 18 x 11 cm Material: hârtie                                          | Iacob Mureșianu (1857-1917) îl anunță pe fratele său Aurel Mureșianu (1847-1909) de sosirea sa în Sibiu în drum spre Năsăud. | Muzeul „Casa Mureșenilor”, Brașov | Cimec    |
|      | Iacob Mureșianu către Aurel Mureșianu Autor: Mureșianu, Iacob                                                                     | Datare: 1887 februarie 03 Dimensiuni: 17,5 x 11,5 Material: hârtie                                      | Iacob Mureșianu (1857-1917) îi comunică fratelui său, Aurel Mureșianu (1847-1909), pregătirea unui cor pentru ședința publică ținută de un grup de clerici. Il informează că a stat câteva zile la vărul său Iuliu. Il informează că a cumpărat un "harmoniu" care a costat 102 fl. | Muzeul „Casa Mureșenilor”, Brașov | Cimec    |
|      | Iacob Mureșianu către fratele său, Aurel Mureșianu Autor: Mureșianu, Iacob                                                        | Datare: 1887 martie 23 Dimensiuni: 22,3 x 14,2 cm Material: hârtie                                      | Iacob Mureșianu (1857-1917) îi comunică fratelui său Aurel Mureșianu (1847-1909) faptul că a constituit un nou cor de bași și a compus trei cântece pentru liturghie. "Tribuna" are mai mulți abonați decât "Gazeta". Slavici nu e om politic, ba chiar șovăie. Se plânge de moartea tatălui, Iacob Mureșianu (1812-1887) și se întreabă cum va fi fără el. | Muzeul „Casa Mureșenilor”, Brașov | Cimec    |
|      | Iacob Mureșianu către fratele său, Aurel Mureșianu Autor: Mureșianu, Iacob                                                        | Datare: 1888 ianuarie 02 Dimensiuni: 22,5 x 14,2 cm Material: hârtie                                    | Iacob Mureșianu (1857-1917) îi trimite prin poștă fratelui său Aurel Mureșianu (1847-1909) compoziția "Doina iubirii" spre a fi publicată. Precizează că îi va fi ușor să o publice redactorul Popovici. Precizează faptul că are nevoie de 100 de numere din Gazetă pentru a ajunge la Blaj. Face și unele modificări și îmbunătățiri ale orchestrei din Blaj. | Muzeul „Casa Mureșenilor”, Brașov | Cimec    |
|      | Iacob Mureșianu către fratele său, Aurel Mureșianu Autor: Mureșianu, Iacob                                                        | Datare: 1888 august 07 Dimensiuni: 18 x 11 cm Material: hârtie                                          | Iacob Mureșianu (1857-1917) îi scrie frateui său Aurel (1847-1909) locurile frumoase din munții Apuseni și concertul de succes de la Abrud. Obține și o sumă de bani dar îi va dona în scopuri caritabile. Se reîntoarce la Blaj dar precizează că peste câteva zile va concerta la Năsăud și la Făgăraș. Prin redactorul Traian Pop îi va trimite o nouă lucrare și îl va recomanda pe acesta să îl angajeze la "Gazetă". | Muzeul „Casa Mureșenilor”, Brașov | Cimec    |
|      | Iacob Mureșianu către fratele său, Aurel Mureșianu Autor: Mureșianu, Iacob                                                        | Datare: 1890 noiembrie 10 Dimensiuni: 23 x 14,5 cm Material: hârtie                                     | Iacob Mureșianu (1857-1917) îi scrie fratelui său Aurel Mureșianu (1847-1909) și îi mulțumește pentru urările și felicitările prilejuite de ziua sa de naștere. Se plânge din cauza problemelor de sănătate și de faptul că e aglomerat cu organizarea unor festivități dedicate Arhiereului Vancea. Transmite urări de sănătate și din partea Otiliei, soția și Lucia, fiica, care face primii pași. | Muzeul „Casa Mureșenilor”, Brașov | Cimec    |
|      | Iacob Mureșianu către fratele său, Aurel Mureșianu Autor: Mureșianu, Iacob                                                        | Datare: 1891 martie 26 Dimensiuni: 23 x 14,2 cm Material: hârtie                                        | Iacob Mureșianu (1857-1917) îi transmite fratelui său Aurel Mureșianu (1847-1909) și soției sale Elena condoleanțe la moartea surorii ei, Maria. Se plânge de situația economică a Blajului și falimentul băncii din acest oraș. Îl roagă să-i trimită 50 fl. | Muzeul „Casa Mureșenilor”, Brașov | Cimec    |
|      | Iacob Mureșianu către fratele său, Aurel Mureșianu Autor: Mureșianu, Iacob                                                        | Datare: 1892 octombrie 24 Dimensiuni: 18 x 11cm Material: hârtie                                        | Iacob Mureșianu (1857-1917) îl informează pe fratele său Aurel Mureșianu despre intenția de a concura la catedra Conservatorului din București. | Muzeul „Casa Mureșenilor”, Brașov | Cimec    |
|      | Iacob Mureșianu către Aurel Mureșianu Autor: Mureșianu, Iacob                                                                     | Datare: 1893 noiembrie 21 Dimensiuni: 23 x 14,5 cm Material: hârtie                                     | Iacob Mureșianu (1857-1917) îi comunică lui Aurel Mureșianu (1847-1909) intenția de a veni la Brașov și de a continua apariția "Muzei Române". Totodată, îl anunță că i s-a născut un nou copil și îl solicită să fie viitor naș al copilului. Îl mai înștiințează că vrea să facă un festival școlar de cântece religioase; compune o priceasnă pe care o va cânta cu trei coruri deodată. | Muzeul „Casa Mureșenilor”, Brașov | Cimec    |
|      | Iacob Mureșianu către Aurel Mureșianu Autor: Mureșianu, Iacob                                                                     | Datare: 1893 decembrie 22 Dimensiuni: 23 x 14,3 cm Material: hârtie                                     | Iacob Mureșianu (1857-1917) îi scrie fratelui său, Aurel Mureșianu (1847-1909) și îl întreabă de ce nu i-a raspuns la scrisoare. Îl întreabă dacă poate să tipărească "Muza Română" la Tipografia Mureșenilor și îi spune că are deja o listă cu viitorii abonați ai Revistei. Cere ajutor pentru gimnaziu. | Muzeul „Casa Mureșenilor”, Brașov | Cimec    |
|      | Iacob Mureșianu către Aurel Mureșianu Autor: Mureșianu, Iacob                                                                     | Datare: 1895 aprilie 22 Material: hârtie                                                                | Iacob Mureșianu (1857-1917) îl informează pe fratele său Aurel Mureșianu (1847-1909) că muncește mult și este plătit cu puțini bani. Îi mai spune că pe data de 5 mai 1895 va fi instalat Mitropolitul Mihali (1841-1918). Se plânge că nu are o locuință adecvată, chiar dacă a umblat mult s-o dobândească, pe cea veche fiind nevoit să o elibereze. | Muzeul „Casa Mureșenilor”, Brașov | Cimec    |
|      | Iacob Mureșianu către fratele său, Aurel Mureșianu Autor: Mureșianu, Iacob                                                        | Datare: 1896 septembrie 13 Material: hârtie                                                             | Iacob Mureșianu (1847-1917) îl informează pe fratele său Aurel Mureșianu (1847-1909) despre moartea fiului său Manole și problemele de sănătate pe care le au și ceilalți copii. | Muzeul „Casa Mureșenilor”, Brașov | Cimec    |
|      | Iacob Mureșianu către Aurel Mureșianu Autor: Mureșianu, Iacob                                                                     | Datare: 1897 iunie 15 Dimensiuni: 17,4 x 11 cm Material: hârtie                                         | Iacob Mureșianu (1857-1917) îi scrie fratelui său Aurel Mureșianu (1847-1909) despre faptul că muncește de dimineață până seara. Recomandă un tânăr pentru a lucra la "Gazetă". A mai lucrat la "Tribuna" și "Dreptatea". Așteaptă un răspuns în acest sens. | Muzeul „Casa Mureșenilor”, Brașov | Cimec    |
|      | Iacob Mureșianu către fratele său, Aurel Mureșianu Autor: Mureșianu, Iacob                                                        | Datare: 1898 mai Dimensiuni: 17,5 x 11 cm Material: hârtie                                              | Iacob Mureșianu (1857-1917) îi relatează fratelui său, Aurel Mureșianu (1847-1909) că a fost singurul care a făcut ceva pentru serbarea de 3/15 mai în Blaj unde a cântat cu corul înființat de el. | Muzeul „Casa Mureșenilor”, Brașov | Cimec    |
|      | Iacob Mureșianu către Aurel Mureșianu Autor: Mureșianu, Iacob                                                                     | Datare: 1898 martie 26 Dimensiuni: 17,2 x 11 cm Material: hârtie                                        | Iacob Mureșianu (1857-1917) îi scrie fratelui său Aurel Mureșianu (1847-1909). Este nemulțumit de mediul actual. Pregătește unele lucrări printre care "Balada Brâncoveanu Constantin". Solicită intervenția pentru un post în România. | Muzeul „Casa Mureșenilor”, Brașov | Cimec    |
|      | Iacob Mureșianu către Aurel Mureșianu Autor: Mureșianu, Iacob                                                                     | Datare: 1899 decembre 10 Dimensiuni: 17 x 10,5 cm Material: hârtie                                      | Iacob Mureșianu (1857-1917) îl informează pe fratele său Aurel Mureșianu (1847-1909) de cele 30 de manuscrise pe care le-a copiat și pe care ar dori să le tipărească, ca și cărticele de școală. Amintește că lucrează la o nouă baladă "Erculean" cu cor și acompaniament de orchestră. | Muzeul „Casa Mureșenilor”, Brașov | Cimec    |
|      | Iacob Mureșianu către fratele său Aurel Mureșianu Autor: Mureșianu, Iacob                                                         | Datare: 1901 ianuarie 28 Dimensiuni: 17,5 x 11,5 cm Material: hârtie                                    | Iacob Mureșianu (1857-1917) îl anunță pe fratele său Aurel Mureșianu (1847-1909) că a ajuns la Blaj, unde a întâmpinat noi greutăți. Amintește de critica pe care i-a făcut-o Kendi în "Familia de Duminecă". | Muzeul „Casa Mureșenilor”, Brașov | Cimec    |
|      | Iacob Mureșianu către Aurel Mureșianu Autor: Mureșianu, Iacob                                                                     | Datare: 1901 noiembrie 07 Dimensiuni: 17,5 x 11 cm Material: hârtie                                     | Iacob Mureșianu (1857-1917) povestește fratelui său Aurel Mureșianu (1847-1909) despre moartea fratelui lor, Traian aflat la Viena. Informează că singurul exemplar din uvertura "Ștefan cel Mare" a ajuns la prof. Zichrer, dirijorul Orchestrei Imperiale din Viena. | Muzeul „Casa Mureșenilor”, Brașov | Cimec    |
|      | Iacob Mureșianu către Aurel Mureșianu Autor: Mureșianu, Iacob                                                                     | Datare: 1901 noiembrie 16 Dimensiuni: 17,5 x 11 cm Material: hârtie                                     | Iacob Mureșianu (1857-1917) își exprimă sentimentele față de fratele său Aurel Mureșianu (1847-1909), la moartea fratelui lor Traian. | Muzeul „Casa Mureșenilor”, Brașov | Cimec    |
|      | Iacob Mureșianu către Aurel Mureșianu Autor: Mureșianu, Iacob                                                                     | Datare: 1902 ianuarie 30 Dimensiuni: 17,5 x 11 cm Material: hârtie                                      | Iacob Mureșianu (1857-1917) îi face urări fratelui său Aurel Mureșianu (1847-1909) cu prilejul Noului An. Aduce laude "Gazetei" care este din ce în ce mai variată și mai citită. | Muzeul „Casa Mureșenilor”, Brașov | Cimec    |
|      | Iacob Mureșianu către Aurel Mureșianu Autor: Mureșianu, Iacob                                                                     | Datare: 1902 ianuarie 31 Dimensiuni: 17,5 x 11 cm Material: hârtie                                      | Iacob Mureșianu (1857-1917) îl informează pe fratele său Aurel Mureșianu (1847-1909) despre operația pe care a făcut-o la deget și consecințele acesteia. | Muzeul „Casa Mureșenilor”, Brașov | Cimec    |
|      | Iacob Mureșianu către Aurel Mureșianu Autor: Mureșianu, Iacob                                                                     | Datare: 1906 iulie 08 Dimensiuni: 17,5 x 11 cm Material: hârtie                                         | Iacob Mureșianu (1857-1917) comunică fratelui său Aurel Mureșianu (1847-1909) motivul plecării din Brașov: boala d-lui Brândușianu (socrul său). Îl informează despre tipărirea unor note. | Muzeul „Casa Mureșenilor”, Brașov | Cimec    |
|      | Iacob Mureșianu către Aurel Mureșianu Autor: Mureșianu, Iacob                                                                     | Datare: 1906 decembrie 18 Dimensiuni: 16 cm x 13 cm Material: hârtie                                    | Iacob Mureșianu (1857-1917) îl recomandă fratelui său, Aurel Mureșianu (1847-1909) pe teologul Aurel Esca, pentru a-l angaja la "Gazetă" sau pe Septimiu Popa - teolog care scrie și la "Tribuna". | Muzeul „Casa Mureșenilor”, Brașov | Cimec    |
|      | Iacob Mureșianu către fratele său Aurel Mureșianu Autor: Mureșianu, Iacob                                                         | Datare: 1906 decembrie 31 Dimensiuni: 17 x 11 cm Material: hârtie                                       | Iacob Mureșianu (1857-1917) îl informează pe fratele său Aurel Mureșianu (1847-1909) de apariția unui nou ziar "Lupta" care însă nu va amenința existența "Gazetei" ca unul dintre cele mai importante ziare politice. Laudă numărul Gazetei apărut în Ziua de Crăciun. | Muzeul „Casa Mureșenilor”, Brașov | Cimec    |
|      | Iacob Mureșianu către Aurel Mureșianu Autor: Mureșianu, Iacob                                                                     | Datare: 1907 aprilie 10 Dimensiuni: 17,5 x 11,5 cm Material: hârtie                                     | Iacob Mureșianu (1857-1917) îl informează pe fratele său Aurel Mureșianu (1847-1909) de problemele sale financiare. Îl roagă pe fratele său să-l împrumute cu suma de 2000 fl. necesară cumpărării unei case. | Muzeul „Casa Mureșenilor”, Brașov | Cimec    |
|      | Iacob Mureșianu către Aurel Mureșianu Autor: Mureșianu, Iacob                                                                     | Datare: 1907 iunie 15 Dimensiuni: 17,5 x 11 cm Material: hârtie                                         | Iacob Mureșianu (1857-1917) relatează fratelui său Aurel Mureșianu (1847-1909) despre o conversație cu Mitropolitul Mihaly încheiată cu invitația prelatului pentru Aurel Mureșianu la Blaj de Rusalii. | Muzeul „Casa Mureșenilor”, Brașov | Cimec    |
|      | Iacob Mureșianu către Aurel Mureșianu Autor: Mureșianu, Iacob                                                                     | Datare: 1907 iulie 04 Dimensiuni: 17,5 x 11 cm Material: hârtie                                         | Iacob Mureșianu (1857-1917) relatează că a fost la Oradea, Cluj și Pesta în chestiunea fratelui său Aurel. | Muzeul „Casa Mureșenilor”, Brașov | Cimec    |
|      | Iacob Mureșianu către Aurel Mureșianu Autor: Mureșianu, Iacob                                                                     | Datare: 1907 septembrie 03 Dimensiuni: 17,5 x 11 cm Material: hârtie                                    | Iacob Mureșianu (1857-1917) relatează lui Aurel Mureșianu (1847-1909) despre convorbirea avută cu Episcopul Lugojului în Blaj în chestiunea menținerii "Gazetei", care se confruntă cu mari probleme financiare. Consideră că "Gazeta" fără Aurel Mureșianu ar fi lipsită de importanța ca și ziar politic. | Muzeul „Casa Mureșenilor”, Brașov | Cimec    |
|      | Iacob Mureșianu către Aurel Mureșianu Autor: Mureșianu, Iacob                                                                     | Datare: 1907 noiembrie 15 Dimensiuni: 17,5 x 11 cm Material: hârtie                                     | Iacob Mureșianu (1857-1917) îi relatează fratelui său, Aurel Mureșianu (1847-1909) despre rezultatul discuției cu Maniu, în vederea vânzării ziarului "Gazeta". Maniu este de acord să cumpere Gazeta împreună cu tipografia la prețul de 16000 fl., urmând să-i plătească lui Aurel Mureșianu pe timpul duratei sale de viață suma de 1200 fl. anual. Iacob Mureșianu îi cere lui Aurel Mureșianu un răspuns în această privință; de asemenea îl întreabă dacă va răspunde articolului semnat de dr. Bogdan Alex. în "Luceafărul" referitor la Timotei Cipariu. | Muzeul „Casa Mureșenilor”, Brașov | Cimec    |
|      | Iacob Mureșianu către Aurel Mureșianu Autor: Mureșianu, Iacob                                                                     | Datare: 1907 noiembrie 28 Dimensiuni: 17,5 x 11 cm Material: hârtie                                     | Iacob Mureșianu (1857-1917) îi cere fratelui său, Aurel Mureșianu (1847-1909) să-i răspundă în problema înstrăinării "Gazetei Transilvaniei". | Muzeul „Casa Mureșenilor”, Brașov | Cimec    |
|      | Iacob Mureșianu către Aurel Mureșianu Autor: Mureșianu, Iacob                                                                     | Datare: 1907 decembrie 20 Dimensiuni: 17,5 x 11 cm Material: hârtie                                     | Iacob Mureșianu (1857-1917) îi comunică fratelui său, Aurel Mureșianu (1847-1909) dorința călugărului Domșa de a-i publica articolul "cu ortografia cu care e scrisă", din respect față de profesorul Timpotei Cipariu. Oferă informații și despre orele de muzică pe care le predă la gimnaziul din Blaj precum și despre întoarcerea soției sale, Otilia, de la Sibiu unde a suferit o intervenție chirurgicală. | Muzeul „Casa Mureșenilor”, Brașov | Cimec    |
|      | Iacob Mureșianu către Aurel Mureșianu Autor: Mureșianu, Iacob                                                                     | Datare: 1908 ianuarie 05 Dimensiuni: 17,5 x 11 cm Material: hârtie                                      | Iacob Mureșianu (1857-1917) îl informează pe fratele său, Aurel Mureșianu (1847-1909) că nu mai lucrează ca profesor de muzică la Gimnaziul din Blaj ca urmare a deciziei Ministerului de a-i ratifica diploma. | Muzeul „Casa Mureșenilor”, Brașov | Cimec    |
|      | Iacob Mureșianu către Aurel Mureșianu Autor: Mureșianu, Iacob                                                                     | Datare: 1908 februarie 22 Dimensiuni: 17,5 x 11 cm Material: hârtie                                     | Iacob Mureșianu (1857-1917) îl informează pe fratele său, Aurel Mureșianu (1847-1909) că, în semn de protest că nu i-a fost echivalată diploma, își continuă activitatea la gimnaziul din Blaj. | Muzeul „Casa Mureșenilor”, Brașov | Cimec    |
|      | Iacob Mureșianu către Aurel Mureșianu Autor: Mureșianu, Iacob                                                                     | Datare: 1908 aprilie 17 Dimensiuni: 17,5 x 13 cm; 26 x 17 cm (partitura) Material: hârtie               | Iacob Mureșianu (1857-1917) trimite fratelui său Aurel Mureșianu (1847-1909) marșul compus cu ocazia aniversării a 70 de ani a "Gazetei Transilvaniei" și intitulat "Drapelul". Scrisoarea este însoțită de partitura pentru cor bărbătesc. | Muzeul „Casa Mureșenilor”, Brașov | Cimec    |
|      | Iacob Mureșianu către Aurel Mureșianu Autor: Mureșianu, Iacob                                                                     | Datare: 1908 mai 16 Dimensiuni: 17 x 11 cm Material: hârtie                                             | Iacob Mureșianu (1857-1917) îl anunță pe fratele său Aurel Mureșianu (1847-1909) că Ministerul din Budapesta i-a recunoscut Diploma și l-a reabilitat pe post. Primește ore în plus. Mitroplitul Blajului a obținut un ajutor financiar din partea Ministerului pentru plata preoților și practicanților de la Mitropolie. | Muzeul „Casa Mureșenilor”, Brașov | Cimec    |
|      | Iacob Mureșianu către Aurel Mureșianu Autor: Mureșianu, Iacob                                                                     | Datare: 1908 iulie 30 Dimensiuni: 17 x 11 cm Material: hârtie                                           | Iacob Mureșianu (1857-1917) îl felicită pe fratele său, Aurel Mureșianu (1847-1909) pentru numărul aniversar al "Gazetei Transilvaniei", ziar considerat "o istorie a românilor de la 1838 încoace, un dicționar al evenimentelor noastre naționale". Îl anunță că lucrează la un opus bisericesc pentru Consistoriul din Blaj. | Muzeul „Casa Mureșenilor”, Brașov | Cimec    |
|      | Iacob Mureșianu către Aurel Mureșianu Autor: Mureșianu, Iacob                                                                     | Dimensiuni: 10 x 6 cm Material: hârtie                                                                  | Iacob Mureșianu (1857-1917) îl anunță pe fratele său, Aurel Mureșianu (1847-1909) că mai are de susținut un examen. Oferă informații despre Traian H. Popp, care este din Șardu și care ar putea fi angajat în redacția "Gazetei Transilvaniei". | Muzeul „Casa Mureșenilor”, Brașov | Cimec    |
|      | Iacob Mureșianu către Aurel Mureșianu Autor: Mureșianu, Iacob                                                                     | Datare: 1908 septembrie 07 Dimensiuni: 17 x 11 cm Material: hârtie                                      | Iacob Mureșianu (1857-1917) îl roagă pe fratele său, Aurel Mureșianu (1847-1909) să-l înscrie pe fiul său, Andrei la gimnaziul din Brașov; acesta din urmă este amenințat cu scăderea notei la purtare ca urmare a organizării de serate muzicale în mai multe localități românești. | Muzeul „Casa Mureșenilor”, Brașov | Cimec    |
|      | Iacob Mureșianu către Aurel Mureșianu Autor: Mureșianu, Iacob                                                                     | Datare: 1908 septembrie 18 Dimensiuni: 17 x 11 cm Material: hârtie                                      | Iacob Mureșianu (1857-1917) îl înștiințează pe fratele său, Aurel Mureșianu (1847-1909) despre starea Mitropolitului Blajului operat la Budapesta. Continuă ancheta în legătură cu elevii care au organizat serate muzicale în diverse localități românești. | Muzeul „Casa Mureșenilor”, Brașov | Cimec    |
|      | Iacob Mureșianu către Aurel Mureșianu Autor: Mureșianu, Iacob                                                                     | Datare: 1909 ianuarie 11 Dimensiuni: 17,5 x 11 cm Material: hârtie                                      | Iacob Mureșianu (1857-1917) îl informează pe fratele său Aurel Mureșianu (1847-1909) de vizita lui Constantin Stere, directorul revistei ieșene "Viața Românească" și a prințului Ghica, care a cerut Mitropolitului Blajului un preot pentru Biserica greco-catolică din București. | Muzeul „Casa Mureșenilor”, Brașov | Cimec    |
|      | Iacob Mureșianu către Aurel Mureșianu Autor: Mureșianu, Iacob                                                                     | Datare: 1909 aprilie 12 Dimensiuni: 17,5 x 11 cm Material: hârtie                                       | Iacob Mureșianu (1857-1917) îl înștiințează pe fratele său Aurel Mureșianu (1847-1909) că a înaintat o petiție ministrului Spiru Haret pentru obținerea unui ajutor financiar în vederea tipăririi operelor sale, la București. | Muzeul „Casa Mureșenilor”, Brașov | Cimec    |
|      | Iacob Mureșianu către Sevastia Mureșianu Autor: Mureșianu, Iacob                                                                  | Datare: 1875 noiembrie 18 Dimensiuni: 19 x 12 cm Material: hârtie                                       | Iacob Mureșianu (1857-1917) o informează pe sora sa Sevastia Mureșianu (1860-1928) asupra unor chestiuni în legătură cu fratele lor, Aurel. Comunică date referitoare la concertul lor. | Muzeul „Casa Mureșenilor”, Brașov | Cimec    |
|      | Iacob Mureșianu către Elena Mureșianu Autor: Mureșianu, Iacob                                                                     | Datare: 1907 iunie 03 Dimensiuni: 15,5 x 12 cm Material: hârtie                                         | Iacob Mureșianu (1857-1917) o felicită pe cumnata sa, Elena Mureșianu (1862-1924) cu ocazia zilei sale de naștere. Îi povestește despre corul bisericesc în 12 voci pe care dorește sa-l alcătuiască la Blaj. Îi descrie casa de la Blaj, de care este foarte mulțumit. | Muzeul „Casa Mureșenilor”, Brașov | Cimec    |
|      | I.G. Popu de Galați către Iacob Mureșianu Autor: Popu, I.G.                                                                       | Datare: 1868 decembrie 28 Dimensiuni: 21 x 17 cm Material: hârtie                                       | I.G. Popu de Galați, student în drept îl informează pe Iacob Mureșianu (1812-1887) despre studiile sale din cadrul Academiei de drept de la Sibiu și despre interesul manifestat pentru poezie. | Muzeul „Casa Mureșenilor”, Brașov | Cimec    |
|      | I.G. Popu către Iacob Mureșianu Autor: Popu, I.G.                                                                                 | Datare: 1870 martie 27 Dimensiuni: 31 x 21 cm Material: hârtie                                          | I.G. Popu de Galați îl informează pe Iacob Mureșianu (1812-1887) despre practica și ultimele examene din cadrul Academiei de drept de la Sibiu. Prezintă mici fragmente sigilare pe față și verso. | Muzeul „Casa Mureșenilor”, Brașov | Cimec    |
|      | I.G. Popu către Iacob Mureșianu Autor: Popu, I.G.                                                                                 | Datare: 1870 noiembrie 10 Dimensiuni: 21 x 17 cm Material: hârtie                                       | I.G. Popu își cere scuze față de Iacob Mureșianu (1812-1887) că nu și-a amintit de ziua de 4 noiembrie, ziua sa onomastică. Îl informează că se pregătește asiduu pentru examenul de licență în drept. | Muzeul „Casa Mureșenilor”, Brașov | Cimec    |
|      | I.G. Popu către Iacob Mureșianu Autor: Popu, I.G.                                                                                 | Datare: 1870 decembrie 25 Dimensiuni: 21 x 17 cm Material: hârtie                                       | I.G. Popu îi descrie lui Iacob Mureșianu (1812-1887) obiceiurile "Societății" din Sibiu, care sunt diferite de cele ale "Societății" din Brașov. Face și unele referințe despre prețurile alimentelor. | Muzeul „Casa Mureșenilor”, Brașov | Cimec    |
|      | Aurel Mureșianu către mama sa, Sevastia Mureșianu Autor: Mureșianu, A. Aurel                                                      | Datare: 1890 noiembrie 25 Dimensiuni: 20,8 x 20,3 cm Material: hârtie                                   | Aurel Mureșianu (1847-1909) îi comunică mamei sale Sevastia Mureșianu (1824-1879), sosirea la Brașov. | Muzeul „Casa Mureșenilor”, Brașov | Cimec    |
|      | Aurel Mureșianu către soția sa, Elena Autor: Mureșianu, A. Aurel                                                                  | Datare: 1891 octombrie 12 Dimensiuni: 22 x 14 cm Material: hârtie                                       | Aurel Mureșianu (1847-1909) îi comunică soției sale, Elena Mureșianu (1862-1924), reîntoarcerea la Viena de la Expoziția de la Praga. Amintește despre vizita la laboratorul lui Teclu alături de Perșenaru Valeriu. | Muzeul „Casa Mureșenilor”, Brașov | Cimec    |
|      | Aurel Mureșianu către soția sa, Elena Mureșianu Autor: Mureșianu, A. Aurel                                                        | Datare: 1891 octombrie 22 Dimensiuni: 17,5 x 11 cm Material: hârtie                                     | Aurel Mureșianu (1847-1909) o anunță pe soția sa Elena Mureșianu (1862-1924) că se află la Blaj, la fratele său Iacob Mureșianu (1857-1917). Anunță plecarea sa într-o excursie la Cenade și apoi la Sibiu. | Muzeul „Casa Mureșenilor”, Brașov | Cimec    |
|      | Aurel Mureșianu către soția sa, Elena Mureșianu Autor: Mureșianu, A. Aurel                                                        | Datare: 1891 decembrie 03 Dimensiuni: 17 x 11 cm Material: hârtie                                       | Aurel Mureșianu (1847-1909) îi scrie soției sale Elena Mureșianu (1862-1924) despre vizita pe care o va face la Brăila. | Muzeul „Casa Mureșenilor”, Brașov | Cimec    |
|      | Aurel Mureșianu către soția sa, Elena Autor: Mureșianu, A. Aurel                                                                  | Datare: 1891 decembrie 07 Dimensiuni: 17 x 11 cm Material: hârtie                                       | Aurel Mureșianu (1847-1909) o informează pe soția sa Elena (1862-1924) că i-a trimis cei 100 franci pe care i-a încasat din abonamente. Îi transmite salutările din partea cunoscuților din Brăila. O informează despre vizita pe care are să o facă la Galați și apoi la București pentru a contracta mai mulți abonați la Gazetă. | Muzeul „Casa Mureșenilor”, Brașov | Cimec    |
|      | Aurel Mureșianu către soția sa, Elena Autor: Mureșianu, A. Aurel                                                                  | Datare: 1891 decembrie 09 Dimensiuni: 17 x 11 cm Material: hârtie                                       | Aurel Mureșianu (1847-1909) o înformează pe soția sa Elena (1862-1924) că s-a intors cu bine de la Galați și că a reușit să obțină noi abonați la Gazetă. Rămâne câteva zile la București. Îi transmite salutări de la cunoscuți. | Muzeul „Casa Mureșenilor”, Brașov | Cimec    |
|      | Aurel Mureșianu către soția sa, Elena Autor: Mureșianu, A. Aurel                                                                  | Datare: 1891 decembrie 30 Dimensiuni: 17 x 11 cm Material: hârtie                                       | Aurel Mureșianu (1847-1909) o anunță pe soția sa, Elena Mureșianu (1862-1924), că îi va trimite bani pentru "Gazeta". Îi dă sfaturi despre salarizarea redactorului Traian Pop. | Muzeul „Casa Mureșenilor”, Brașov | Cimec    |
|      | Aurel Mureșianu către soția sa, Elena Autor: Mureșianu, A. Aurel                                                                  | Datare: 1893 ianuarie 26 Dimensiuni: 17 x 11 cm Material: hârtie                                        | Aurel Mureșianu (1847-1909) o sfătuiește pe soția sa Elena (1862-1924) cum să organizeze activitatea in redacția ziarului "Gazeta Transilvaniei" precum și in tipografie. Îi transmite salutări de la Ceaușescu cu care s-a intâlnit la Predeal. | Muzeul „Casa Mureșenilor”, Brașov | Cimec    |
|      | Mureșianu Aurel către soția sa, Elena Autor: Mureșianu, A. Aurel                                                                  | Datare: 1893 ianuarie 31 Material: hârtie                                                               | Mureșianu Aurel (1847-1909) îi scrie soției sale Elena Mureșianu (1862-19024) despre familia cumnatului Davidescu și despre vizitele la Grădișteanu, Neagoe, Mureșanu Alexandru. | Muzeul „Casa Mureșenilor”, Brașov | Cimec    |
|      | Aurel Mureșianu către soția sa, Elena Mureșianu Autor: Mureșianu, A. Aurel                                                        | Datare: 1893 februarie 06 Dimensiuni: 17,5 x 11,5 cm Material: hârtie                                   | Aurel Mureșianu (1847-1909) o anunță pe soția sa, Elena de vizita pe care are s-o facă la Brăila și apoi la Galați. Îi oferă informații despre diverși membrii ai familiei Mureșianu. | Muzeul „Casa Mureșenilor”, Brașov | Cimec    |
|      | Aurel Mureșianu către soția sa, Elena Mureșianu Autor: Mureșianu, A. Aurel                                                        | Datare: 1893 iunie 16 Dimensiuni: 16,2 x 13,4 cm Material: hârtie                                       | Aurel Mureșianu (1847-1909) îi comunică soției sale Elena Mureșianu (1862-1901) sosirea la Budapesta unde l-au așteptat prietenii. Recomandă succes și curaj redacției. | Muzeul „Casa Mureșenilor”, Brașov | Cimec    |
|      | Aurel Mureșianu către soția sa, Elena Mureșianu Autor: Mureșianu, A. Aurel                                                        | Datare: 1894 mai 17 Dimensiuni: 16 x 13 cm Material: hârtie                                             | Aurel Mureșianu (1847-1909) îi povestește soției sale, Elena (1862-1924) cât este de greu sa mai obțină noi abonamente pentru Gazetă. O sfătuiește să facă un împrumut la Deppner pentru a rezolva temporar situația financiară. | Muzeul „Casa Mureșenilor”, Brașov | Cimec    |
|      | Aurel Mureșianu către soția sa, Elena Mureșianu Autor: Mureșianu, A. Aurel                                                        | Datare: 1894 mai 24 Dimensiuni: 17,5 x 11 cm Material: hârtie                                           | Aurel Mureșianu (1847-1909) o anunță pe soția sa, Elena (1862-1924) că procesul memorandist se apropie de sfârșit. Este un pic supărat pentru că a aflat de percheziție din Gazetă și nu de le soția sa. Își exprimă nerăbdarea de a se reîntoarce cât mai repede acasa. | Muzeul „Casa Mureșenilor”, Brașov | Cimec    |
|      | Aurel Mureșianu către soția sa, Elena Mureșianu Autor: Mureșianu, A. Aurel                                                        | Datare: 1894 iulie 03 Dimensiuni: 21 x 13 cm Material: hârtie                                           | Aurel Mureșianu (1847-1909) îi amintește soției sale, Elena (1862-1924) de "adresa" ce trebuie tradusă în limba latină de un profesor universitar din București, scrisoare ce are legătură cu procesul memorandist. | Muzeul „Casa Mureșenilor”, Brașov | Cimec    |
|      | Aurel Mureșianu către soția sa, Elena Mureșianu Autor: Mureșianu, A. Aurel                                                        | Datare: 1894 Dimensiuni: 20,5 x 13 cm Material: hârtie                                                  | Aurel Mureșianu (1847-1909) o informează pe soția sa, Elena (1862-1924) ca i-a trimis suma de 400 lei, bani încasați din abonamente. Urmează să plece la Brăila, de unde speră că va mai putea încasa niște bani din abonamente după care se va opri și pe la Galați. Îi cere să i se telegrafieze în cazul în care se anunță vreo adunare urgentă în Ardeal. Transmite salutări lui Maior. | Muzeul „Casa Mureșenilor”, Brașov | Cimec    |
|      | Aurel Mureșianu către soția sa, Elena Mureșianu Autor: Mureșianu, A. Aurel                                                        | Datare: 1894 octombrie 02 Dimensiuni: 17,5 x 1,5 cm Material: hârtie                                    | Aurel Mureșianu (1847-1909) îi mulțumește soției sale, Elena (1862-1924) de cei 50 florini pe care i-a trimis. Îi povestește de vizita de la Pesta dar mai ales de cea de la Viena, unde s-a întâlnit cu Teclu și familia acestuia.Îi transmit salutări. Este liniștit pentru că doctorul care l-a consultat i-a spus că nu are de ce să-și facă griji. Urmează să se întâlnească cu Ciurcu. | Muzeul „Casa Mureșenilor”, Brașov | Cimec    |
|      | Informații despre familie și de acasă. A fost vizitat de către Diamandi Manole Autor: Mureșianu, A. Aurel                         | Datare: 1895 noiembrie 19 Dimensiuni: 17,5 x 13,5 cm Material: hârtie                                   | Aurel Mureșianu (1847-1909) îi povestește soției sale, Elena (1862-1924) despre ceea ce s-a mai întâmplat în familie și în casa din Brașov. Îi transmite salutări din partea lui Maior și a lui Diamandi Manole care l-au vizitat. Anunță despre o dezbatere ce va avea loc a doua zi și care îi va aduce liniște pentru cel puțin 24 de ore. | Muzeul „Casa Mureșenilor”, Brașov | Cimec    |
|      | Aurel Mureșianu către soția sa, Elena Mureșianu Autor: Mureșianu, A. Aurel                                                        | Datare: 1895 septembrie 21 Dimensiuni: 17,5 x 13,5 cm Material: hârtie                                  | Aurel Mureșianu (1847-1909) o anunță pe soția sa, Elena (1862-1924) că va mai rămâne încă două zile la Brăila, unde continuă să încaseze bani pentru abonamente. Trimite salutări celor din Redacție. Îi cere soției sale să-i amintească lui Spudercă să-i trimită lui Take Ionescu, ministrul Cultelor aflat la Sinaia, numerele din Gazetă ce conțin articolele "Ce facem", "Ce să facem", "Continuarea luptei". | Muzeul „Casa Mureșenilor”, Brașov | Cimec    |
|      | Aurel Mureșianu către soția sa, Elena Mureșianu Autor: Mureșianu, A. Aurel                                                        | Datare: 1896 octombrie 20 Dimensiuni: 18,5 x 21 cm Material: hârtie                                     | Aurel Mureșianu (1847-1909) trimite soției sale, Elena (1862-1924) felicitări cu ocazia aniversării căsătoriei lor. | Muzeul „Casa Mureșenilor”, Brașov | Cimec    |
|      | Mureșianu Aurel către soția sa, Elena Autor: Mureșianu, A. Aurel                                                                  | Datare: 1897 iulie 31 Dimensiuni: 17,5 x 11 cm Material: hârtie                                         | Aurel Mureșianu (1847-1909) o informează pe soția sa Elena (1862-1924) despre familia sa din Brașov. | Muzeul „Casa Mureșenilor”, Brașov | Cimec    |
|      | Aurel Mureșianu către soția sa, Elena Autor: Mureșianu, A. Aurel                                                                  | Datare: 1897 august 08 Dimensiuni: 17 x 11 cm Material: hârtie                                          | Mureșianu Aurel (1847-1909) îi povestește soției sale Elena Mureșianu (1862-1924) cum și-a petrecut ziua. Amintește de doamna Damian care ar dori să meargă la Sinaia împreună cu ficele sale unde s-ar întâlni și cu Elena Mureșianu. | Muzeul „Casa Mureșenilor”, Brașov | Cimec    |
|      | Aurel Mureșianu către soția sa, Elena Mureșianu Autor: Mureșianu, A. Aurel                                                        | Datare: 1897 decembrie 25 Dimensiuni: 17,5 x 11 cm Material: hârtie                                     | Aurel Mureșianu (1847-1909) o informează pe soția sa Elena ( 1862-1924) că i-a trimis suma de 400 lei, parte din ea folosind-o pentru plata impozitelor. Urmează să plece la Craiova. | Muzeul „Casa Mureșenilor”, Brașov | Cimec    |
|      | Aurel Mureșianu către soția sa, Elena Mureșianu Autor: Mureșianu, A. Aurel                                                        | Datare: 1897 decembrie 30 Dimensiuni: 21 x 21 cm Material: hârtie                                       | Aurel Mureșianu (1847-1909) o anunță pe soția sa Elena (1862-1924) că-i va trimite a doua zi o scrisoare. | Muzeul „Casa Mureșenilor”, Brașov | Cimec    |
|      | Aurel Mureșianu către soția sa, Elena Autor: Mureșianu, A. Aurel                                                                  | Datare: 1898 iulie 04 Dimensiuni: 18 x 11,5 cm Material: hârtie                                         | Aurel Mureșianu (1847-1909) o anunță pe soția sa Elena Mureșianu (1862-1924) că a ajuns cu bine la București. O roagă să-i fie publicate listele electorale, care vor fi afișate ulterior la Primărie. | Muzeul „Casa Mureșenilor”, Brașov | Cimec    |
|      | Aurel Mureșianu către soția sa, Elena Autor: Mureșianu, A. Aurel                                                                  | Datare: 1898 iulie 05 Dimensiuni: 21 x 13,5 cm Material: hârtie                                         | Aurel Mureșianu (1847-1909) o anunță pe soția sa Elena Mureșianu (1862-1914) că i-a trimis suma de 320 lei obținută din plata abonamentelor. Scrisoarea cu antet reprezentând marca hotelului: La "Cânele Negru", din strada Lipscani nr. 1, București. | Muzeul „Casa Mureșenilor”, Brașov | Cimec    |
|      | Aurel Mureșianu către soția sa, Elena Autor: Mureșianu, A. Aurel                                                                  | Datare: 1899 octombrie 24 Dimensiuni: 15 x 11 cm Material: hârtie                                       | Aurel Mureșianu (1847-1909) o roagă pe soția sa Elena Mureșianu (1862-1924) sa-i trimită lista abonaților "Gazetei" pentru încasarea abonamentului. Informații despre familie: Marius Mureșianu din Rm. Vâlcea a plecat la Liege să studieze electrotehnica. | Muzeul „Casa Mureșenilor”, Brașov | Cimec    |
|      | Aurel Mureșianu către soția sa, Elena Autor: Mureșianu, A. Aurel                                                                  | Datare: 1899 octombrie 27 Dimensiuni: 21 x 13 cm Material: hârtie                                       | Aurel Mureșianu (1847-1909) o anunță pe soția sa Elena Mureșianu (1862-1924) că îi va trimite 350 lei pentru plata datoriilor la "Albina". Informații despre rude. | Muzeul „Casa Mureșenilor”, Brașov | Cimec    |
|      | Aurel Mureșianu către soția sa, Elena Autor: Mureșianu, A. Aurel                                                                  | Datare: 1899 octombrie 31 Dimensiuni: 17 x 11 cm Material: hârtie                                       | Aurel Mureșianu (1847-1909) comunică soției sale, Elena Mureșianu (1862-1924), precizări despre interesele bancare (Banca "Albina"). Despre vizita la Vasile Orghidan, întâlnire cu Groza. Participarea la un concert de muzică națională la București. | Muzeul „Casa Mureșenilor”, Brașov | Cimec    |
|      | Aurel Mureșianu către soția sa, Elena Autor: Mureșianu, A. Aurel                                                                  | Datare: 1899 noiembrie 01 Dimensiuni: 11 x 7,5 cm Material: hârtie                                      | Aurel Mureșianu (1847-1909) o informează pe soția sa Elena Mureșianu (1862-1924) despre situația încasării abonamentelor la "Gazetă". Precizari in privința folosirii banilor, în funcție de priorități. | Muzeul „Casa Mureșenilor”, Brașov | Cimec    |
|      | Aurel Mureșianu către soția sa, Elena Autor: Mureșianu, A. Aurel                                                                  | Datare: 1899 noiembrie 03 Dimensiuni: 17,5 x 11 cm Material: hârtie                                     | Aurel Mureșianu (1847-1909) îi cere informații soției sale, Elena Mureșianu (1862-1924) despre încasările de la loteria din Pesta. Roagă să le spună copiilor că o să le aducă o colectie întreagă de carte ilustrată. Se va intâlni cu Groza la prânz la Costică Davidescu, cumnatul lor. | Muzeul „Casa Mureșenilor”, Brașov | Cimec    |
|      | Aurel Mureșianu către soția sa, Elena Autor: Mureșianu, A. Aurel                                                                  | Datare: 1899 noiembrie 18 Dimensiuni: 17 x 11 cm Material: hârtie                                       | Aurel Mureșianu (1847-1909) îi scrie soției sale, Elena Mureșianu (1862-1924) aflată departe de casă, vești despre copii. | Muzeul „Casa Mureșenilor”, Brașov | Cimec    |
|      | Aurel Mureșianu către soția sa, Elena Autor: Mureșianu, A. Aurel                                                                  | Datare: 1899 noiembrie 26 Material: hârtie                                                              | Aurel Mureșianu (1862-1909) trimite vești despre copii soției sale, Elena Mureșianu (1862-1924) aflată la Călărași. Întâlnire cu mai multe familii la EUROPA unde a avut loc o mică convenire, unde au participat 10-15 familii, printre care și deputatul Popovici din Bucovina. Dorește să se revadă cât mai curând. | Muzeul „Casa Mureșenilor”, Brașov | Cimec    |
|      | Aurel Mureșianu către soția sa, Elena Autor: Mureșianu, A. Aurel                                                                  | Datare: 1899 decembrie 16 Dimensiuni: 22,5 x 14 cm Material: hârtie                                     | Aurel Mureșianu (1847-1909) povestește soției sale despre familia Davidescu. Îi cere soției sale sa nu publice foiletonul lui Frâncu până nu se va întoarce el. În partea superioară a primei file este antetul cu "Societatea Română Anonimă pentru fabricarea varului hidraulic și a Cimentului Român" din Breaza. | Muzeul „Casa Mureșenilor”, Brașov | Cimec    |
|      | Aurel Mureșianu către soția sa, Elena Autor: Mureșianu, A. Aurel                                                                  | Datare: 1900 ianuarie 23 Dimensiuni: 17,5 x 11 cm Material: hârtie                                      | Aurel Mureșianu (1847-1909) îi comunică soției sale Elena Mureșianu (1862-19124) unele probleme personale. Comunică faptul că a ajuns cu bine la Tița și Costică, care sunt niște gazde bune. | Muzeul „Casa Mureșenilor”, Brașov | Cimec    |
|      | Aurel Mureșianu către soția sa, Elena Autor: Mureșianu, A. Aurel                                                                  | Datare: 1900 februarie 02 Dimensiuni: 14,5 x 11 cm Material: hârtie                                     | Aurel Mureșianu (1847-1909) cere informații soției sale Elena Mureșianu (1862-1924) despre starea lui Costi Nicolau (unchiul). Îi mai comunică unele probleme personale. Cere ca la concertul dirijat de Dima să meargă ori Maior ori Saftu și să se scrie obiectiv. | Muzeul „Casa Mureșenilor”, Brașov | Cimec    |
|      | Aurel Mureșianu către soția sa, Elena Autor: Mureșianu, A. Aurel                                                                  | Datare: 1900 octombrie 25 Dimensiuni: 22 x 14 cm Material: hârtie                                       | Aurel Mureșianu (1847-1909) îi comunică soției sale, Elena Mureșianu (1862-1924), faptul că încasările abonamentelor merg greu și o sfătuiește să se împrumute de la Eremia. A lucrat pentru îmbunătățirea reportajului pentru "Gazeta". Transmite salutări pentru Maior, Fluștureanu și Traian Pop (din redacție). | Muzeul „Casa Mureșenilor”, Brașov | Cimec    |
|      | Aurel Mureșianu către soția sa, Elena Autor: Mureșianu, A. Aurel                                                                  | Datare: 1900 noiembrie 04 Dimensiuni: 17 x 10,5 cm Material: hârtie                                     | Aurel Mureșianu (1847-1909) o informează pe soția sa, Elena Mureșianu (1862-1924), despre călătoria la București. A făcut o vizită la cumnatul său, Costică Davidescu, unde s-a întâlnit cu Moise Groza. Îi transmite si din partea acestora salutări. Îi comunică întârzierea sa cu câteva zile, datorată încasăriii abonamentelor. | Muzeul „Casa Mureșenilor”, Brașov | Cimec    |
|      | Aurel Mureșianu către soția sa, Elena Mureșianu Autor: Mureșianu, A. Aurel                                                        | Datare: 1900 decembrie 17 Dimensiuni: 17 x 10 cm Material: hârtie                                       | Aurel Mureșianu (1847-1909) îi transmite soției sale, Elena Mureșianu (1862-1924) informații confidențiale despre Maior (condus de Aurel Mureșianu și Ciurcu la Budapesta, fiind grav bolnav). Își întrerupe călătoria la Oradea lăsându-l singur pe Ciurcu cu Maior. Aici intâlnește o artistă româncă premiată la Munchen. În timpul călătoriei l-au întâlnit pe nepotul lui Maior, Victor, teolog la Blaj. Îi amintește de plata poliței la bancă. | Muzeul „Casa Mureșenilor”, Brașov | Cimec    |
|      | Aurel Mureșianu către soția sa, Elena Autor: Mureșianu, A. Aurel                                                                  | Datare: 1902 iulie 24 Dimensiuni: 14,9 x 11,2 cm Material: hârtie                                       | Aurel Mureșianu (1847-1909) îi scrie soției sale, Elena Mureșianu (1862-1924) despre vizita la Francisc Hossu-Longin, împreună cu fratele său, Iacob. La întoarcere se va opri la Blaj la familia fratelui său și se va întâlni cu cei de la Mitropolie. | Muzeul „Casa Mureșenilor”, Brașov | Cimec    |
|      | Aurel Mureșianu către soția sa, Elena Autor: Mureșianu, A. Aurel                                                                  | Datare: 1904 septembrie 06 Dimensiuni: 17,7 x 11,2 cm Material: hârtie                                  | Aurel Mureșianu (1847-1909) îi transmite soției sale, Elena Mureșianu (1862-1924) aflată în vizită la rude la Hațeg, vești de acasă. | Muzeul „Casa Mureșenilor”, Brașov | Cimec    |
|      | Aurel Mureșianu către soția sa, Elena Autor: Mureșianu, A. Aurel                                                                  | Datare: 1904 septembrie 11 Dimensiuni: 17,5 x 11 cm Material: hârtie                                    | Aurel Mureșianu (1847-1909) îi povestește soției sale, Elena (1862-1924) de invitația la Râșnov, pe care a primit-o din partea doctorului Hosanu. Vremea frumoasă le permite să meargă la cursele de cai. | Muzeul „Casa Mureșenilor”, Brașov | Cimec    |
|      | Aurel Mureșianu către soția sa, Elena Autor: Mureșianu, A. Aurel                                                                  | Datare: 1905 mai 05 Dimensiuni: 17,5 x 11 cm Material: hârtie                                           | Aurel Mureșianu (1847-1909) îi povestește soției sale, Elena (1862-1924), aflată la Viena, despre viața din Brașov, despre cei doi copii ai lor și despre diverse cunoștințe. Își exprimă dorința de a fi alături de ea la Viena. | Muzeul „Casa Mureșenilor”, Brașov | Cimec    |
|      | Aurel Mureșianu către soția sa, Elena Autor: Mureșianu, A. Aurel                                                                  | Datare: 1905 iulie o1 Dimensiuni: 14,5 x 23 cm Material: hârtie                                         | Aurel Mureșianu (1847-1909) îi povestește soției sale, Elena (1862-1924) de călătoria - nu prea plăcută - cu trenul la Deva. Este însoțit de fiul său, Aurel. Sunt găzduiți de Francisc Hossu Longin. Dă indicații pentru activitatea din redacția "Gazetei" dar și pentru cea din tipografie. | Muzeul „Casa Mureșenilor”, Brașov | Cimec    |
|      | Aurel Mureșianu către soția sa, Elena Autor: Mureșianu, A. Aurel                                                                  | Datare: 1905 iulie 20 Dimensiuni: 14,5 x 11 cm Material: hârtie                                         | Aurel Mureșianu (1847-1909) o anunță pe soția sa, Elena (1862-1924) că a părăsit Deva și că se îndreaptă spre Viena. Povestește cât de bine se simte Riculeț (fiul Aurel), care a rămas la Deva, la familia Hosu. Împreună vor face excursii la Hațeg, Orăștie, Alba-Iulia, Sibiu și alte localități. Transmite salutări cunoscuților din Brașov. | Muzeul „Casa Mureșenilor”, Brașov | Cimec    |
|      | Aurel Mureșianu către soția sa, Elena Autor: Mureșianu, A. Aurel                                                                  | Datare: 1905 august 03 Dimensiuni: 23 x 14,5 cm Material: hârtie                                        | Aurel Mureșianu (1847-1909) comunică soției sale, Elena (1862-19249) sosirea la Wallischhof. Aici este tratat de doctorul Marius Sturza. Trimite indicații referitoare la activitatea din redacția "Gazetei". Scrisoarea prezintă în partea superioară antetul stațiunii din Wallischhof. | Muzeul „Casa Mureșenilor”, Brașov | Cimec    |
|      | Aurel Mureșianu către soția sa, Elena Autor: Mureșianu, A. Aurel                                                                  | Datare: 1905 august 04 Dimensiuni: 19 x 15 cm Material: hârtie                                          | Aurel Mureșianu (1847-1909) îi aduce aminte soției sale, Elena (1862-1924) de renta de 170 coroane din partea Băncii Naționale din București. Trimite instrucțiuni pentru activitatea din tipografie. Povestește despre viața sa din Wallischhof. | Muzeul „Casa Mureșenilor”, Brașov | Cimec    |
|      | Aurel Mureșianu către soția sa, Elena Autor: Mureșianu, A. Aurel                                                                  | Datare: 1905 august 05 Dimensiuni: 23 x 14,5 cm Material: hârtie                                        | Aurel Mureșianu (1847-1909) o informează pe soția sa, Elena Mureșianu (1862-1924) despre tratamentul pe care i l-a recomandat doctorul Marius Sturza pentru contuzia de la piciorul drept. | Muzeul „Casa Mureșenilor”, Brașov | Cimec    |
|      | Aurel Mureșianu către soția sa, Elena Autor: Mureșianu, A. Aurel                                                                  | Datare: 1905 august 07 Dimensiuni: 23 x 14,5 Material: hârtie                                           | Aurel Mureșianu (1847-1909) o anunță pe soția sa, Elena Mureșianu (1862-1924) despre tratamentul pe care i l-a prescris un specialist din Viena. Roagă să păstreze memoriile lui Axente Sever. Comunică instrucțiuni pentru activitatea din redacția "Gazetei". Scrisoarea prezintă antetul Stațiunii din Wallischhof. | Muzeul „Casa Mureșenilor”, Brașov | Cimec    |
|      | Aurel Mureșianu către soția sa, Elena Autor: Mureșianu, A. Aurel                                                                  | Datare: 1905 august 08 Dimensiuni: 22 x 14 cm Material: hârtie                                          | Aurel Mureșianu (1847-1909) o anunță pe soția sa, Elena Mureșianu (1862-1924) că a sosit la prietenul Sterie Ciurcu unde este bine tratat. I-a fost pus piciorul în gips. Anunță că Sterie Ciurcu a fost decorat cu Ordinul "Coroana României" de către Ministrul Cantacuzino. Scrisoarea are ca antet "Dr. Sterie Ciurcu" și adresa din Viena. | Muzeul „Casa Mureșenilor”, Brașov | Cimec    |
|      | Aurel Mureșianu către soția sa, Elena Autor: Mureșianu, A. Aurel                                                                  | Datare: 1905 august 09 Dimensiuni: 22 x 14 cm Material: hârtie                                          | Aurel Mureșianu (1847-1909) o anunță pe soția sa, Elena Mureșianu (1862-1924) că un chirurg din Viena i-a dat jos gipsul; va trebui să poarte un bandaj timp de 10 zile. Amintește despre vizitele pe care le-a primit din partea lui Teodor și Sterie Ciurcu și a lui Lazăr Popovici. Oferă indicații cu privire la activitatea din Tipografie. Transmite salutări lui nenea Ghiță. Scrisoarea are ca antet numele "Dr. Sterie Ciurcu" și adresa din Viena. | Muzeul „Casa Mureșenilor”, Brașov | Cimec    |
|      | Aurel Mureșianu către soția sa, Elena Autor: Mureșianu, A. Aurel                                                                  | Datare: 1905 august 10 Dimensiuni: 21,5 x 14 cm Material: hârtie                                        | Aurel Mureșianu (1847-1909) îi povestește soției sale, Elena (1862-1924) starea pe care o are ca urmare a faptului ca i-a fost pus piciorul în gips. | Muzeul „Casa Mureșenilor”, Brașov | Cimec    |
|      | Aurel Mureșianu către soția sa, Elena Autor: Mureșianu, A. Aurel                                                                  | Datare: 1905 august 11 Dimensiuni: 23 x 14,5 cm Material: hârtie                                        | Aurel Mureșianu (1847-1909) o anunță pe soția sa Elena Mureșianu (1862-1924) de întoarcerea la Wallischhof pentru tratament. Transmite noi instrucțiuni pentru colecția "Gazetei" destinată expoziției de la Sibiu. Scrisoarea prezintă în partea superioară antetul Stațiunii din Wallischhof. | Muzeul „Casa Mureșenilor”, Brașov | Cimec    |
|      | Aurel Mureșianu către soția sa, Elena Autor: Mureșianu, A. Aurel                                                                  | Datare: 1905 august 12 Dimensiuni: 23 x 14,5 cm Material: hârtie                                        | Aurel Mureșianu (1847-1909) o anunță pe soția sa, Elena Mureșianu (1862-1924) despre tratamentul pe care-l urmează în Stațiunea Wallischhof. Aici a întâlnit familii de români din Craiova, aflate și ele la tratament. Amintește de scrisoarea pe care a primit-o de la Hossanu din Deva și de cea din partea lui Riculeț. Scrisoarea prezintă antetul Stațiunii Wallischhof. | Muzeul „Casa Mureșenilor”, Brașov | Cimec    |
|      | Aurel Mureșianu către soția sa, Elena Autor: Mureșianu, A. Aurel                                                                  | Datare: 1905 august 13 Dimensiuni: 23 x 14,5 cm Material: hârtie                                        | Aurel Mureșianu (1847-1909) o anunță pe soția sa, Elena (1862-1924) de continuarea tratamentului la Wallischhof. Amintește de persoanele pe care le-a cunoscut aici, doamna Andreescu din Craiova și domnul Erdely din Orăștie. | Muzeul „Casa Mureșenilor”, Brașov | Cimec    |
|      | Aurel Mureșianu către soția sa, Elena Autor: Mureșianu, A. Aurel                                                                  | Datare: 1905 august 14 Dimensiuni: 15,5 x 12,5 cm Material: hârtie                                      | Aurel Mureșianu (1847-1909) o informează pe soția sa, Elena (1862-1924) de continuarea tratamentului la Wallischhof. | Muzeul „Casa Mureșenilor”, Brașov | Cimec    |
|      | Aurel Mureșianu către soția sa, Elena Autor: Mureșianu, A. Aurel                                                                  | Datare: 1905 august 16 Dimensiuni: 23 x 14,5 cm Material: hârtie                                        | Aurel Mureșianu (1847-1909) comunică soției sale, Elena (1862-1924) numele persoanelor pe care le-a cunoscut în sanatoriu. Trimite un articol omagial pentru expoziția din Sibiu. Oferă indicații în problema reprezentării "Gazetei" la expoziția din Sibiu. Scrisoarea prezintă antetul stațiunii din Wallischhof. | Muzeul „Casa Mureșenilor”, Brașov | Cimec    |
|      | Aurel Mureșianu către soția sa, Elena Autor: Mureșianu, A. Aurel                                                                  | Datare: 1905 august 17 Dimensiuni: 23 x 14,5 cm Material: hârtie                                        | Aurel Mureșianu (1847-1909) oferă soției sale, Elena (1862-1924) informații despre starea sa de sănătate. Amintește de chestiunea privitoare la Iancu Metianu, care ar fi o născocire. Dispune să se facă o donație Muzeului Național din numărul de duminică (16 august 1905) al "Gazetei". Scrisoarea prezintă antetul stațiunii Wallischhof. | Muzeul „Casa Mureșenilor”, Brașov | Cimec    |
|      | Aurel Mureșianu către Elena Mureșianu Autor: Mureșianu, A. Aurel                                                                  | Datare: 1905 august 18 Dimensiuni: 23 x 14,5 cm Material: hârtie                                        | Aurel Mureșianu (1847-1909) îi scrie soției sale Elena (1862-1924) despre tratamentul pe care-l urmează in Stațiunea Wallischhof. Îi transmite indicații referitoare la modificările aduse locuinței din Brașov. | Muzeul „Casa Mureșenilor”, Brașov | Cimec    |
|      | Aurel Mureșianu către soția sa, Elena Autor: Mureșianu, A. Aurel                                                                  | Datare: 1905 august 20 Material: hârtie                                                                 | Aurel Mureșianu (1847-1909) îi comunică soției sale, Elena (1862-1924) plecarea din Wallischhof. Se oprește pentru câteva zile la Viena, unde este găzduit de prietenul Teclu. Primește vizita lui Sterie. | Muzeul „Casa Mureșenilor”, Brașov | Cimec    |
|      | Aurel Mureșianu către soția sa, Elena Autor: Mureșianu, A. Aurel                                                                  | Datare: 1905 august 22 Dimensiuni: 17,5 x 11cm Material: hârtie                                         | Aurel Mureșianu (1847-1909) îi comunică soției sale, Elena (1862-1924) reîntoarcerea la Wallischhof. Se arată mulțumit de "Gazetă". Transmite informații despre starea sa de sănătate. | Muzeul „Casa Mureșenilor”, Brașov | Cimec    |
|      | Aurel Mureșianu către soția sa, Elena Autor: Mureșianu, A. Aurel                                                                  | Datare: 1905 august 24 Dimensiuni: 23 x 14,5 cm Material: hârtie                                        | Aurel Mureșianu (1847-1909) îi transmite soției sale, Elena (1862-1924) informații despre starea sa de sănătate. Cere informații despre situația financiară a "Gazetei". | Muzeul „Casa Mureșenilor”, Brașov | Cimec    |
|      | Aurel Mureșianu către soția sa, Elena Autor: Mureșianu, A. Aurel                                                                  | Datare: 1905 august 25 Dimensiuni: 17,5 x 11 cm Material: hârtie                                        | Aurel Mureșianu (1847-1909) o anunță pe soția sa, Elena Mureșianu (1862-1924) că a primit scrisoarea de la fiica lor Elena. Se arată mulțumit de ortografia fiicei sale. Descrie o poză de grup. | Muzeul „Casa Mureșenilor”, Brașov | Cimec    |
|      | Aurel Mureșianu către soția sa, Elena Autor: Mureșianu, A. Aurel                                                                  | Datare: 1905 august 27 Dimensiuni: 15,5 x 12,5cm Material: hârtie                                       | Aurel Mureșianu (1847-1909) îi povestește soției sale, Elena (1862-1924) despre o tânără doamnă pe care a cunoscut-o în sanatoriul de la Wallischhof. Transmite informații despre sănătatea sa. Amintește de accidentul familiei Constantinescu, o familie din Craiova aflată și ea la sanatoriul din Wallischhof. | Muzeul „Casa Mureșenilor”, Brașov | Cimec    |
|      | Aurel Mureșianu către soția sa, Elena Autor: Mureșianu, A. Aurel                                                                  | Datare: 1905 august 28 Dimensiuni: 15,5 x 12,5 cm Material: hârtie                                      | Aurel Mureșianu (1847-1909) o informează pe soția sa, Elena (1862-1924) despre starea sa de sănătate. Cere informații despre situația financiară a familiei. | Muzeul „Casa Mureșenilor”, Brașov | Cimec    |